# 軍服 (イギリス)

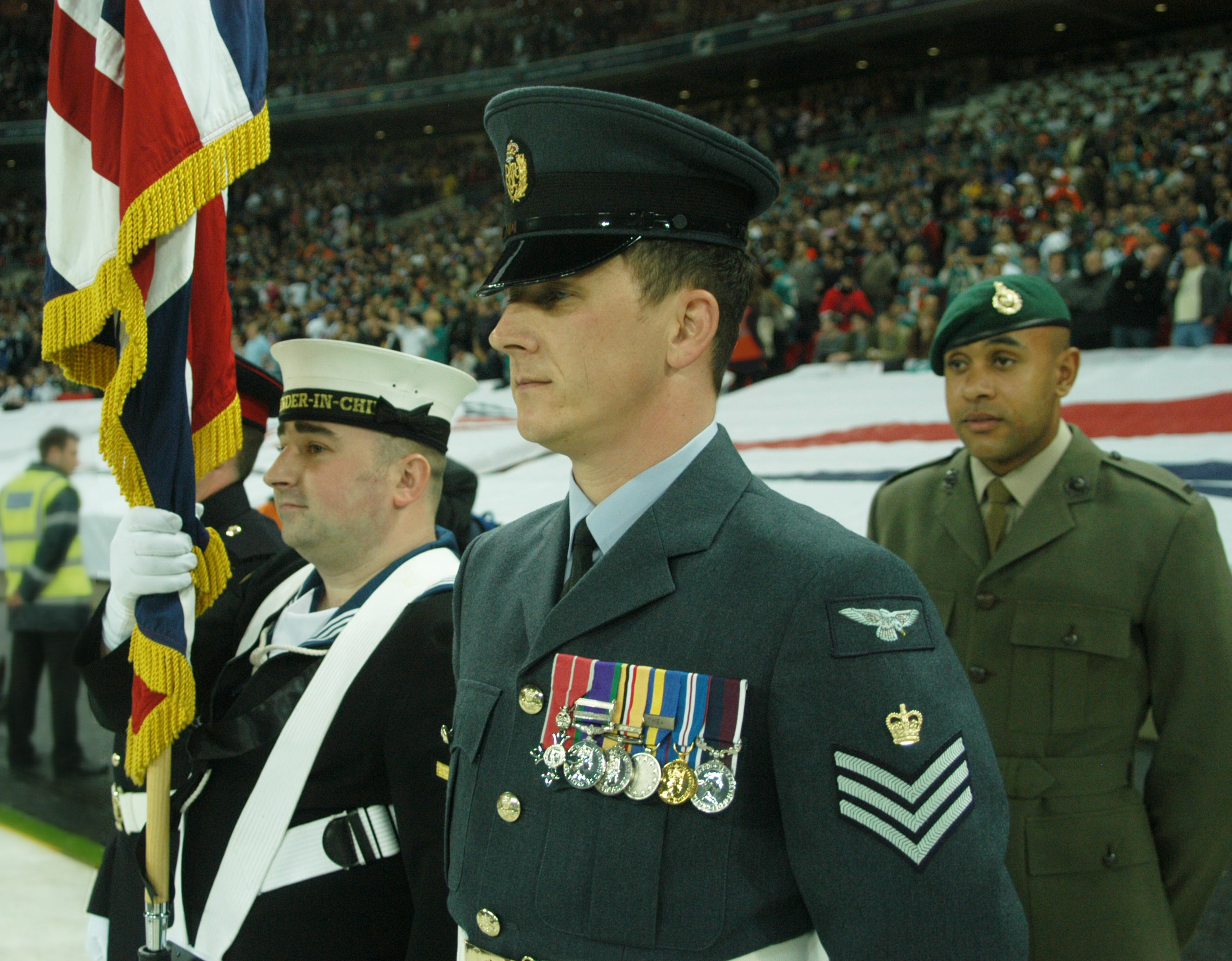
整列した陸・海・空・海兵隊（左から）の兵士

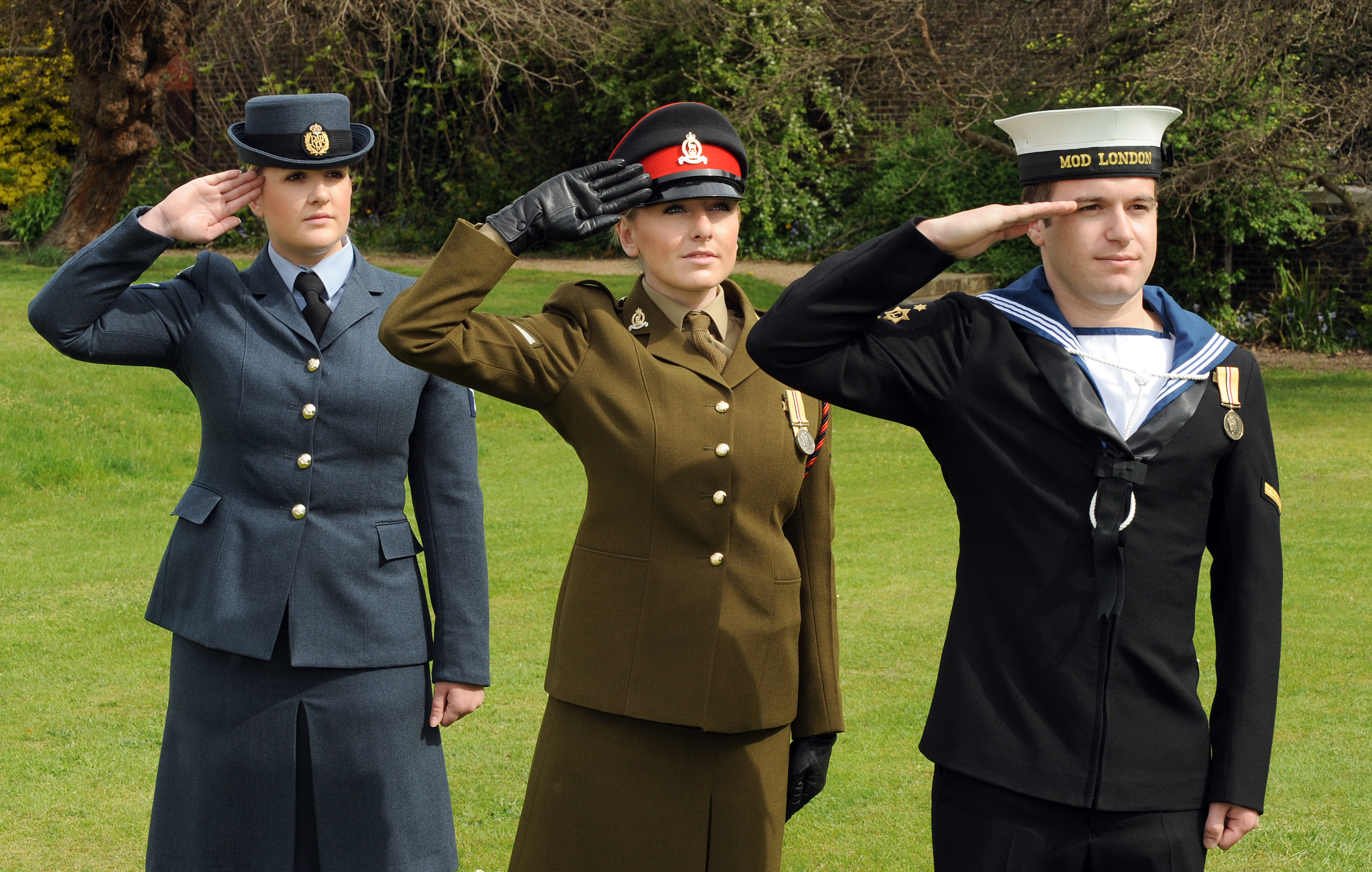
空・陸・海の制服と敬礼（左から）

イギリスの軍服（イギリスのぐんぷく）は、イギリス軍の軍人により着用される衣類であり、主に海・空軍、海兵隊及び陸軍の連隊の制服を指す。本項では陸軍に制服が導入された王制復古以降現在に至るまでの、イギリスの軍服の特徴と変遷及びイギリスが各国の軍服に或はイギリスの軍隊が服飾の分野に与えた影響について述べる。

## 概観

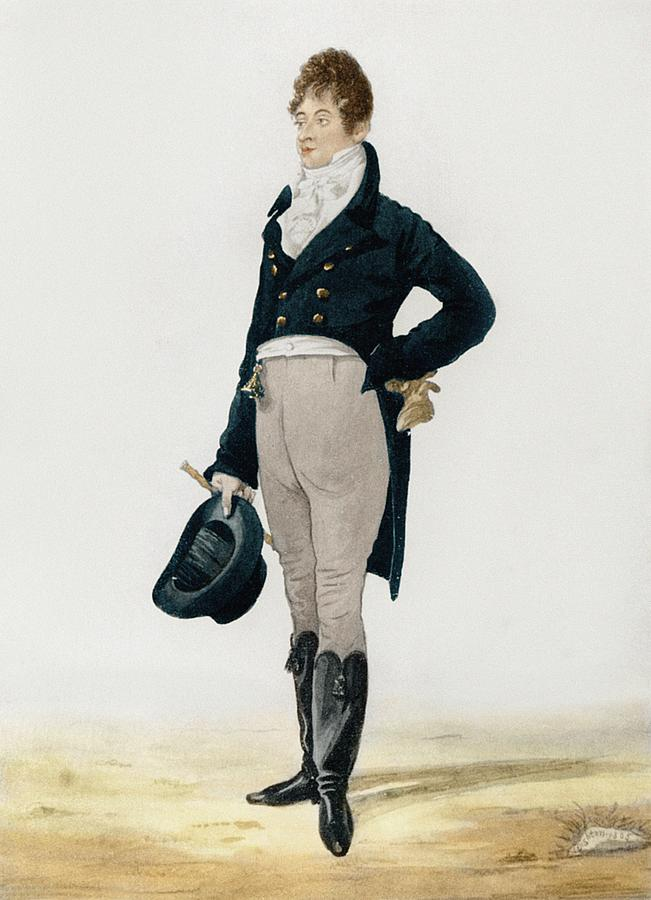
1800年頃のフロック

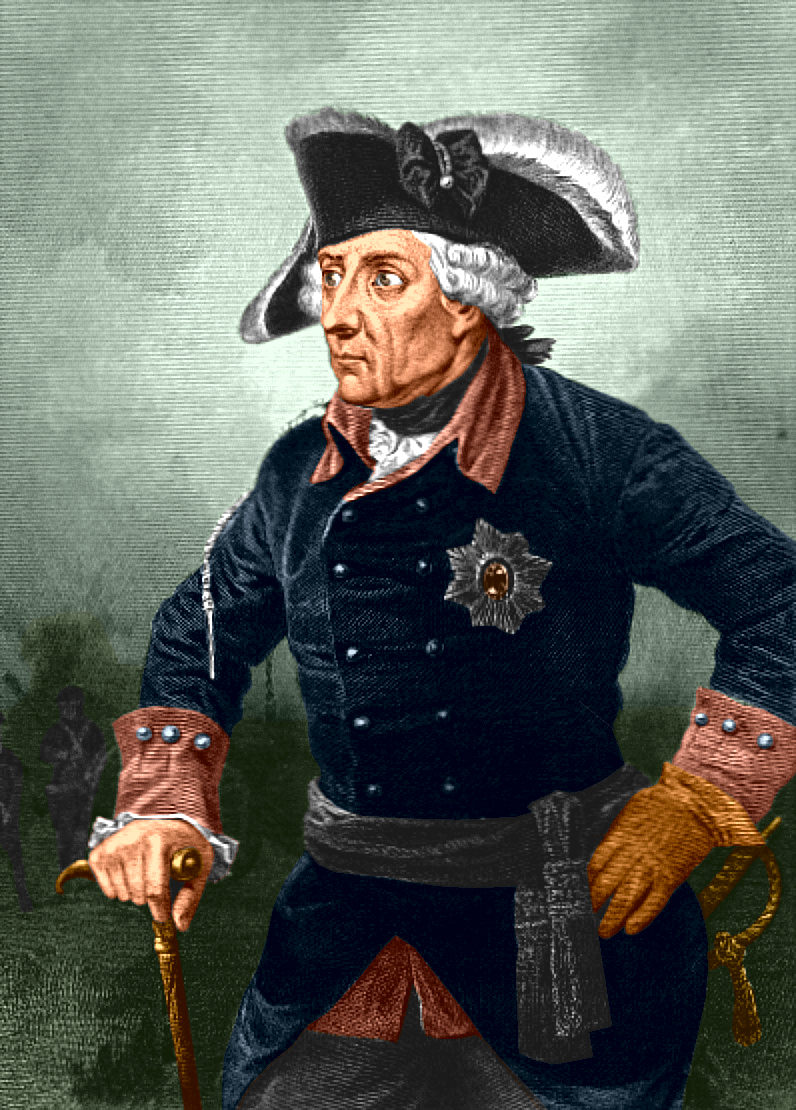
フロックコートを着たフリードリヒ2世

産業革命は1760年代にイギリスの織物工業から始まった。そのため、イギリスは18世紀後半から服飾に関して大きな影響力を持つようになり、特に男性の服装については当時ヨーロッパ文化の中心であったフランスが英国風を盛んに取り入れたため、世界を主導するようになった。フランスが取り入れた男性用服装の中に英国貴族の乗馬服であるフロック (Frock) があった。1780年代になるとフロックは男性の標準的な服装として普及し、フランスでは宮廷でも着用されるようになり、軍服にも採用された。イギリス風の服装はフランス革命後更にフランスで好まれるようになり、ナポレオンの大陸軍でもフロックが標準的な軍服となった。また、フロックはイギリスに逆輸入され、軍服としては、陸軍が1850年代まで、海軍では正装として第二次世界大戦後まで使用することになる。
19世紀のイギリスは、産業革命とナポレオン戦争の勝利により得られた海軍力の優位性を背景に「パックス・ブリタニカ」とよばれる覇権を享受していた。また、フランス革命によりフランス宮廷が崩壊したことから、ヴィクトリア女王の時代にはイギリス宮廷が欧米社会の模範となり、服飾の分野でもイギリスが世界をリードしていた。そのため、男性の服飾に関してはヴィクトリア女王の夫であるアルバート公や息子のアルバート・エドワード皇太子（後のエドワード7世）が欧米社会のファッションリーダーとなった。男性服飾史に於いてはこの時代を「アルバート公の時代」と呼ぶこともある。
ドイツのザクセン＝コーブルク＝ゴータ公国公子であったアルバート公は、それまでの華美な英国宮廷をドイツ風の質素なものへ変えていったが、服装に関してもプロイセン軍の略装であったフロックコートがこの時代に男性の昼間用正装となった。現在でもフロックコートのことをアメリカでは「プリンス・アルバート・コート」と呼ぶことがある。軍服に関しても当時導入されたドイツ風の重騎兵用ヘルメットは「アルバートヘルメット」、シャコー帽は「アルバートシャコー」と名付けられている。
その後、アルバート・エドワード皇太子を中心にイギリスの男性服飾文化が発展するに従って、背広や結び下げ式のネクタイ等現在でも世界中で使用されている様々な男性用服飾品が欧米文化の中心であるイギリスから生まれた。そしてこの流れは19世紀以降の軍服にも無関係ではなく、イギリスで発展した軍服が世界中の軍隊に影響を及ぼした。
陸軍の軍服にもドイツ風の質素なデザインが取り入れられ、1871年の普仏戦争にプロイセンが勝利してその軍事制度が世界的に注目されたためにさらにその傾向が強まった。しかし、このドイツ風の軍服は正装用とされるようになり、時代の必要性から生まれた新しい種類の軍服が戦闘服や会食服として使用されるようになった。そして、その新しい種類の軍服の多くはイギリス発祥である。イギリス社会から生まれた“背広にネクタイ”というスタイルはイギリス陸軍に採用され、現在では全世界で標準的な軍服となっている。
海外植民地を維持するためにインドやアフリカ、香港および東南アジアをはじめとした世界各地に大英帝国の軍隊が派遣されたため、熱帯・亜熱帯地域や砂漠地帯などの温暖な気候の土地で得られた戦訓から採用された防暑用のピスヘルメットやカーキ色の軍服も多くの国で採用されている。また、広大な植民地を有してきた関係で、第二次世界大戦後に独立した旧植民地に陸軍・空軍・警察を含め訓練法（行進など）や制服のデザインにイギリスの強い影響をとどめる国は多い。
それに対してパックス・ブリタニカを支えた海軍の制度は各国の模範とされ、今日の海軍でイギリス海軍が確立した基本パターンを直接・間接的に引き継いでいない国は皆無といってよい。現在では全世界の海軍で標準的な軍服となっているブレザーやセーラー服も19世紀のイギリスで生まれており、その影響は、沿岸警備組織（アメリカ沿岸警備隊など）、商船高級船員、民間航空機パイロットの制服にも及んでいる。
イギリスの軍隊から一般社会に広まった服装も多く、セーラー服やブレザー、ピーコート等が海軍の軍服から、トレンチコートやピスヘルメット等が陸軍の軍服から民間に普及し、現在でも世界中で広く使われている。カーディガンは戦場での知恵から生まれ、軍服として使用される例は少ないが民間で広く使われている。また、ダッフルコートは漁師の防寒着として生まれたが、イギリス海軍に採用されたことから広く民間に普及した。

## 陸軍の軍服

### 陸軍軍服の変遷

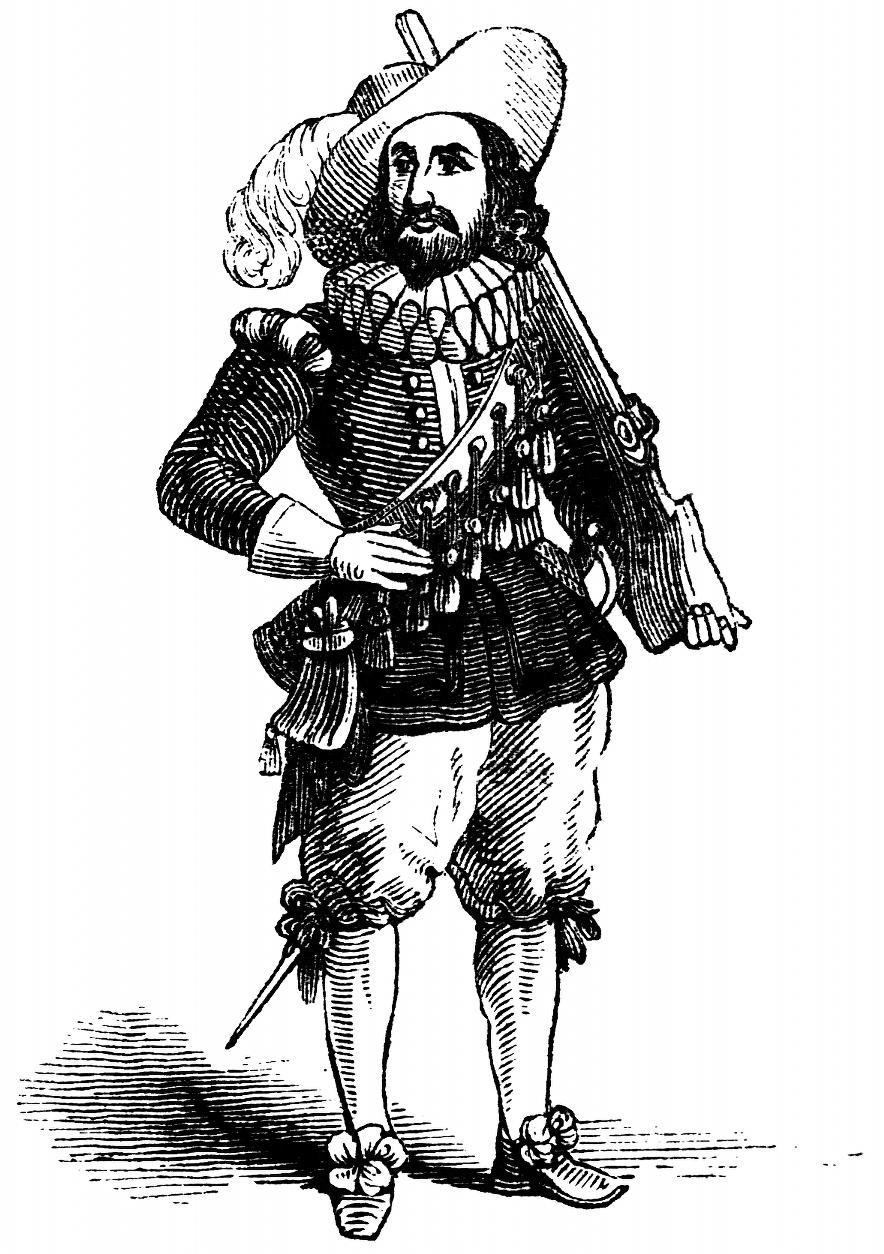
17世紀の民兵

現在に至るイギリス陸軍の組織が出来たのは清教徒革命後の王制復古により即位した、チャールズ2世の時代である。当時は連隊ごとの制服が着用され始めた頃であり、一部の国で同じ色のサッシュを身に付ける事が行われていた。17世紀末頃から歩兵の上着の色が国毎に統一されるようになり、イギリス歩兵は赤色の上着を着用するようになった。（ちなみに、フランスは青、プロイセンは紺青色（プルシアンブルー）、オーストリアは白、ロシアはオリーブグリーン、バイエルンは水色）
英国陸軍では戦訓や一般社会の変化等により新しい服装が導入されても古い服装を残して種類を増やして行く事が軍服の変遷における特徴となっている。具体的には、19世紀後半の軍服が正装、同じく19世紀後半の常装・略装が礼装、20世紀前半の戦闘服が常装となって残っている。そのため現在の服装規定では、服装の種類が他国に比べて多くなっている。

ブルーズ・アンド・ロイヤルズ連隊の制服の変遷
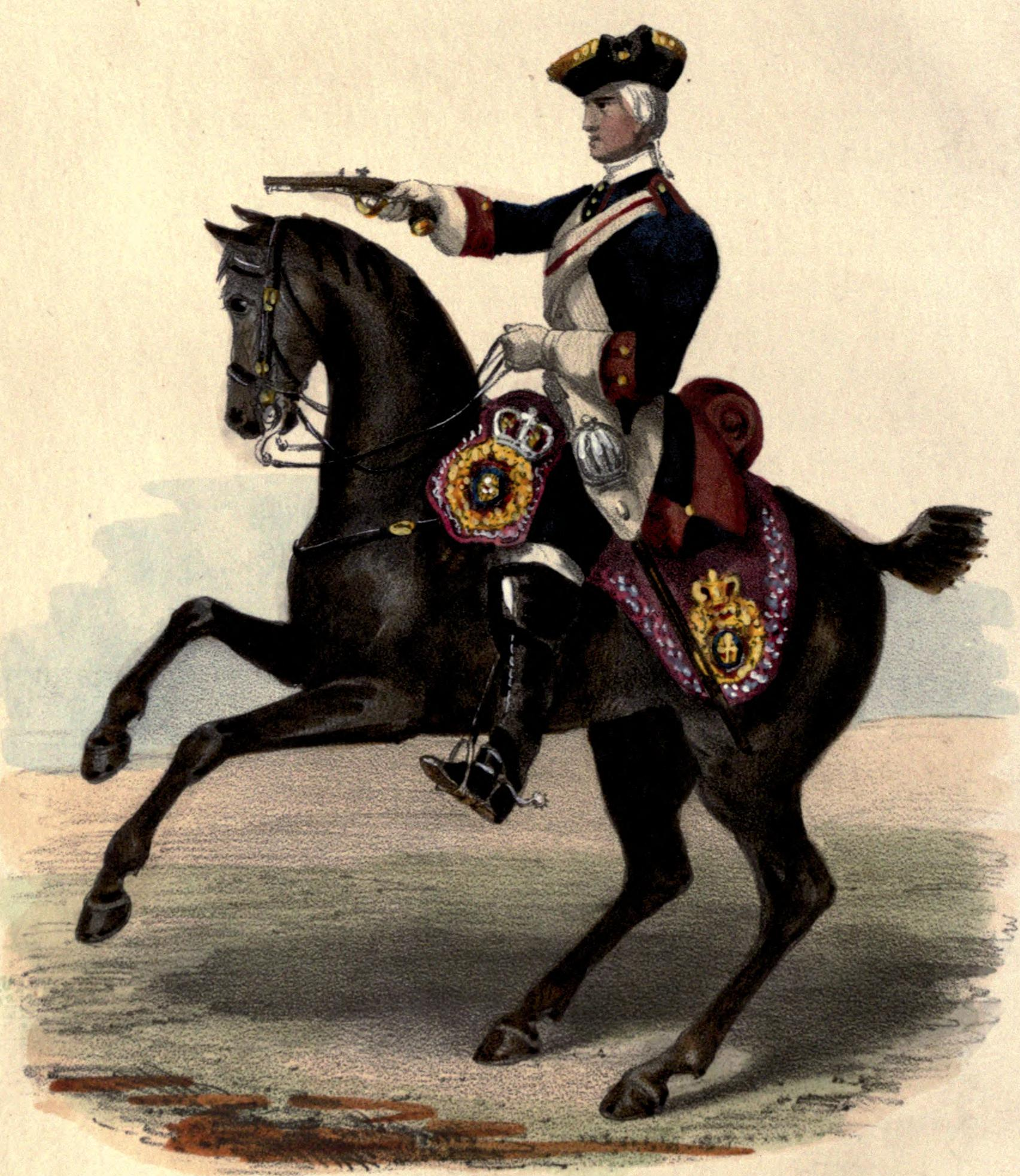
ロイヤル・ホースガーズ連隊（Royal Regiment of Horse Guards）(Royal Regiment of Horse)(1742)。1742年制服大改正時の制服。紺色の上着（18世紀中頃様式）、ベスト、ブリーチズ（半ズボン）、三角帽。
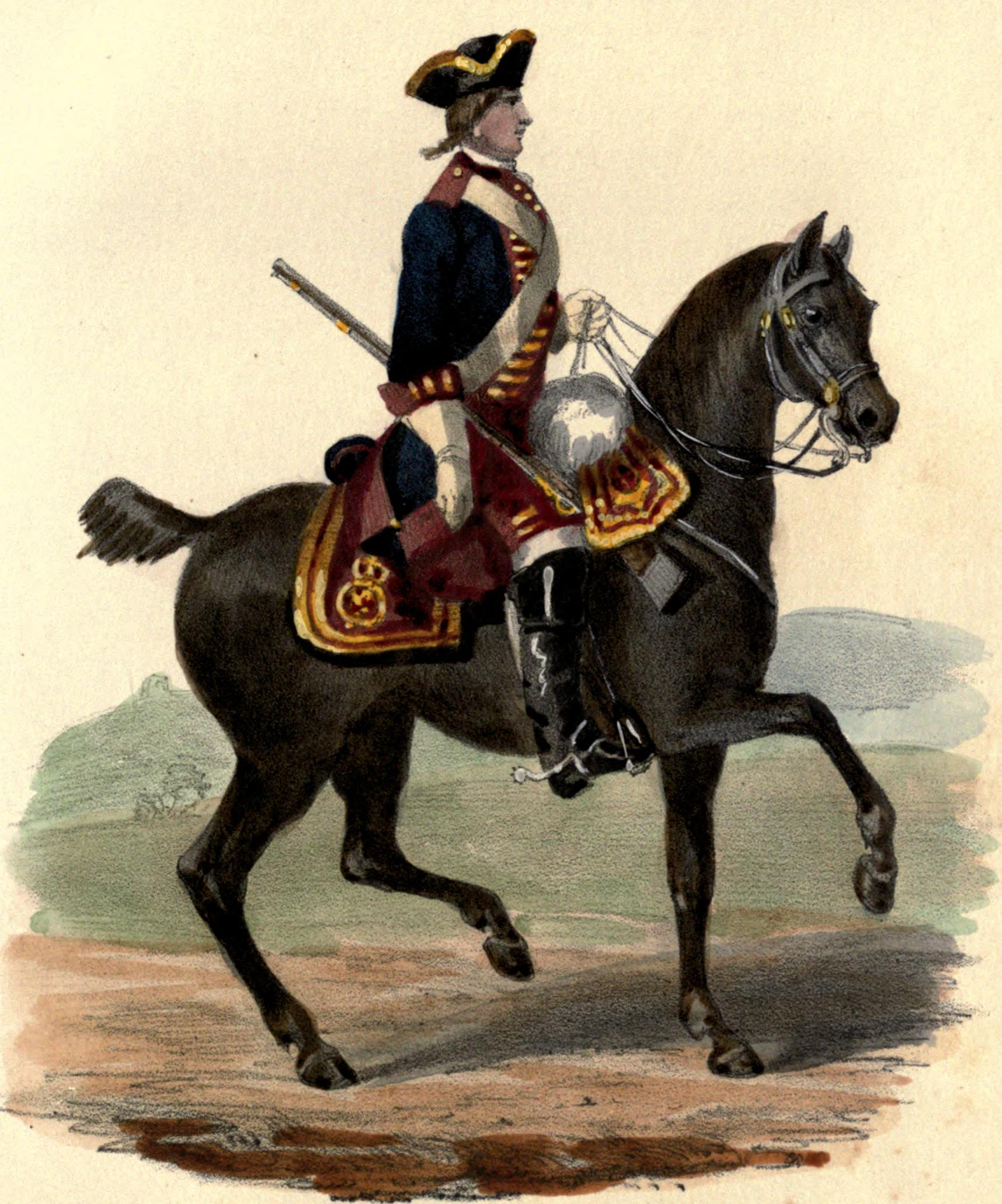
ロイヤル・ホースガーズ・ブルーズ(Royal Horse Guards Blues)(1758)。1751年改正後。ベストとブリーチズが赤に変更。
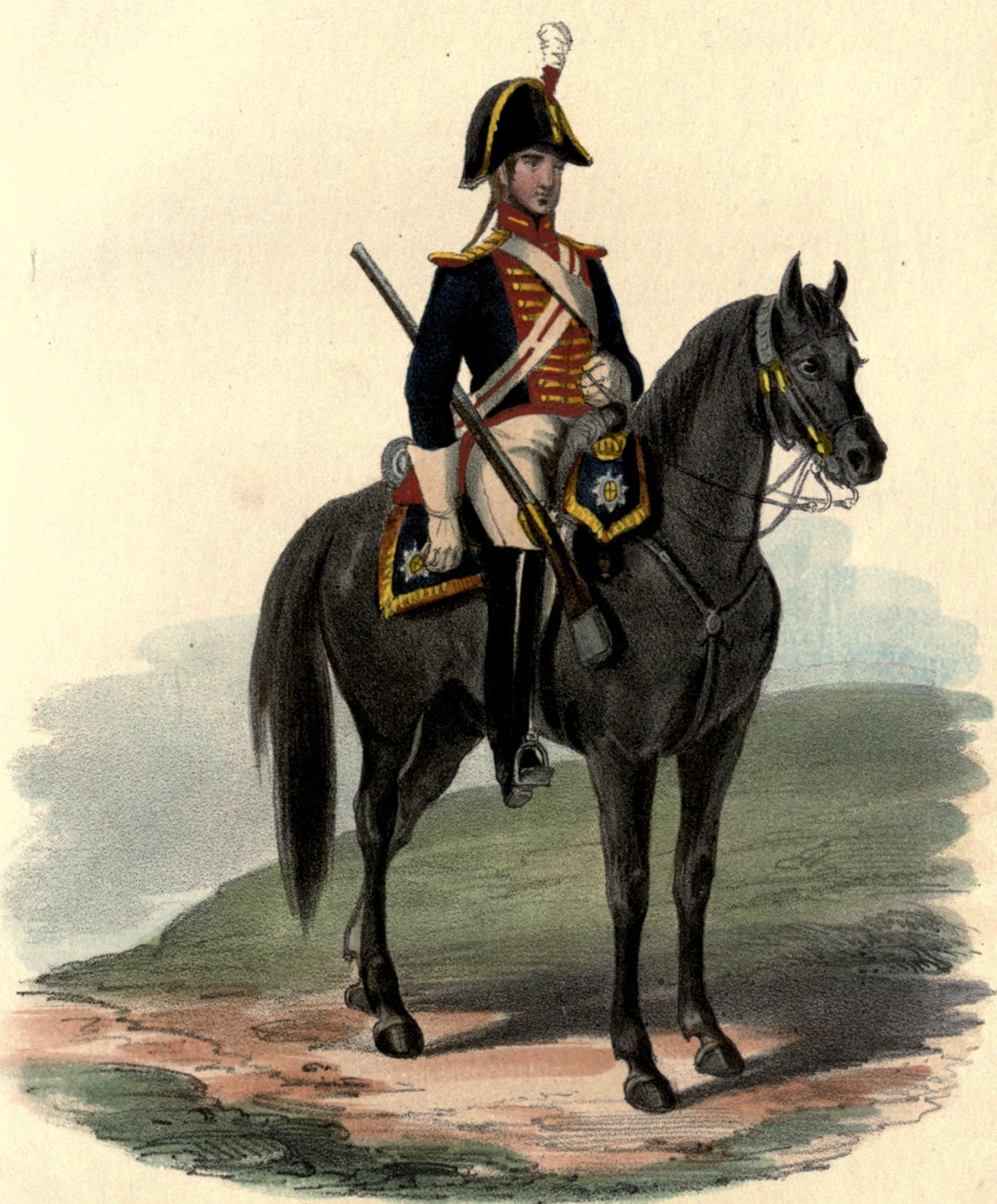
ロイヤル・ホースガーズ・ブルーズ(1806)。上着がフロック、帽子が二角帽に代わる。ブリーチズが白になり、肩にはエポーレットが付く。
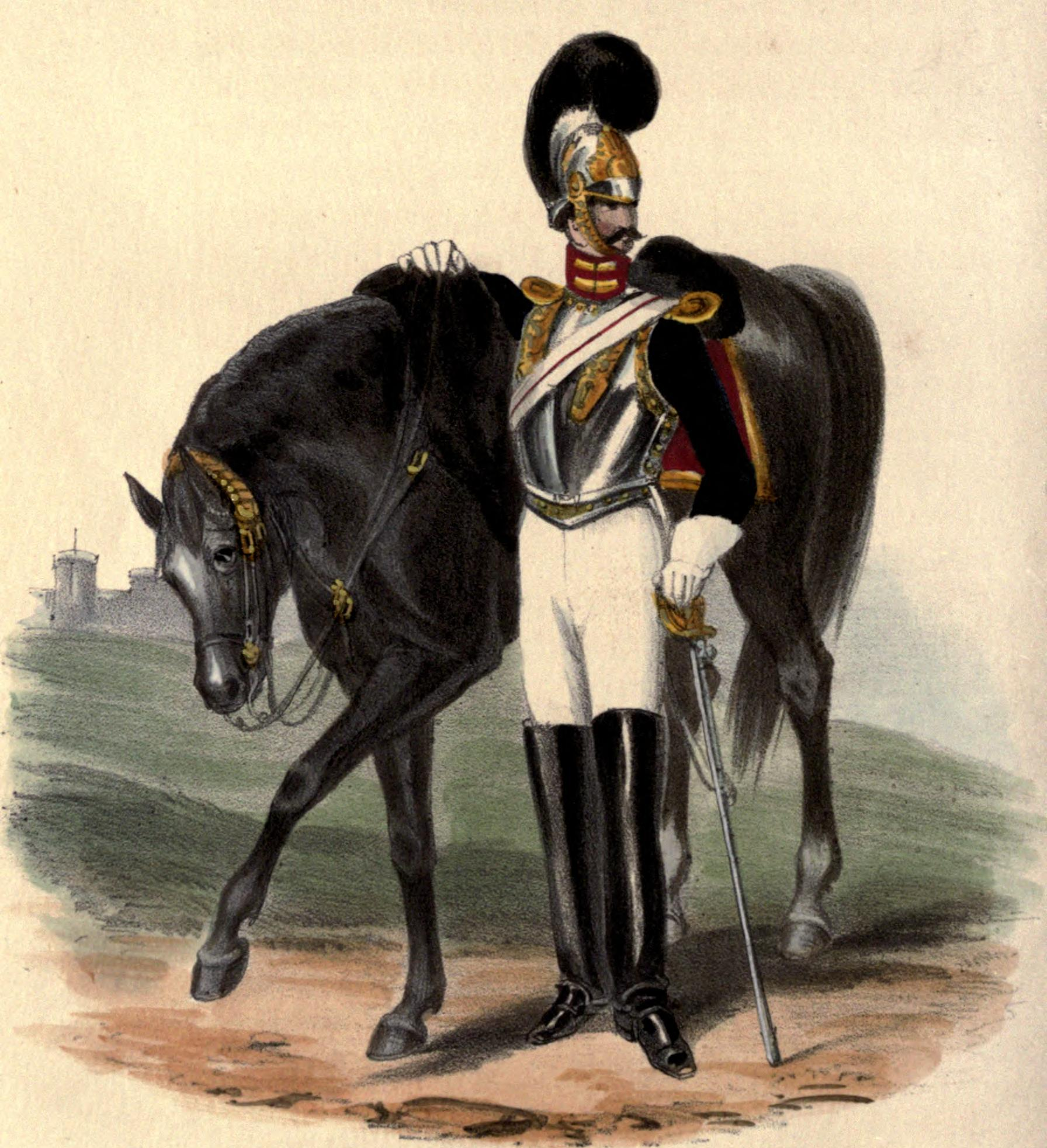
ロイヤル・ホースガーズ（ブルーズ）(Royal Horse Guards（Blues）)(1828)。この絵では見えないが、フロック前面の折り返しが無くなり、赤と金の帯状の装飾になる。胸甲とローマ風ヘルメットを着用。
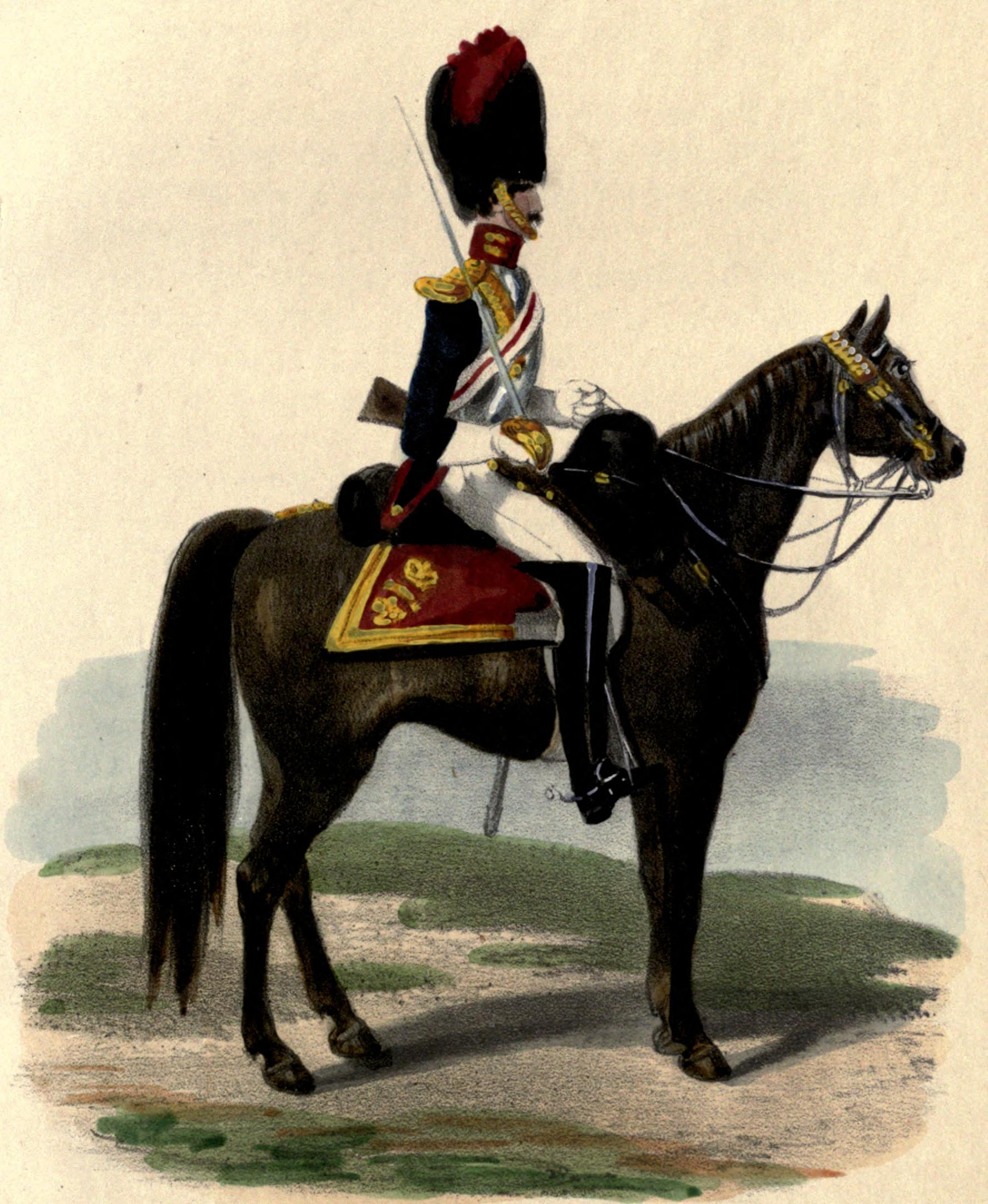
ロイヤル・ホースガーズ(1834)。帽子がベアスキンに変更。19世紀初頭からこの頃まで帽子の変更が頻繁に行なわれている。
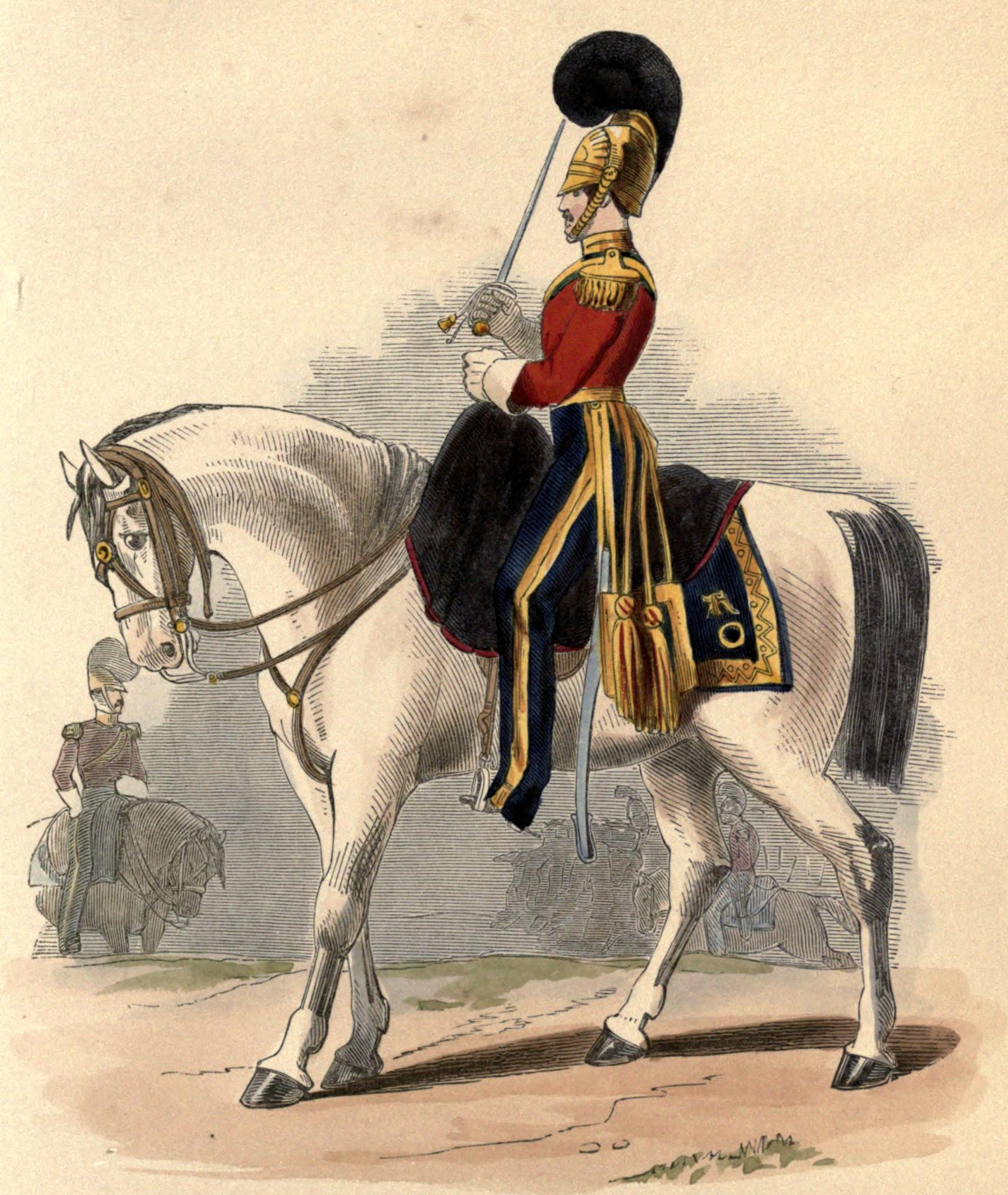
第1竜騎兵連隊(1st (Royal) Regiment of Dragoons)（通称：ロイヤル）(1839)。統合前のため（統合は1969年）、一般的な重騎兵部隊の制服である。この頃、ブリーチズに代わってトラウザーズ（長ズボン）が着用されるようになった。
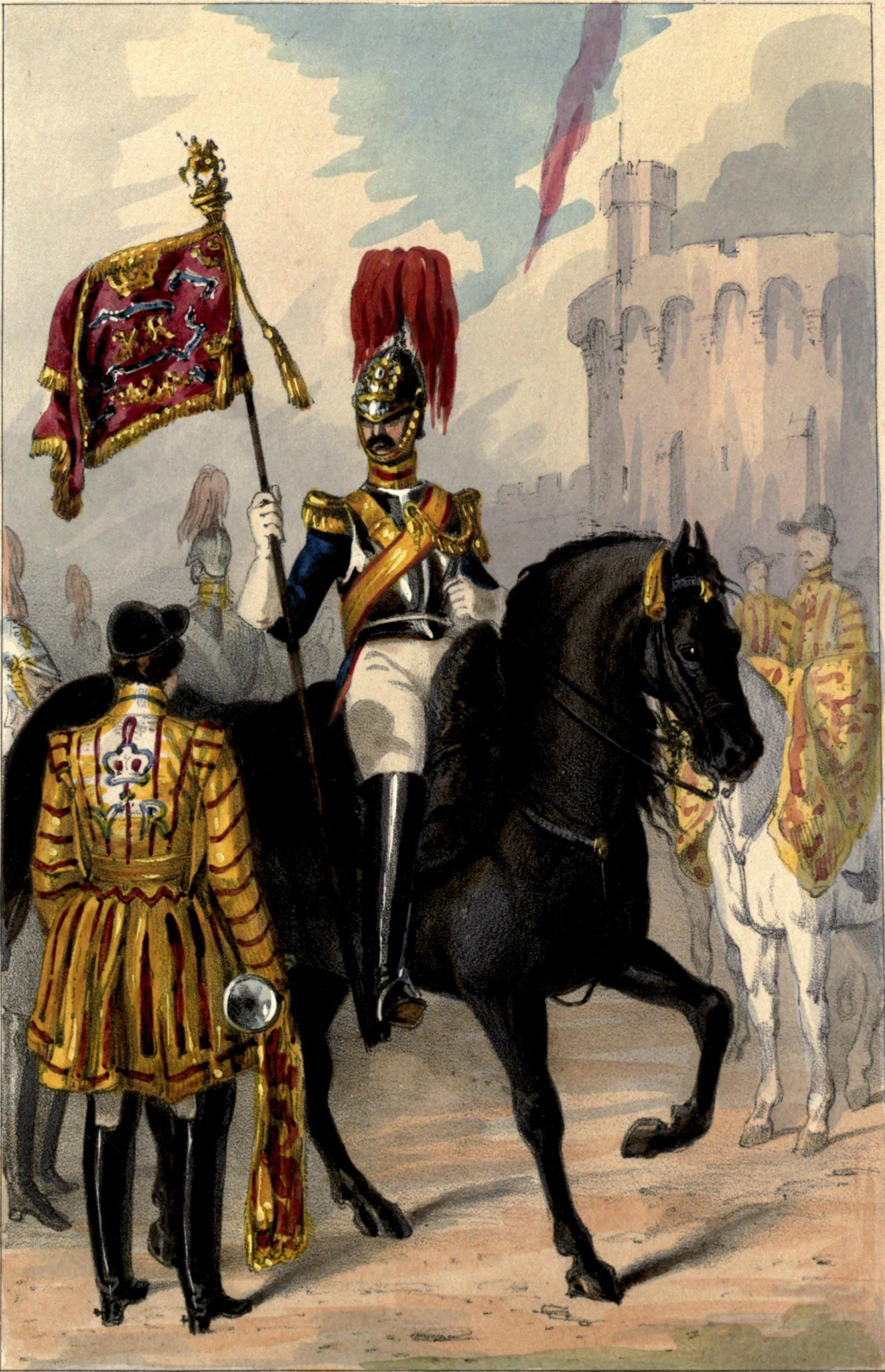
ロイヤル・ホースガーズ(1847)。1842年、アルバートヘルメットが採用された。このヘルメットは現在でも正装用として使用されている。
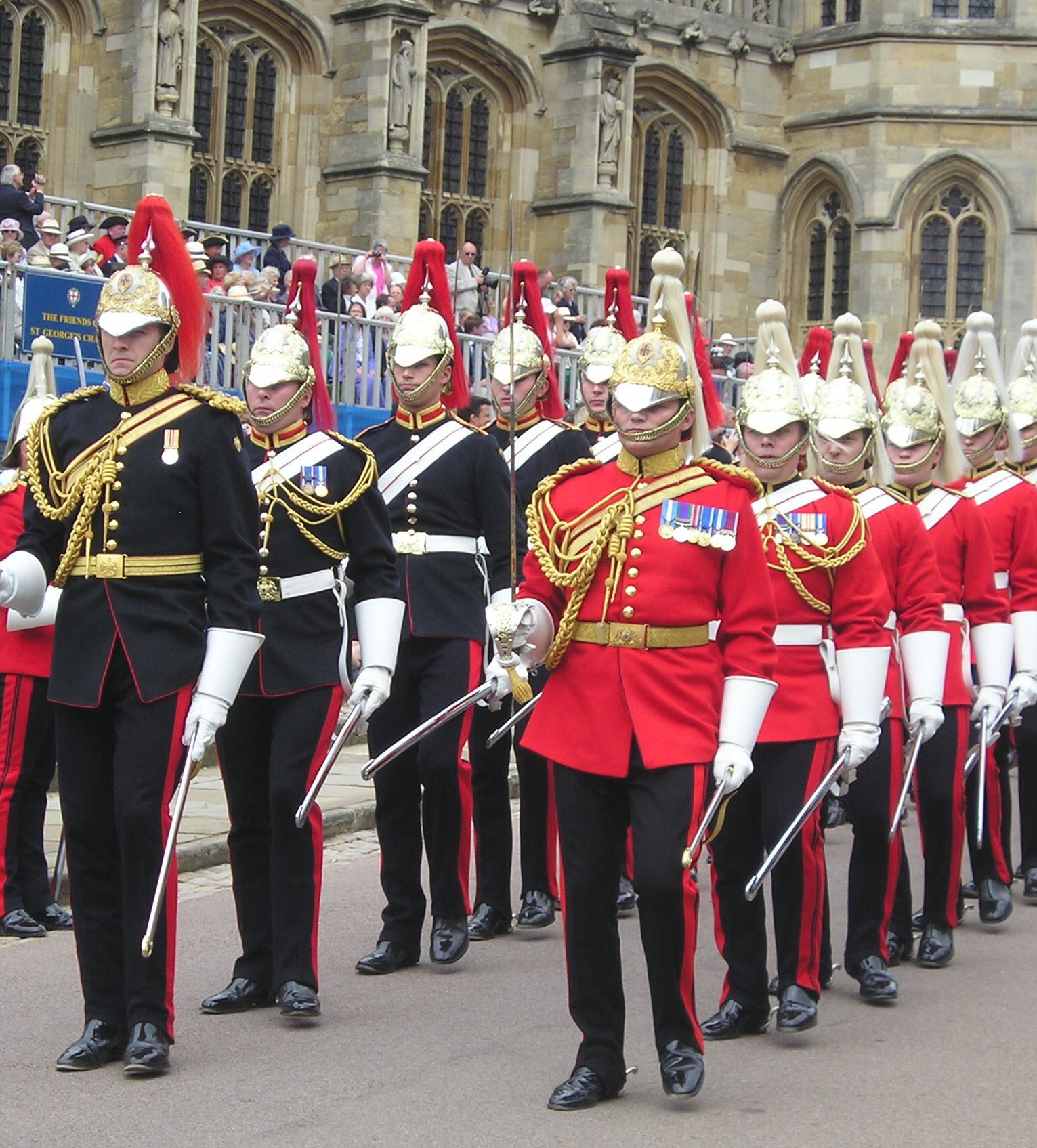
王室騎兵隊の下馬正装。紺の服がブルーズ・アンド・ロイヤルズ連隊。赤い服はライフガーズ連隊(2006)。現在の下馬正装。上着はショルダーノッチタイプの肩章が付いたチュニック（腰丈で裾が水平なシングルボタンの上着）。下半身はトラウザーズに短靴。上着がフロックからチュニックに代わったのは1860年前後である。
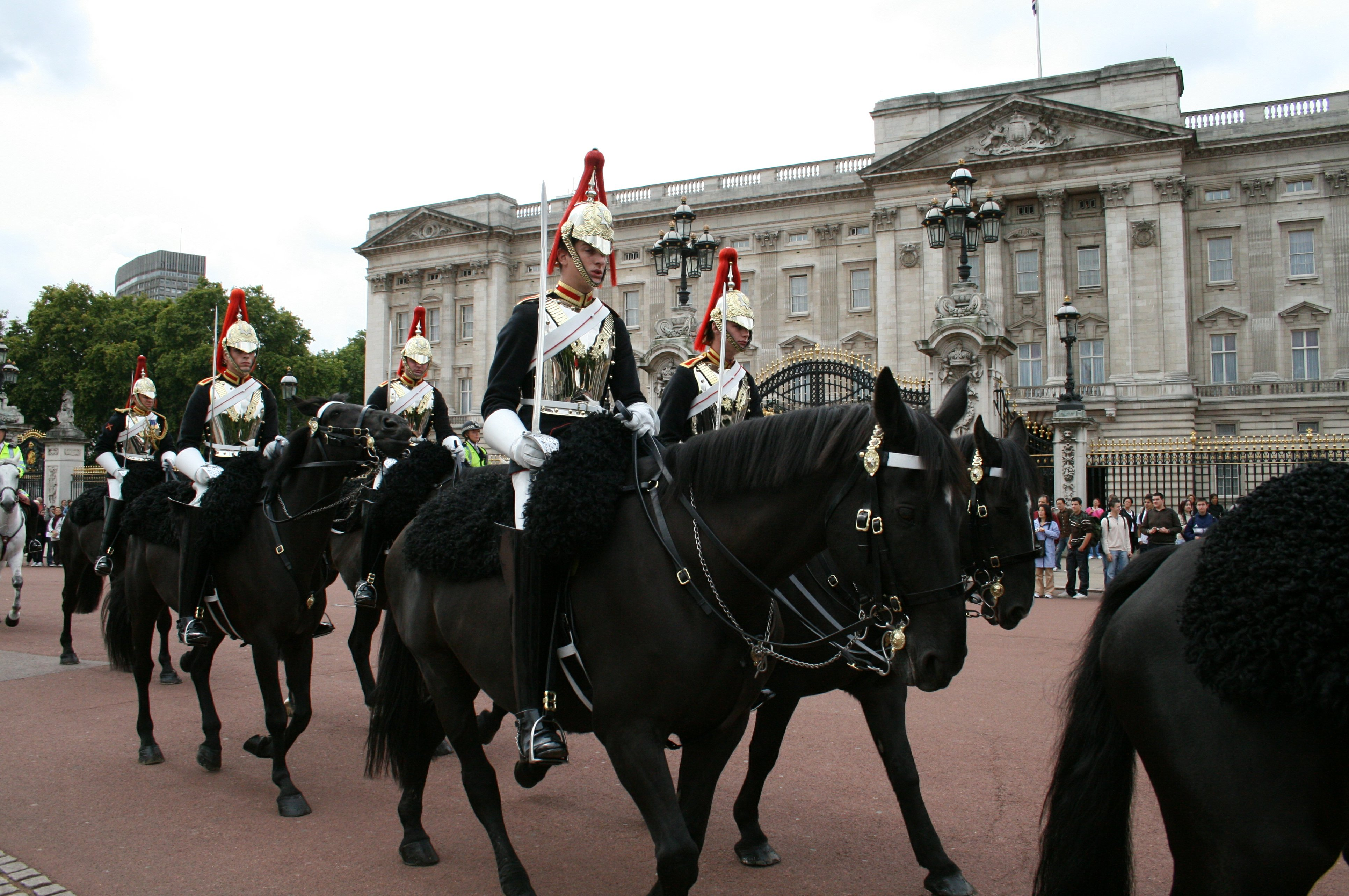
ブルーズ・アンド・ロイヤルズ(2007)。胸甲と乗馬用の白ズボン及び長靴を着用した現在の乗馬正装。1860年頃には目的別の服装が採用され、この服装は正装に位置づけられたため、その頃から大きな変化無く現在に至る。

#### 17世紀後半の軍服
チャールズ2世がピューリタン革命のために亡命していた頃、フランスではルイ14世による改革が進められていた。ジュストコール（上着）、ベスト（胴着）、キュロット（半ズボン）等から構成される男性の新しい服装は最初、軍制改革の一環として導入された軍隊の制服に採用された。亡命中フランス宮廷に出入りしていたチャールズ2世は1660年の王制復古により即位した後、ルイ14世の改革を参考に新しい陸軍を編成し、新しい服装をその制服として導入した。

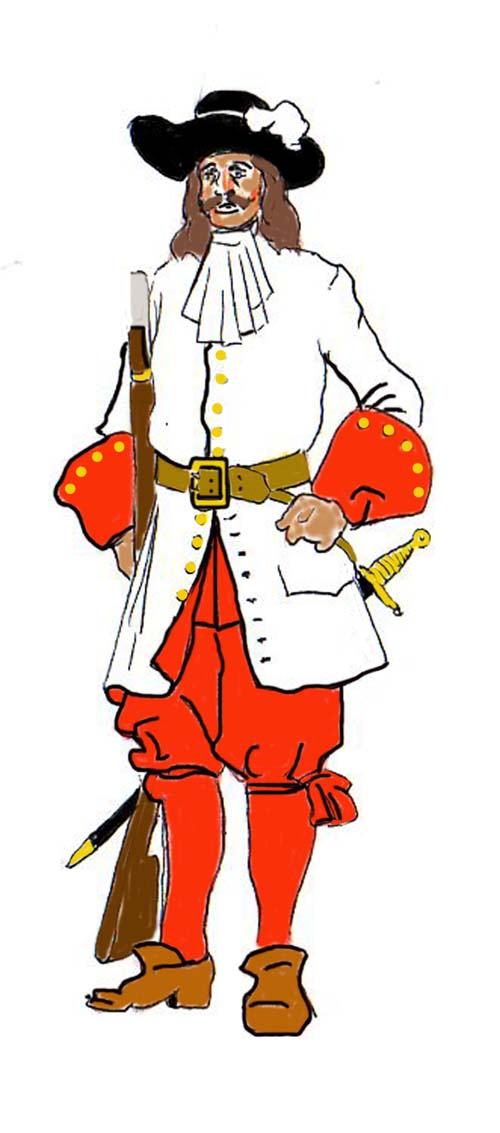
1670年代のフランス兵。
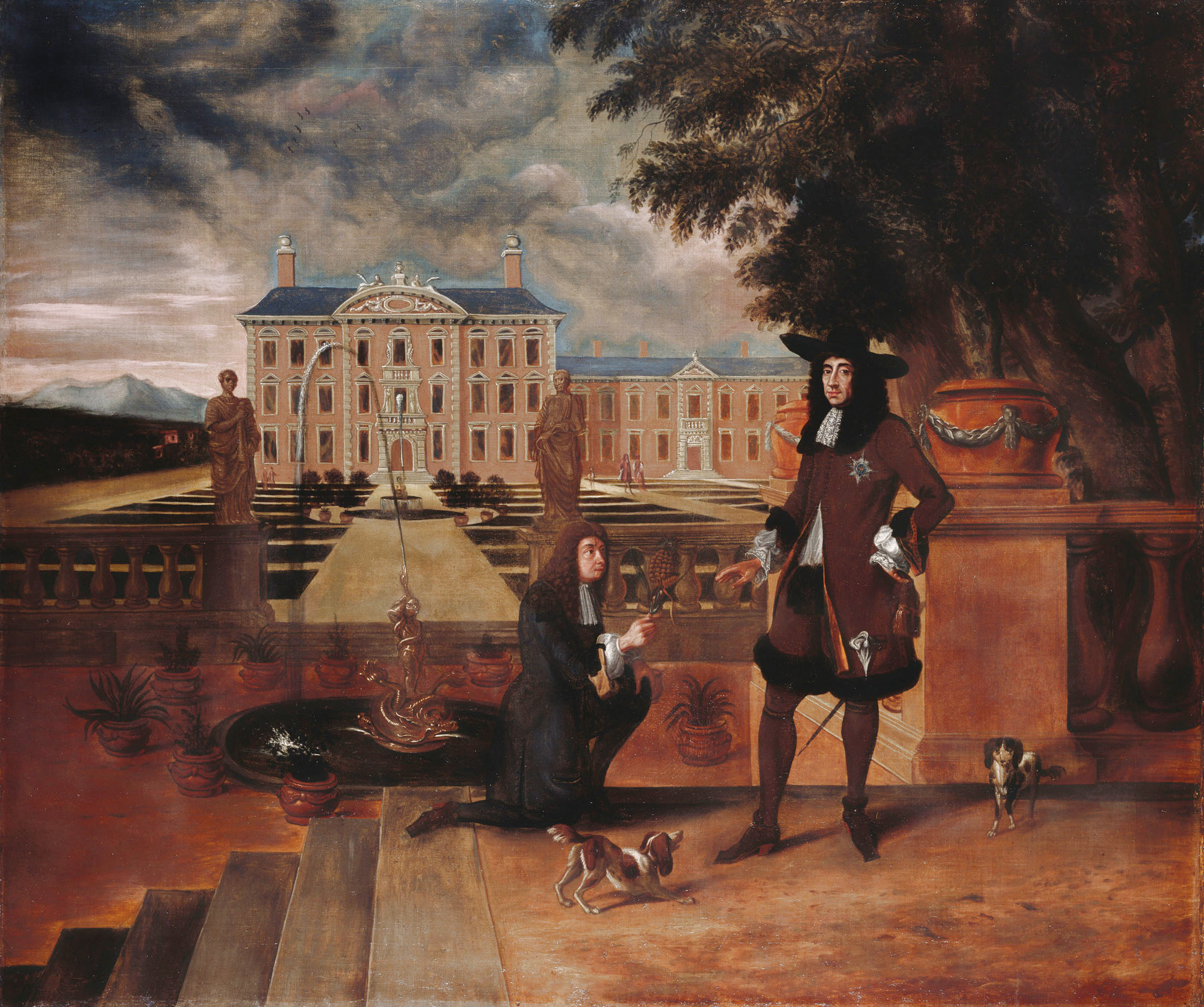
1670年代のチャールズ2世。
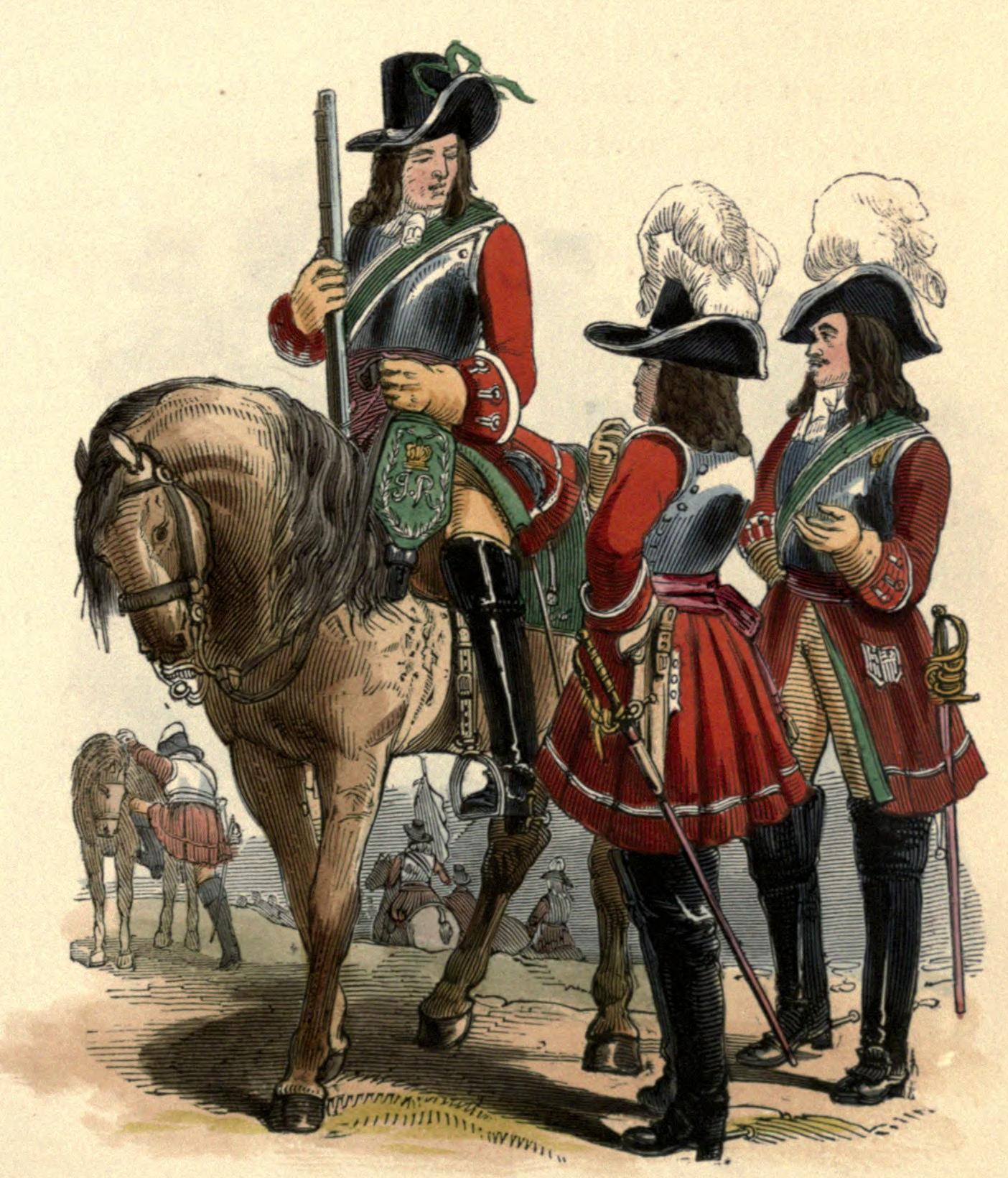
プリマス伯騎兵連隊（後の第3近衛竜騎兵連隊↓）(1687)
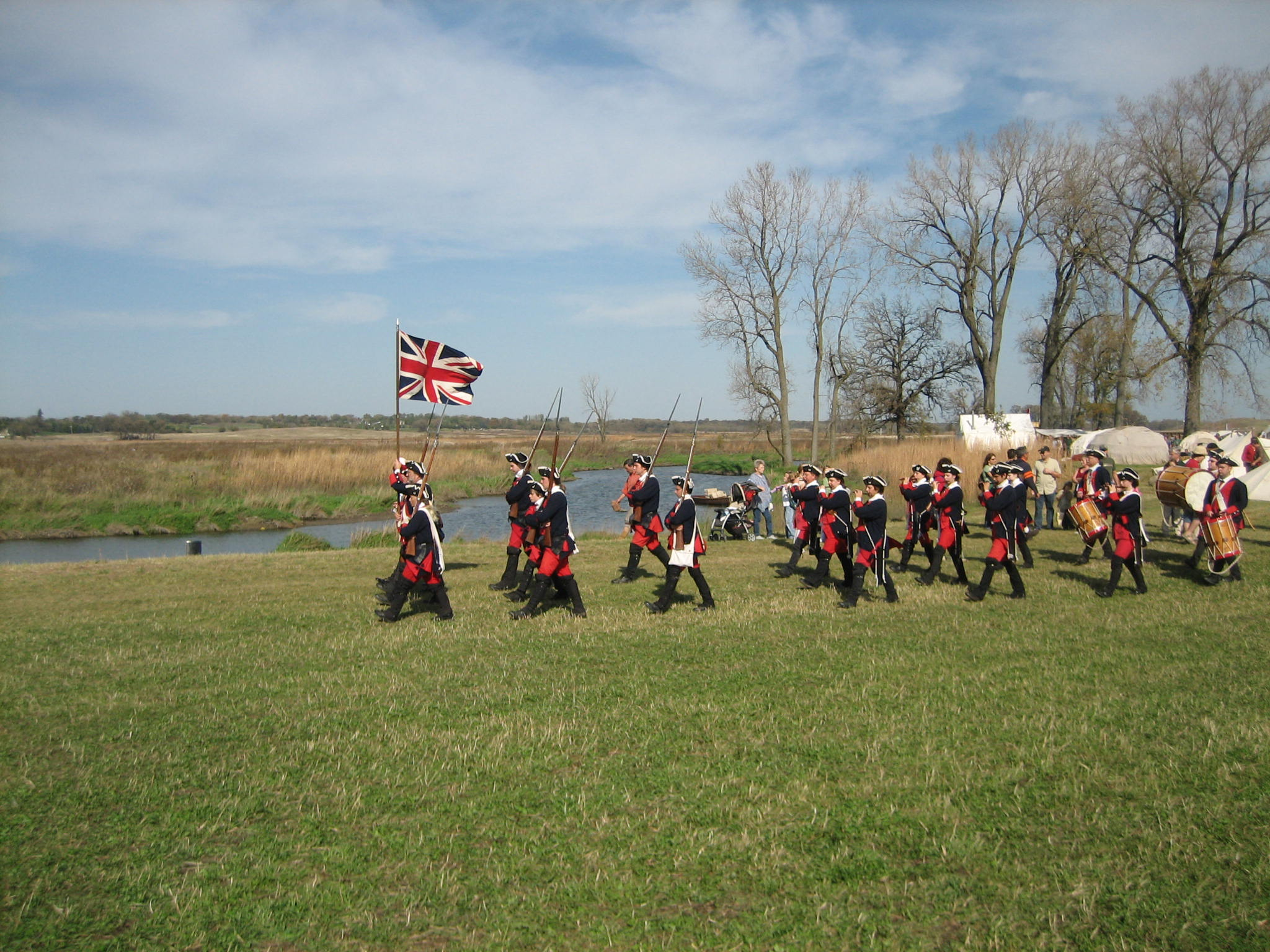
ウィリアム王戦争初期（1689～1691年頃）を再現した際の英軍第10歩兵連隊。この連隊は当時の英陸軍戦列歩兵連隊で唯一青い上着を着用していた。

#### 18世紀の軍服

戦闘中の英軍歩兵（1760年頃）

18世紀に入ると男性の服装は上着が細身になり、前を開いて着用するようになった。そのような流行を取り入れて、ジョージ2世は1742年と1751年に陸軍の制服大改正を行い、服制を整備した。この時採用された上着は前面を開き、折り返してボタンで止められるようになっており、閉じて着ることも出来た。そして、折り返し部分の色は連隊毎に規定された。

1742年の歩兵連隊兵士。折り返しや帽子が連隊毎に異なる。
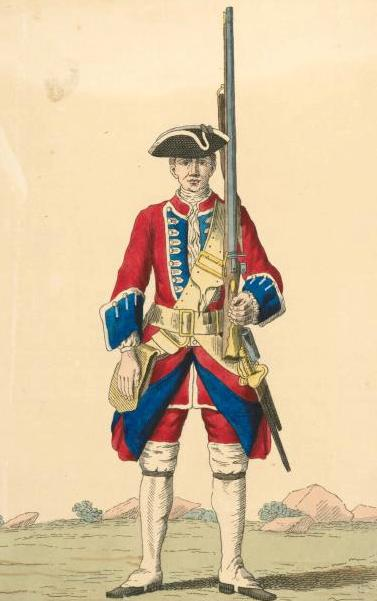
第1（ロイヤル）歩兵連隊。“ロイヤル”なので折り返しがロイヤルブルー。
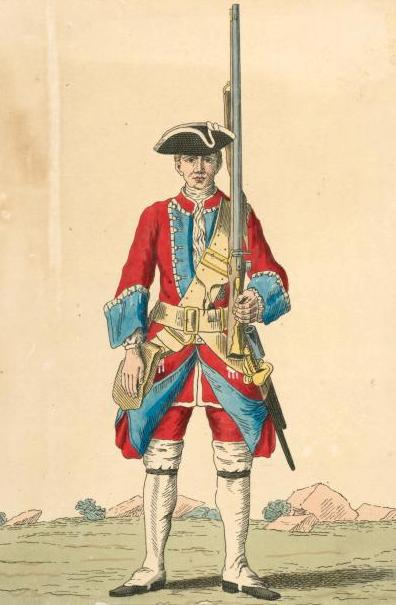
第3（クィーンズ・ロイヤル）連隊。“クィーンズ”なので折り返しがアクアブルー。
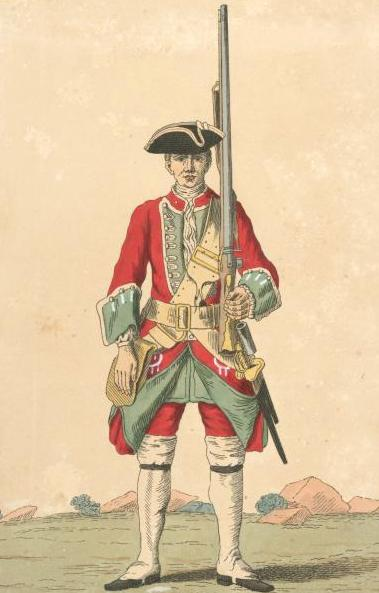
第5歩兵連隊。
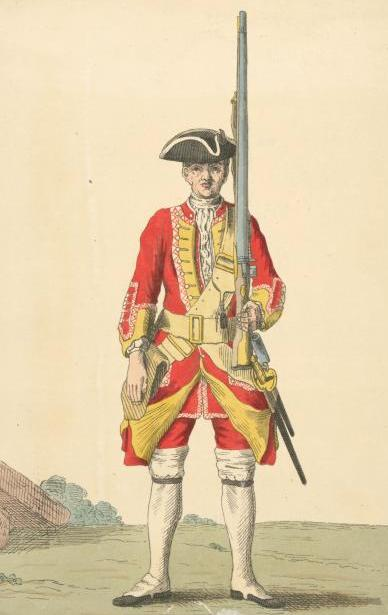
第6歩兵連隊。
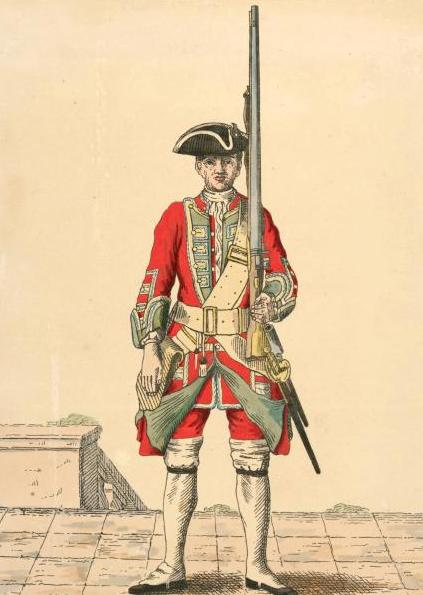
第19歩兵連隊。
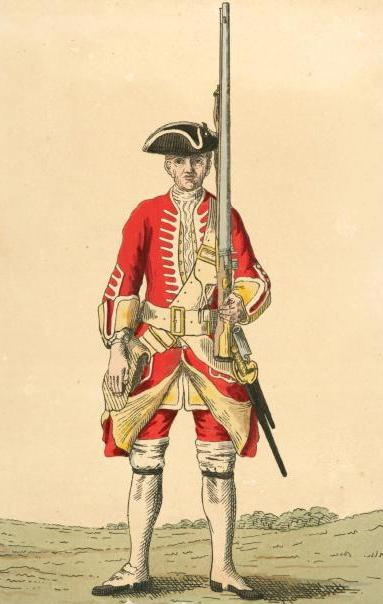
第20歩兵連隊。
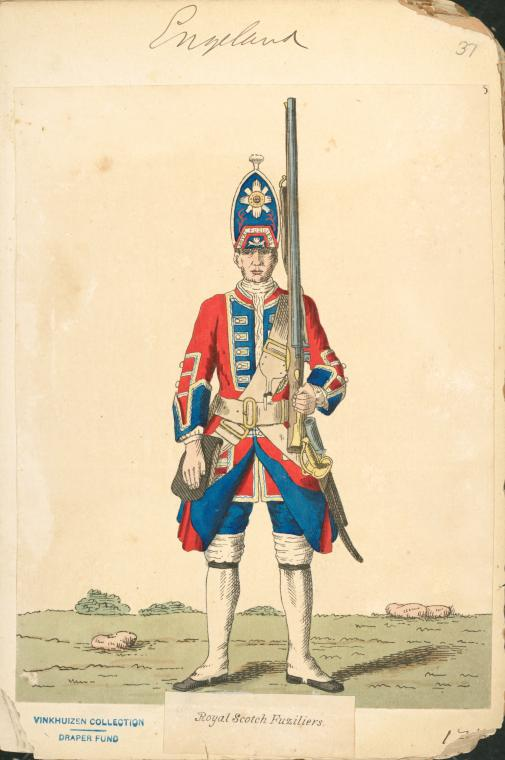
第21歩兵連隊（ロイヤル・スコッチ・フュージリアーズ）。“ロイヤル”なので折り返しがロイヤルブルー、“フュージリアー”なので擲弾兵用の帽子を着用。
第24歩兵連隊[6]
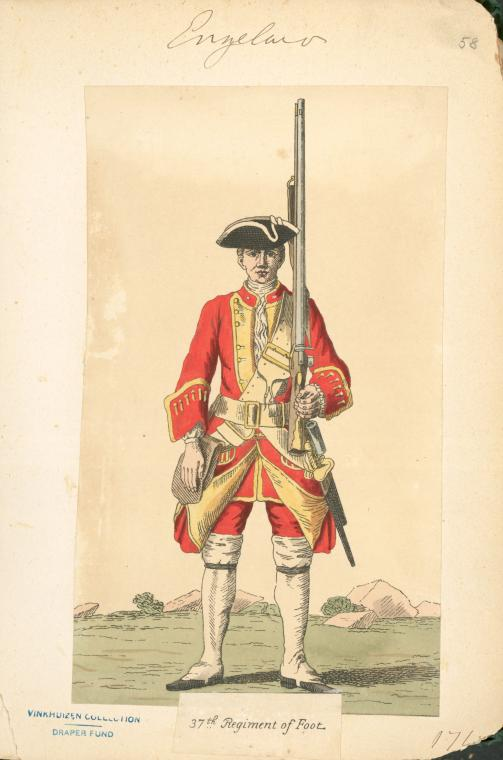
第37歩兵連隊。
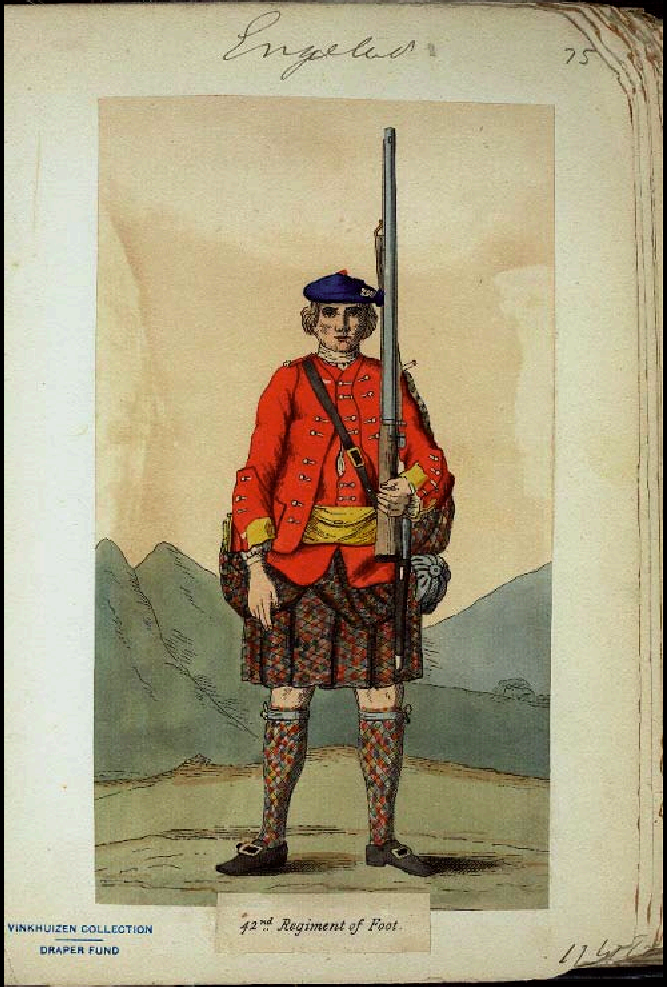
第42歩兵連隊。イギリス陸軍初のスコットランド高地人連隊。
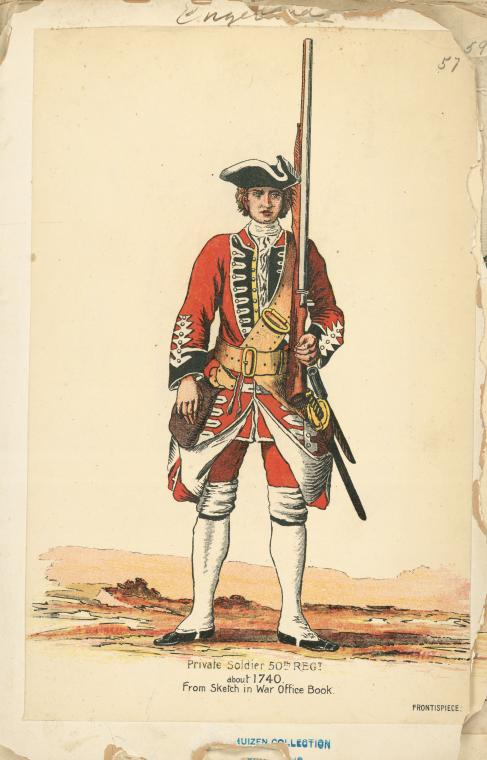
第50歩兵連隊。

#### 18世紀末〜19世紀中頃の軍服

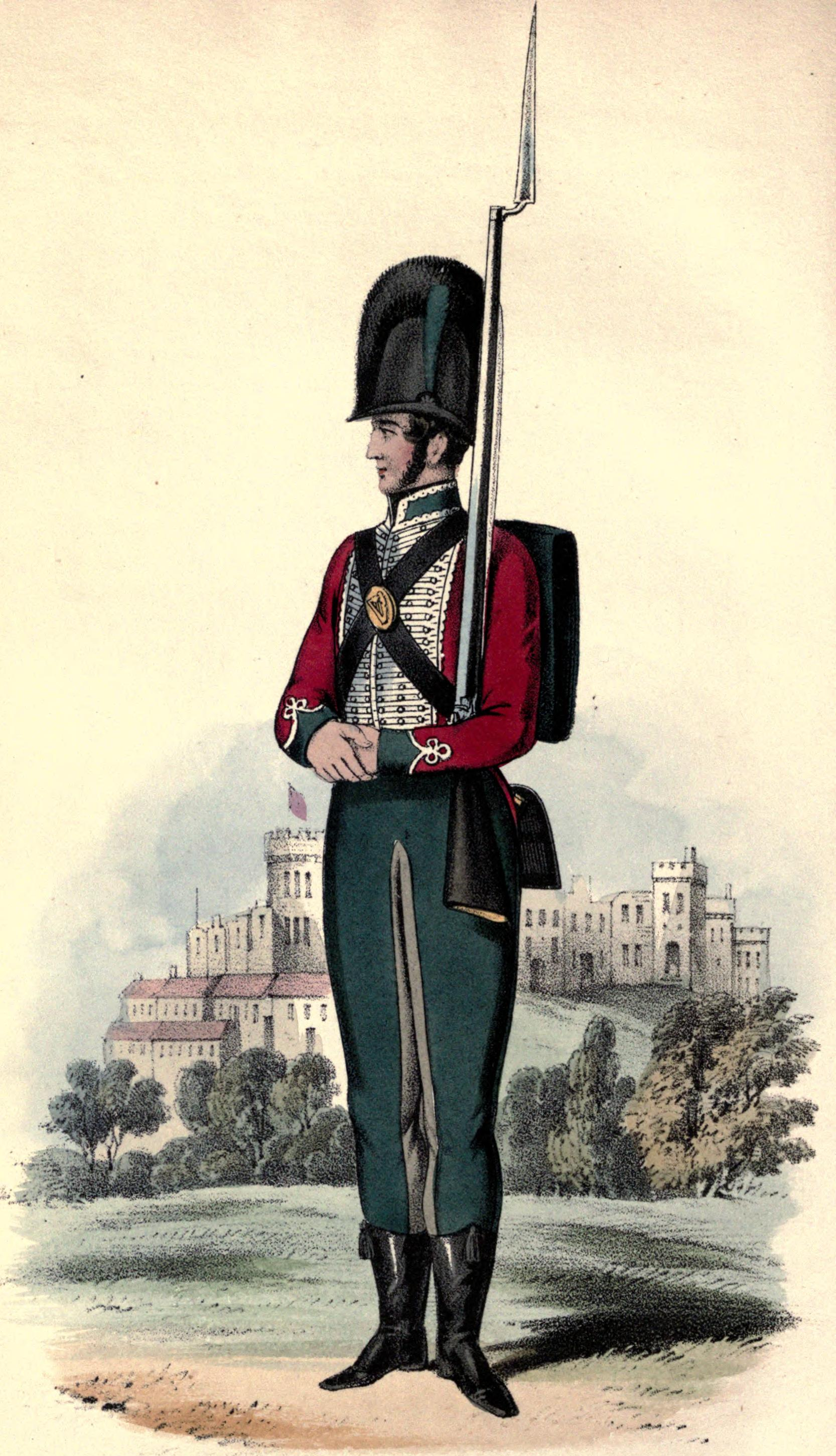
第87歩兵連隊(1793)
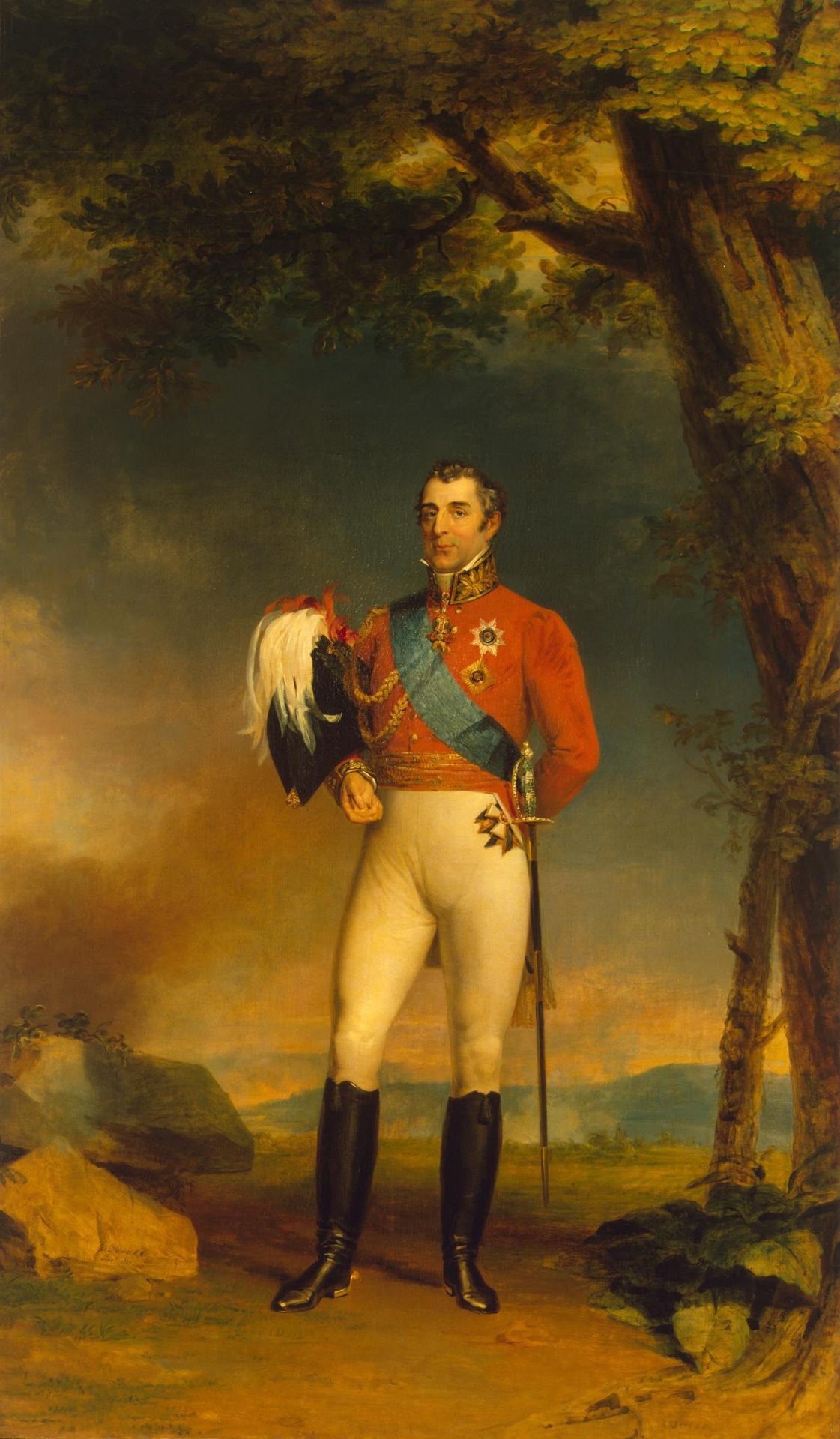
初代ウェリントン公爵アーサー・ウェルズリー
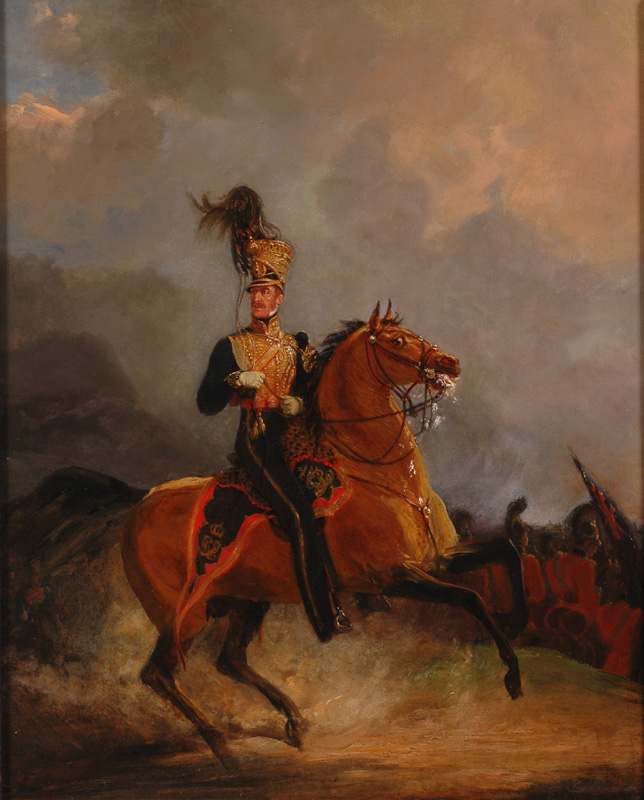
パジェット将軍
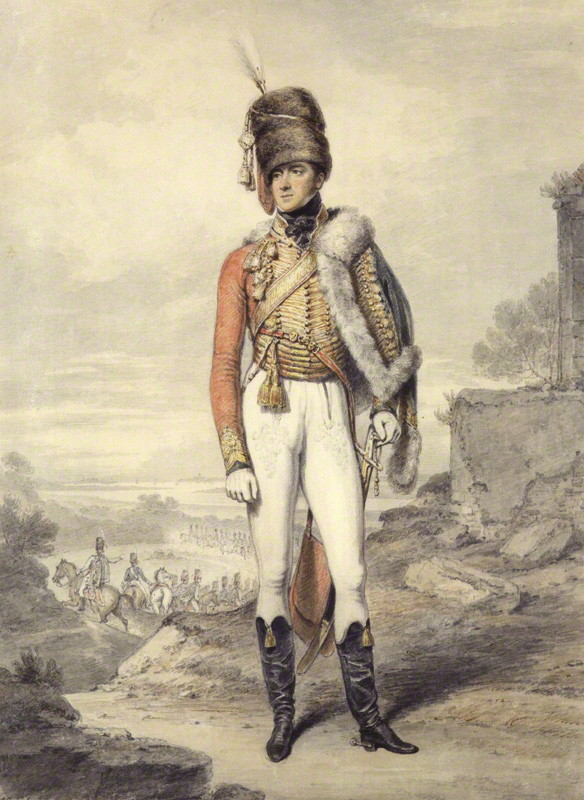
パジェット将軍
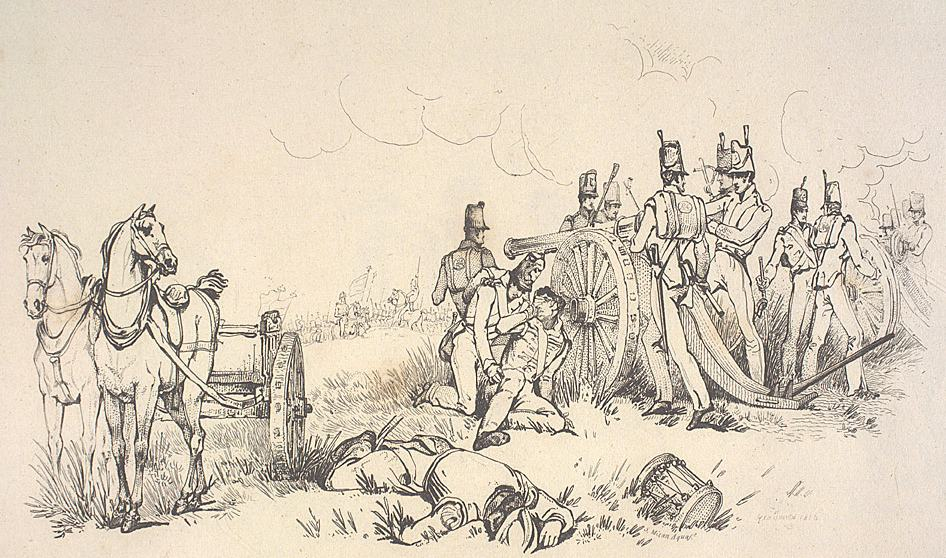
ワーテルローの戦いの砲兵
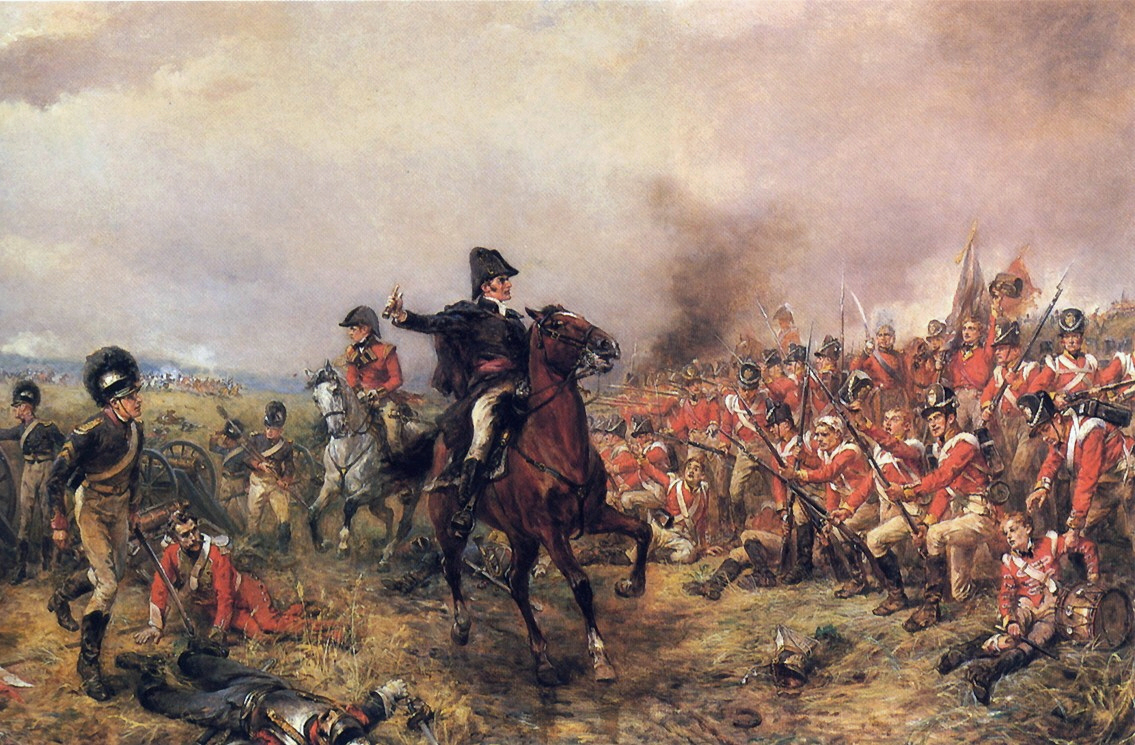
ワーテルローの戦いのウェリントン将軍と砲兵及び歩兵
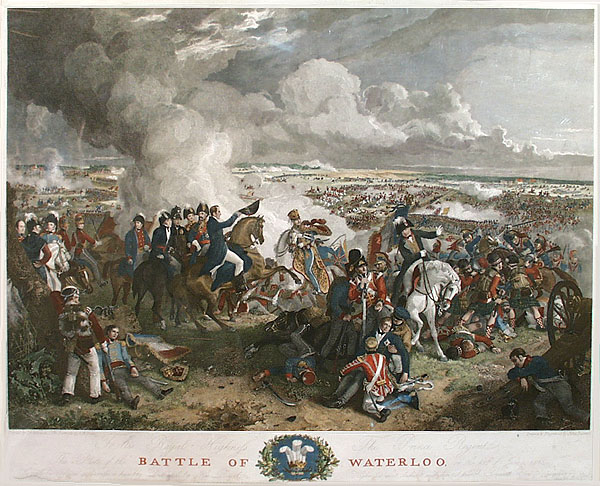
ワーテルローの戦い／中央の私服のフロックコート姿がウェリントン将軍
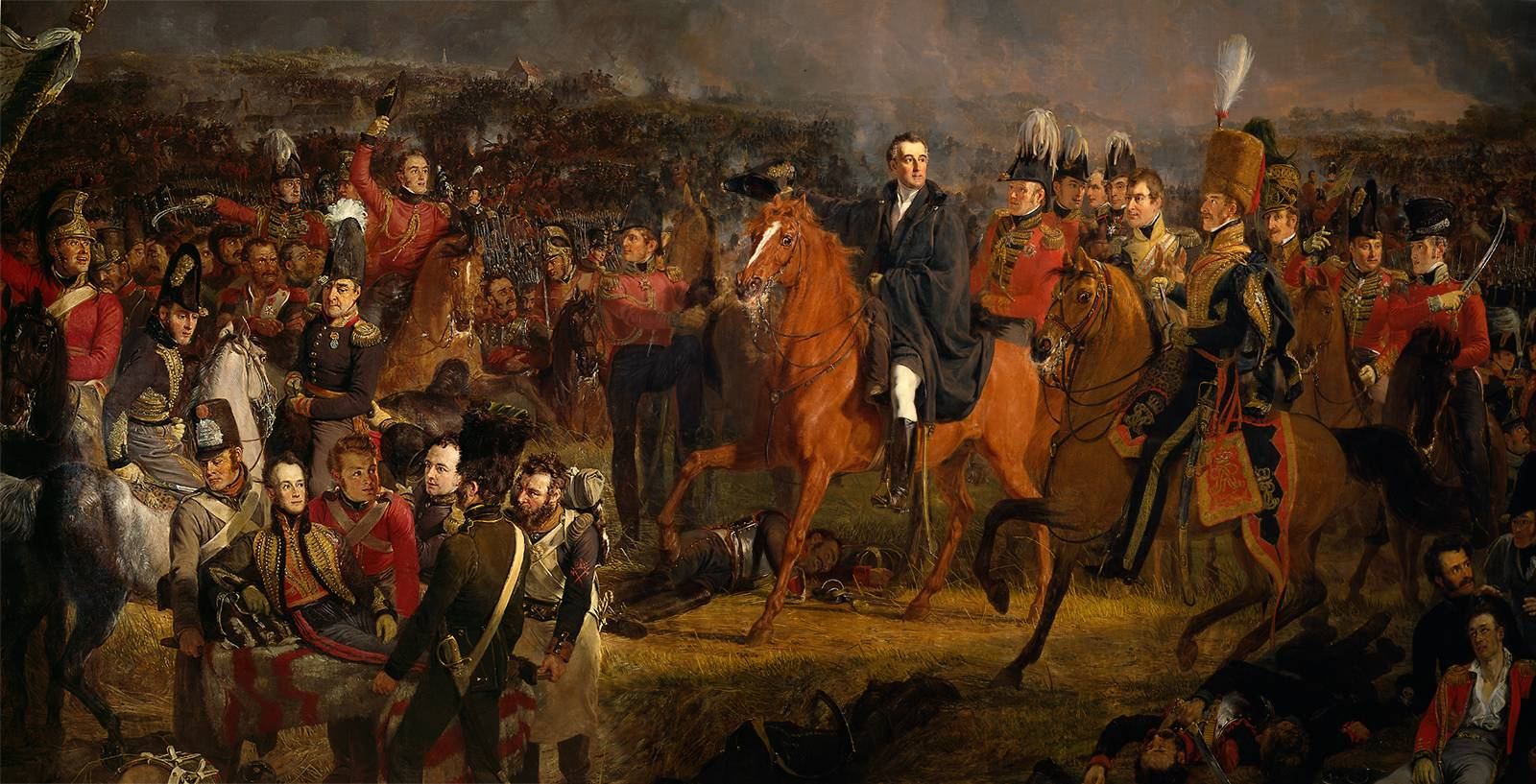
ワーテルローの戦い／ラフな服装のウェリントン将軍ときらびやかな服装のパジェット将軍
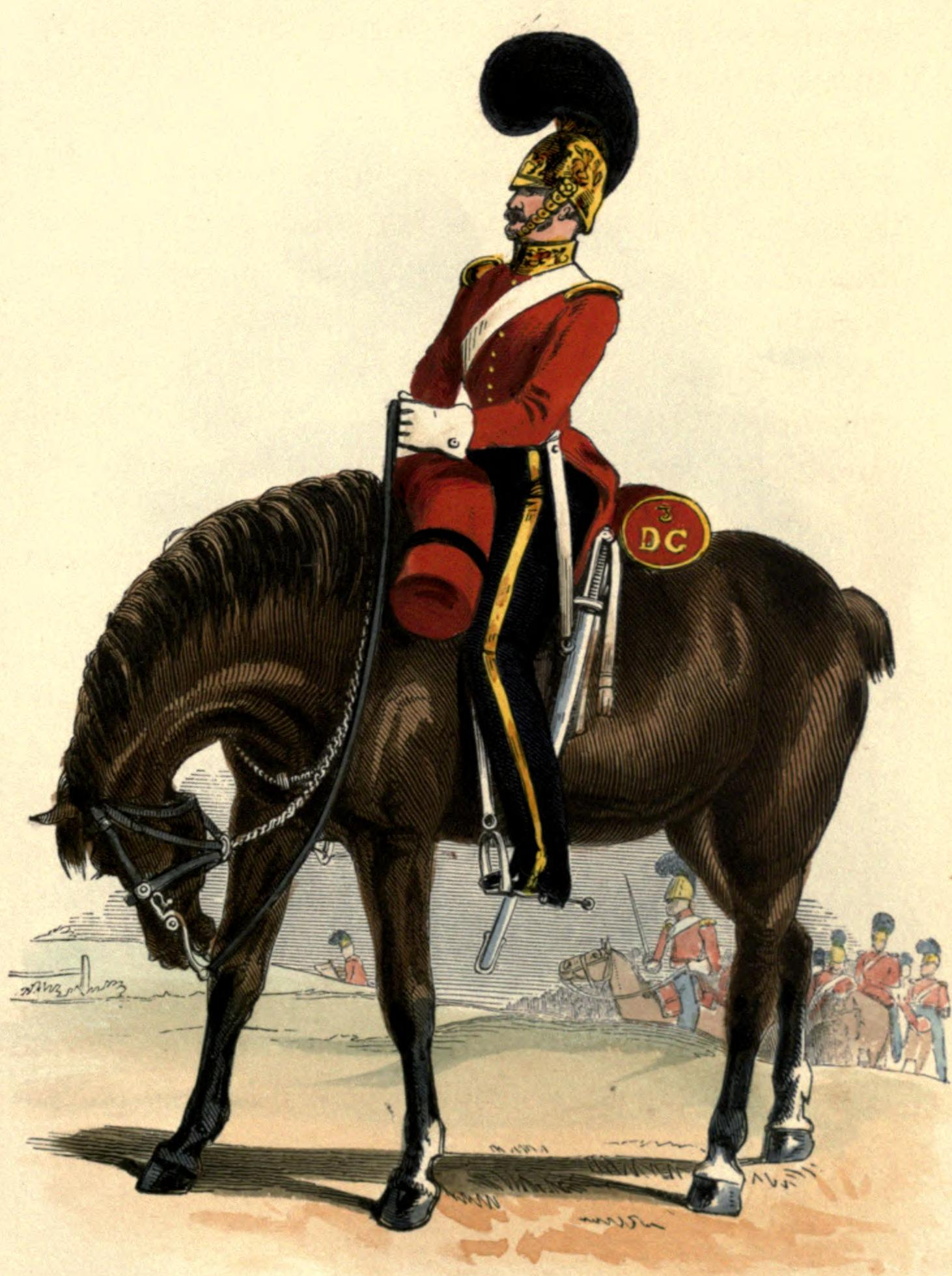
第3近衛竜騎兵連隊 (3rd Dragoon Guards)(1838)
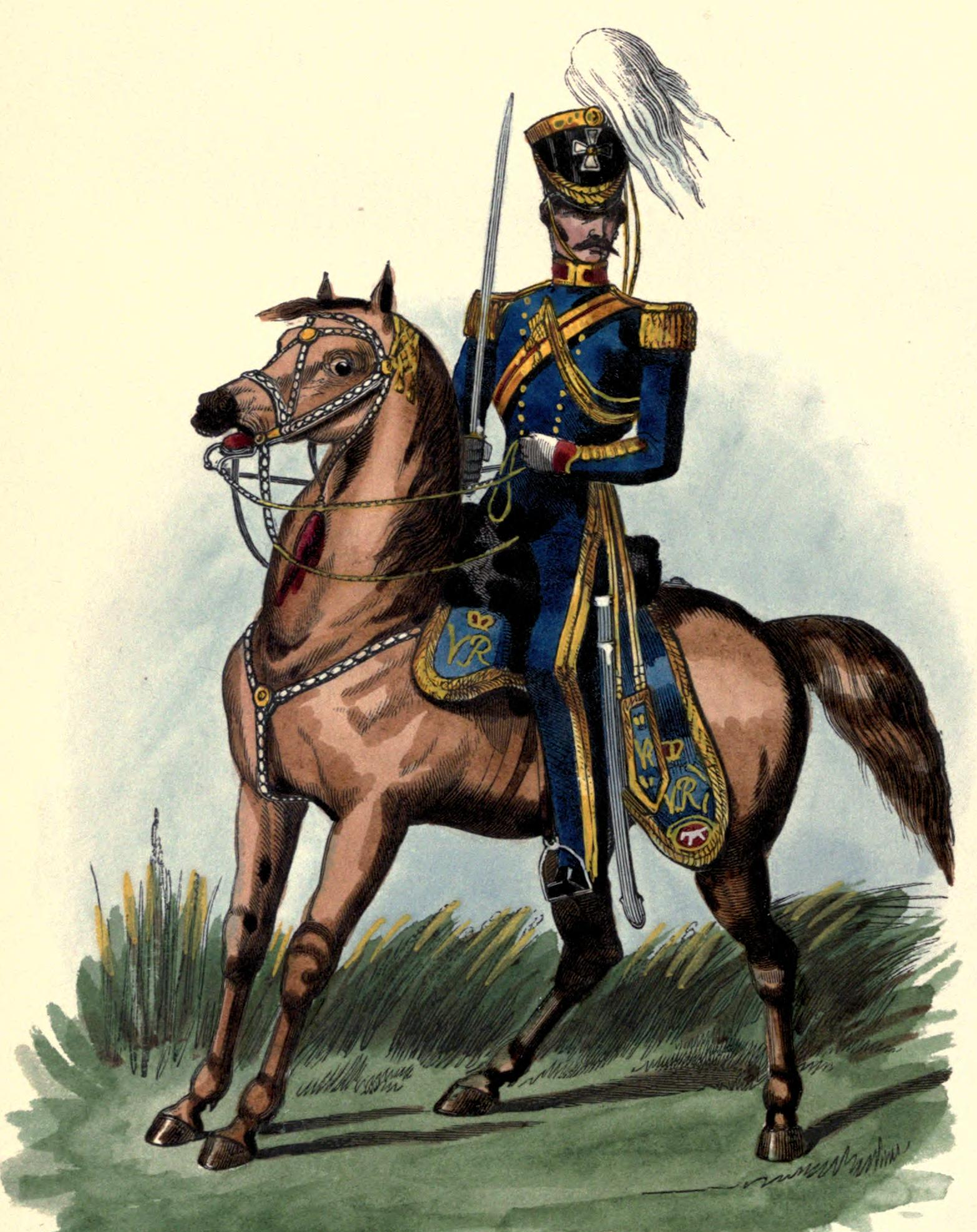
第3軽竜騎兵連隊(1845)
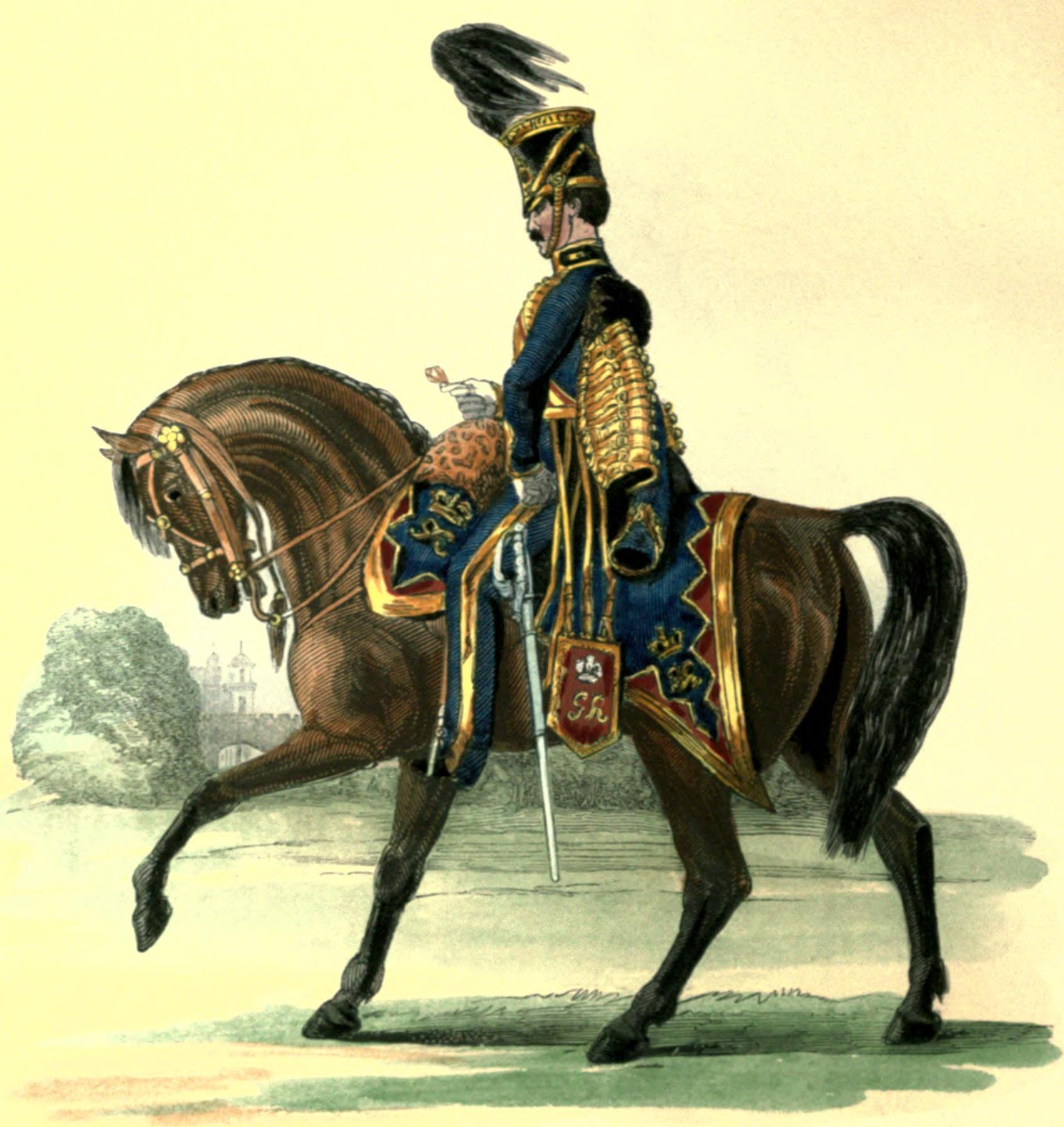
第7軽騎兵連隊(1840)
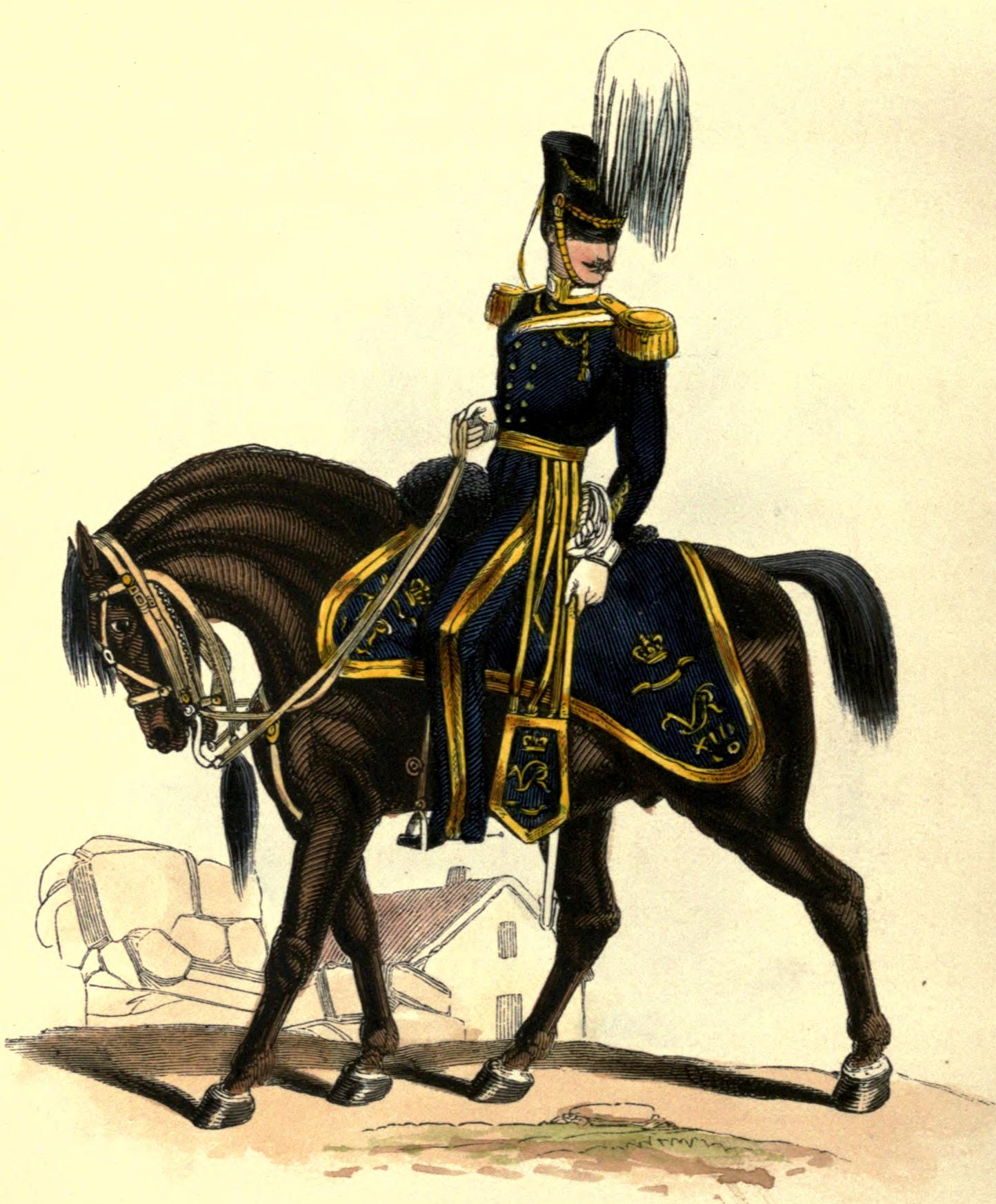
第13軽竜騎兵連隊(1840)
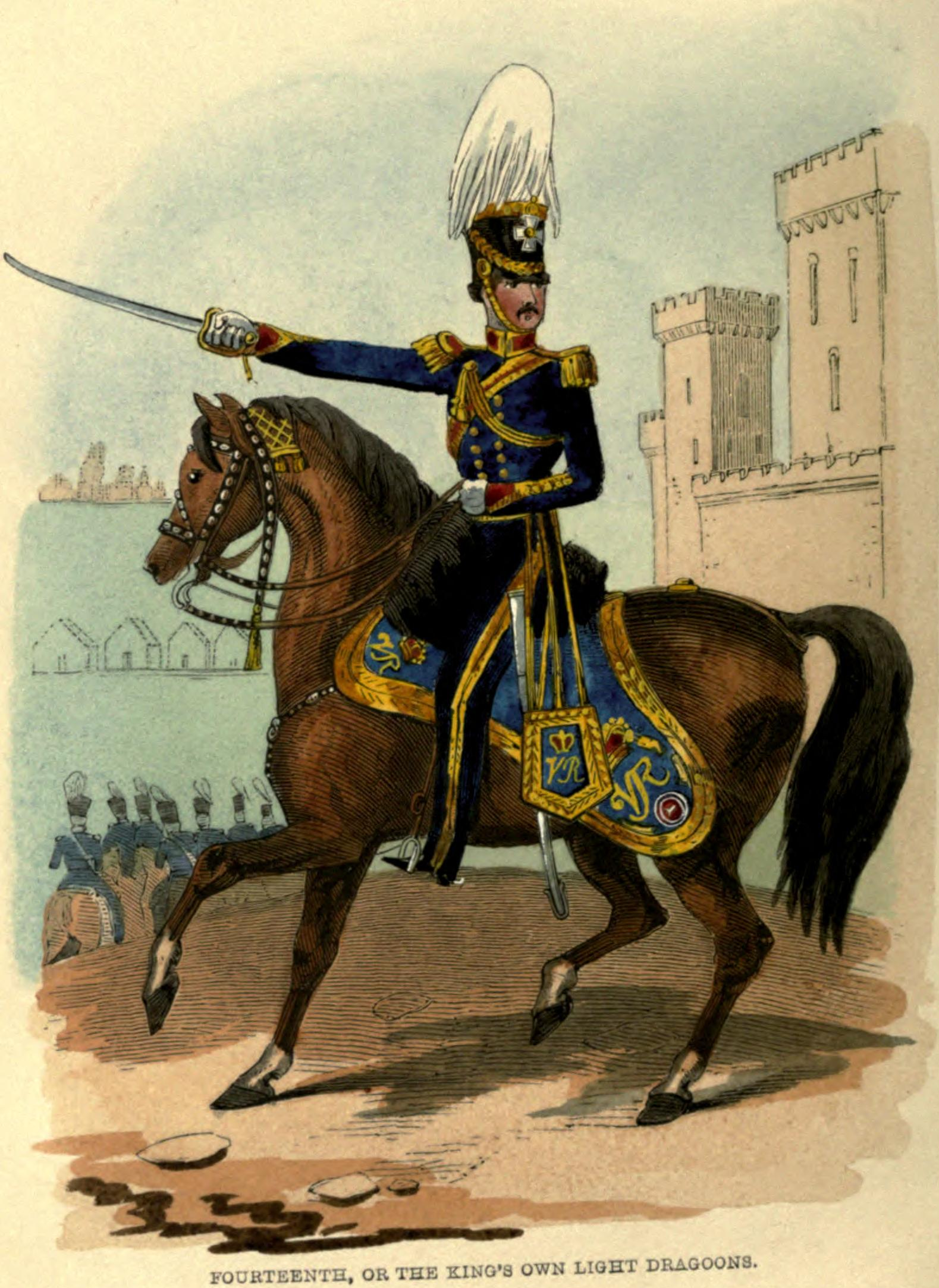
第14軽竜騎兵連隊(1845)
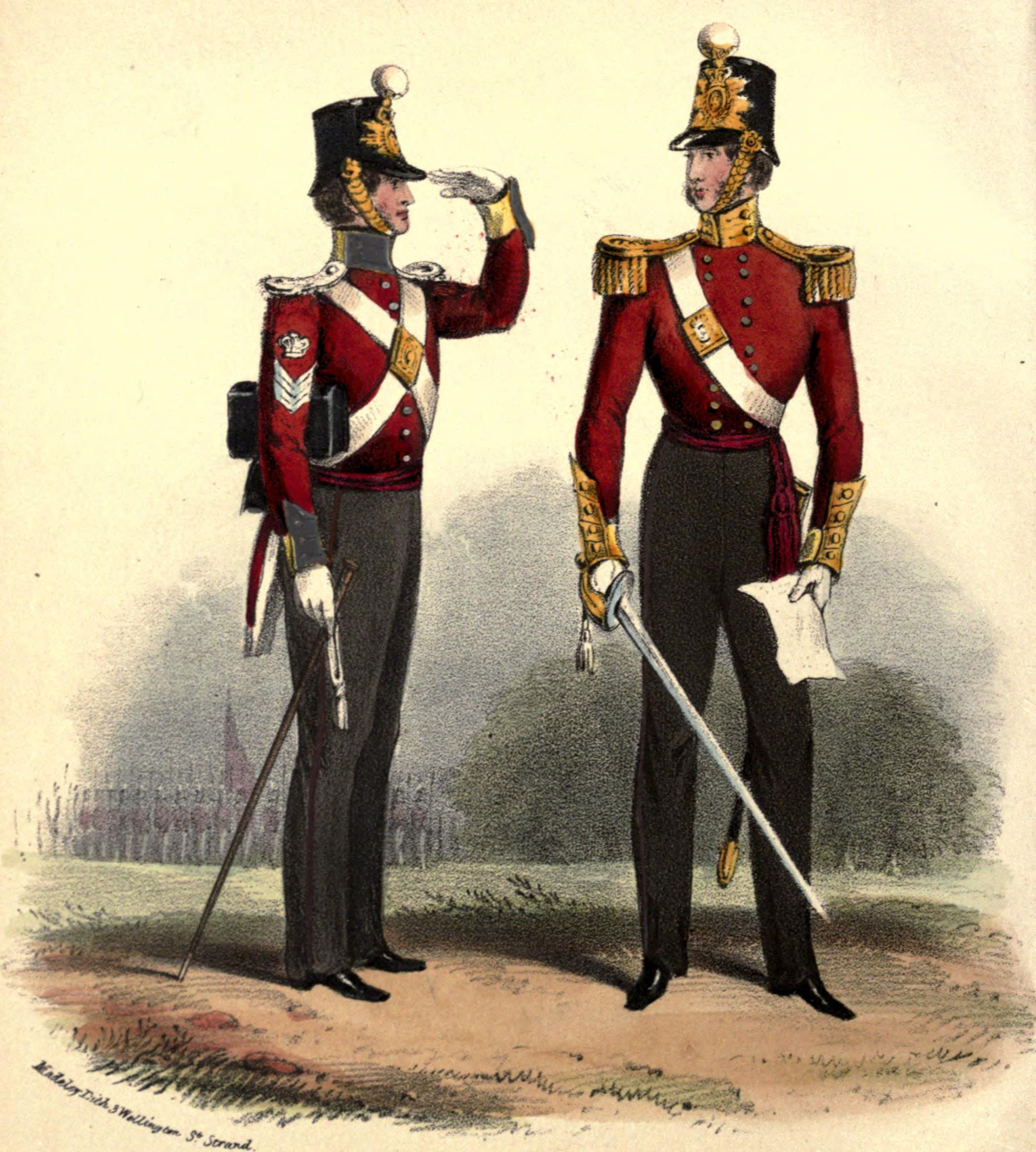
第12歩兵連隊(1848)
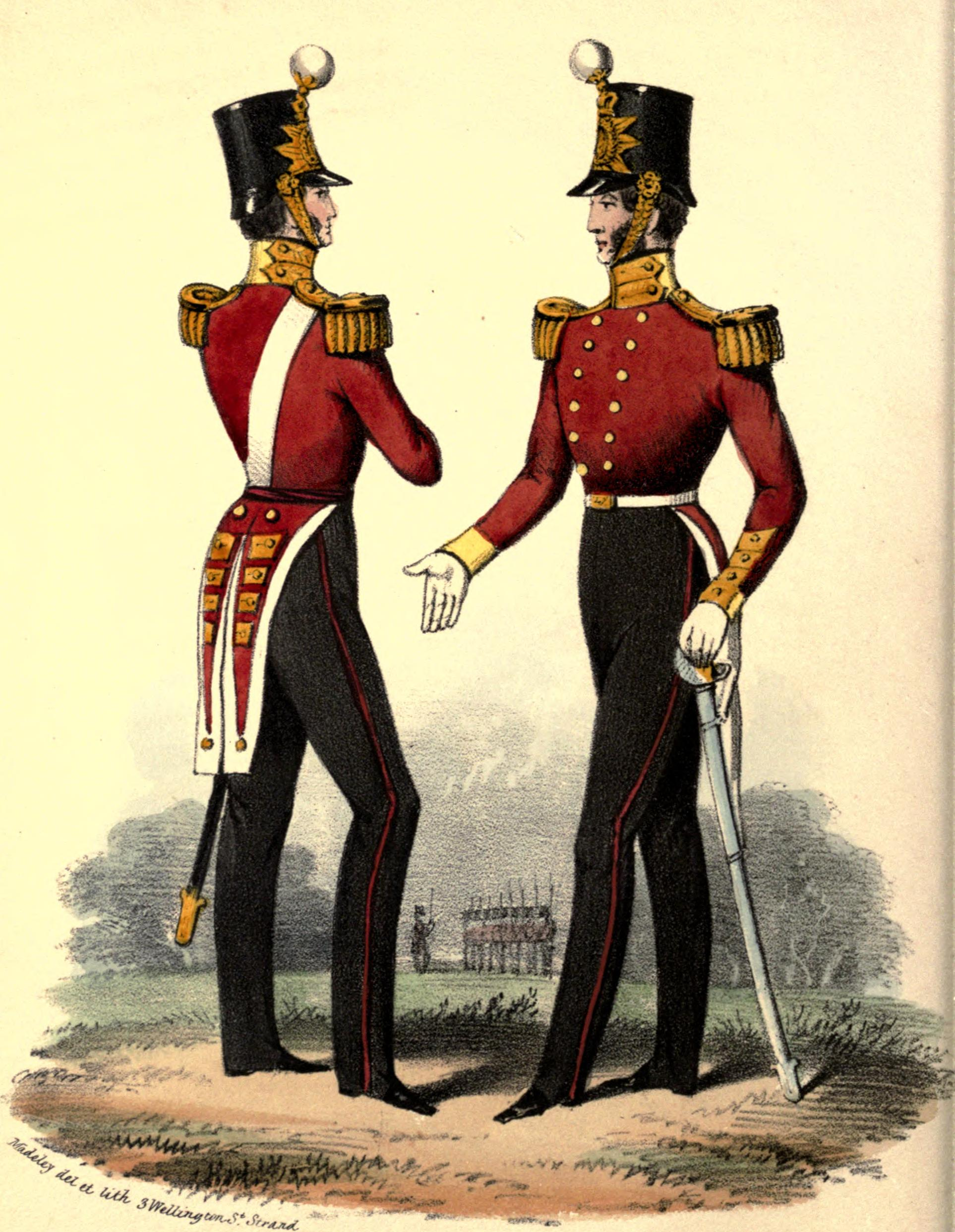
第16歩兵連隊(1845)
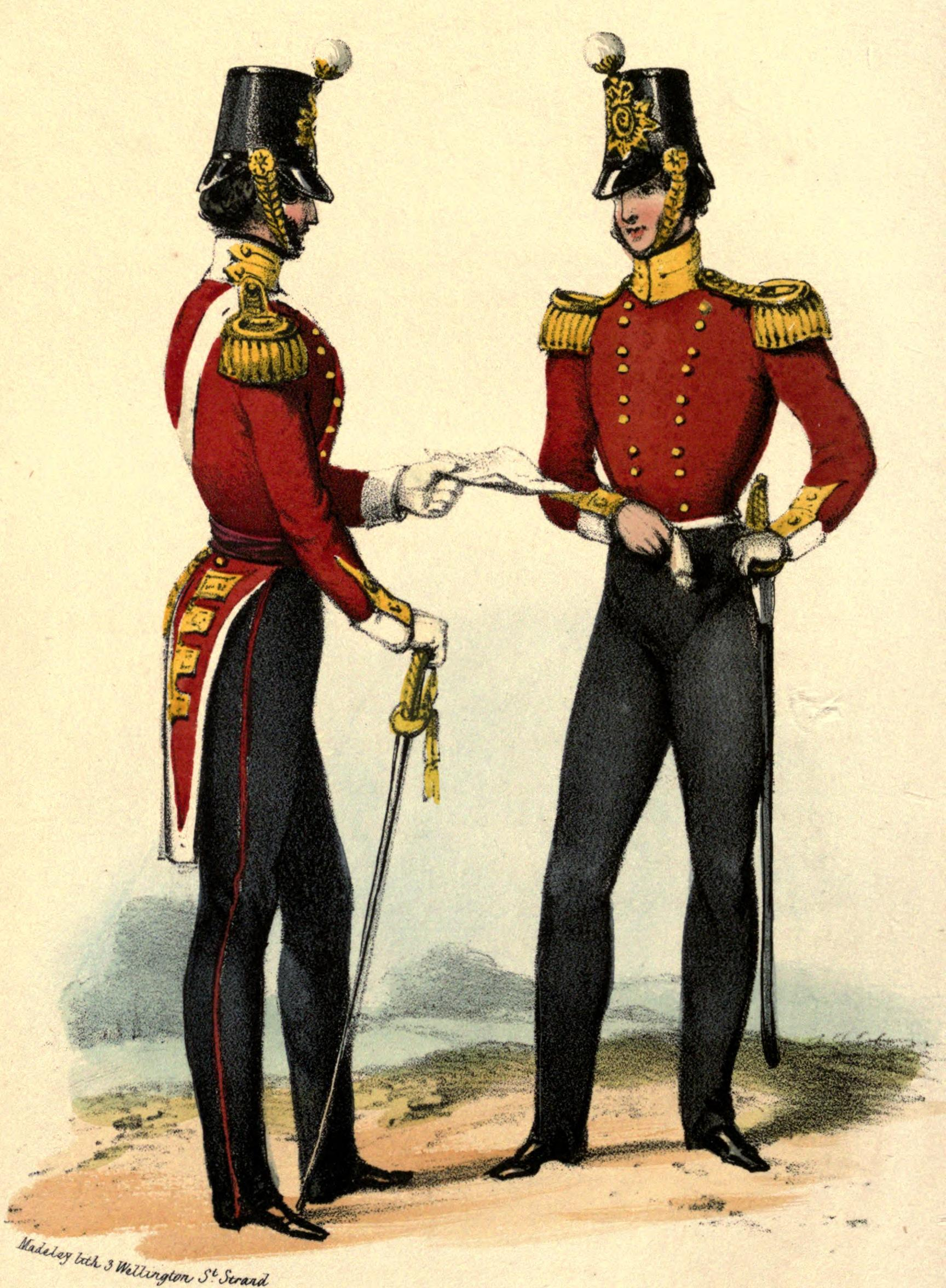
第17歩兵連隊(1845)
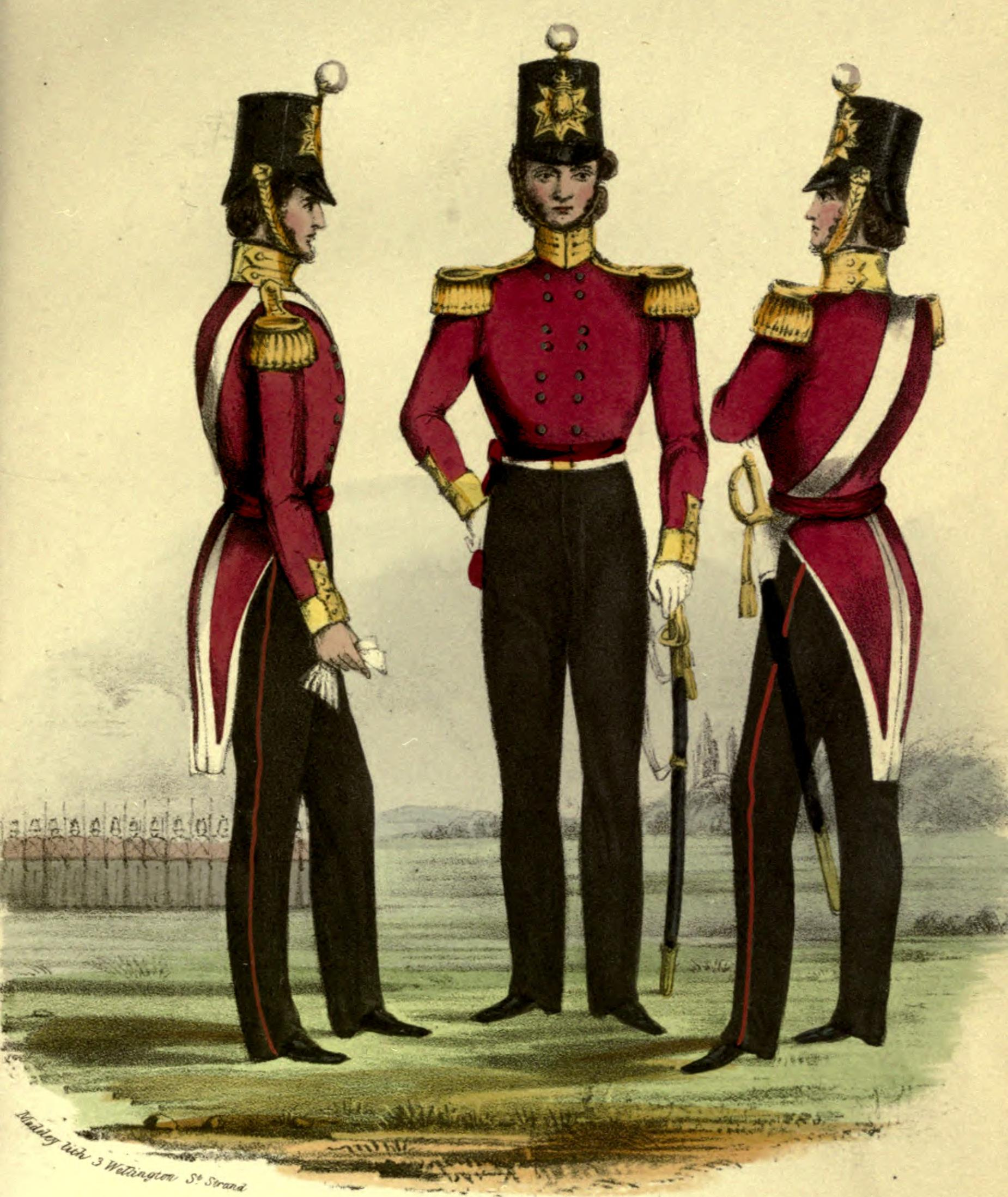
第46歩兵連隊(1850)
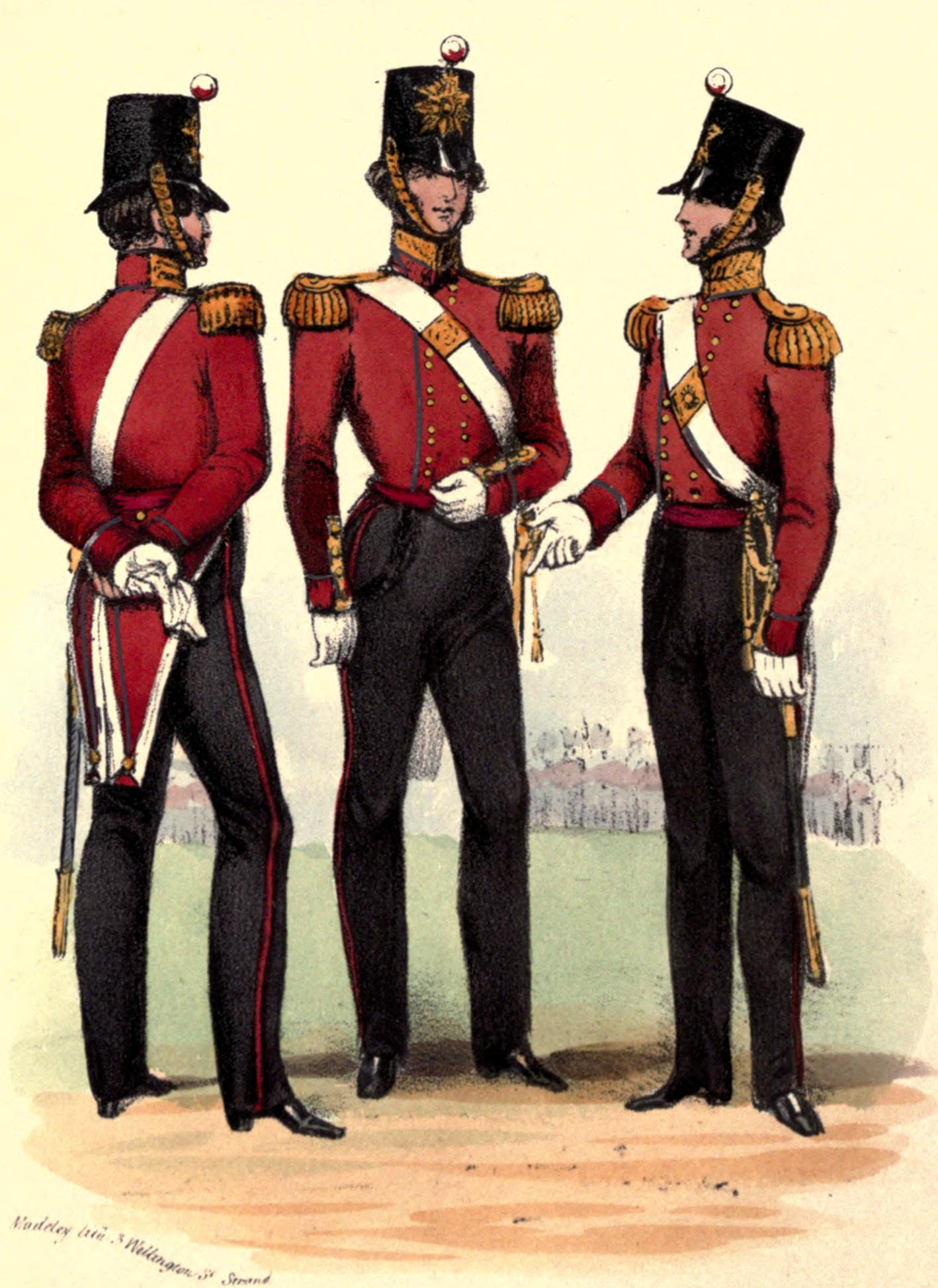
第53歩兵連隊(1845)
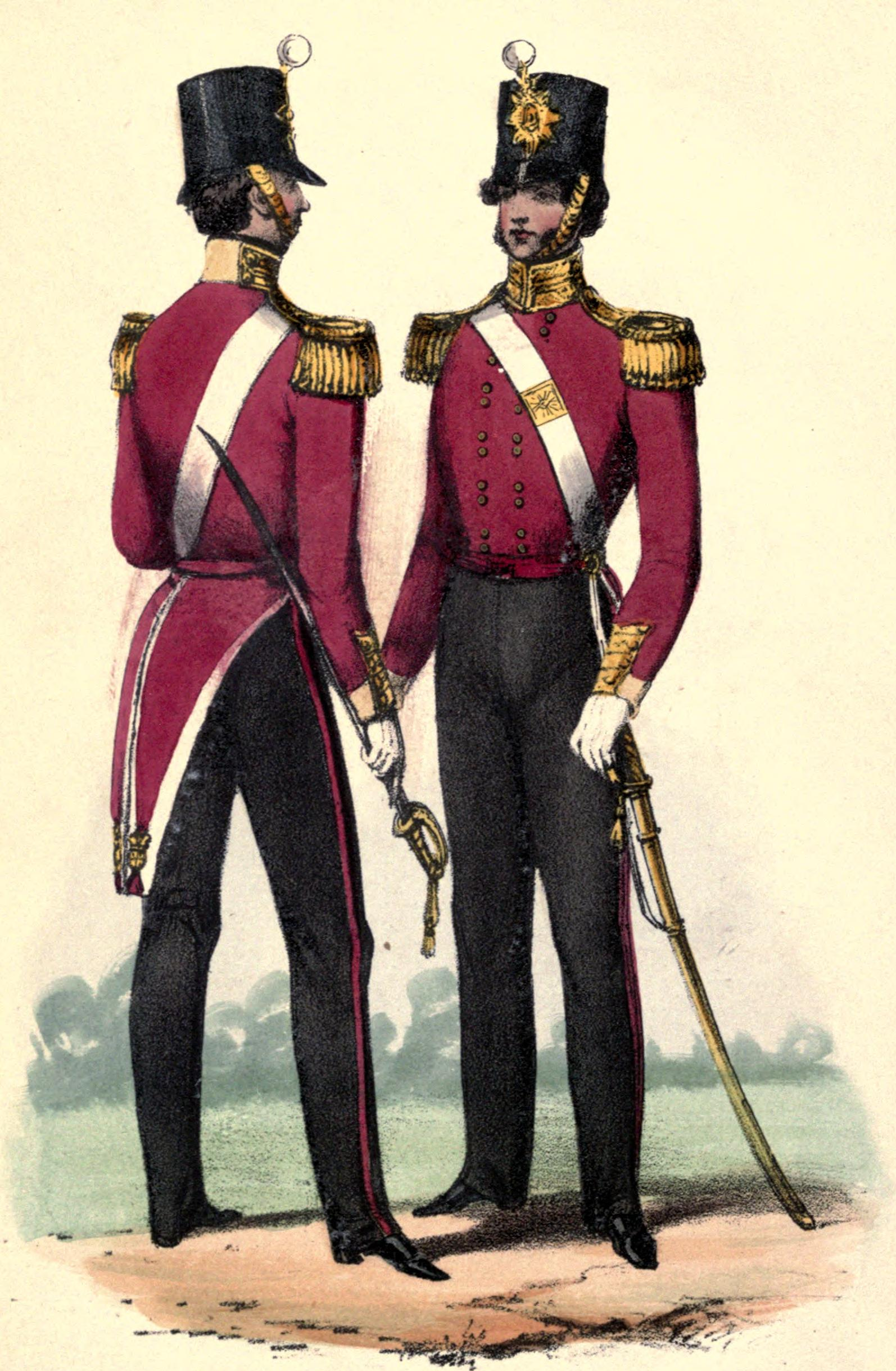
第67歩兵連隊(1845)
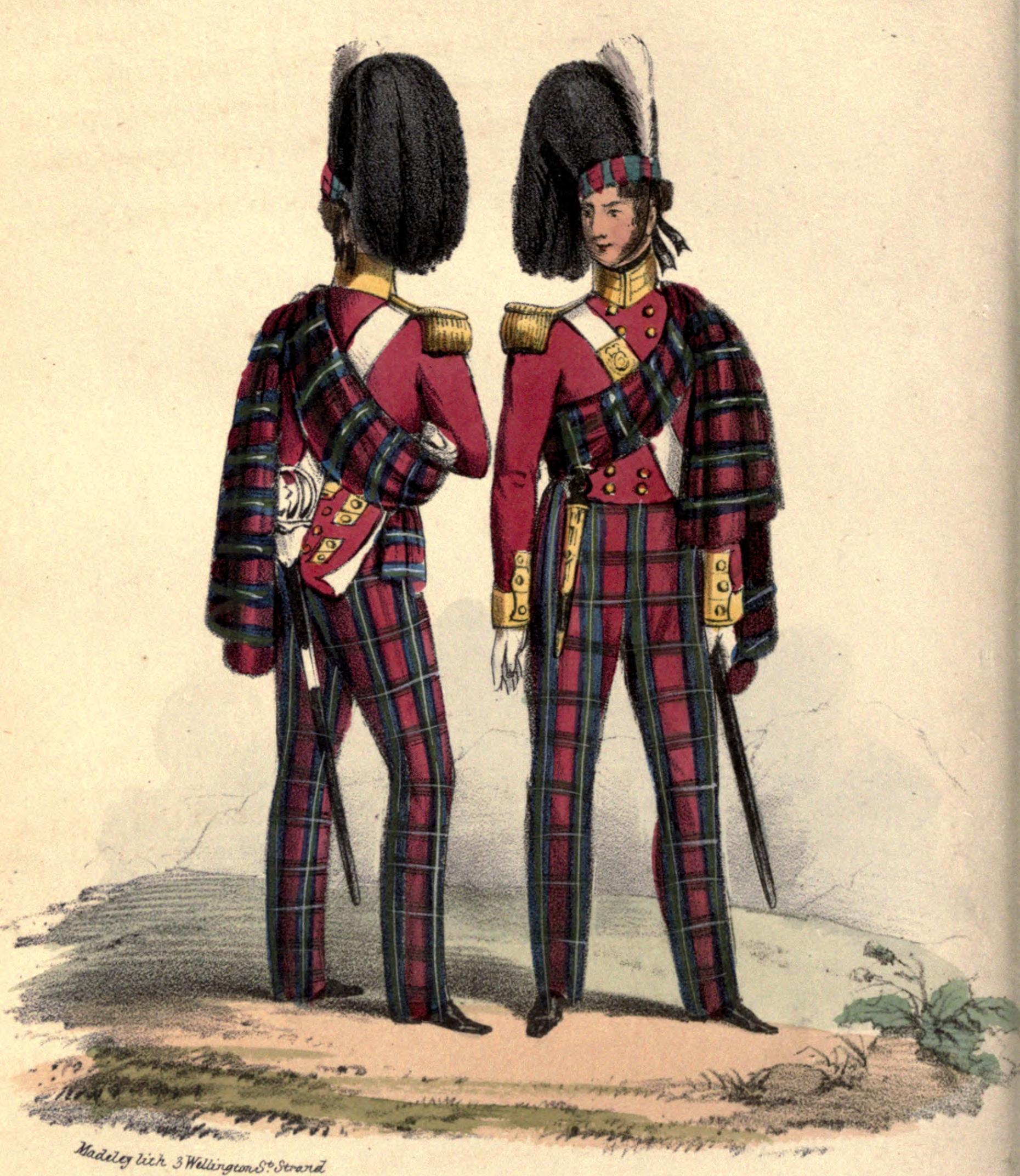
第72歩兵連隊(1845)
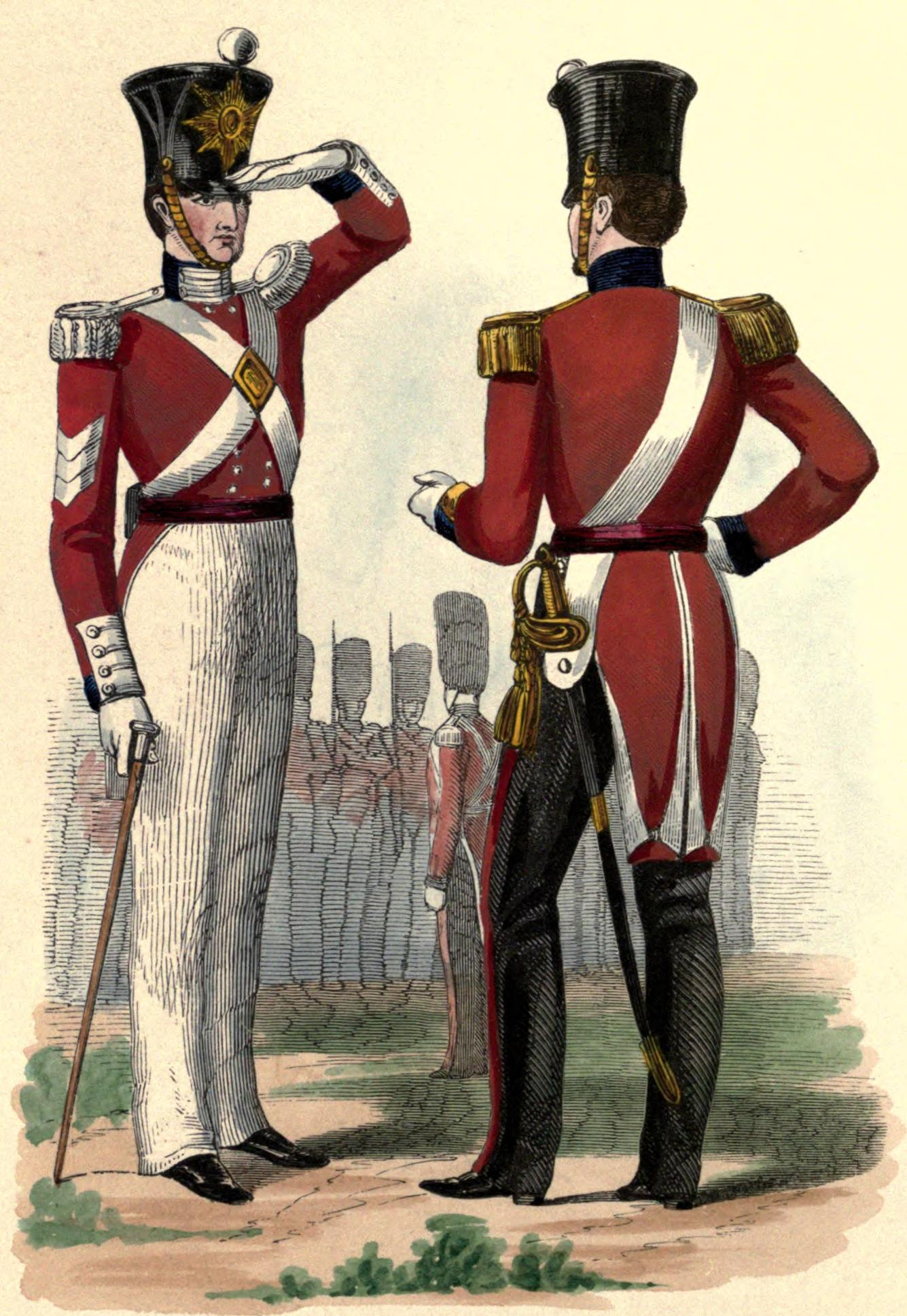
第86歩兵連隊(1840)
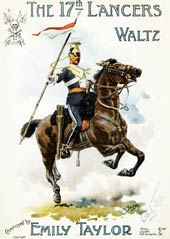
第17槍騎兵連隊(1905)

#### 19世紀後半〜20世紀初頭の軍服

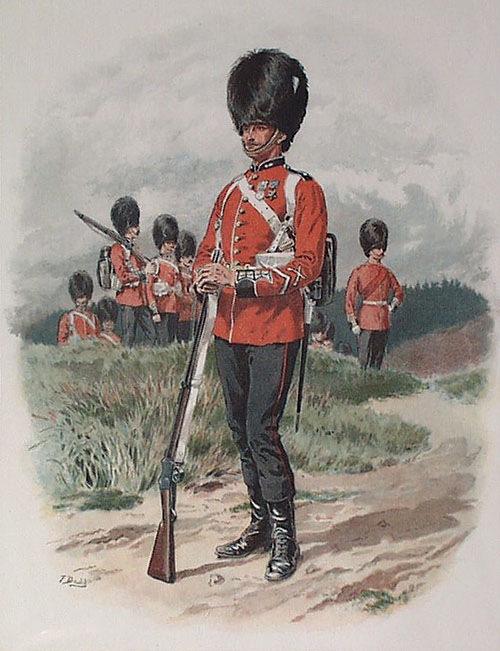
19世紀末のグレナディアガーズ

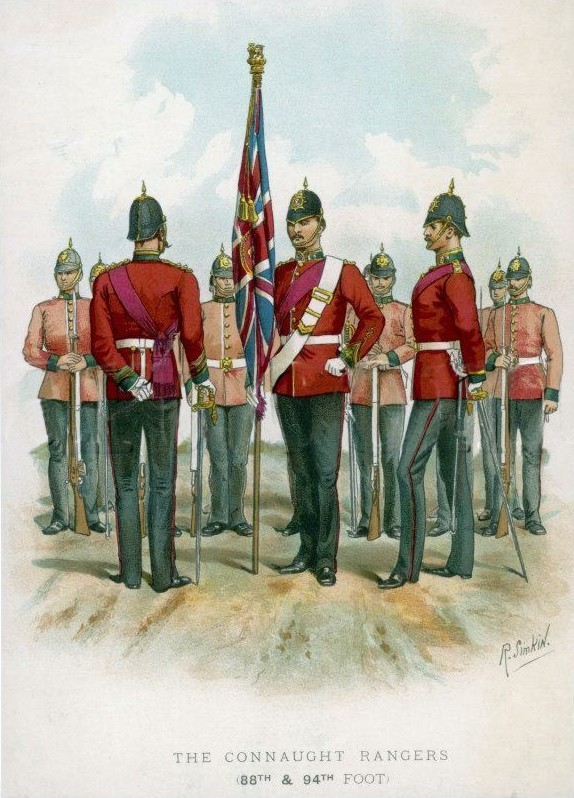
19世紀末から20世紀初頭の一般歩兵（88／94歩兵連隊）。

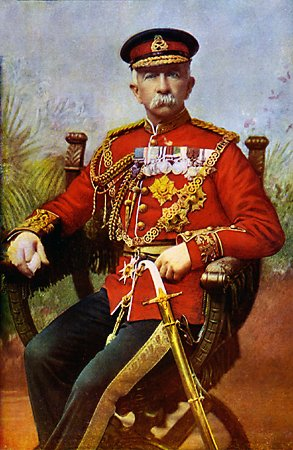
20世紀初頭の将官

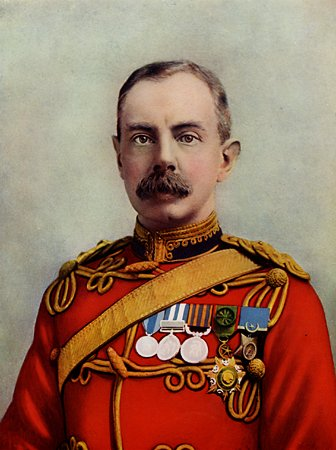
20世紀初頭の

詰襟の短上着（チュニック）と長ズボンが19世紀中頃に採用され、20世紀初頭までの間に幾度か細部の改正がされた。その間、ヴィクトリア女王とアルバート公の成婚と共同統治を経て、重騎兵以外の正帽は幾度か変更され、ドイツ色が強くなった。そしてこの服装は、略装や戦闘用の服装が別途制定されるようになったため正装として扱われるようになり、現在でも Full Dress として使用されている。色や形は連隊によって異なる。
- 王室騎兵隊は詰襟でシングルボタンの上着で、色はライフガーズが赤、ブルーズ・アンド・ロイヤルズが紺色。ズボンは乗馬用が白で下馬用が紺色である。
正帽はナポレオン時代のフランス重騎兵風のヘルメットから、1832年に近衛歩兵のようなベアスキン[7]に変更された。そして、プロイセンの重騎兵用ピッケルハウベの試作品、或いはロシアで試作されていた同様のものをモデルとした、全金属製のスパイク付きヘルメットが1842年に採用され、そのまま現在まで使用されている。このヘルメットはアルバートヘルメットとも呼ばれた。プルーム[8]の色はライフガーズ連隊が白、ブルーズ・アンド・ロイヤルズ連隊が赤である。

- 竜騎兵連隊は赤色の詰襟でシングルボタンの上着に紺色のズボンが殆どだが、第6近衛竜騎兵連隊（騎兵銃連隊）（6th Dragoon Guards (The Carabiniers)）は紺色の上着だった。また、第5（プリンセス・シャーロット・オブ・ウェールズ）近衛竜騎兵連隊（5th Dragoon Guards）はトレードマークの緑色のズボンを使用し続けている。この緑色のズボンは、同連隊が第6（イニスキリング）竜騎兵連隊（6th (Inniskilling) Dragoons）と併合されて第5イニスキリング近衛竜騎兵連隊（5th Royal Inniskilling Dragoon Guards）となった後も受け継がれた。
正帽はナポレオン時代のフランス重騎兵風のヘルメットから、1847年にアルバートヘルメットに変更された。但し、ロイヤルスコッチグレイ（第2竜騎兵）連隊（The Royal Scots Greys (2nd Dragoons)）はナポレオン戦争以来使用しているベアスキン[7]をモデルチェンジしながら使用し続けており、現在でも同連隊の伝統を受け継ぐロイヤルスコッチ・ドラゴンガーズ（騎兵銃とグレイ[9]）（The Royal Scots Dragoon Guards (Carabiniers and Greys)））の軍楽隊は現在でも竜騎兵連隊で唯一ベアスキンを使用している。

- ライフル連隊以外の歩兵連隊と工兵は赤色の詰襟でシングルボタンの上着と紺色のズボン。ボタンの数や配列、袖の形は連隊によって違いが見られる。スコットランドの歩兵連隊はキルト又はタータンチェックのズボンを着用する。
正帽はシャコー帽が背の高いものから低いものへ変化した後、一般歩兵は1878年にプロイセンのピッケルハウベをモデルとした、ホームサービスヘルメットを採用した。通常のホームサービスヘルメットは紺色だが、軽歩兵連隊のヘルメットカバーは濃緑色であった。19世紀前半には、一部連隊の擲弾兵中隊がベアスキン[7]を着用していたが、近衛歩兵第一連隊はワーテルローの戦いでフランス擲弾兵に勝利した功績を記念してグレナディアガーズ（Grenadier Guards）の称号が与えられ、擲弾兵を象徴する1815年からベアスキンを着用するようになった。そして、コールドストリームガーズ連隊及びスコッツガーズ連隊も1831年から着用するようになった。その後に創立されたアイリッシュガーズとウェルシュガーズも採用し、近衛歩兵は現在でもベアスキンを使用している。また、フュージリア連隊の称号を与えられた連隊もベアスキンを着用し、現在でも軍楽隊は使用している。
工兵は1857年にバスビー[10]へ変更した。現在でも王立通信兵軍楽隊はバスビーを着用したこの当時の工兵スタイルである。1978年には歩兵と同じホームサービスヘルメットを採用したが、その後砲兵用タイプに変更した。

- ライフル連隊は上下とも暗緑色。上着は詰襟で、将校は肋骨服型、下士官・兵はシングルボタン。
正帽は一般歩兵と同様に変遷したが、1878年に採用されたホームサービスヘルメットは上着と同色だった。そして、1890年にはバスビー[11]に変更された。

- 砲兵及び輜重兵は紺色の詰襟・シングルボタンの上着と同色のズボン。襟と袖の色が連隊毎に異なる。
正帽は歩兵と同様にシャコー帽が背の高いものから低いものへ変化した後、砲兵は1855年にバスビー[10]に変更した。1978年には両部隊とも歩兵型のホームサービスヘルメットを採用したが、砲兵は1881年、輜重兵は1888年にプロイセン砲兵と同様のスパイク先端が球状になったものに変更した。

- 槍騎兵連隊はポーランド槍騎兵スタイルで、詰襟でダブルボタンの胸当て付き上着と紺色のズボン。上着と胸当ての色の組み合わせが連隊毎に異なる。
正帽はポーランド風のチャプカ (Czapka) を使用し続けている。

- 軽騎兵連隊はハンガリー軽騎兵スタイルで、紺色のドルマン (Dolman) と呼ばれる型の上着で、胸の紐は6組。ズボンと袖の色は連隊によって異なる。1850年代まで（一部の連隊は1820年代まで）は胸の紐が無数にある華美な物だったが、シンプルな物に変更された。
正帽は1940年代まで（一部の連隊は1820年代まで）背の高いシャコー帽を使用していたが、その後、バスビー (Busby) と呼ばれる背の低い熊皮帽となった。

- 王立騎馬砲兵連隊の服装は紺色の上下で軽騎兵連隊と似ているが、胸の紐が無数にある。1850年代までは軽騎兵連隊と同じ服装であったが、軽騎兵が上着を改正した後もこの服装を使い続けている。
正帽は軽騎兵と同様であるが、バスビーへの変更は若干早い。

- 軍楽隊は所属連隊の服装に識別の飾りを付けただけのものが多いが、隊長だけ違う色の上着を着用する場合もある。それに対してドラム隊とパイプ隊は識別の飾りが派手で、独自の服装を着用する連隊も多い。

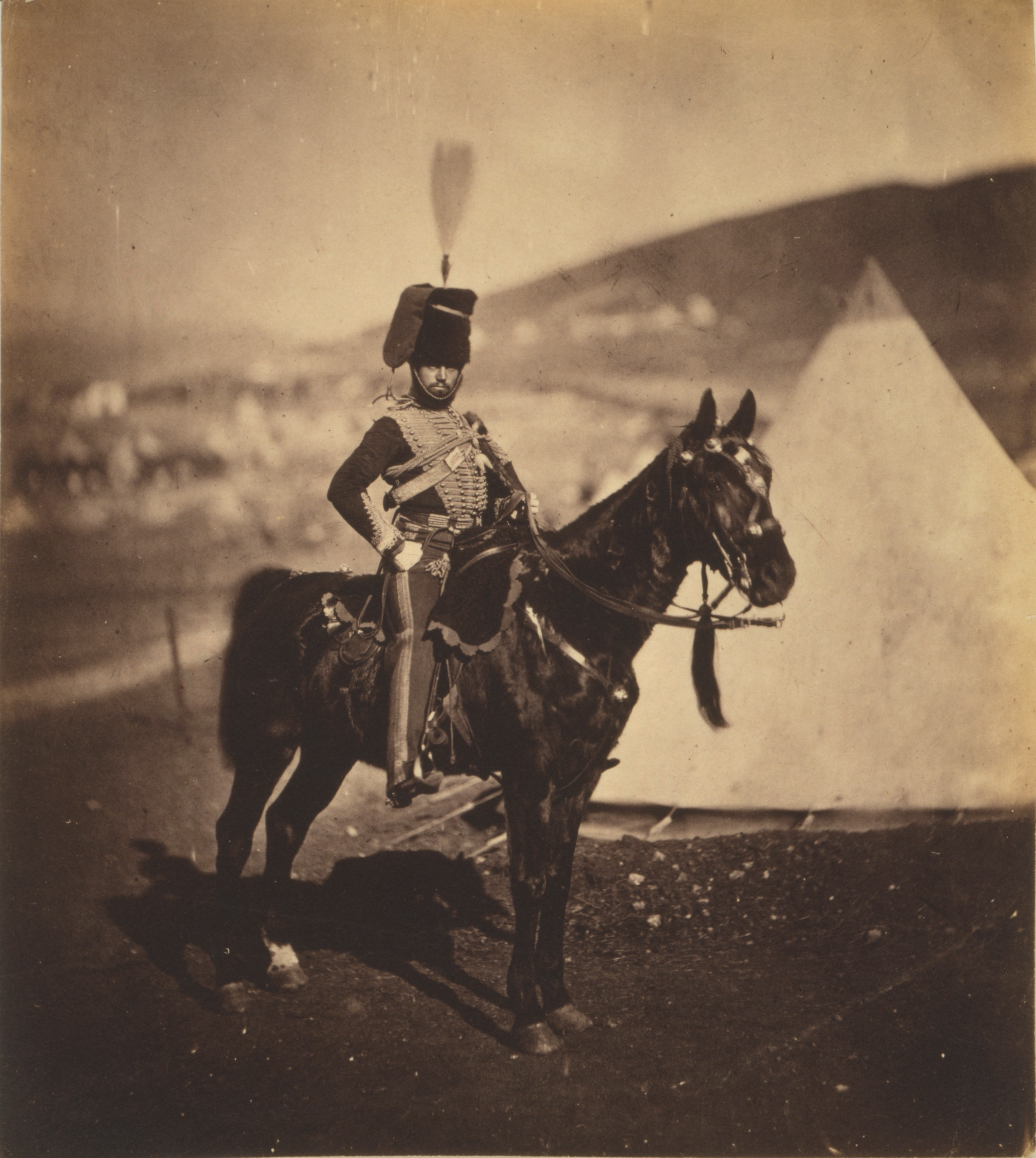
クリミア戦争における第11軽騎兵連隊
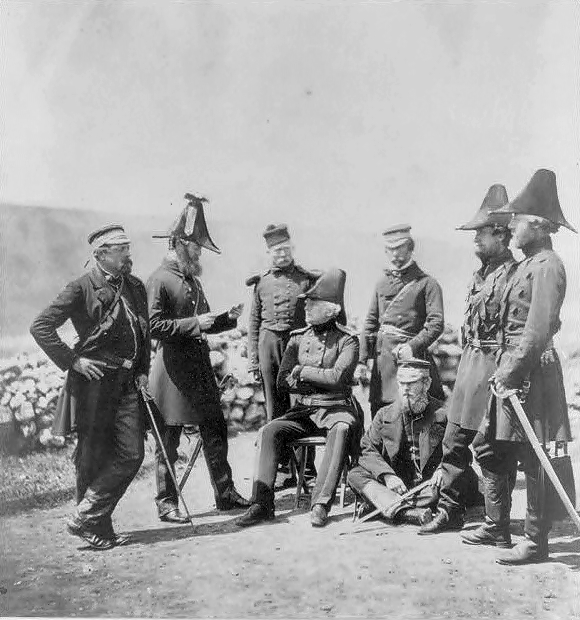
クリミア戦争におけるブラウン将軍とその幕僚達
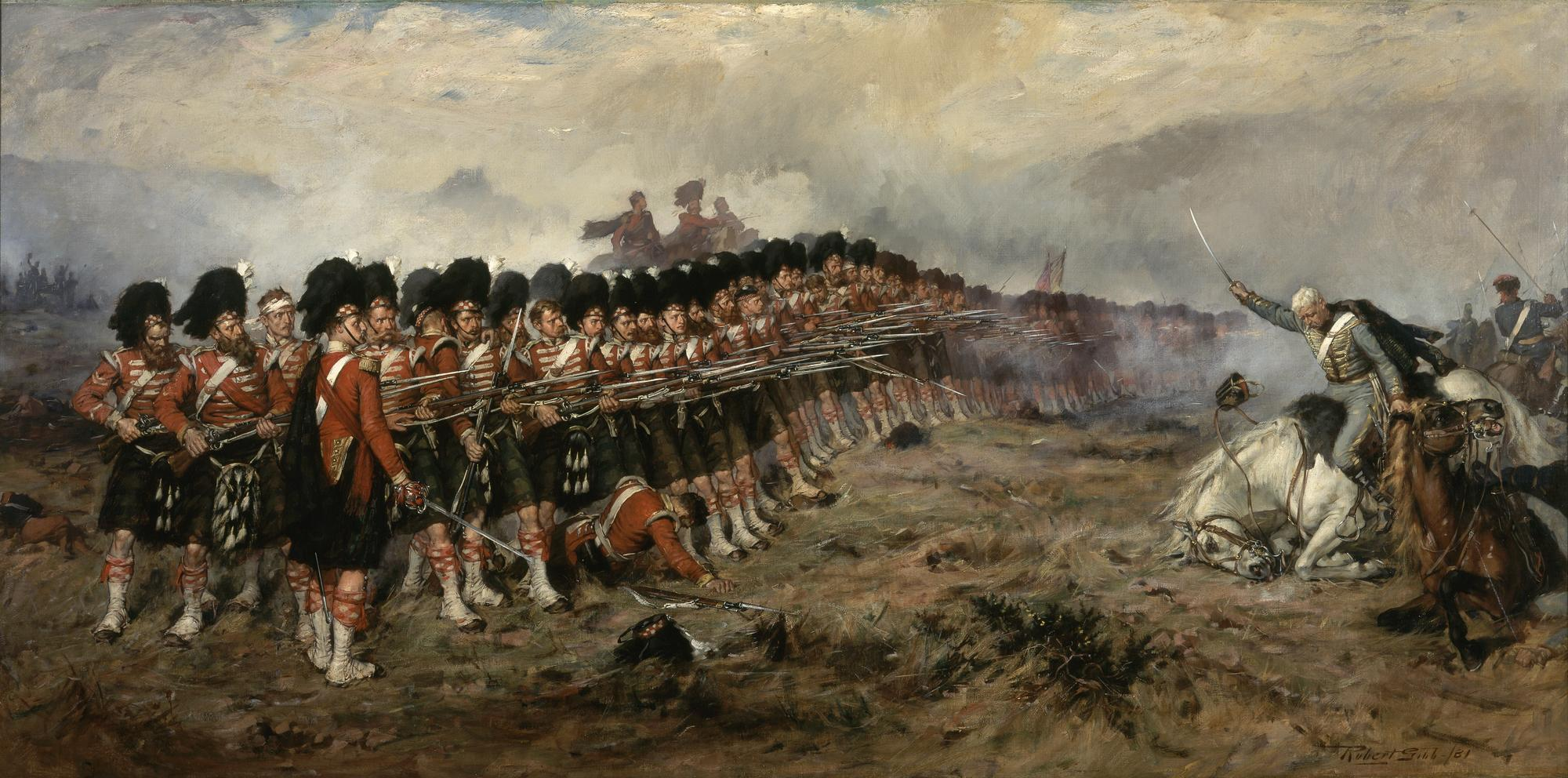
クリミア戦争における第93歩兵連隊（93rd (Sutherland Highlanders) Regiment of Foot）のシン・レッド・ライン（The Thin Red Line）。
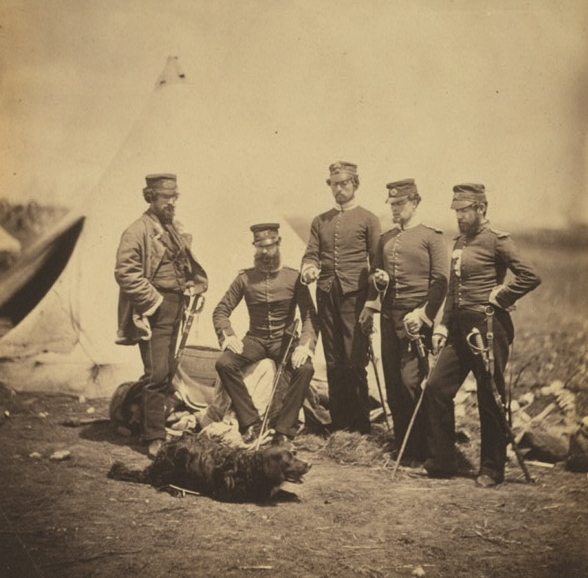
クリミア戦争における第57歩兵連隊
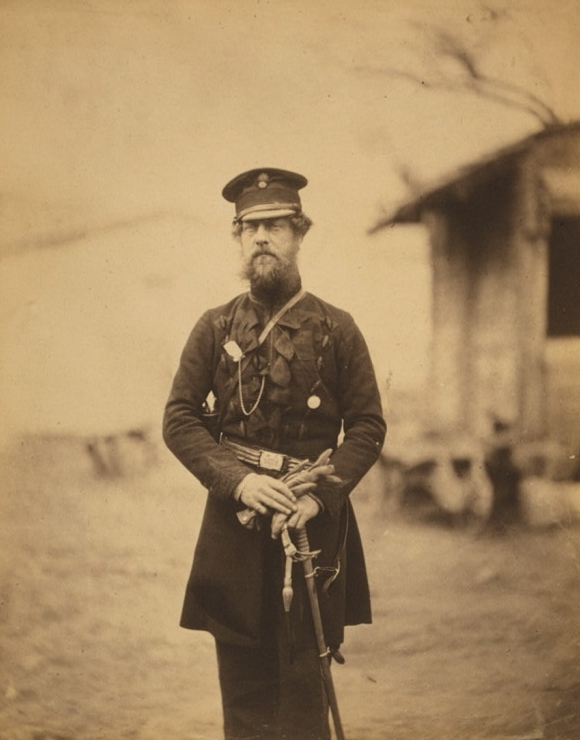
クリミア戦争における略装のグレナディアガーズ指揮官
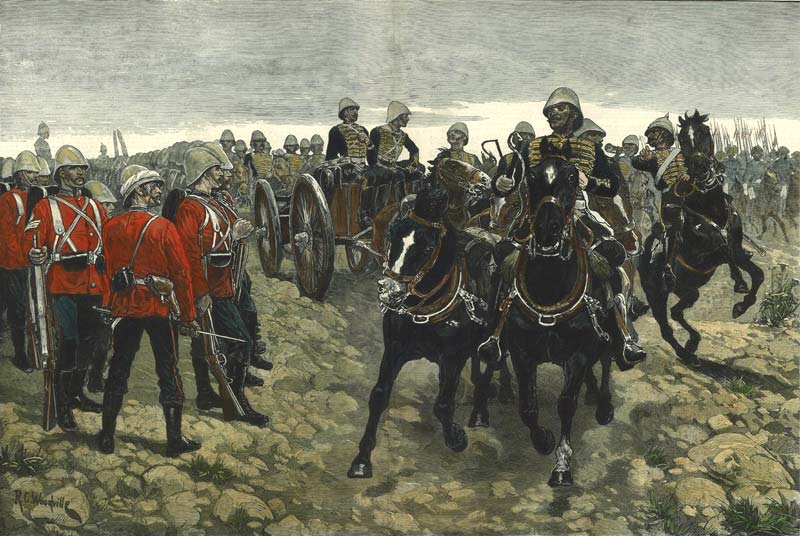
第二次アフガン戦争の第66歩兵連隊と王立騎馬砲兵
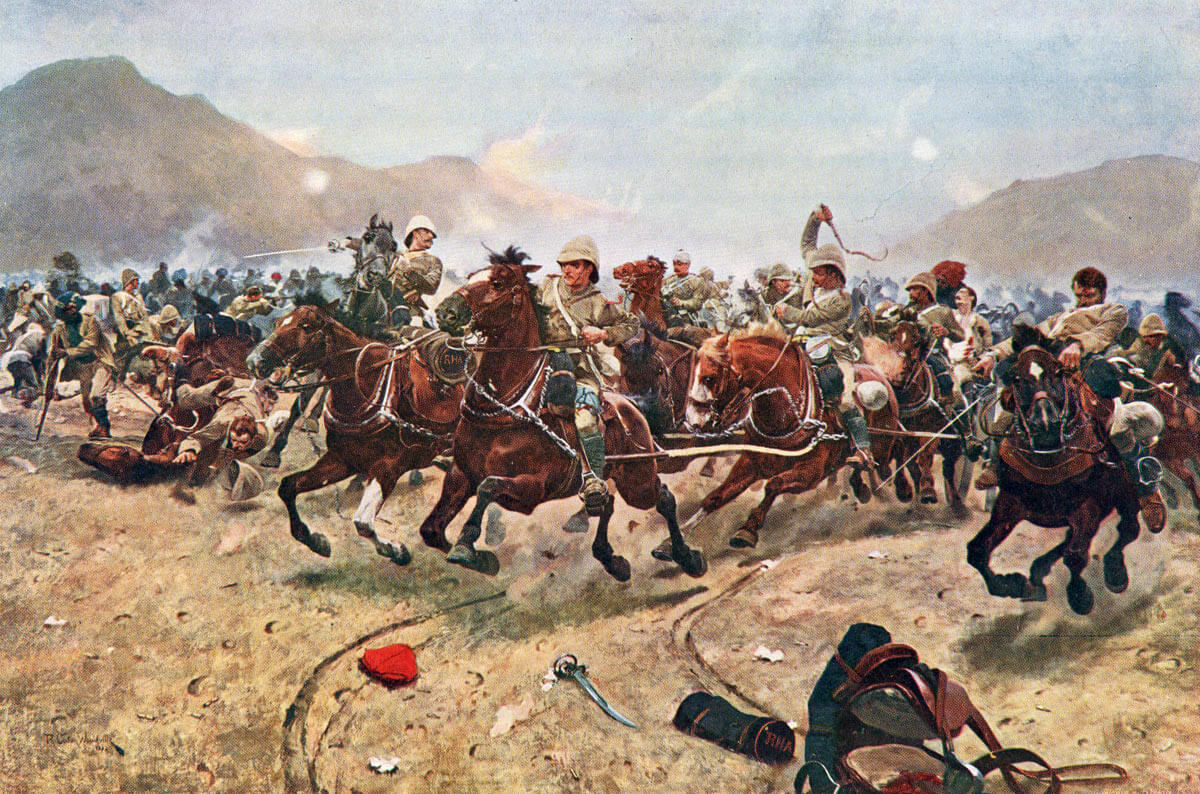
第二次アフガン戦争で戦闘中の王立騎馬砲兵
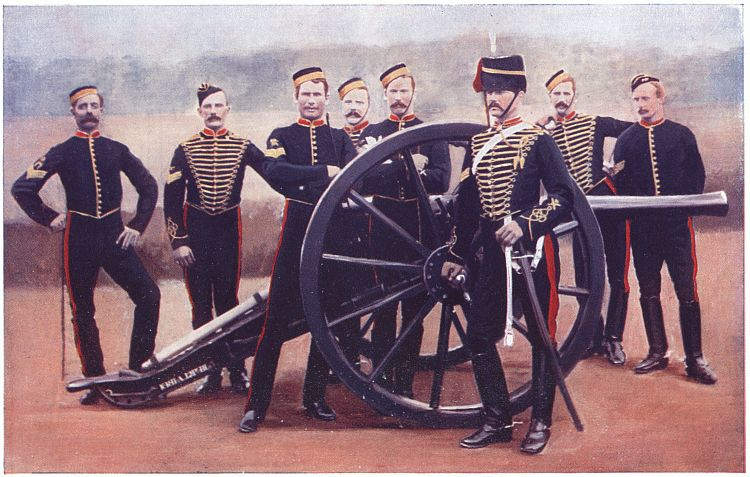
19世紀末の騎馬砲兵

#### 第一次世界大戦頃の軍服

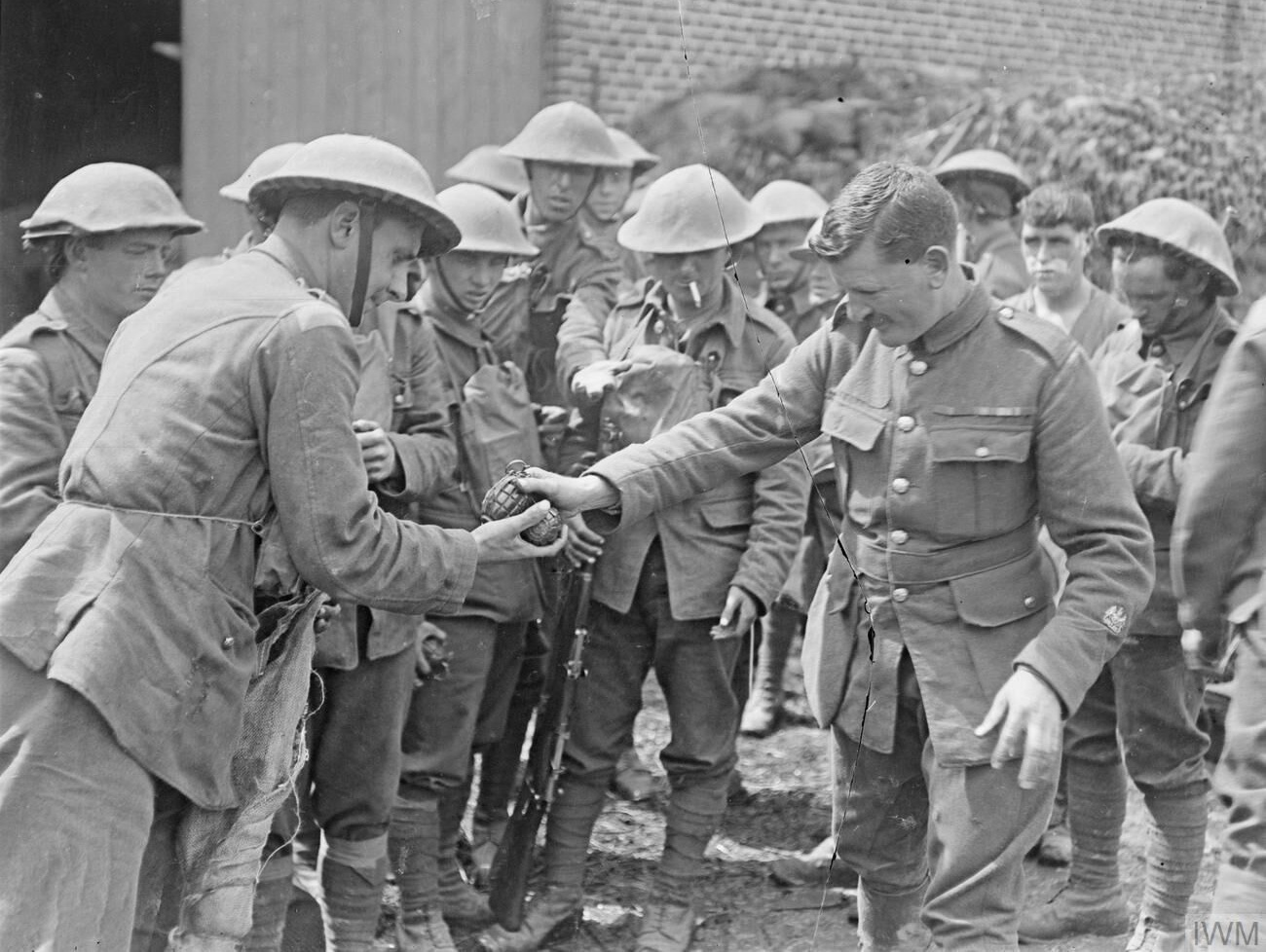
第一次大戦中のロイヤル・スコッチ連隊(Royal Scots)奇襲隊
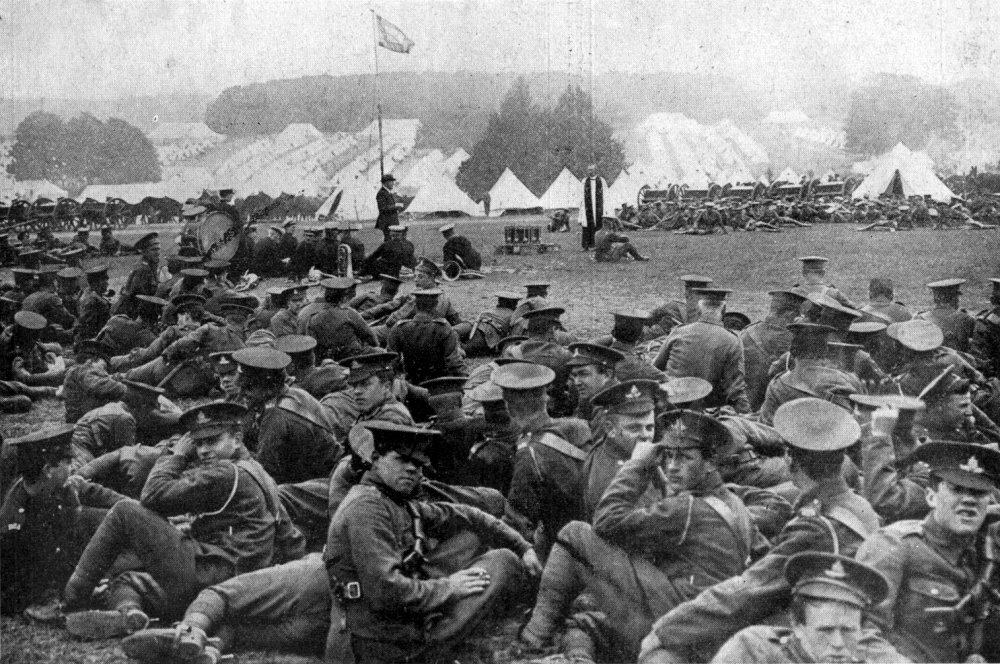
ヘルメット支給前のアイルランド部隊
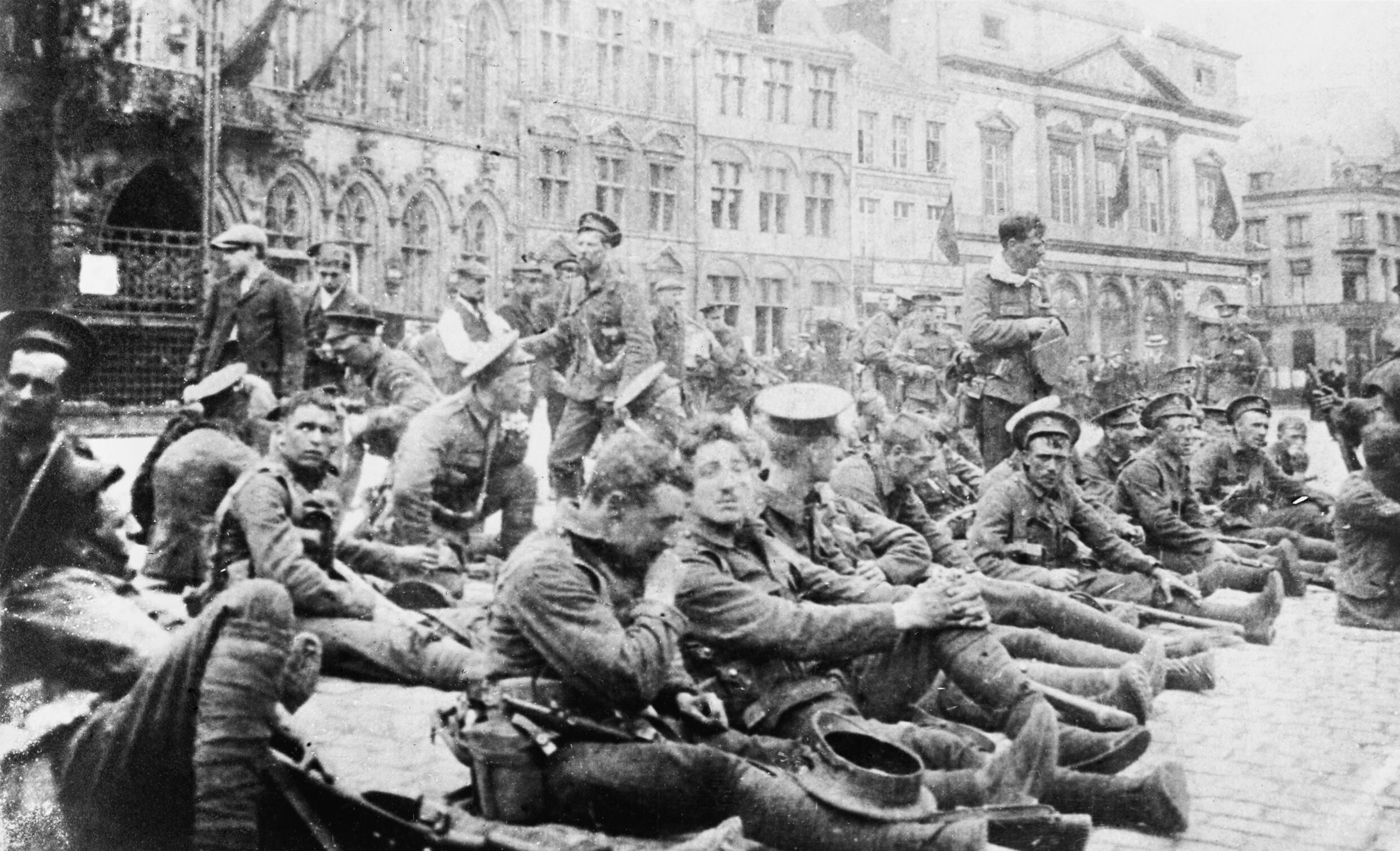
ヘルメット支給前のロイヤル・フュージリア連隊(Royal Fusiliers)
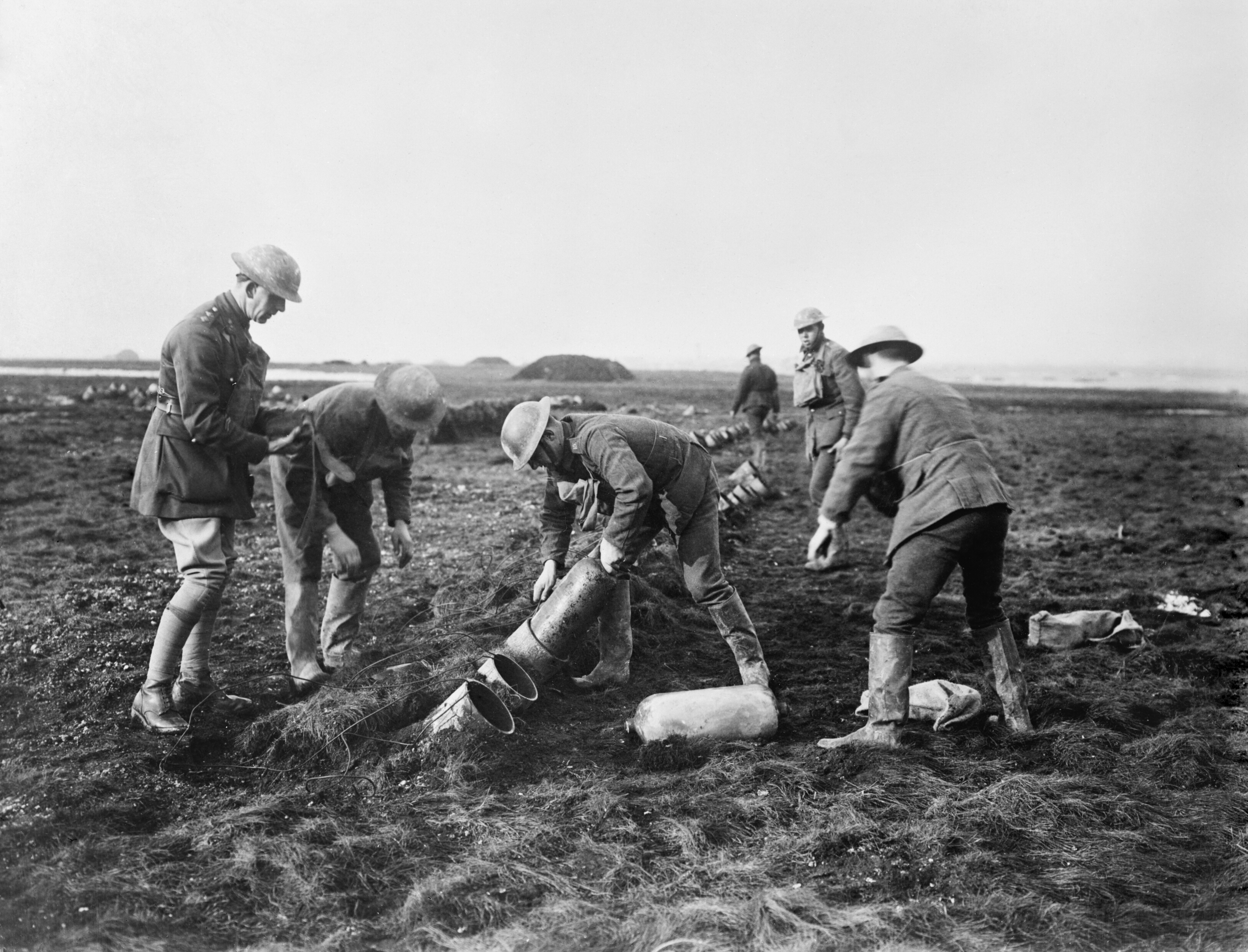
ガス弾の発射準備をする砲兵
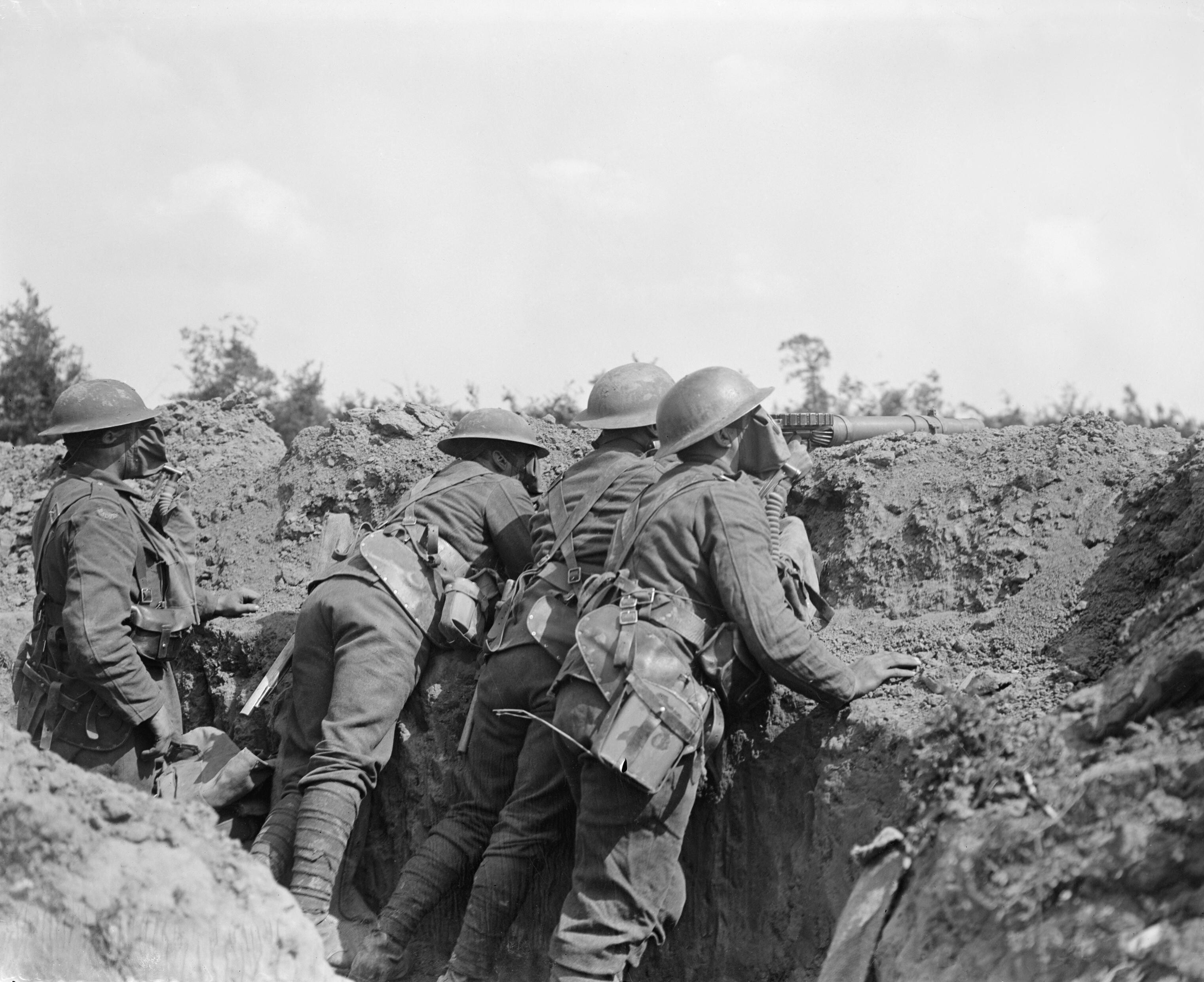
塹壕のロイヤルスコッチ連隊
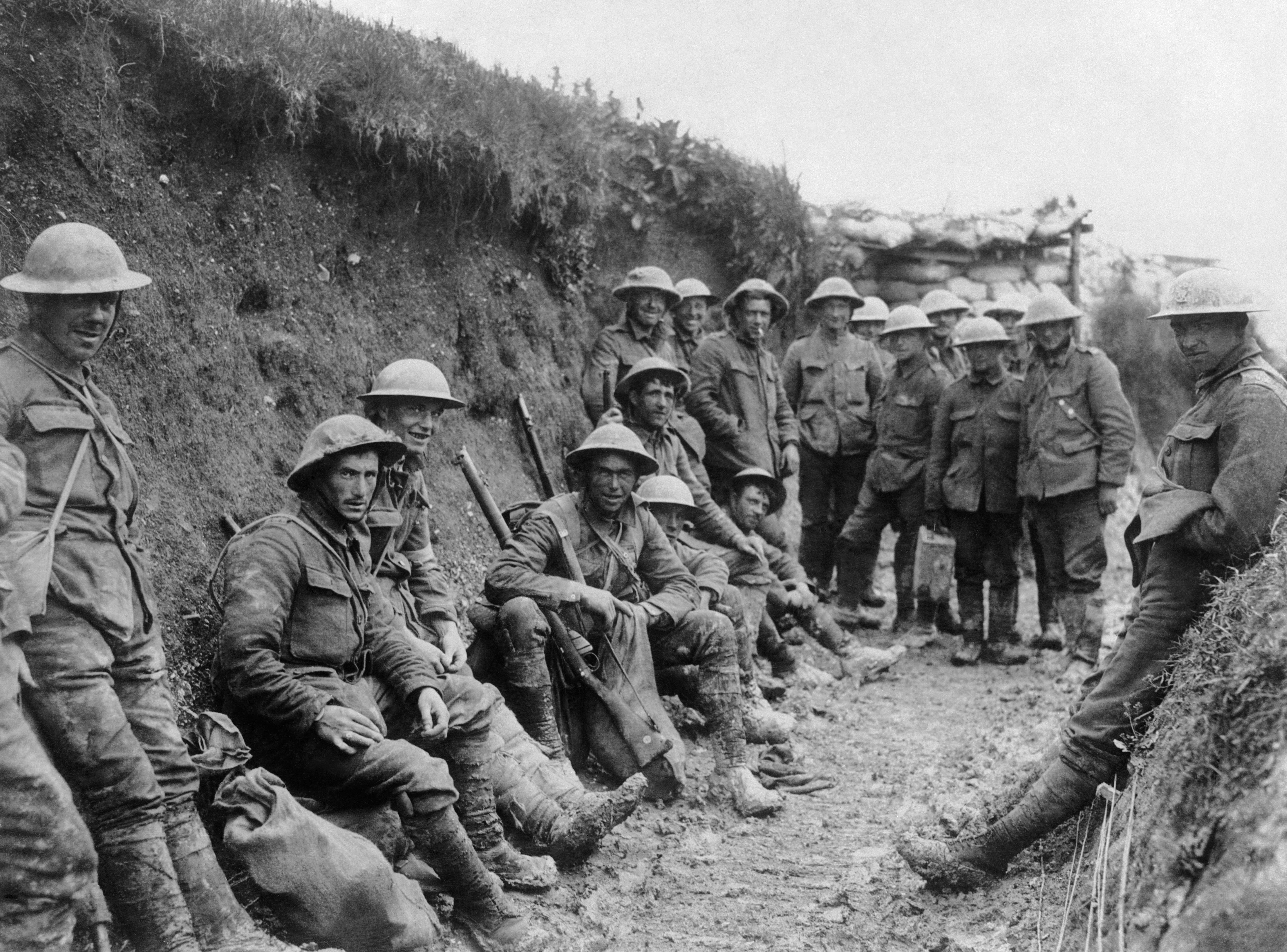
ソンムにおけるアイルランド部隊
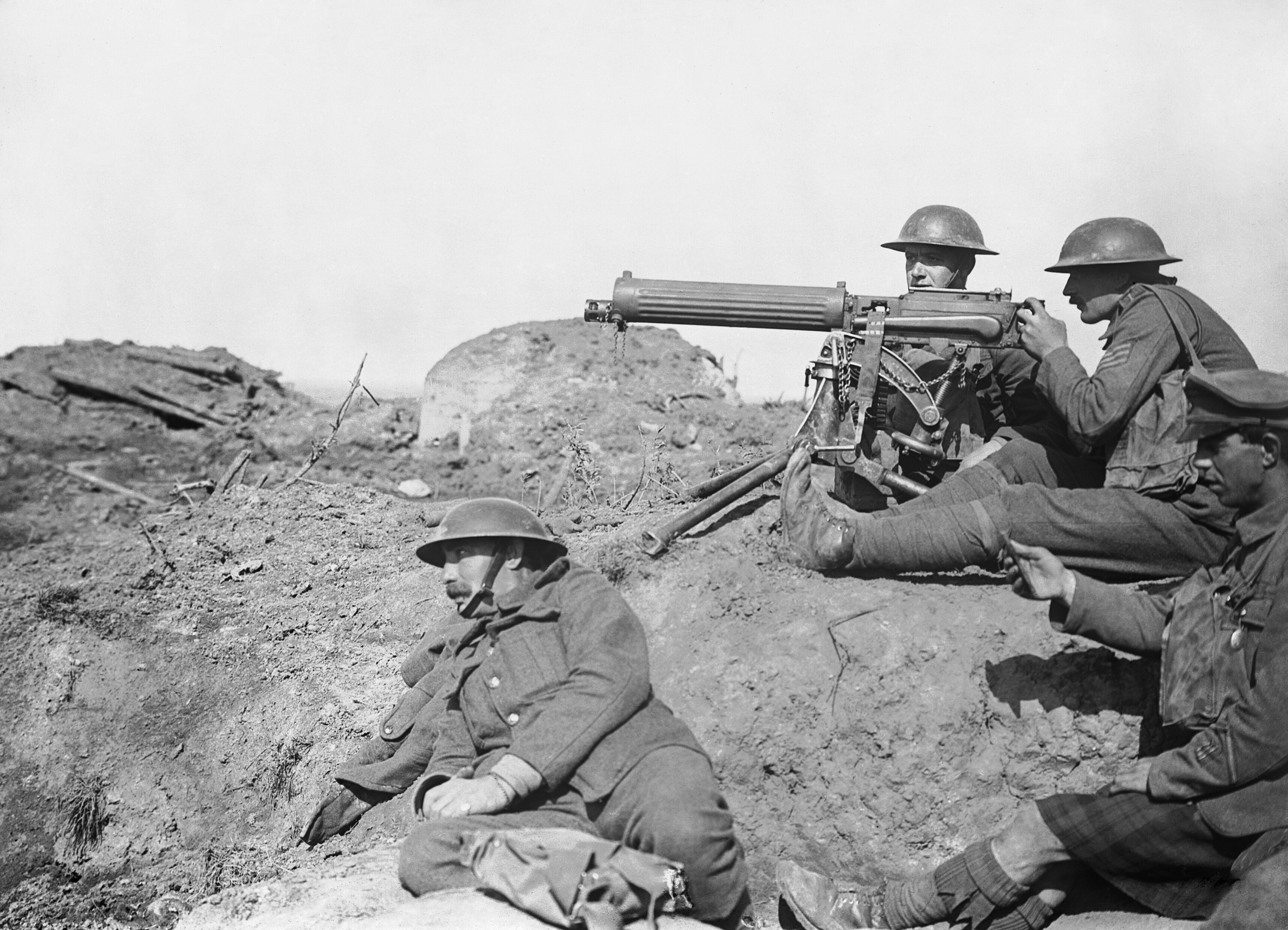
ヴィッカース機関銃を構える歩兵
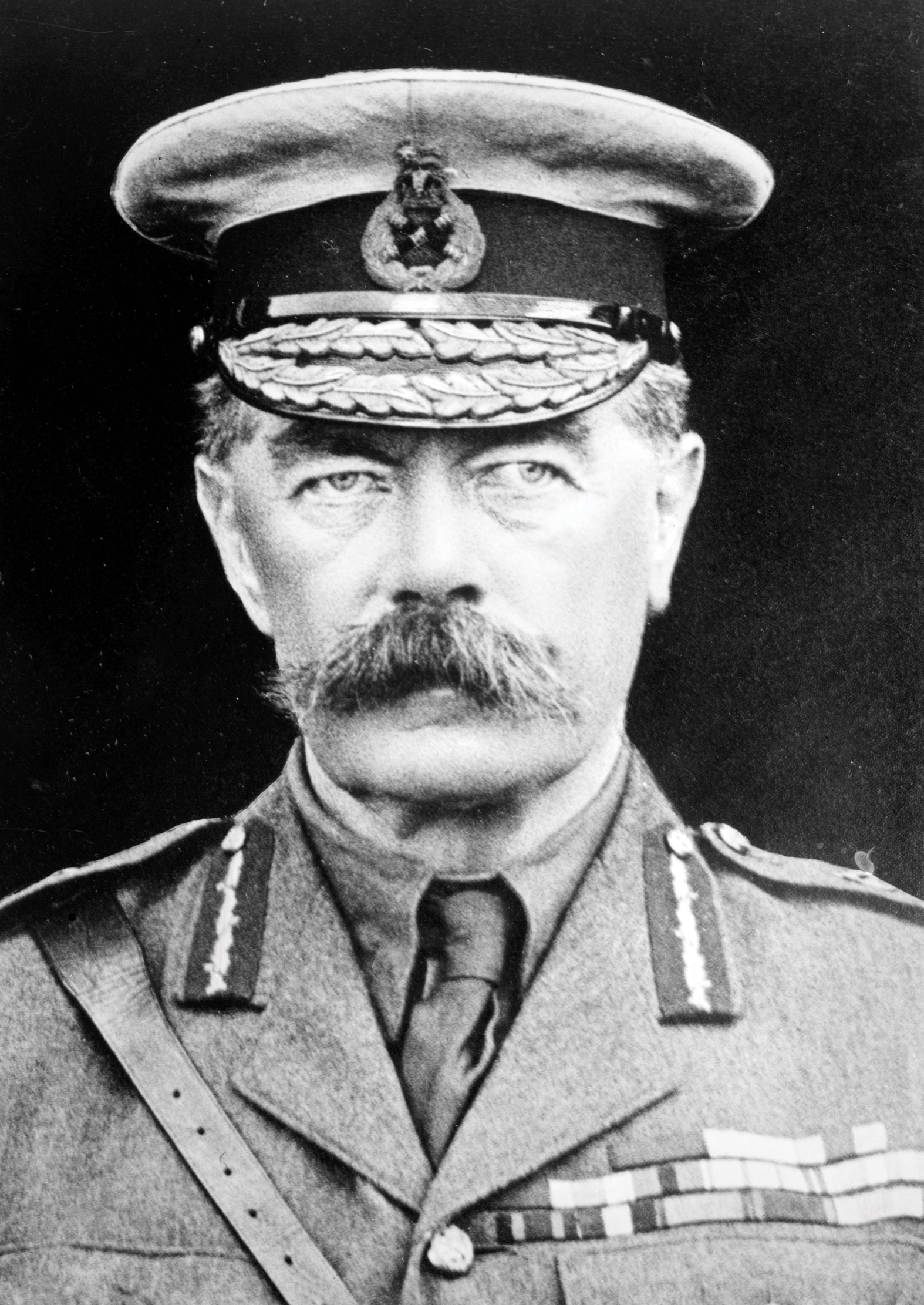
陸軍元帥ホレイショ・ハーバート・キッチナー卿 第一次大戦頃の常装
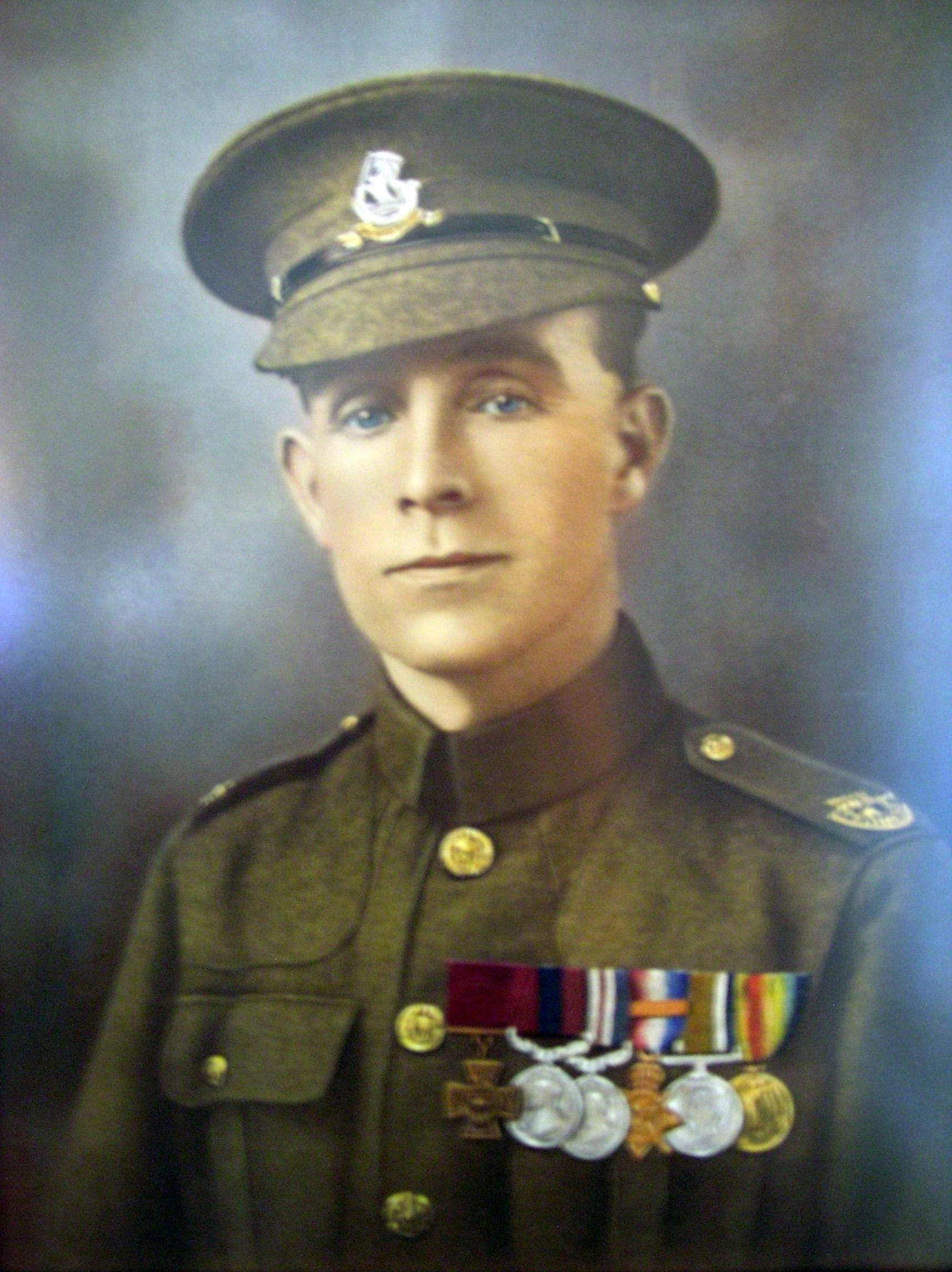
ヴィクトリア十字章を受章した兵士
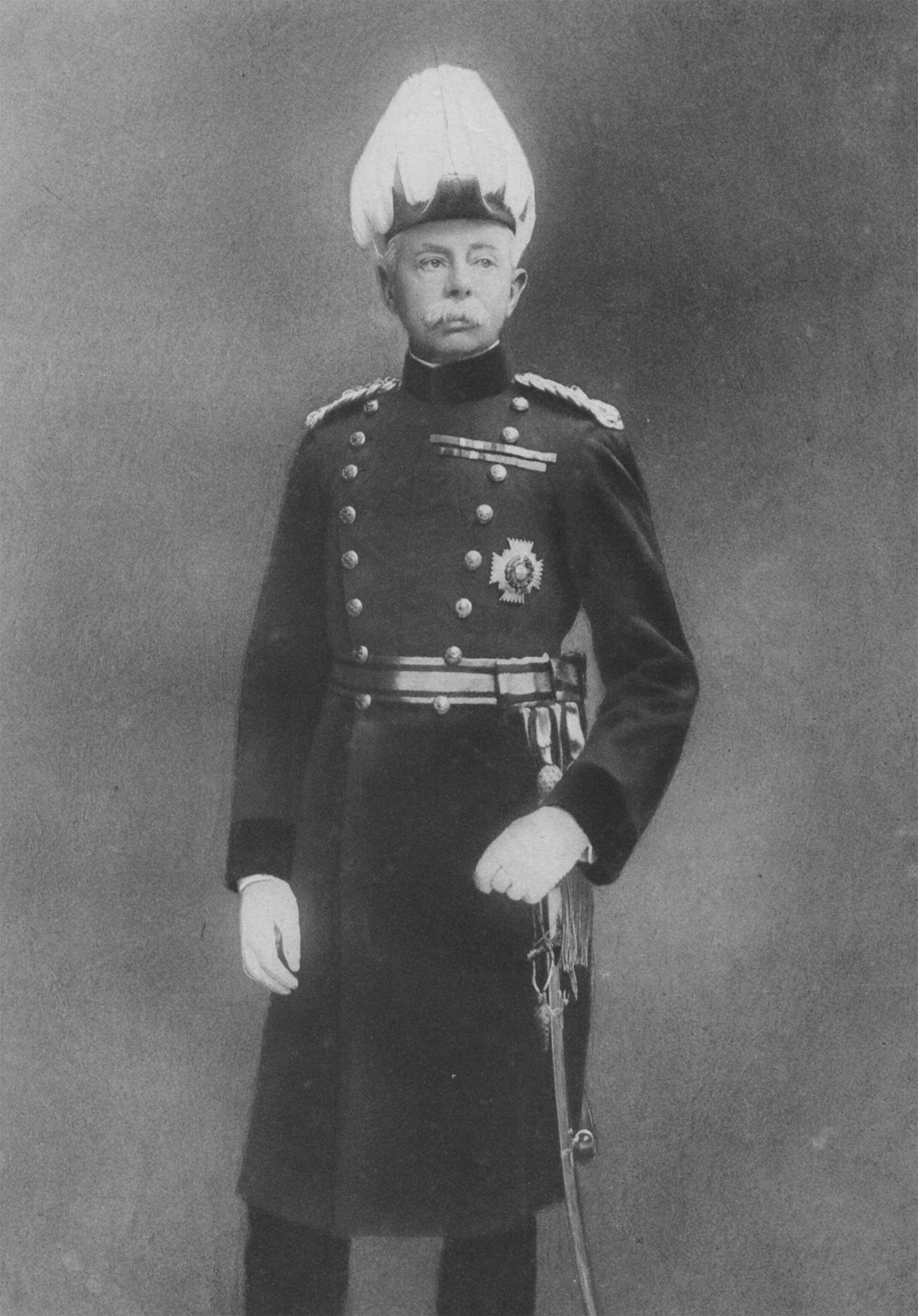
礼装の元帥（上の参謀将校[↑]と同一人物）
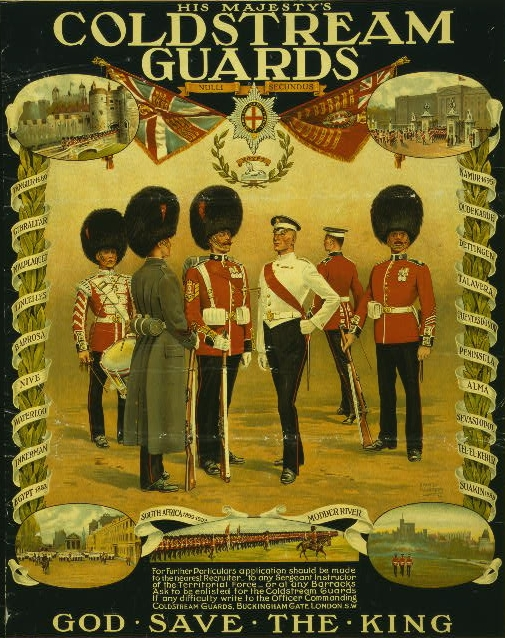
コールドストリームガーズの各種軍装。

#### 第二次世界大戦の軍服
イギリス軍が第二次世界大戦のヨーロッパ戦域で一般的に使用した野戦服は、1937年に制定されたP1937（1937パターン）のバトルドレスだった。カーキ色のウール地で丈が腰までしかないのが最大の特徴だった。バトルドレスは野戦服としてだけではなく通常勤務服としても使用された。このバトルドレスの導入により丈が長くて腰ポケットが付いていた下士官兵用の通常勤務服は戦時中にはほとんど使用されなくなった。ズボンの裾を絞ってその上からゲートル（巻きゲートルかキャンバス製の短ゲートル）を巻き、アンクルブーツという編み上げ靴を履くのが当時の英国歩兵の一般的スタイルだった。将校のみ戦時中でも後方地域などでは平常勤務制服の着用が見られた。
第二次世界大戦開戦時にイギリス軍が使用したヘルメットはお皿型のブロディヘルメットだった。第一次世界大戦時のマーク1ヘルメットと、1938年に登場した改良型のマーク2ヘルメットがそのまま使用された。しかし1943年後半からは従来よりひさしの部分が丸みを帯びたマーク3ヘルメットの開発がすすめられ、1944年半ばから支給が始まった。
戦車兵は当初一般兵と同じバトルドレスを着ていたが、戦争後半になるとカーキグリーン色のカバーオール（つなぎ）やタン色のオーバースーツも登場した。また大戦前期は機甲部隊の兵科色である黒のベレー帽をかぶる戦車兵が多かったが、大戦後期にはヘルメットをかぶっている戦車兵が多くなった。
北アフリカ戦線ではカーキ色のコットン生地製の熱帯地域用のドリル・ユニフォームが使用された。バトルドレスと同じく腰までしか丈がなく、上衣の前合わせのボタンが4つ付いているが、下まで開かないプルオーバーシャツ（頭からかぶって着るシャツ）である。
太平洋戦域では当初北アフリカと同じカーキ・ドリル野戦服が使用されたが、1942年からはジャングル・グリーン色（ライトカーキ色の被服をグレーがかったグリーンに染めた物）のエアーテックス生地の上衣とドリル生地のズボンが採用された。英領インドで生産体制を整えて大戦末期まで太平洋戦域の英軍に使用された。また太平洋戦域では鍔の広いフェルト製のスラウチハットが愛用された。

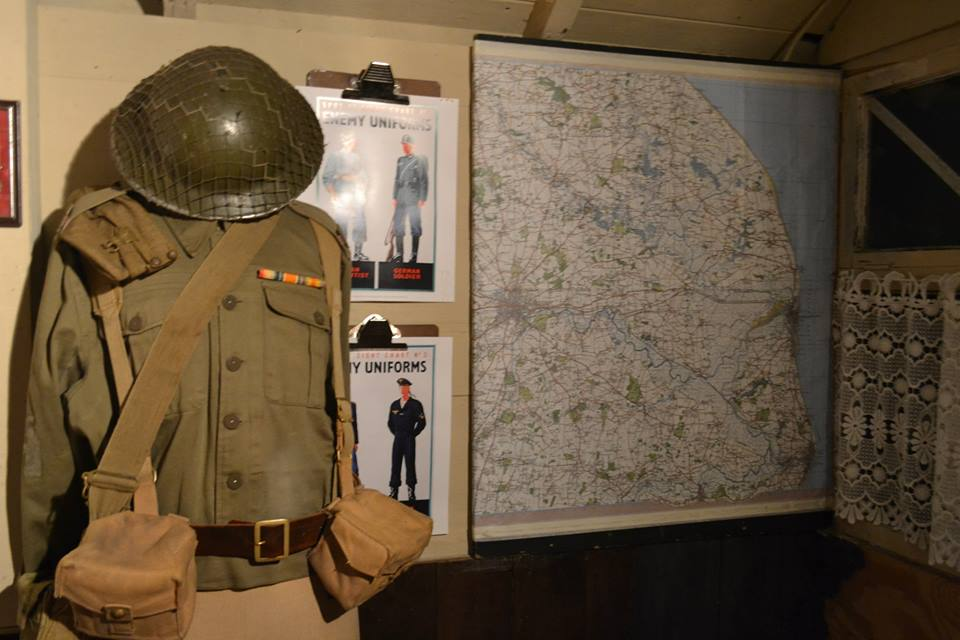
バトルドレス
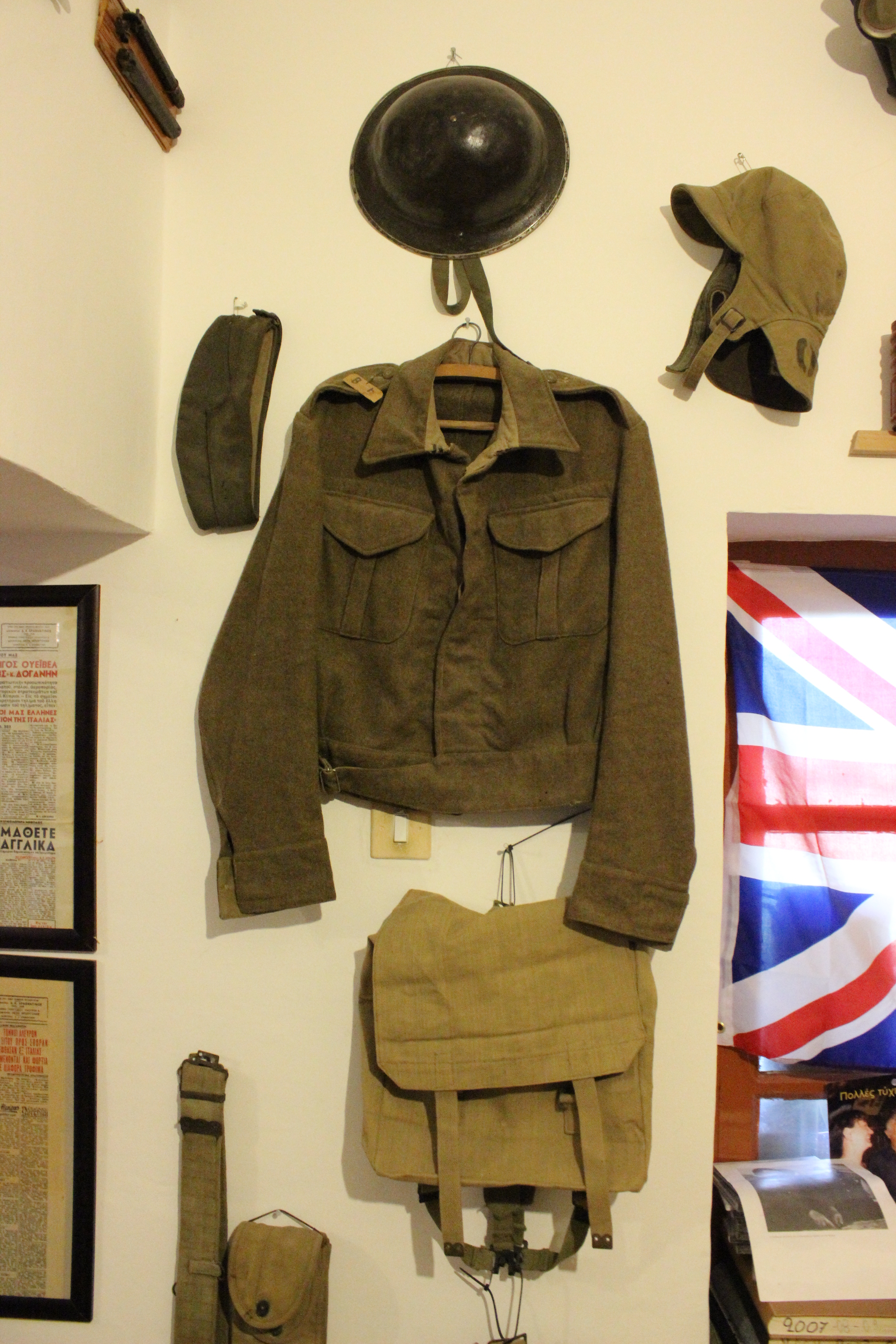
バトルドレス
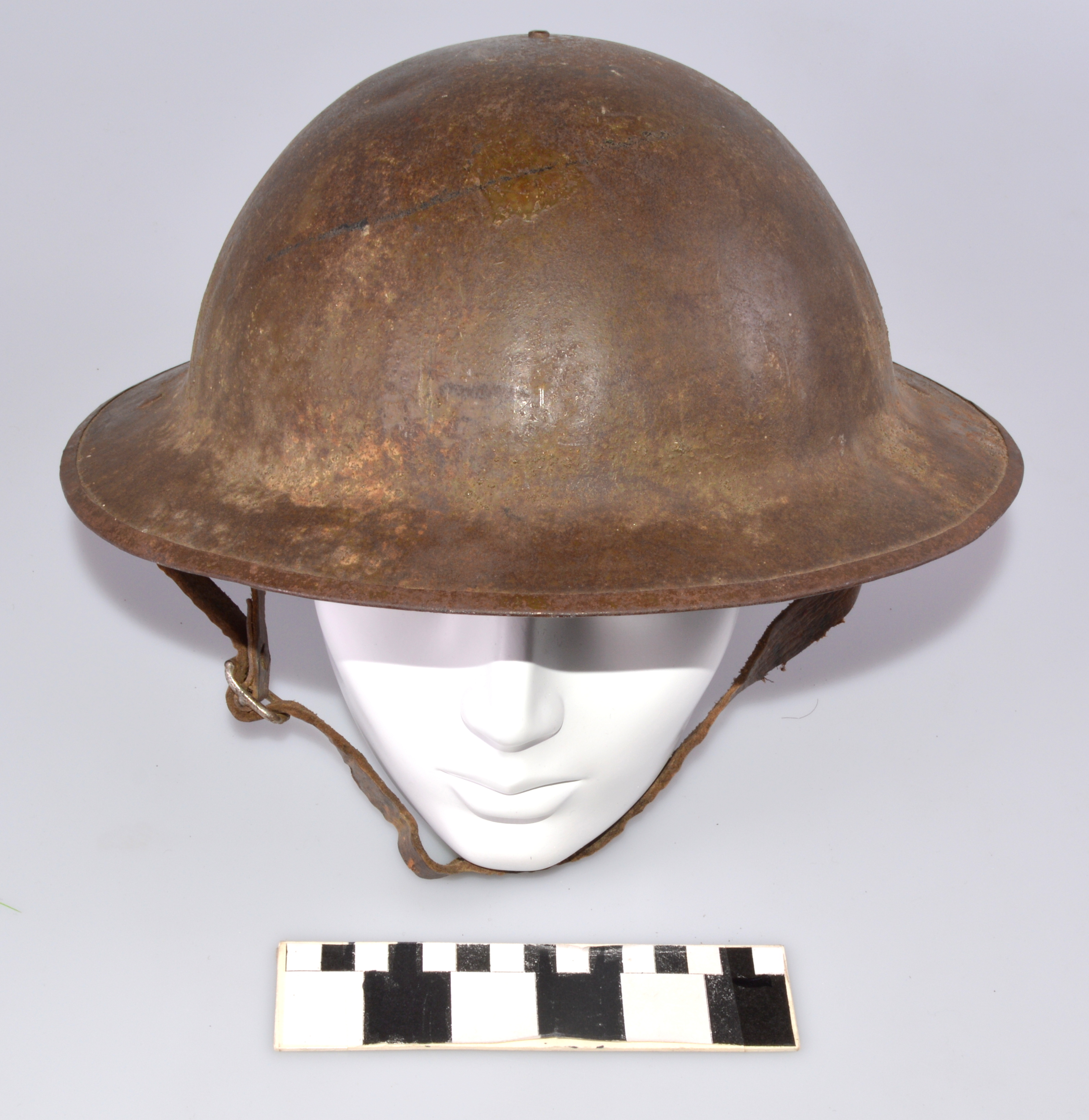
マーク1ヘルメット
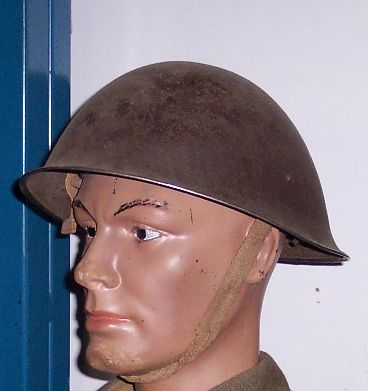
マーク3ヘルメット
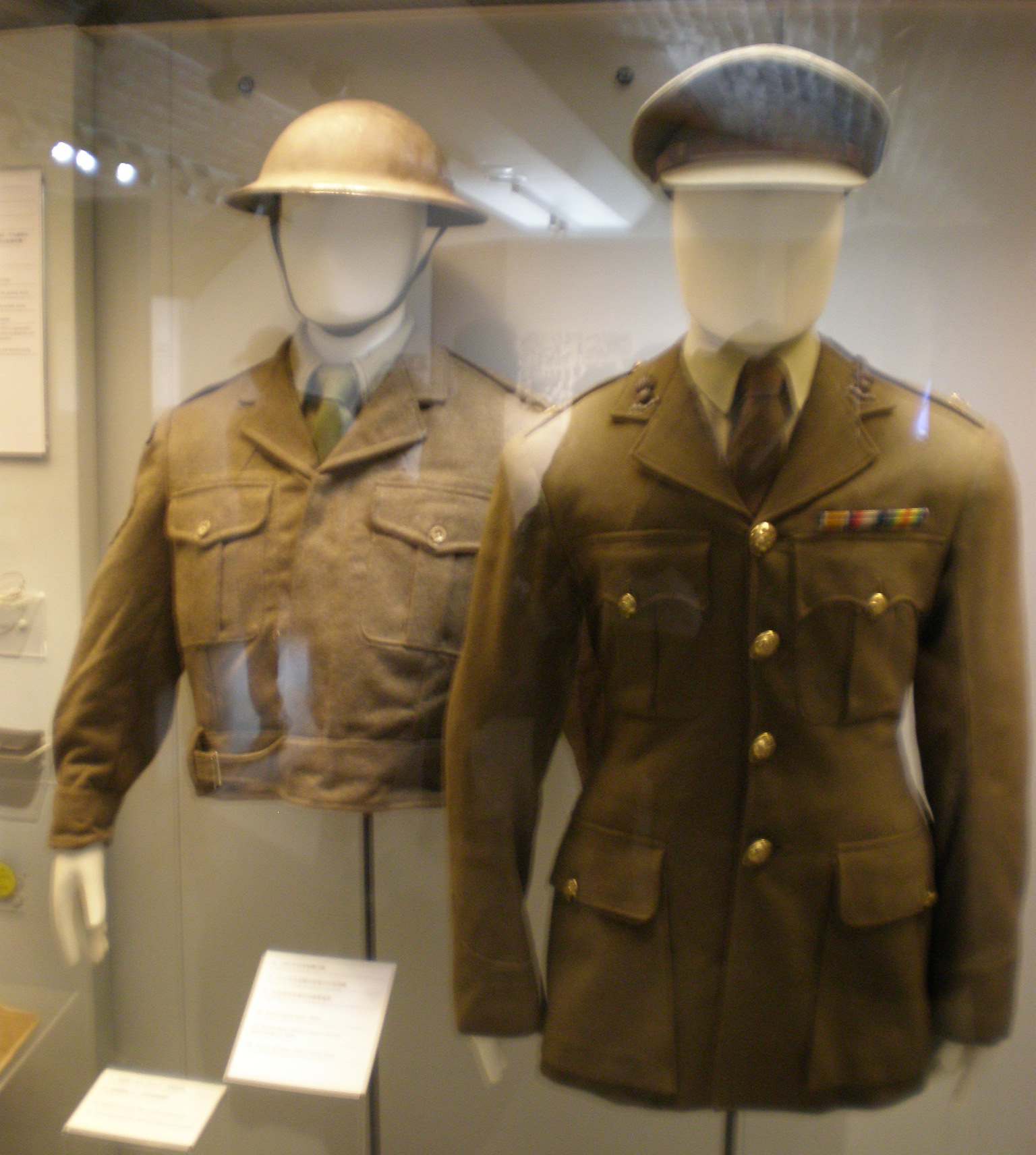
将校の軍服
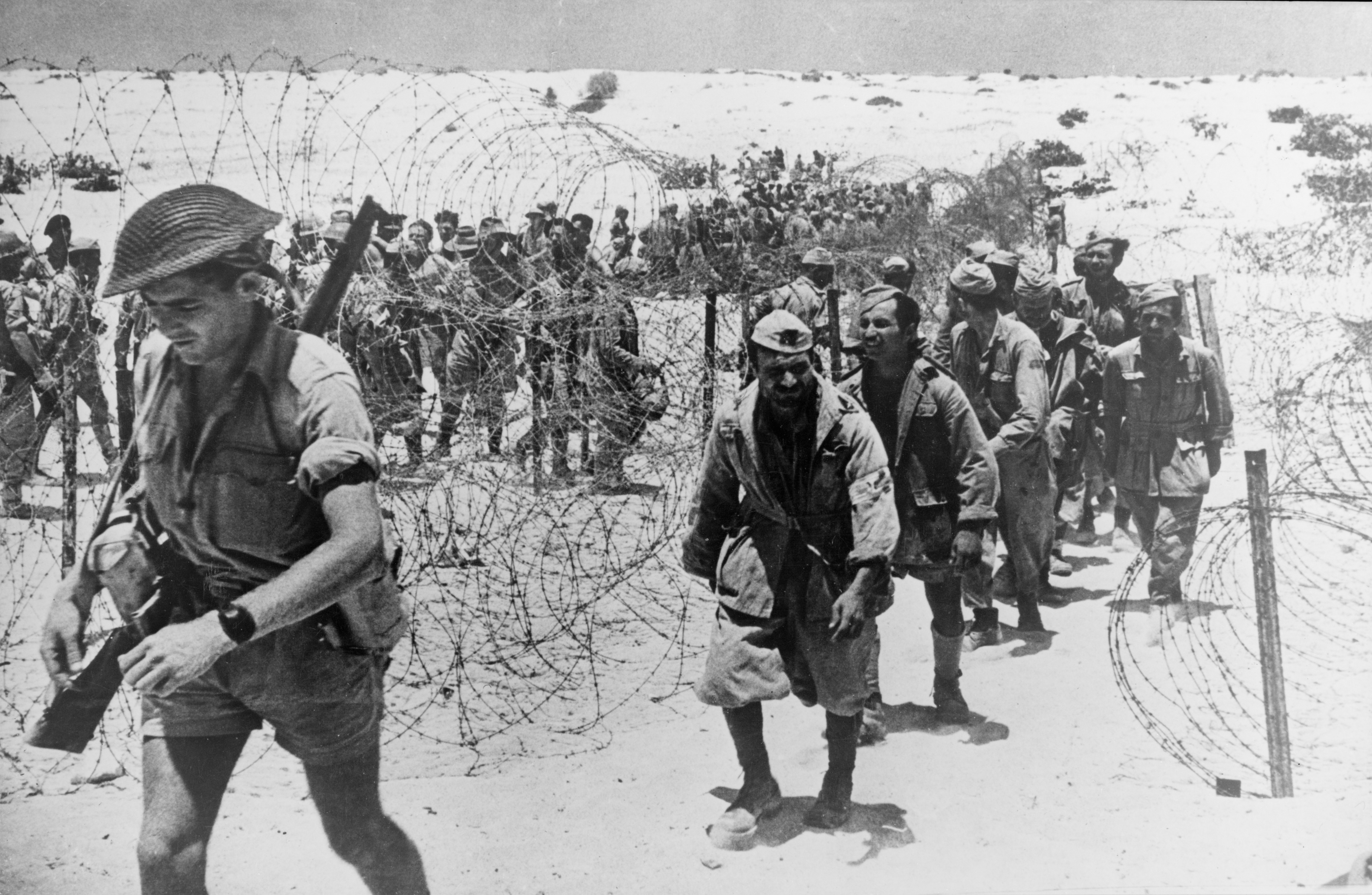
北アフリカのカーキ色のドリル生地の熱帯服（先頭の人物）
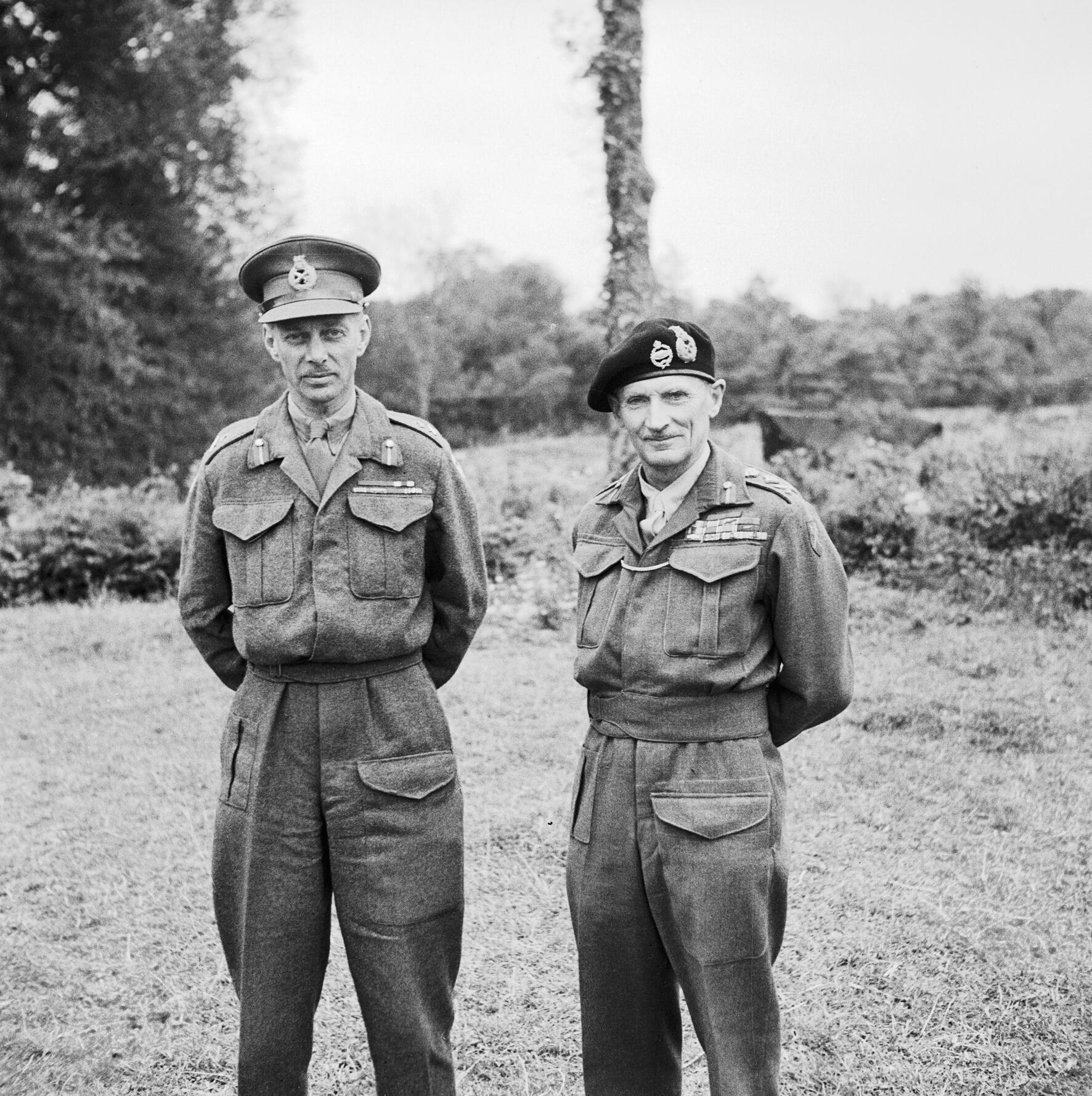
将校制帽を被るマイルズ・デンプシー（英語版）（左）と戦車兵用の黒いベレー帽をかぶるバーナード・モントゴメリー（右）。モントゴメリーはよく黒いベレー帽をかぶっておりトレードマークとなっていた。
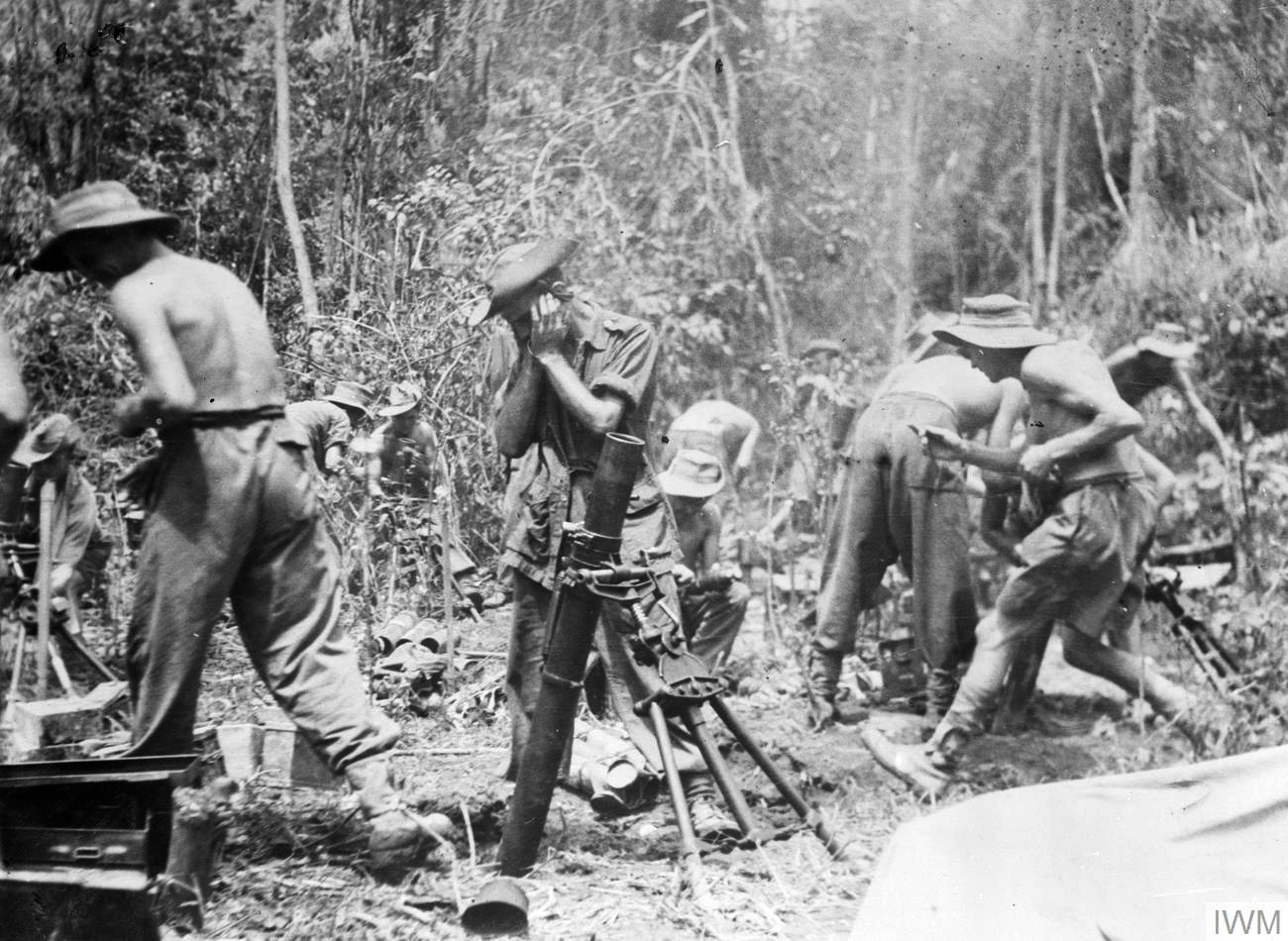
太平洋戦域で愛用されたスラウチハット

#### 冷戦時代の陸軍軍服

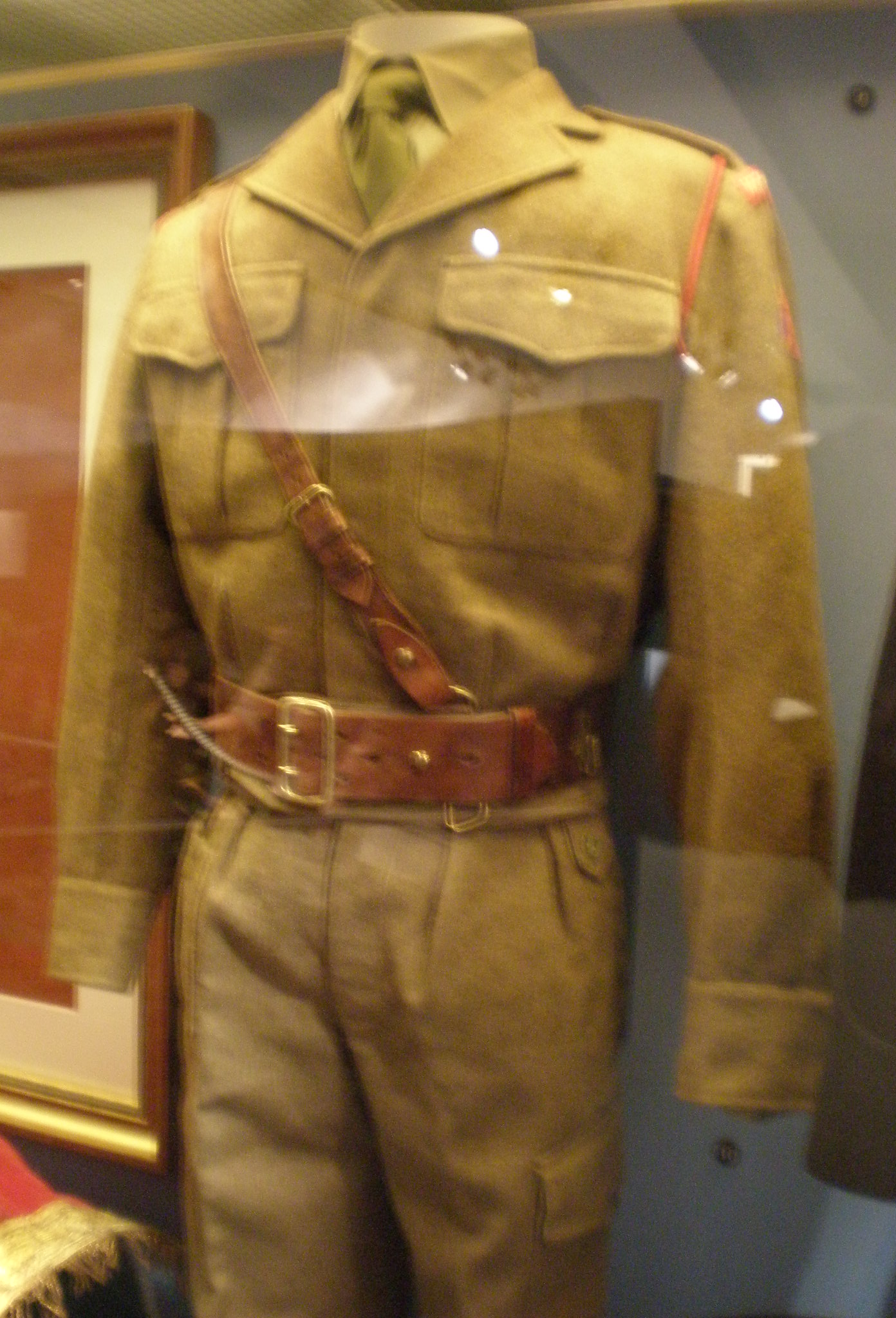
1960年代のバトルドレス

### 現代の陸軍軍服

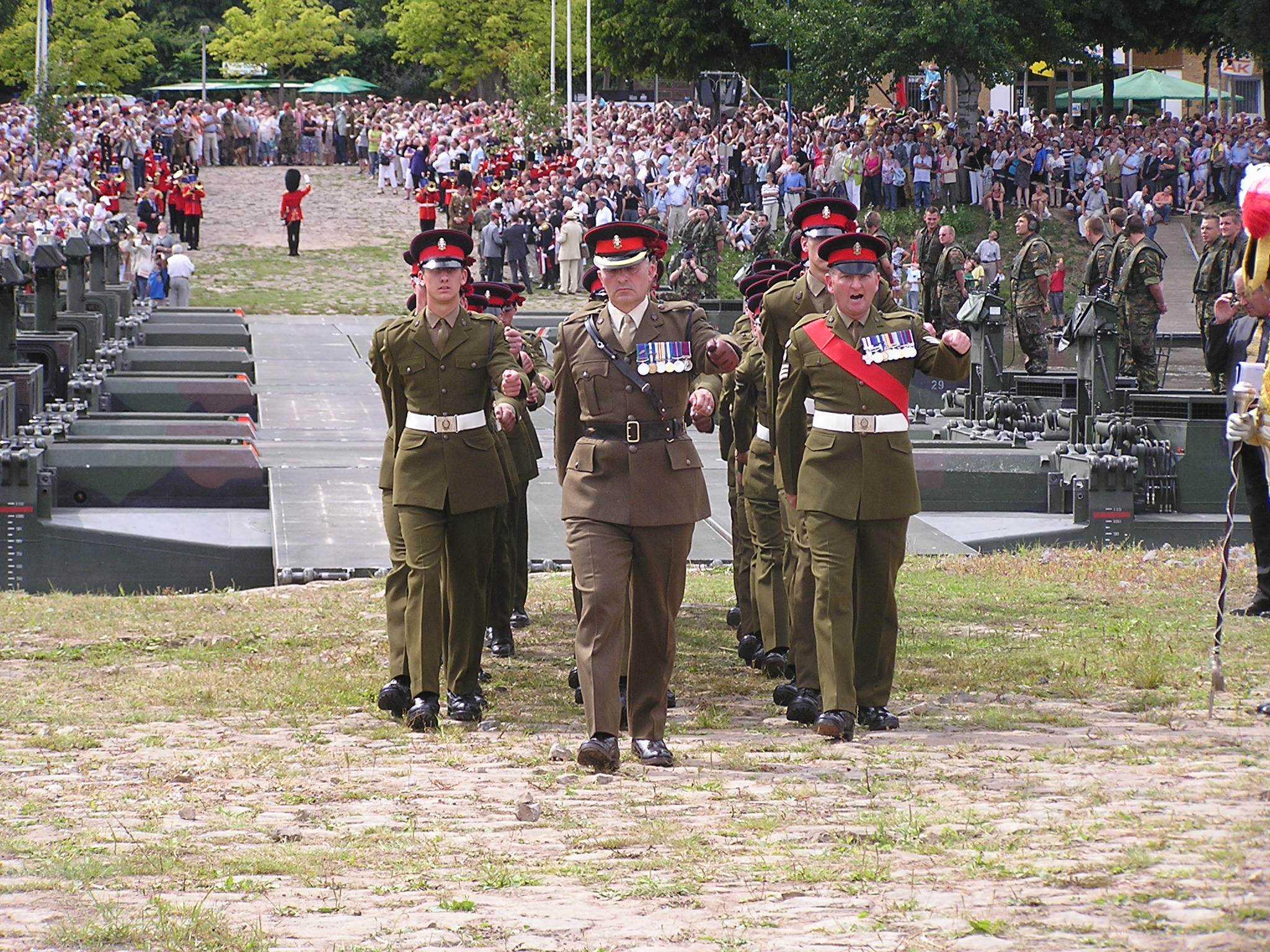
No.2 dress で行進するプリンセス・オブ・ウェールズ・ロイヤル連隊。後方に Full Dress の“クィーンズ師団ミンデンバンド”（The Minden Band of The Queen's Division）が見える。

現在でも英国陸軍の連隊は独立性が強いため、服装も連隊ごとに異なる部分が多く、近年になって制定された戦闘服や略装にも違いが見られる。特に帽子の色や形状は細部の変化に富んでおり、帽章は他国の軍隊およびイギリスの海・空軍では、階級による違いはあるが同一の物を着用するのに対し、陸軍では現在でも連隊ごとに定められている。

#### 陸軍軍服の種類
英国陸軍の服装規定は1950年代に整理され、15種類に分類された。現在では14種類が定められている。
Full Dress
19世紀半ばに採用されたデザインを原型とし、20世紀初頭までに数回の小改正があったが、それ以降ほとんど変わっていない。軍装が常装や戦闘服等に分化する以前からの軍服である。現在では王室騎兵隊（Household Cavalry）、近衛師団（Guard Division）、王立騎馬砲兵（Royal Horse Artillery）の将兵及び各連隊の軍楽隊のみが公式な儀式の際着用する。但し、王立戦車連隊のように20世紀以降に新設された連隊には制定されておらず、軍楽隊もNo.1 dressを着用する。
色や形は連隊によって異なる。例えば、近衛歩兵連隊は服と袖のボタン数及び配列、帽子の羽根飾りが連隊毎に異なり、連隊の識別ポイントになっている。王立騎馬砲兵連隊には棺を乗せた馬車を引く任務があるため、国葬の際にその華麗な正装を見ることが出来る。

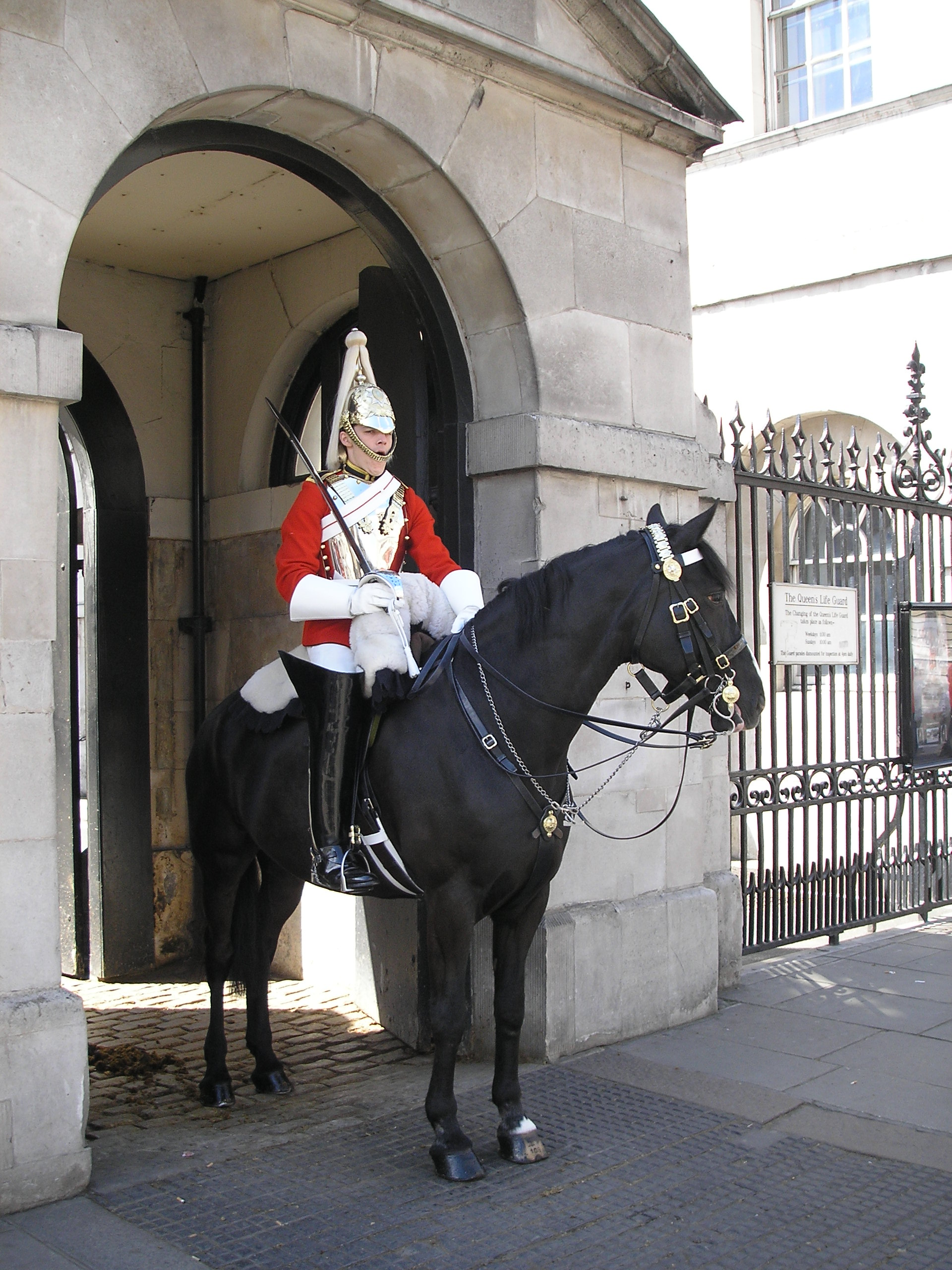
乗馬正装のライフガーズ。
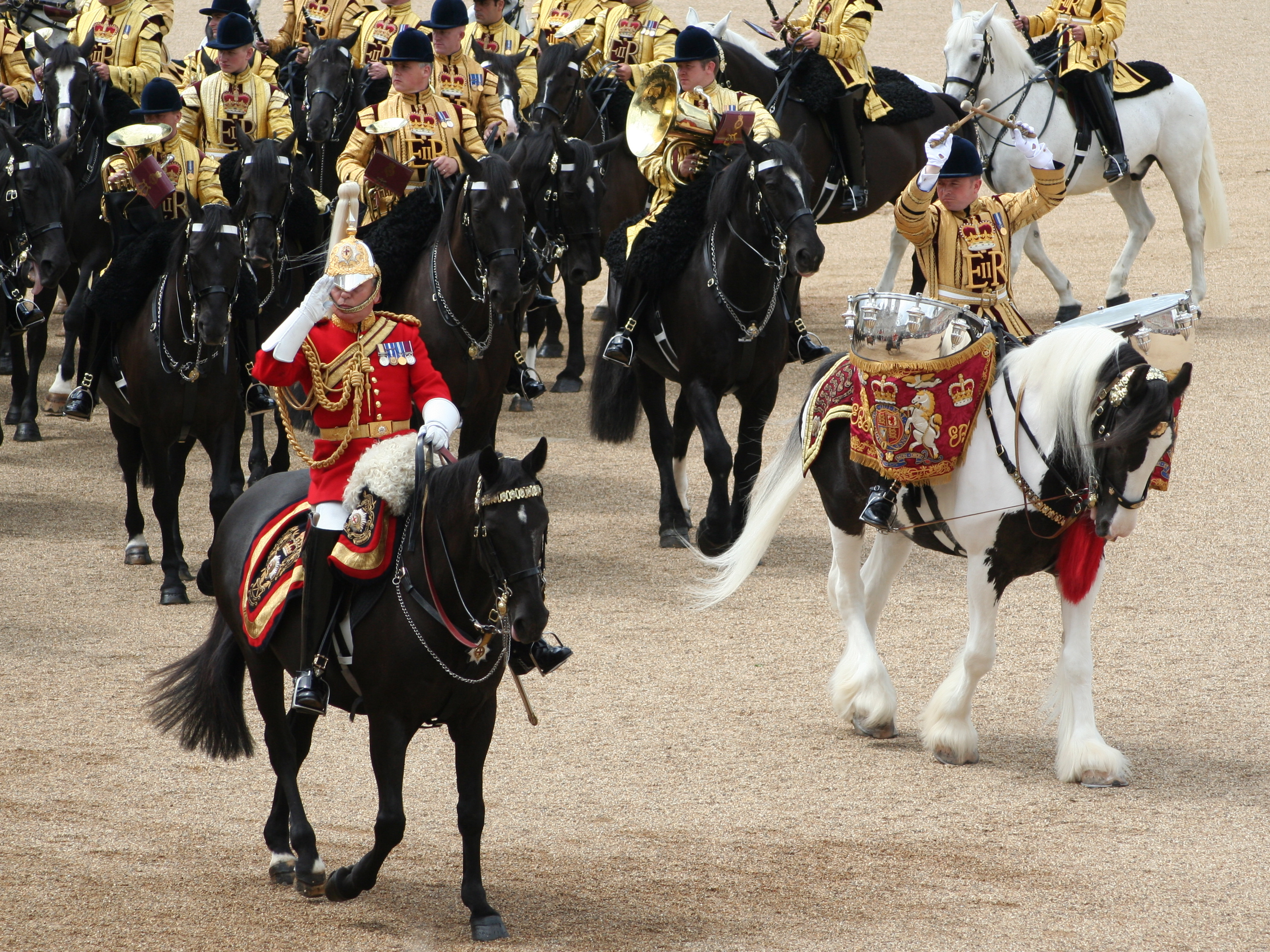
トゥルーピング・ザ・カラーのライフガーズ連隊軍楽隊
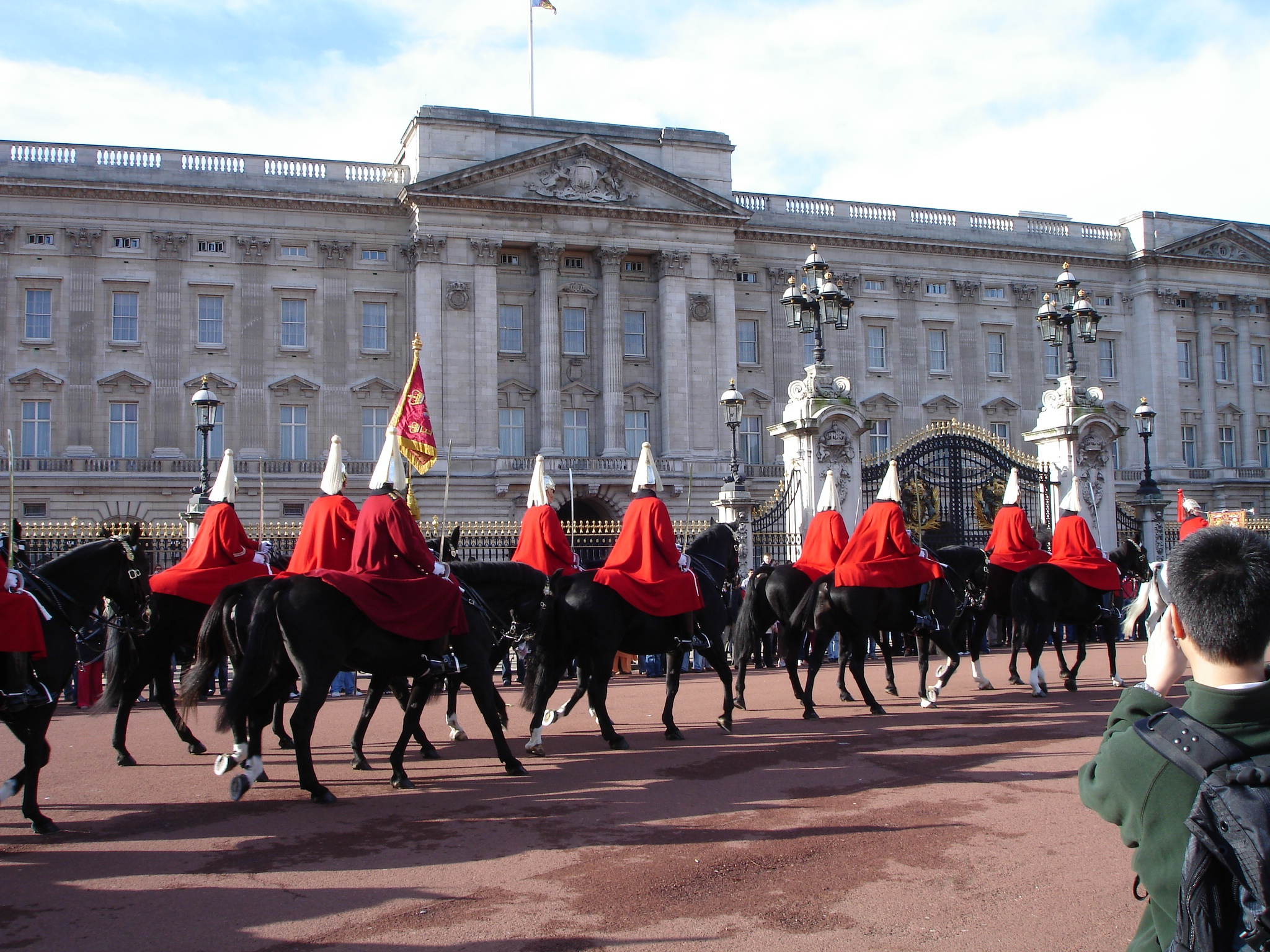
正装用外套を着用したライフガーズ。
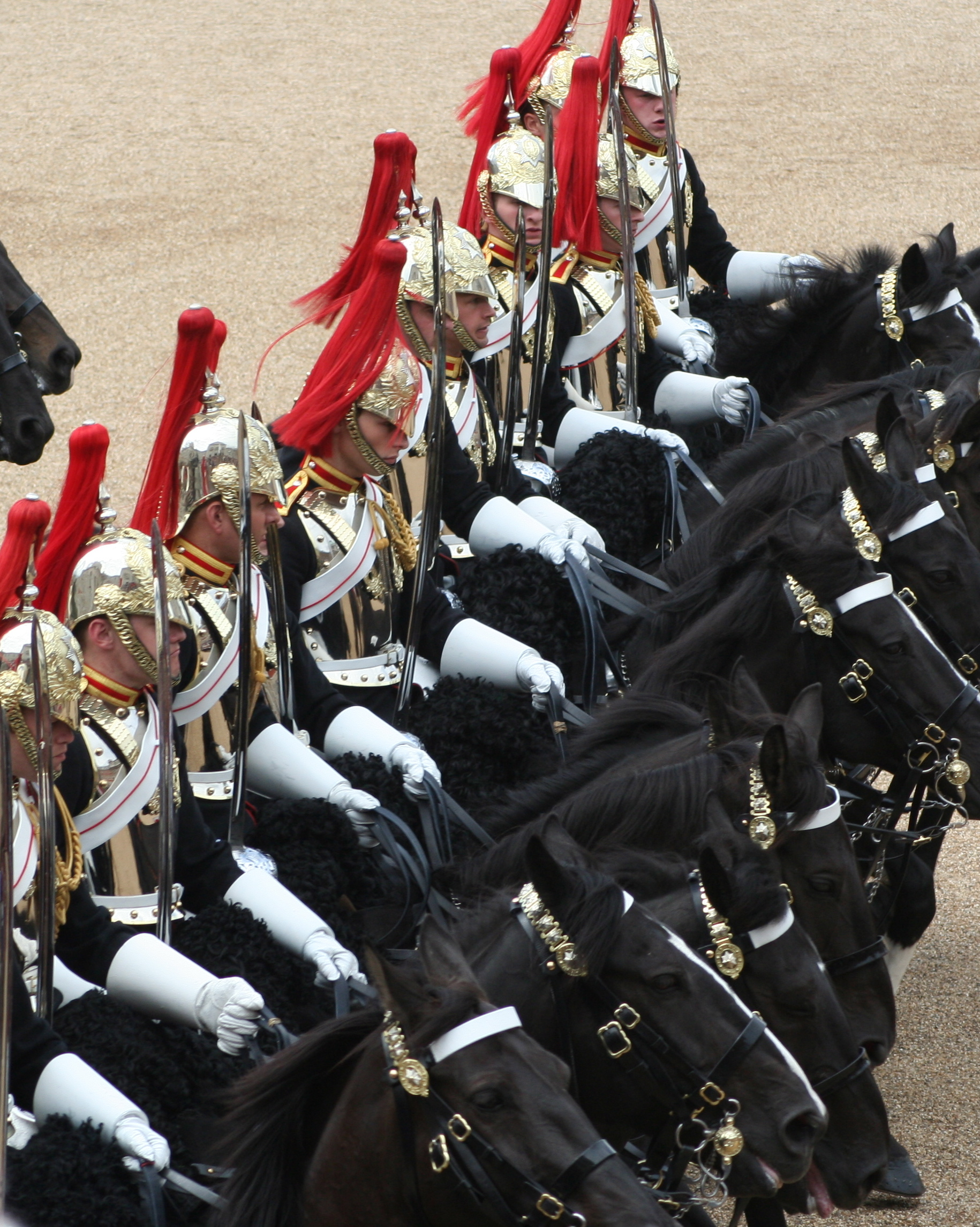
トゥルーピング・ザ・カラーのブルーズ・アンド・ロイヤルズ連隊
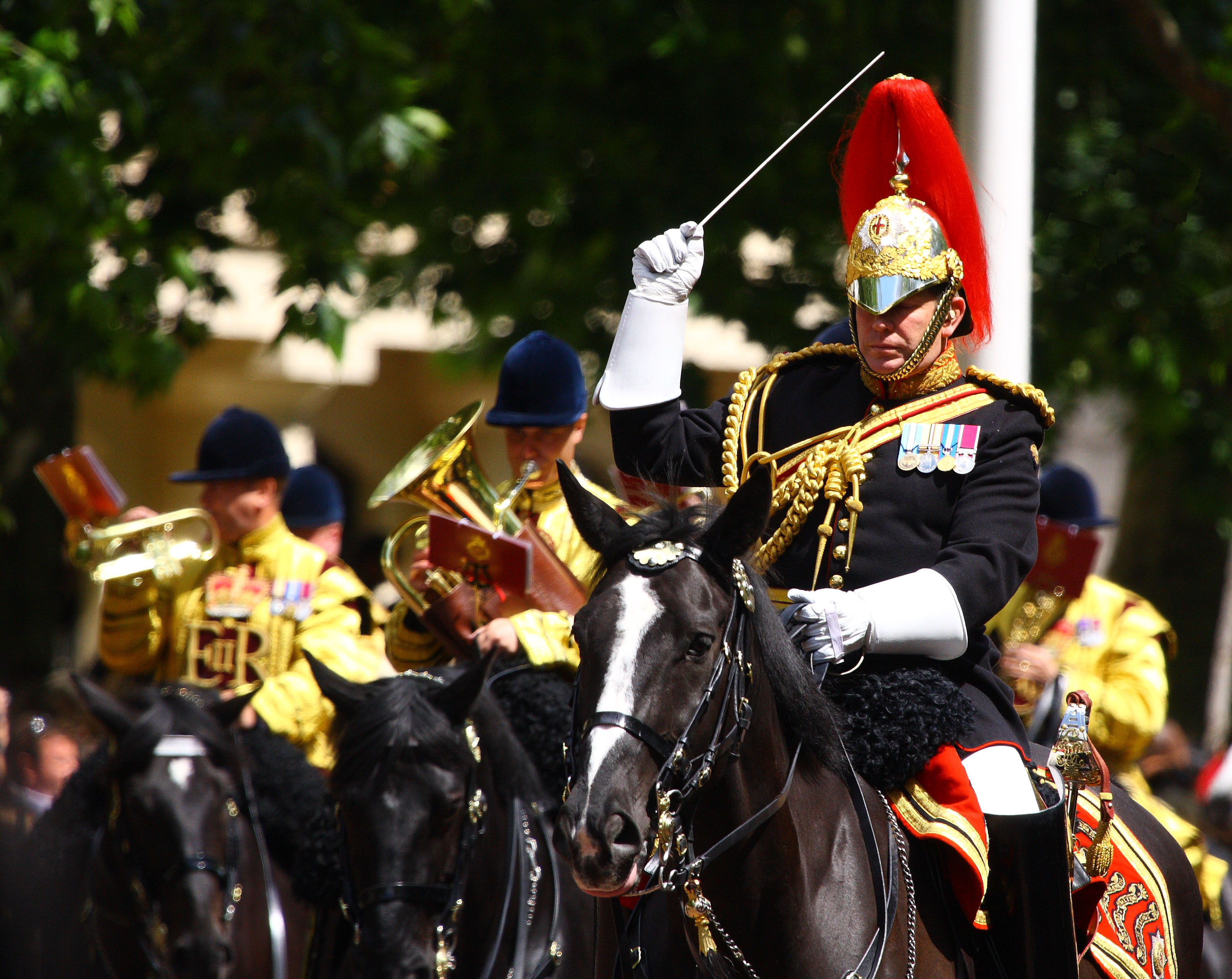
ブルーズ・アンド・ロイヤルズ連隊軍楽隊長
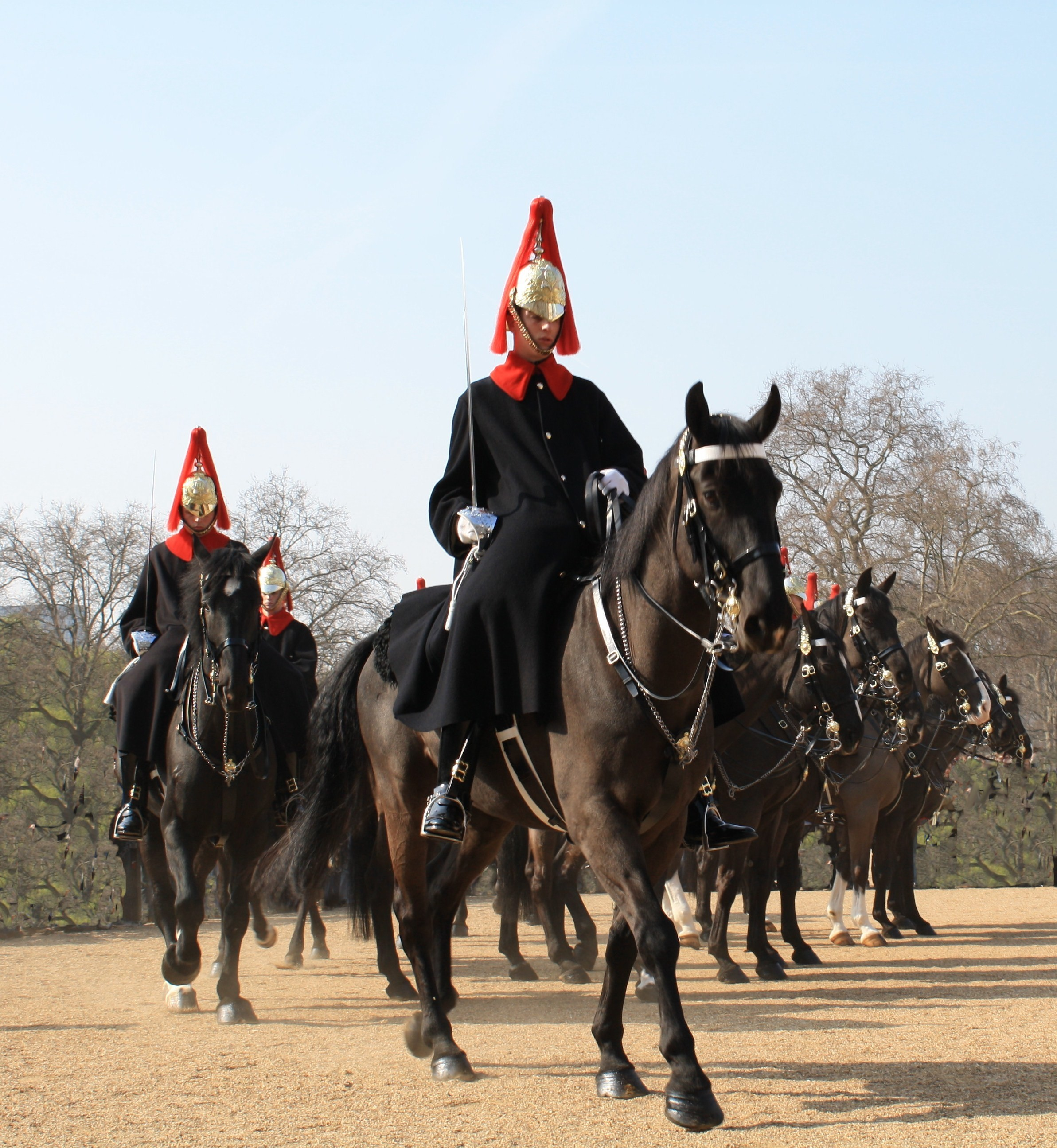
正装用外套を着用したブルーズ・アンド・ロイヤルズ連隊
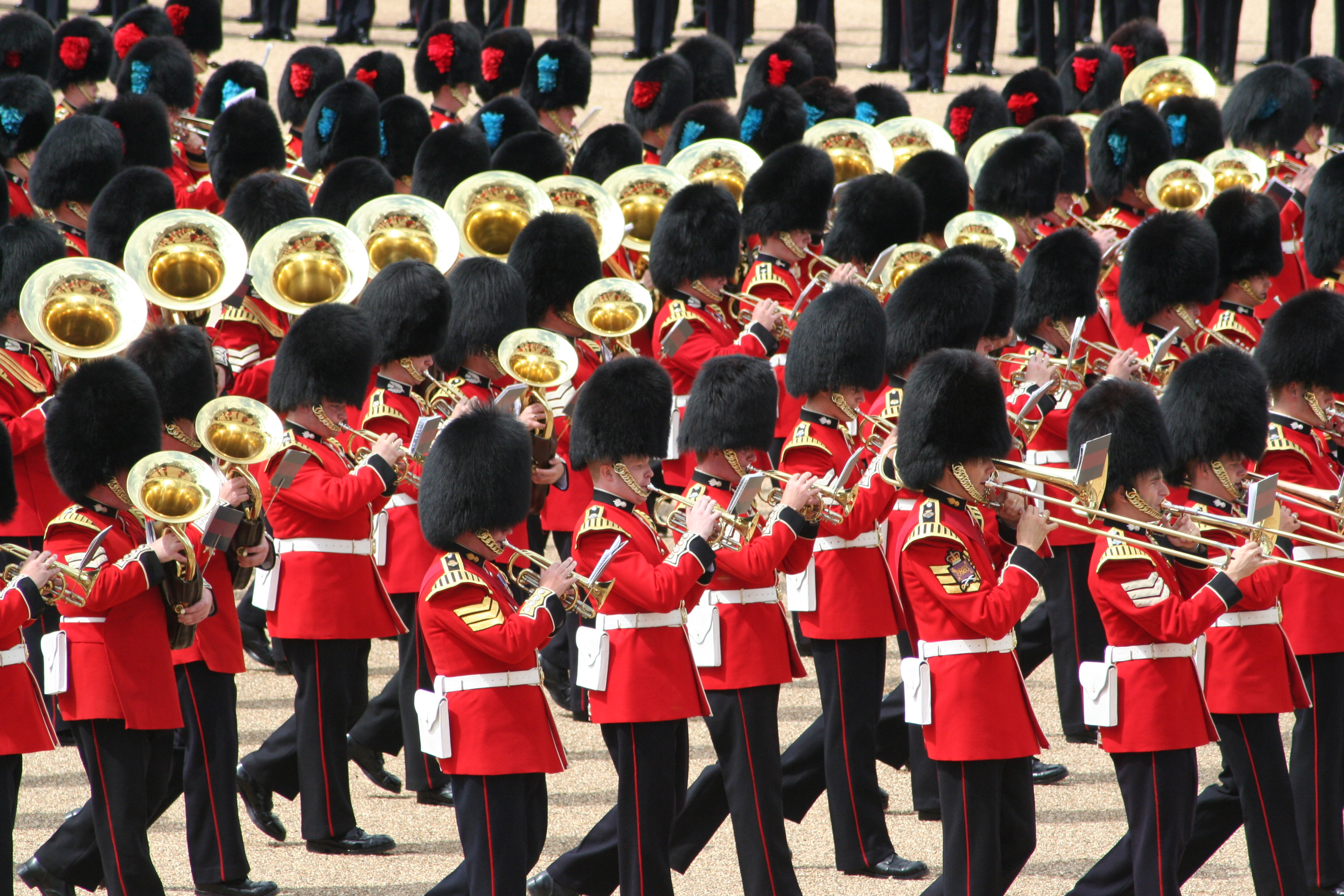
近衛歩兵連隊の軍楽隊 。連隊毎に帽子の飾り羽が異なる。
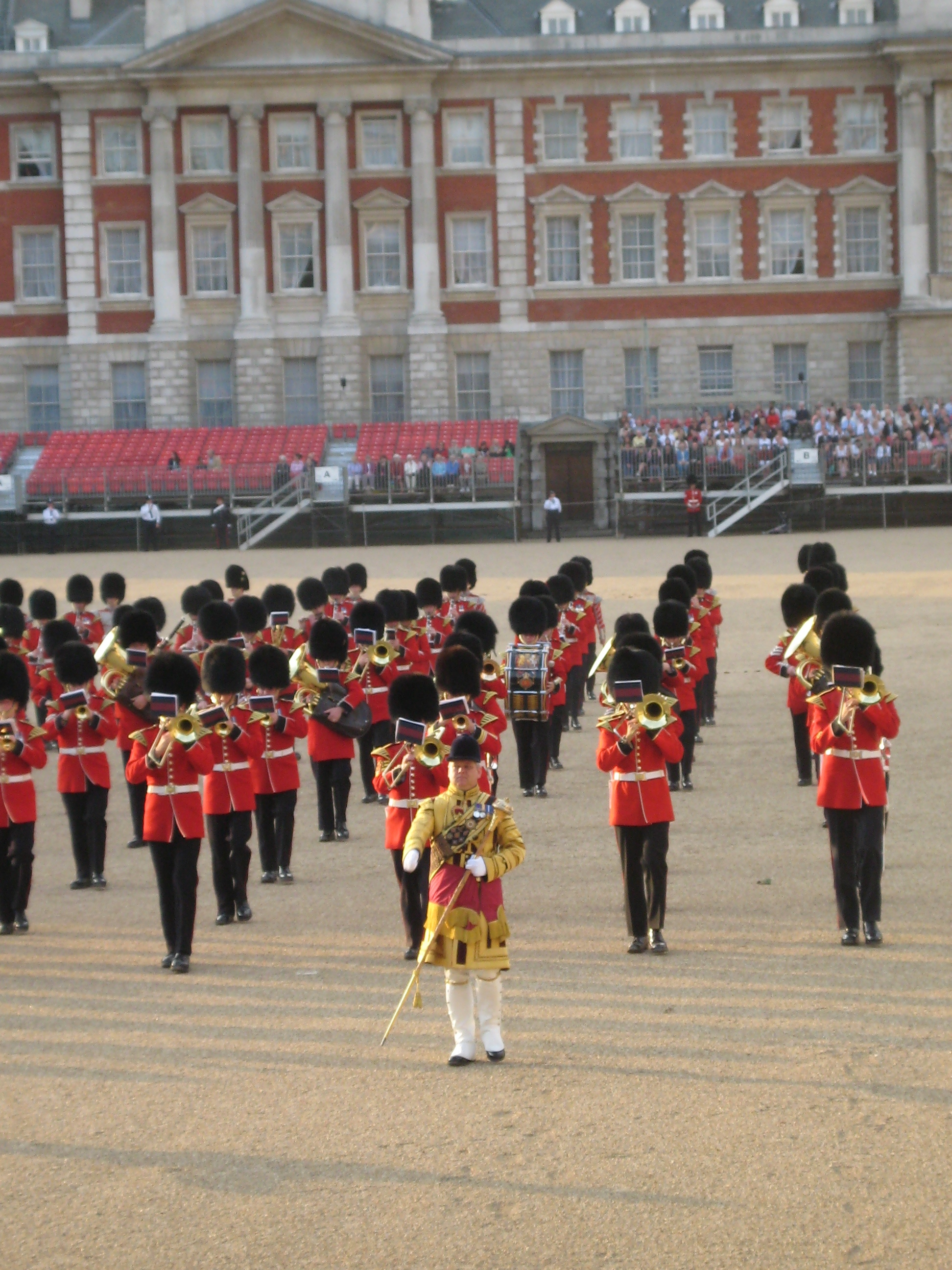
ドラム隊長に先導されるグレナディアガーズ軍楽隊
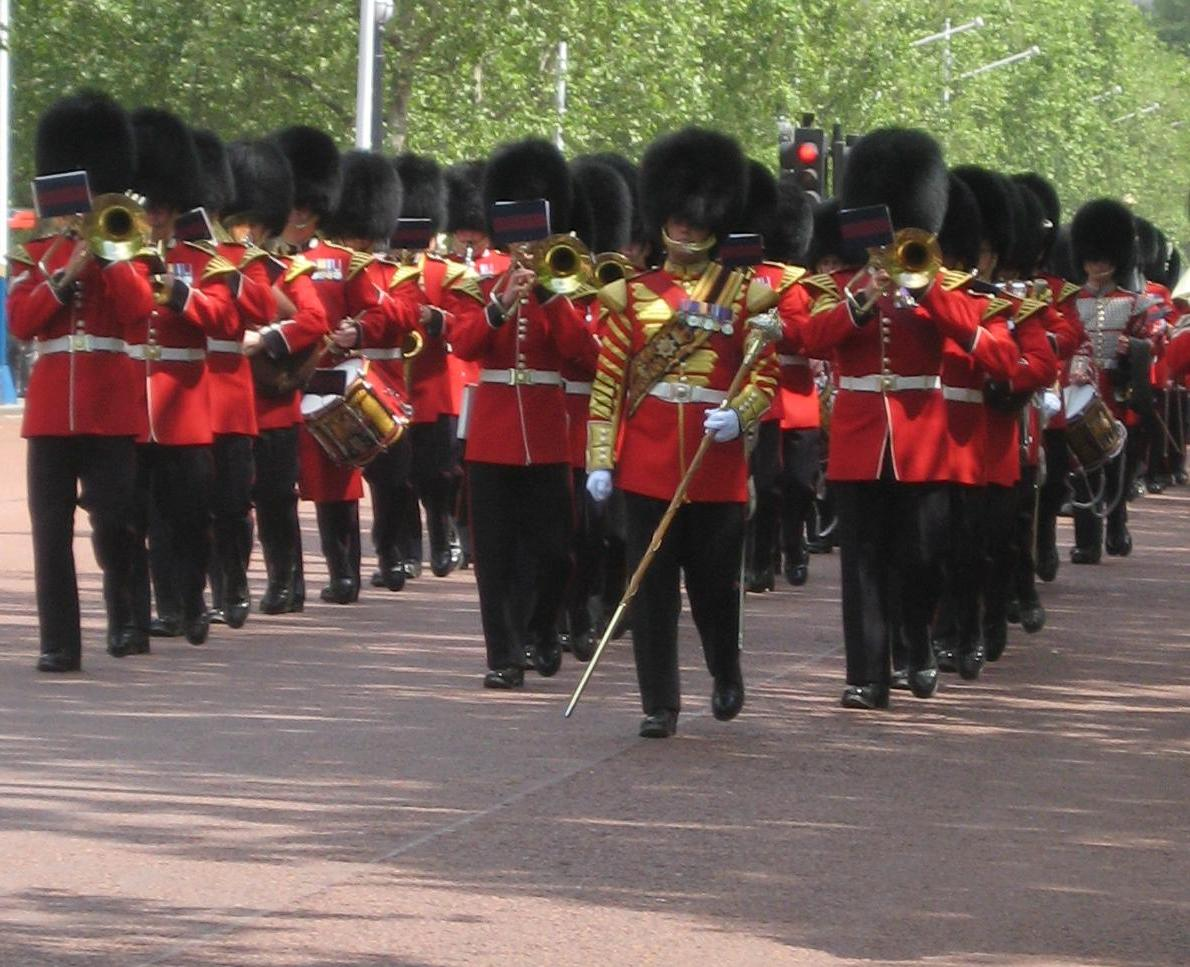
スコッツガーズ軍楽隊。後方にウェルシュガーズドラム隊が続いている。
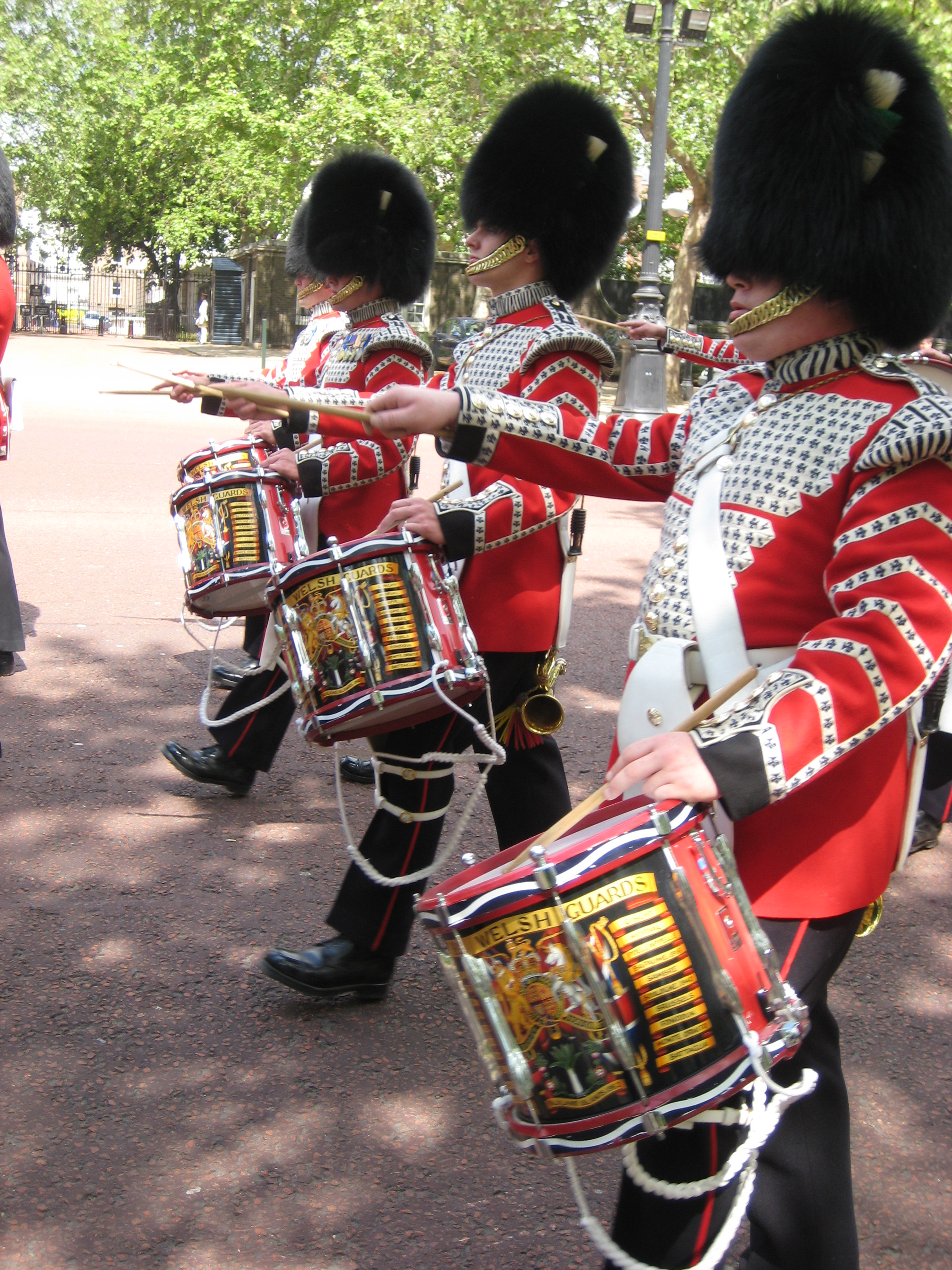
ウェルシュガーズドラム隊。
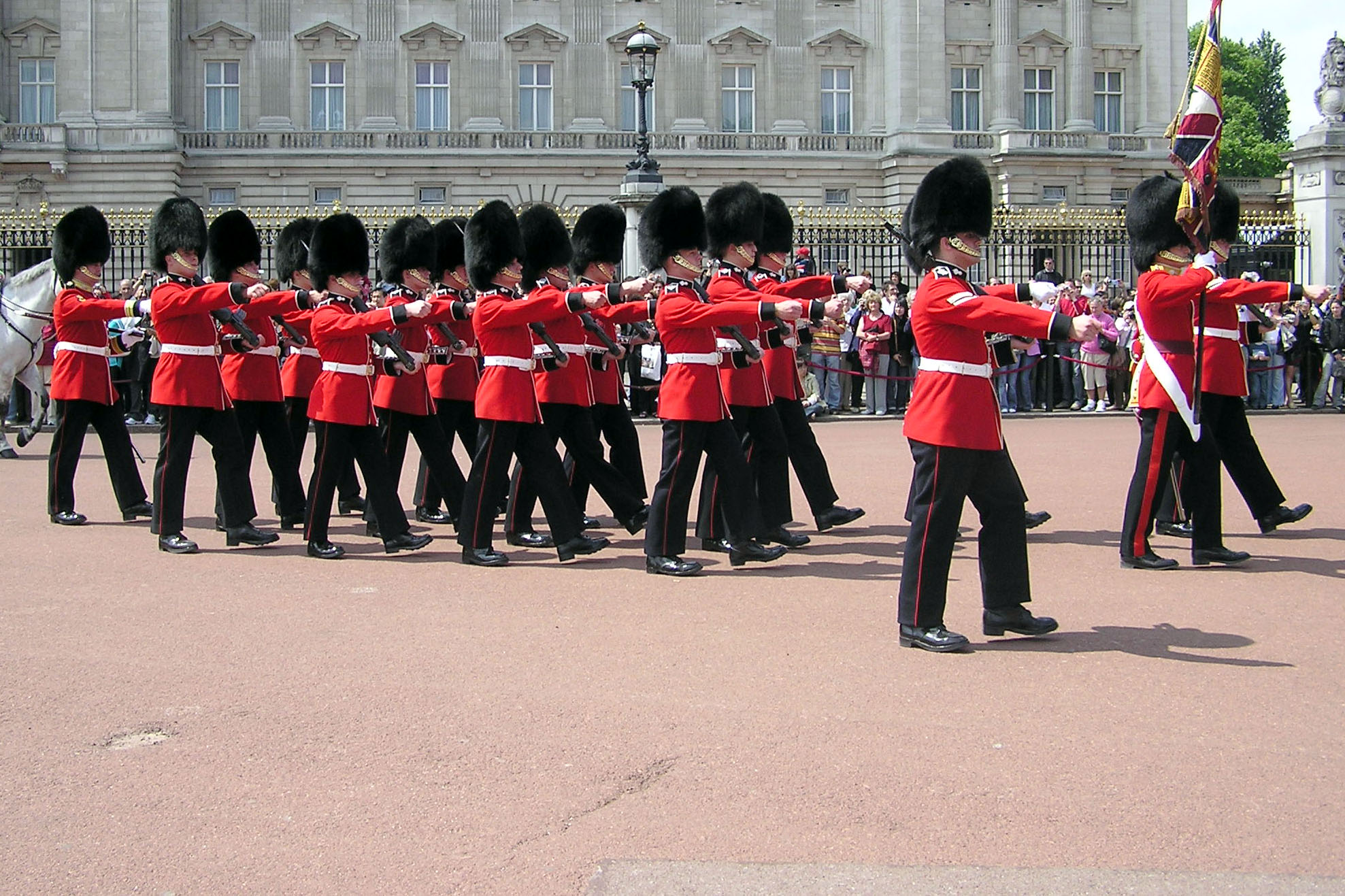
バッキンガム宮殿の衛兵交代式における正装のグレナディアガーズ。
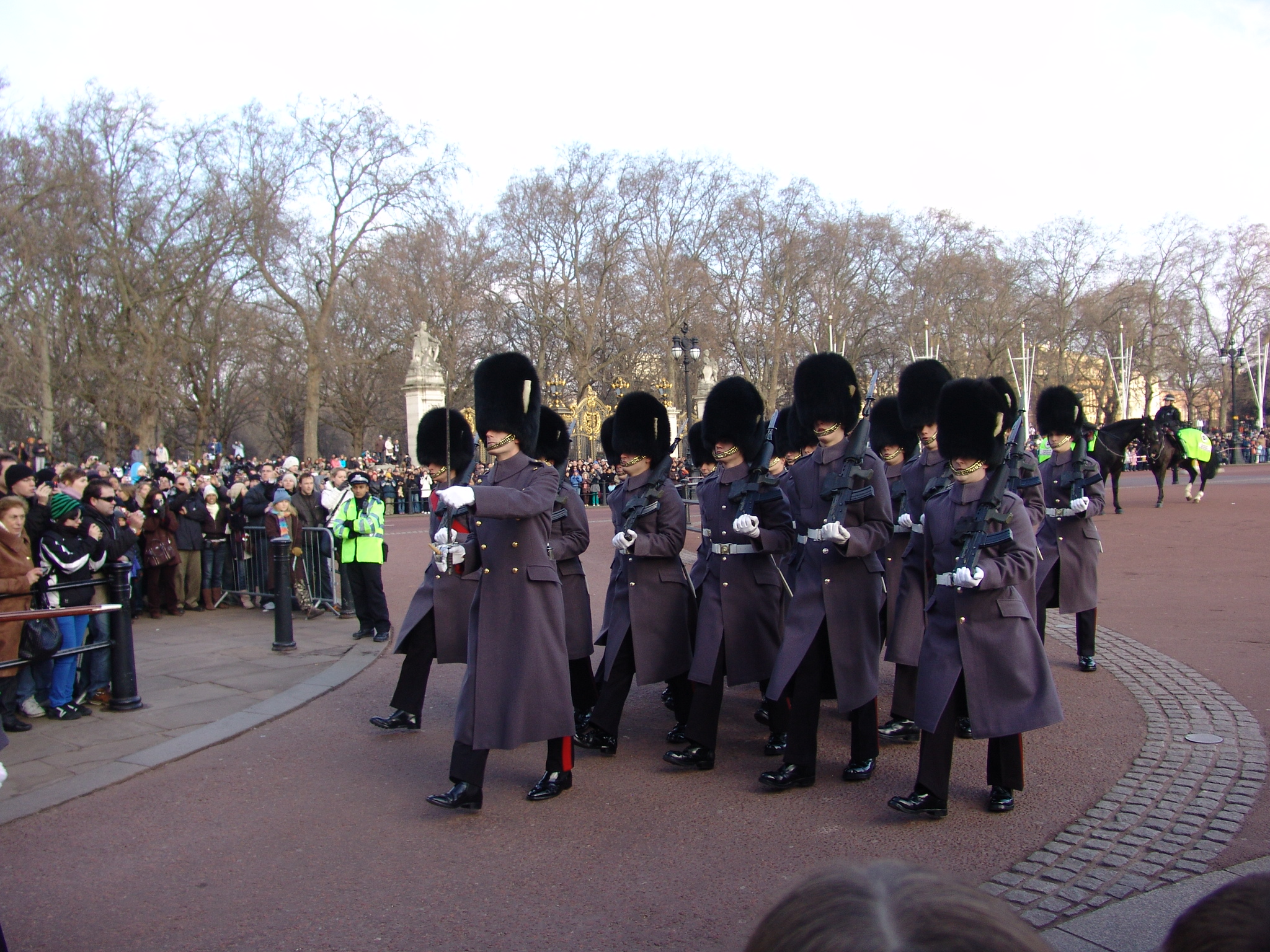
正装用外套を着用したグレナディアガーズ。
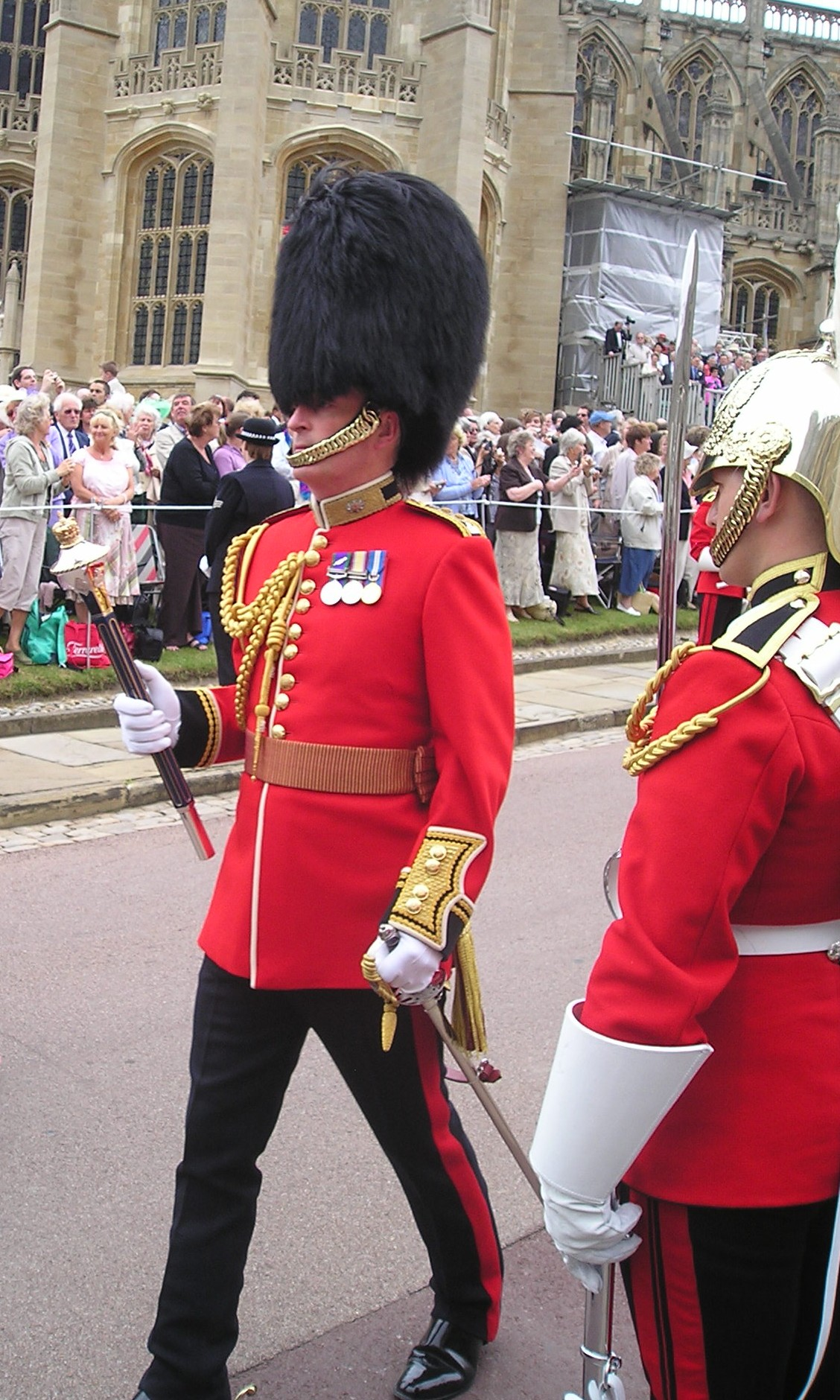
コールドストリームガーズの連隊長代理と下馬正装のライフガード連隊員
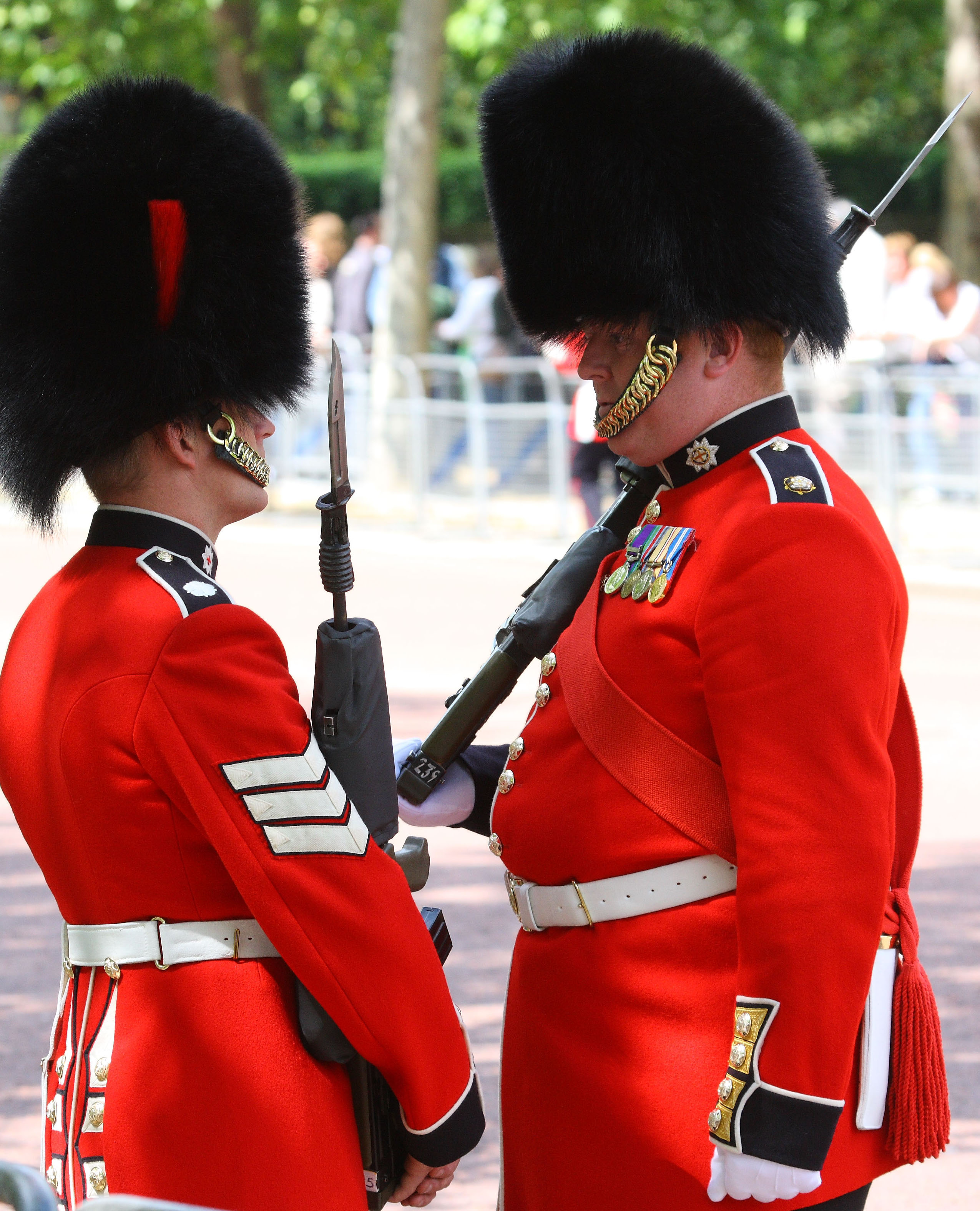
コールドストリームガーズ連隊の上級下士官
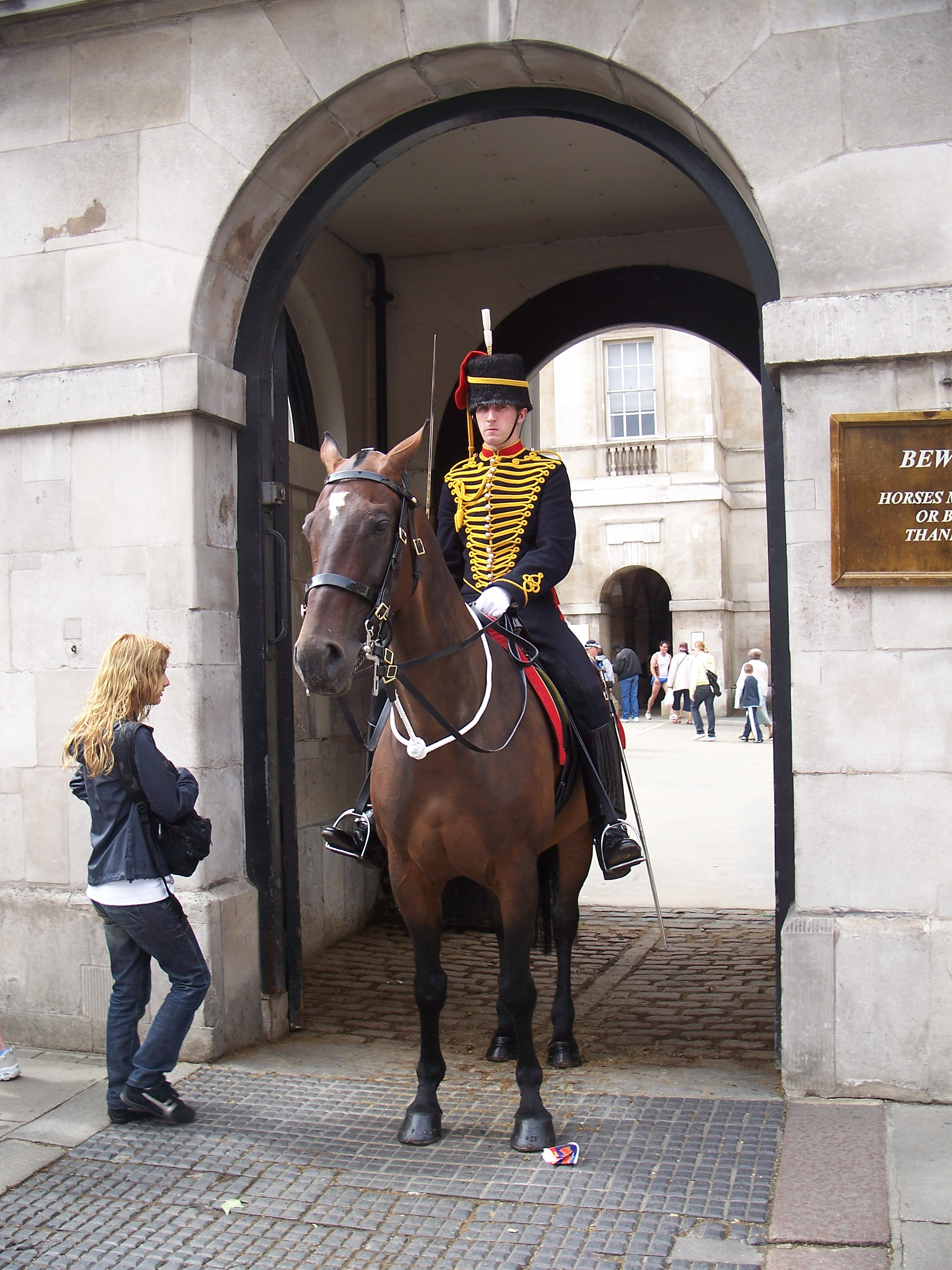
正装の王立騎馬砲兵（Royal Horse Artillery）
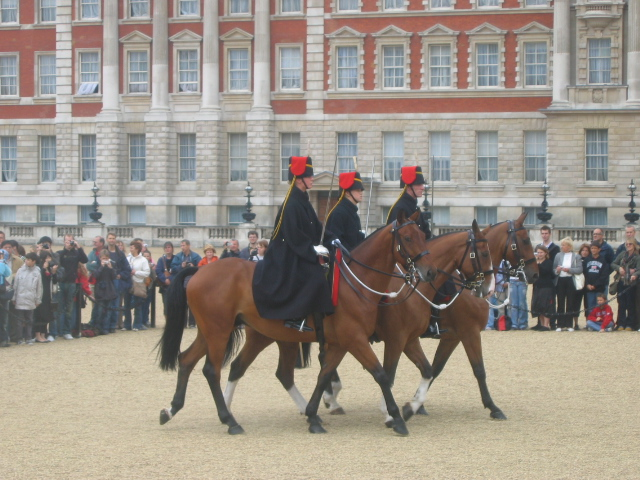
正装に外套を着用した王立騎馬砲兵
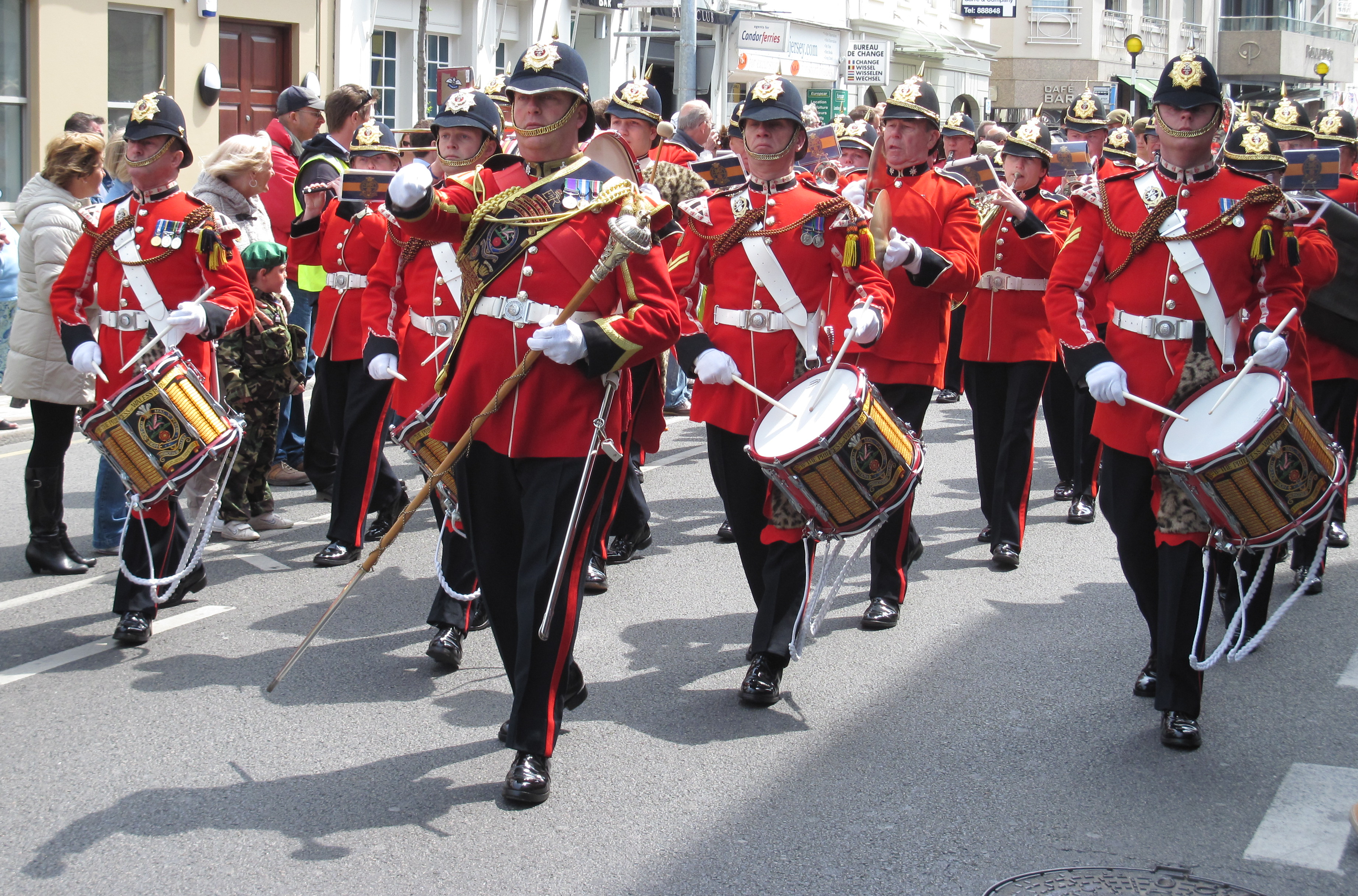
一般歩兵連隊（プリンセス・オブ・ウェールズ・ロイヤル連隊）のドラム隊に先導される軍楽隊。
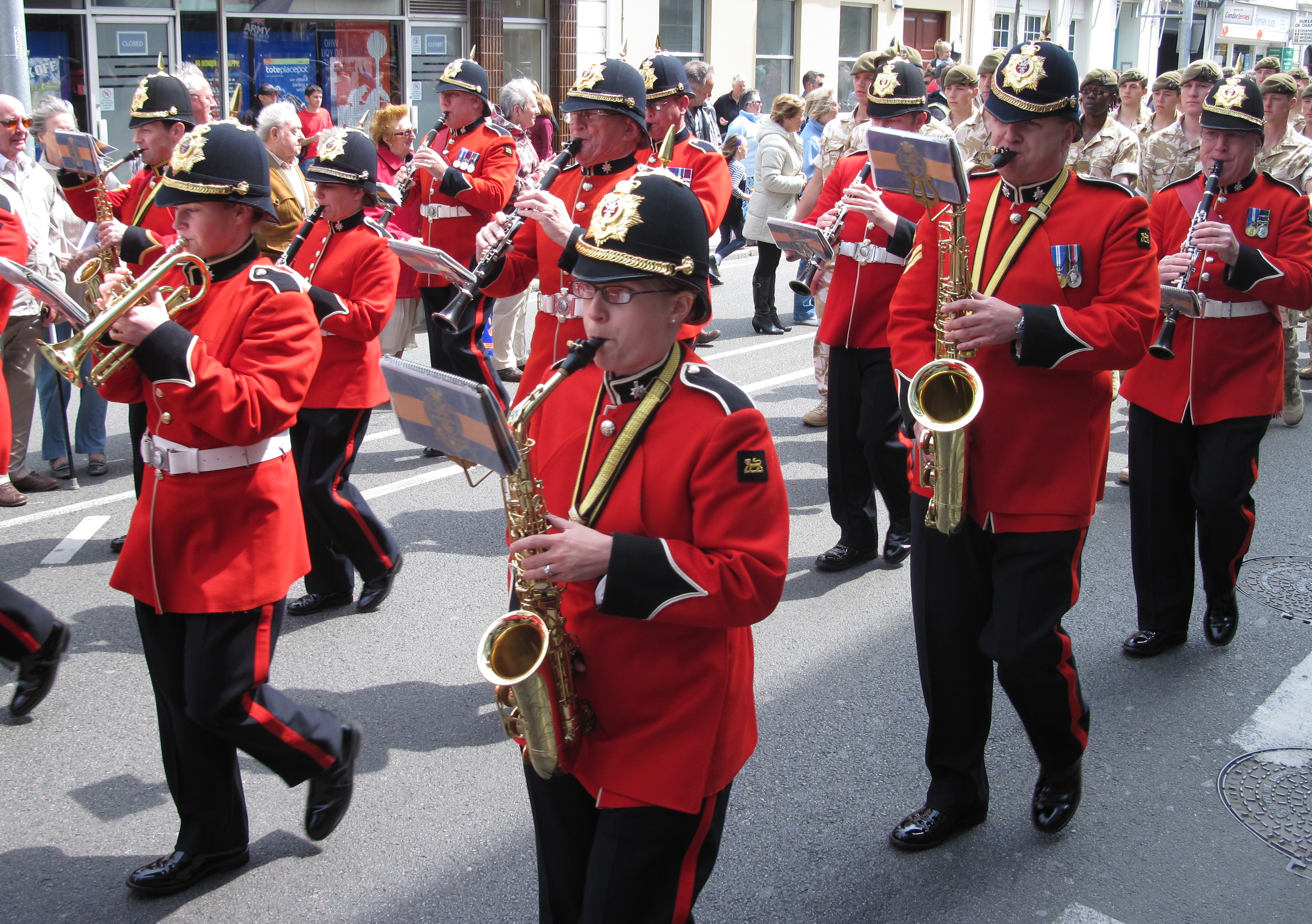
プリンセス・オブ・ウェールズ・ロイヤル連隊軍楽隊。ドラム手と肩の部分が異なり、かつての一般歩兵の正装とほぼ同じである。
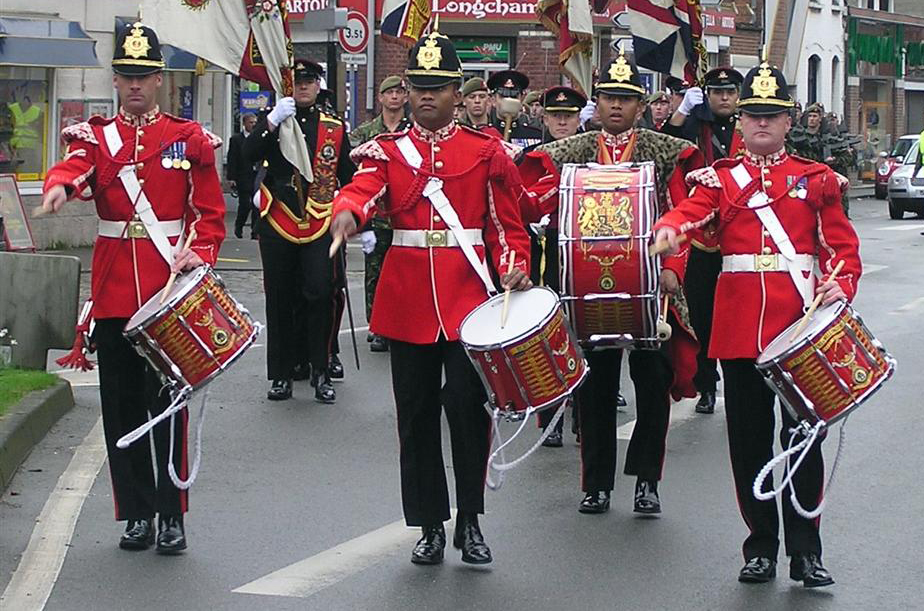
一般歩兵連隊のドラム隊(デューク・オブ・ウエリントン連隊(Duke of Wellington's Regiment))
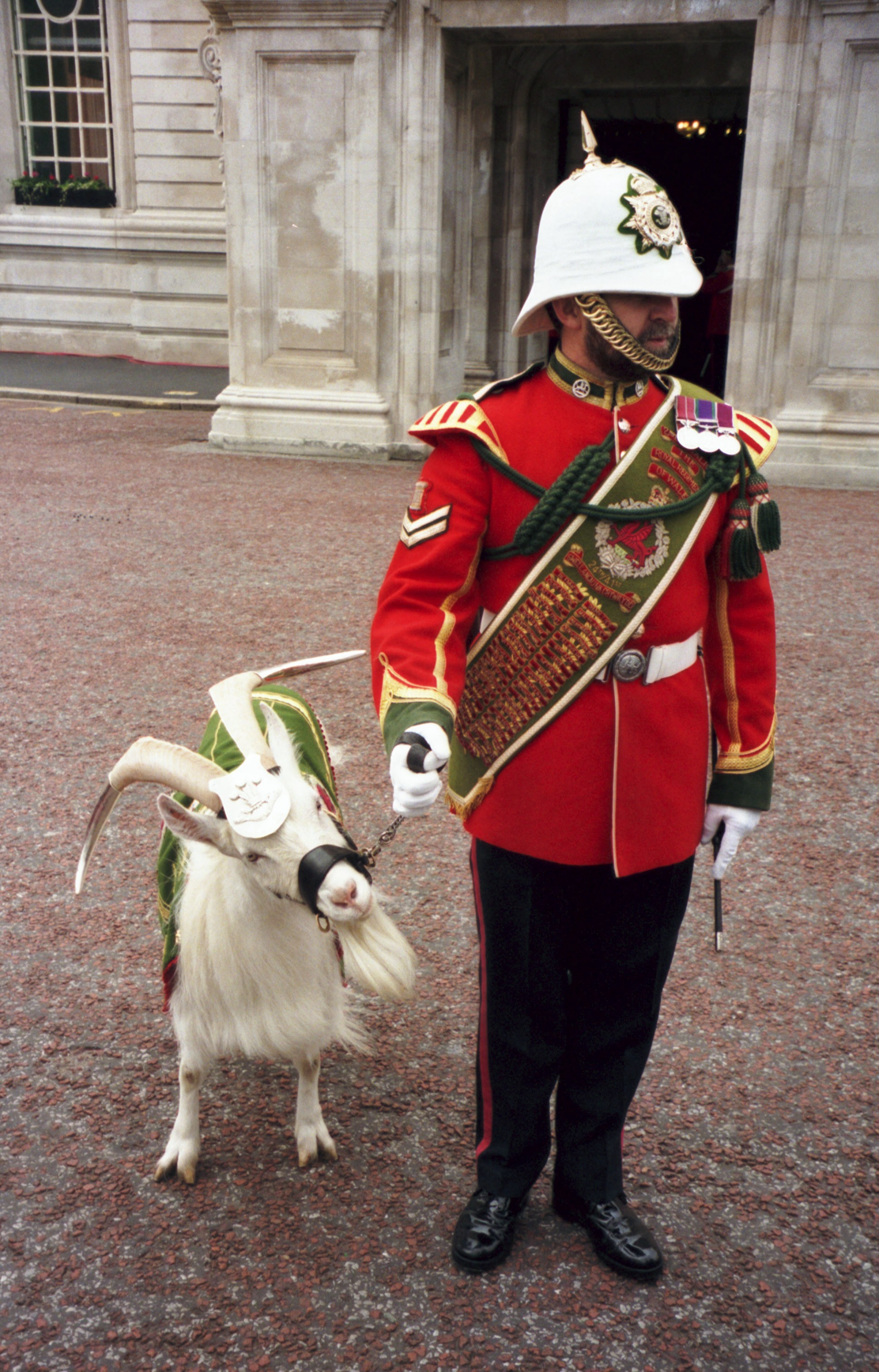
ロイヤル・ウェールズ連隊(Royal Regiment of Wales)のゴートメジャー

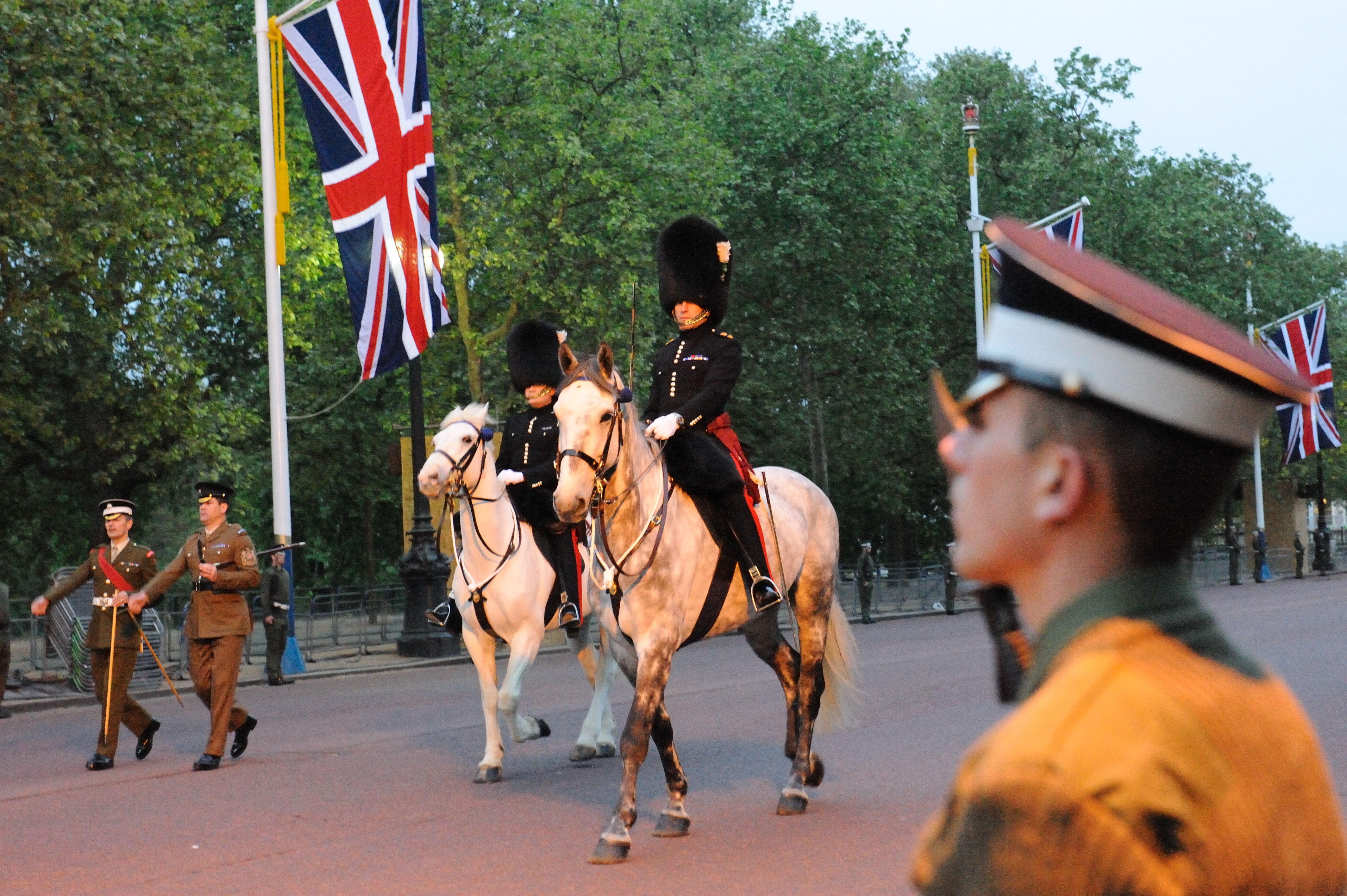
ウィリアム王子とキャサリン・ミドルトンの結婚式パレードのリハーサル。馬上のウェルシュガーズ将校はNo.1 dressで、後方を行進訓練用のコンパスを持って歩くウェルシュガーズとアイリッシュガーズの准士官はNo.2 dress。何れも正規の勲章類は着用していない。手前の兵士はNo.13 dressにセーターを着用。

No.1 dress
20世紀初頭から内地警備用のパトロールドレスとして使用された服装で、1950年代に準正装として採用された。雨蓋のある胸ポケットが付いた立襟のチュニックが基本となっているが、将官はダブルのフロックコートである。色はライフル連隊が上下濃緑色である以外は基本的に紺色で、スコットランド連隊の一部はタータンチェックのキルト、軽騎兵は赤のズボンを着用する。Full Dress を着用しない将兵は最上級の正装としても使用する。そのため、勲章や記章を持っている将兵は、略綬の上に正規の勲章類を装着できるようにしている。

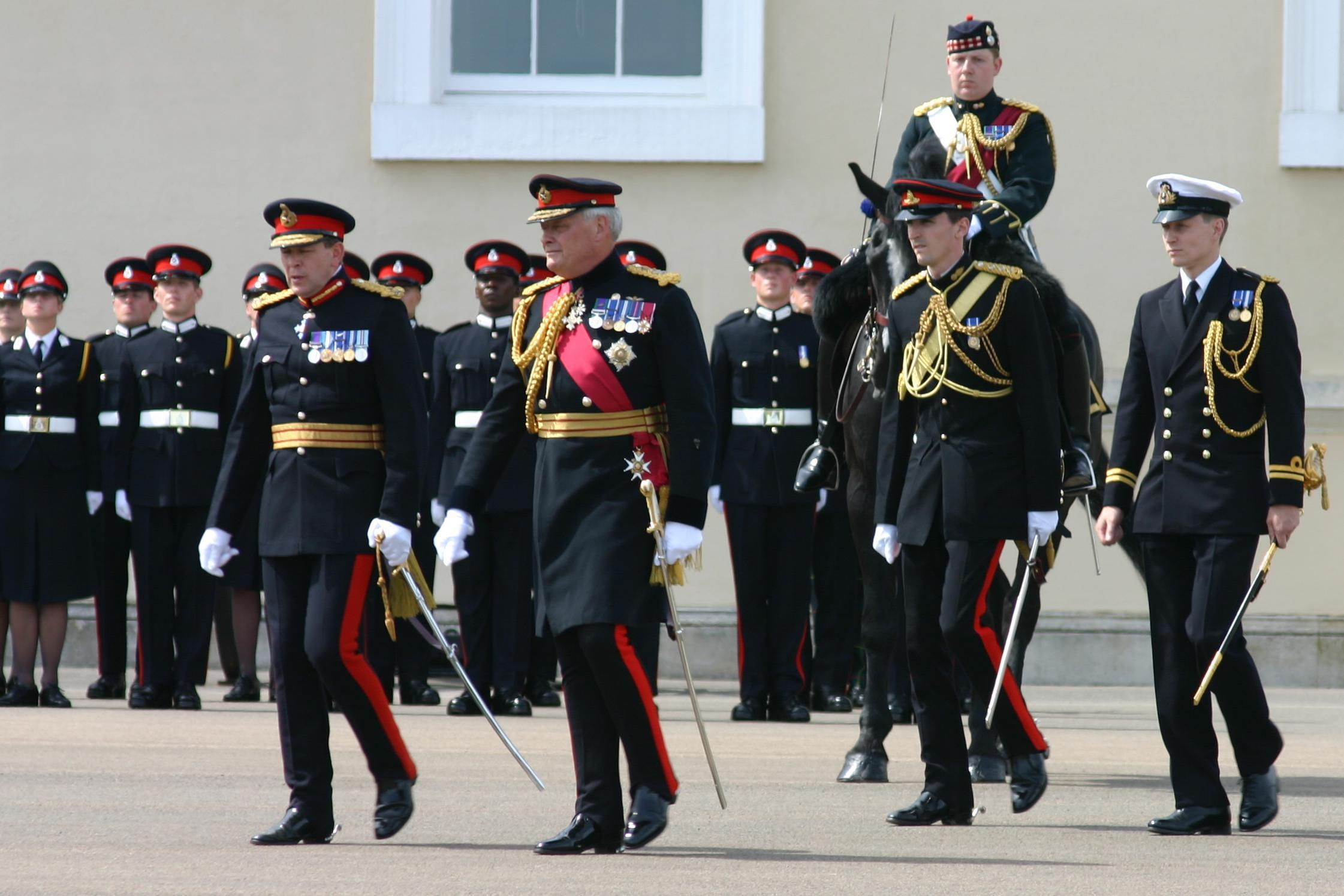
士官学校の行事における各種No.1 dress 後方は陸軍士官候補生と馬上のスコットランド連隊将校。手前の左2人は陸軍将官で、その後に従っている2人の副官は砲兵士官と海軍士官。海軍士官はBlue No 1A Dressを着用。
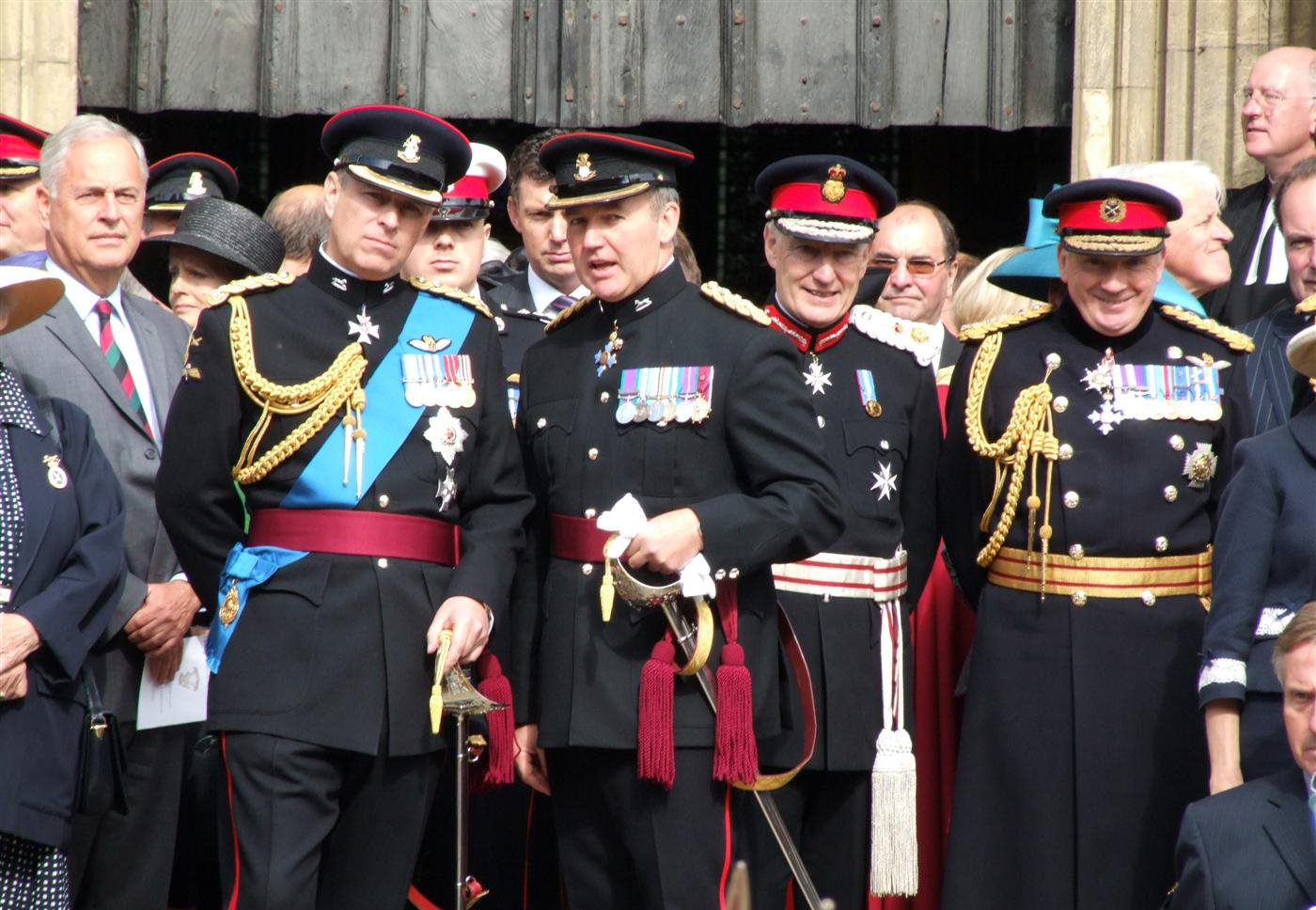
ヨークシャー連隊(Yorkshire Regiment)のカーネル・イン・チーフ（Colonel-in-Chief）ヨーク公・アンドルー王子と連隊長(少将)、ノース・ヨークシャー州知事及び陸軍大将
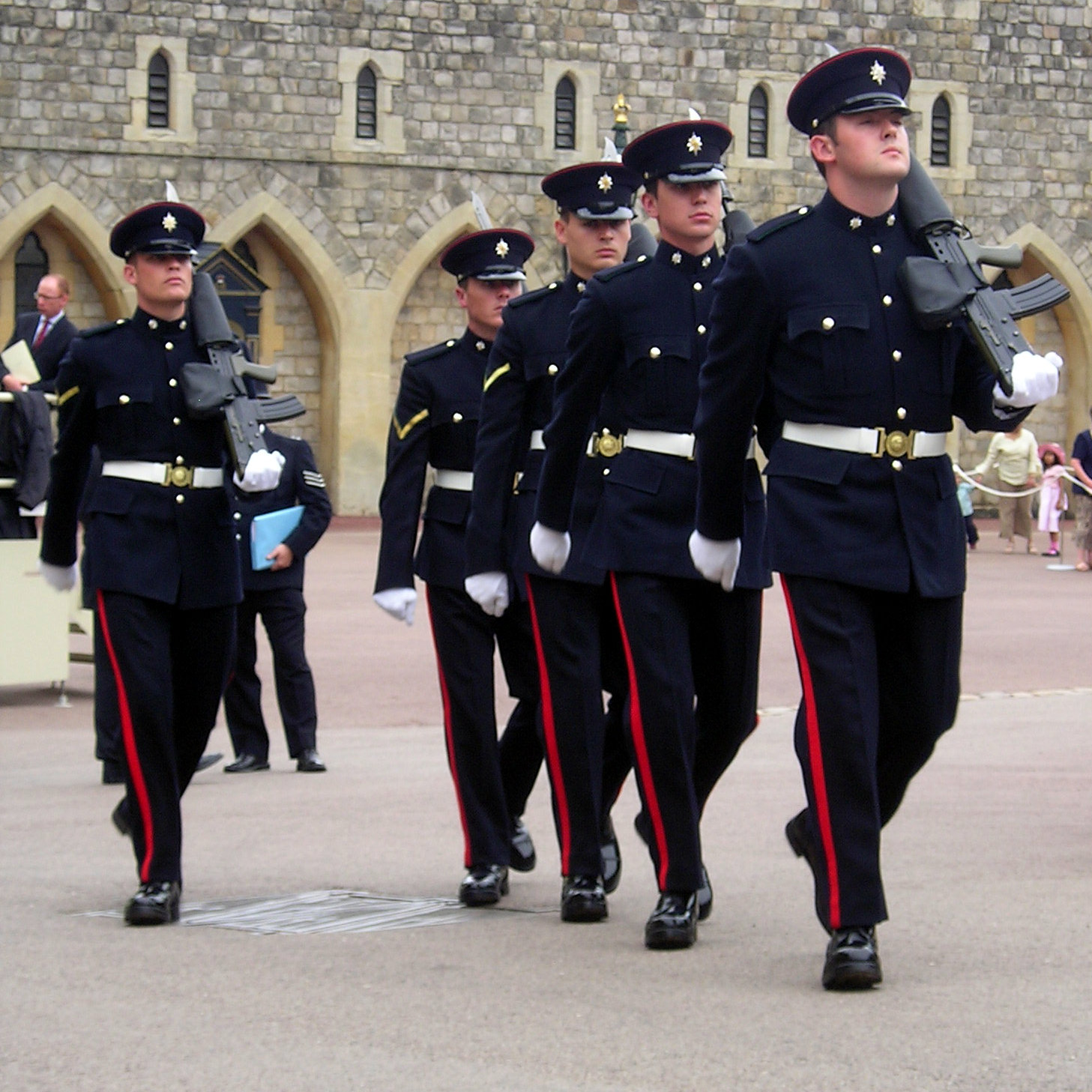
No.1 dress のウースターシャー・アンド・シャーウッド・フォレスターズ(Worcestershire and Sherwood Foresters)
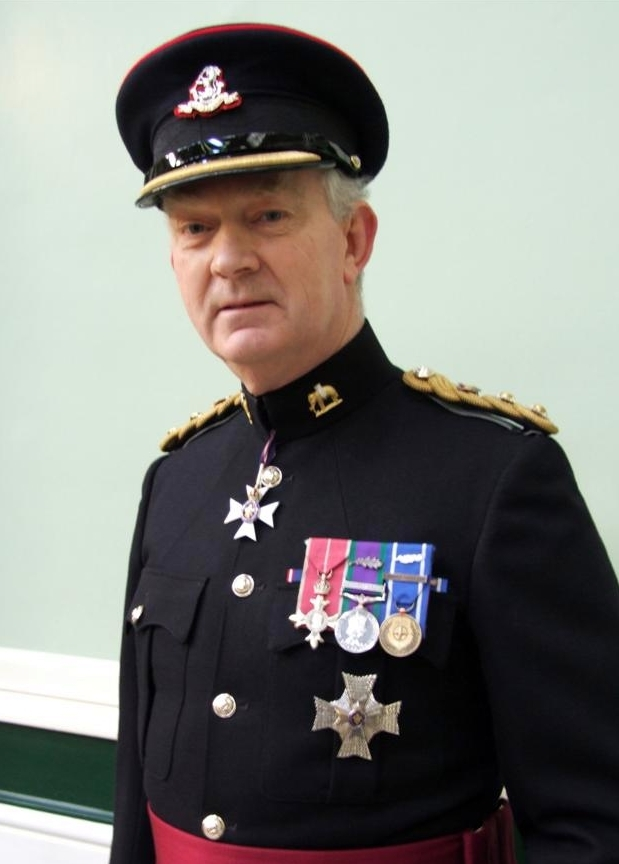
デューク・オブ・ウエリントン連隊の連隊長用No.1 dress を着用した陸軍少将
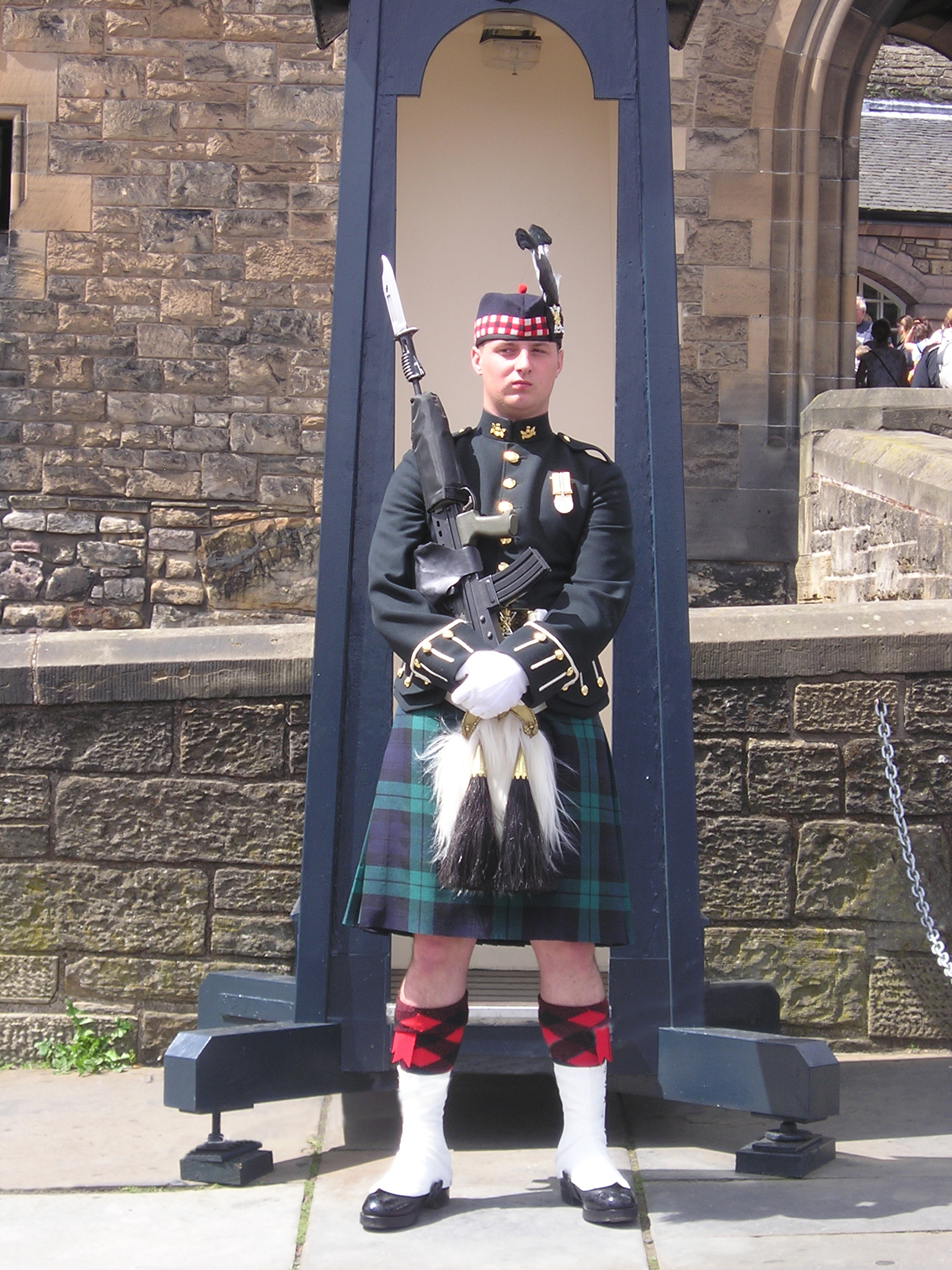
エディンバラ城を警備する、No.1 dressのロイヤル・スコットランド連隊(Royal Regiment of Scotland)兵士。

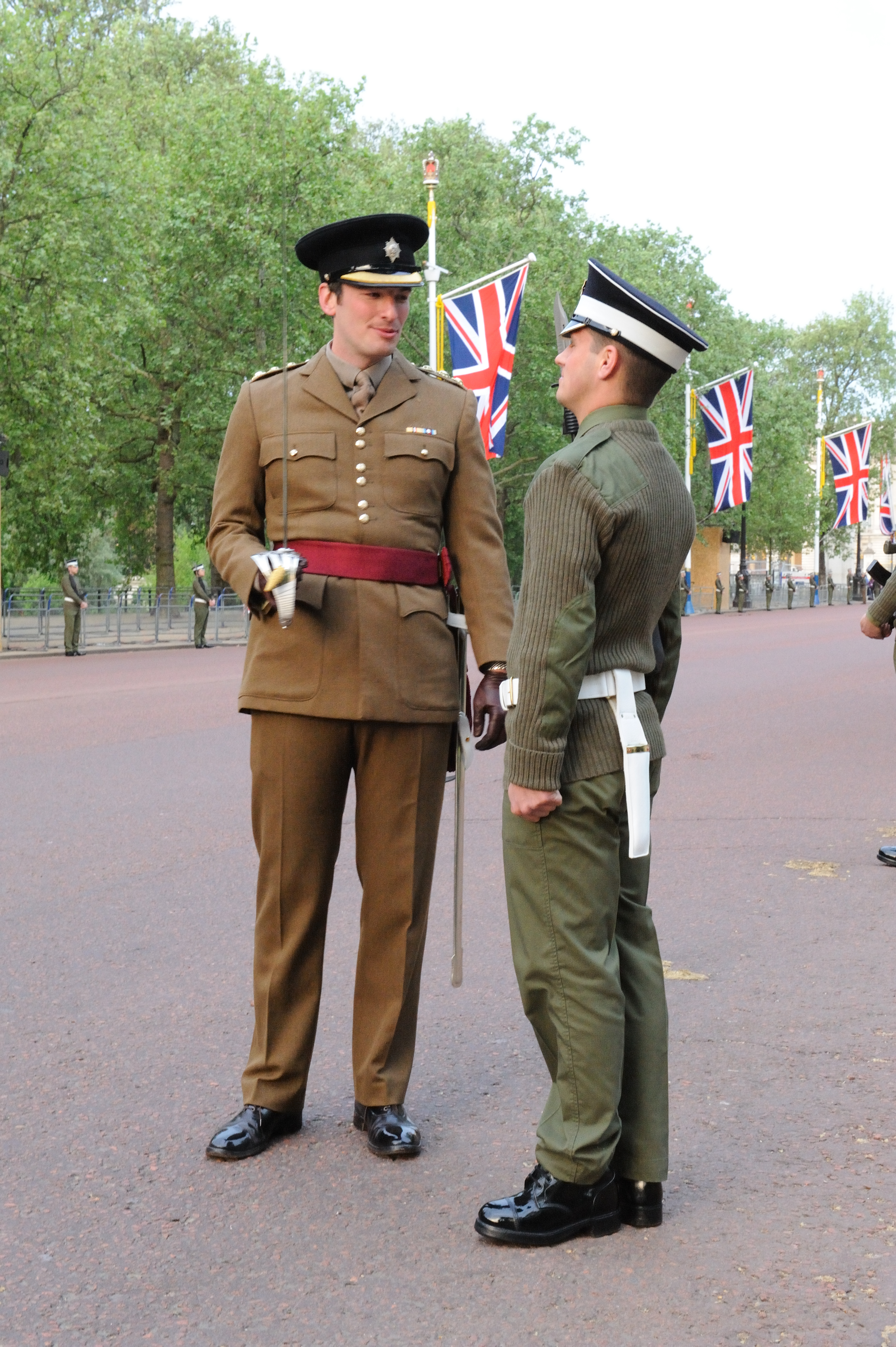
ウィリアム王子とキャサリン・ミドルトンの結婚式パレードのリハーサルに於ける、No.2 dress のコールドストリームガーズ将校（剣を構えた左の人物）とNo.13 dressにセーターを着用した兵士（白い飾りベルトを着用した右の人物）。

No.2 dress
カーキ色の背広型で、常温用の常装。19世紀末、海外での戦闘服として採用された。襟は立襟から折襟へと変化し、第一次世界大戦頃には将校用は開襟の背広型になったが、下士官・兵は第二次世界大戦まで折襟だった。第二次世界大戦期に後述する常装・戦闘服装兼用のNo.5 dress が導入され一時は廃止されていたが、現在では宮殿以外のパレードや儀式でも使用される準礼装としても使われている。そのため、勲章や記章を持っている将兵は、略綬の上に正規の勲章類を装着できるようにしている。

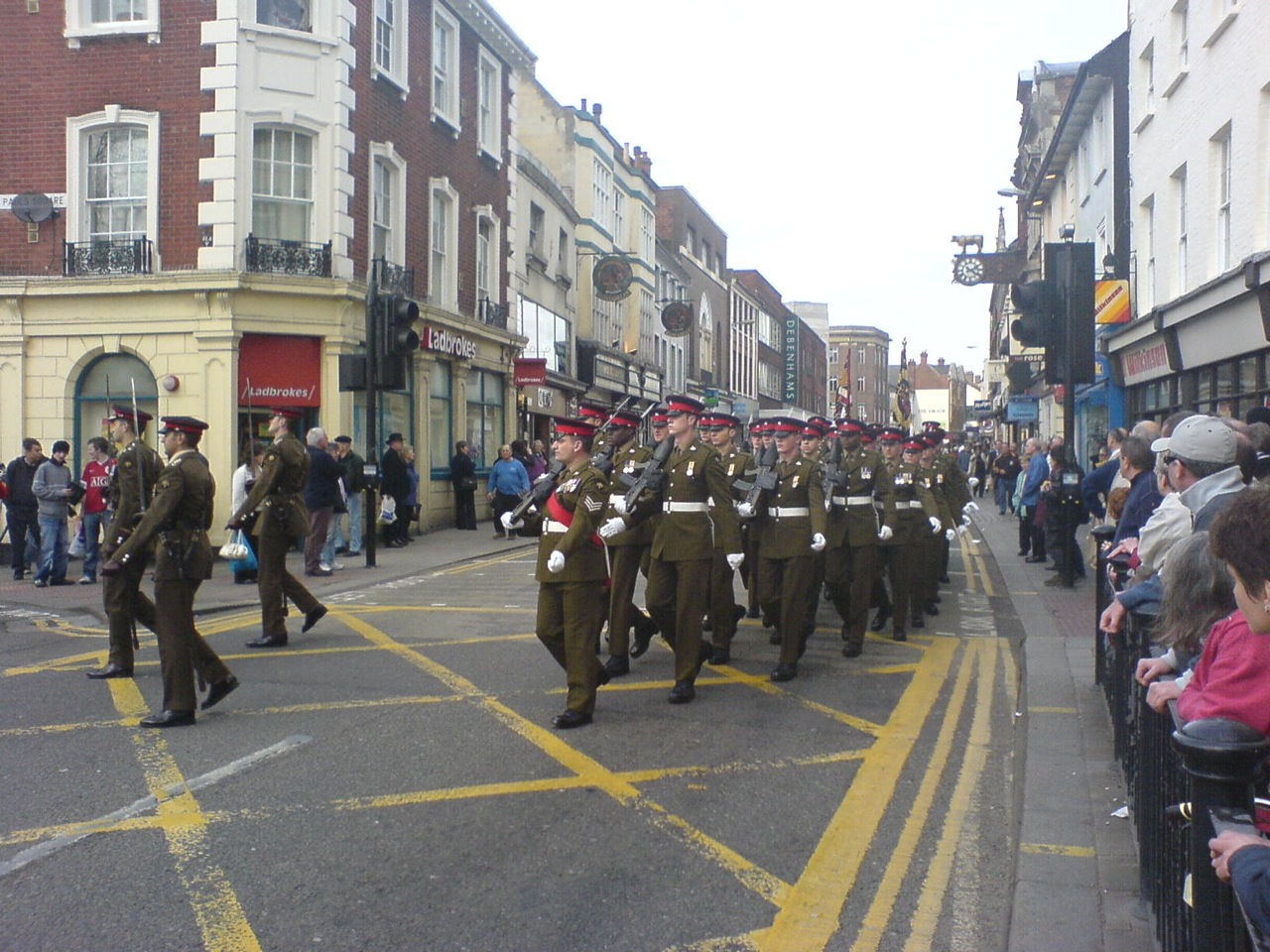
No.2 dress で行進するロイヤル・アングリアン連隊(Royal Anglian Regiment)
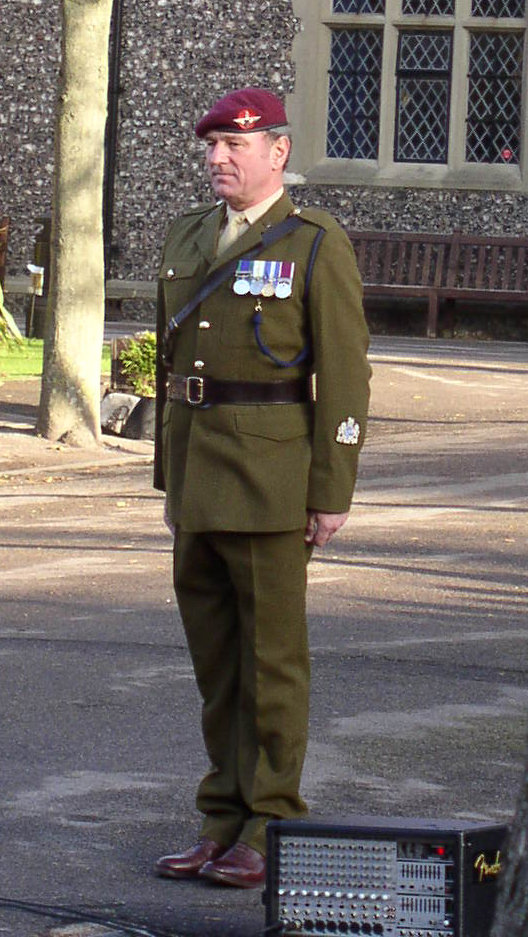
No.2 dressを着用した空挺部隊曹長。
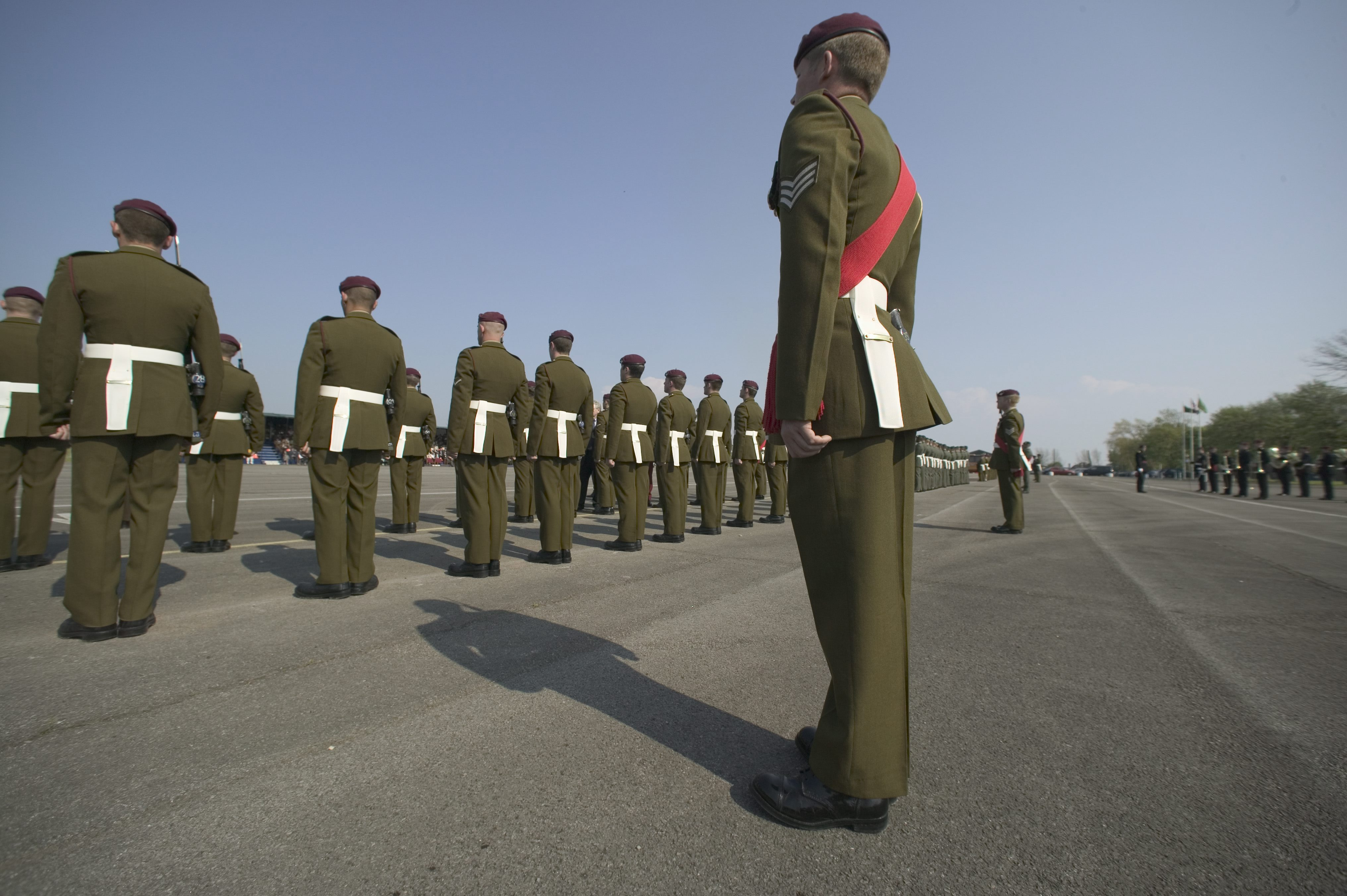
No.2 dressを着用した特殊部隊支援群の兵士
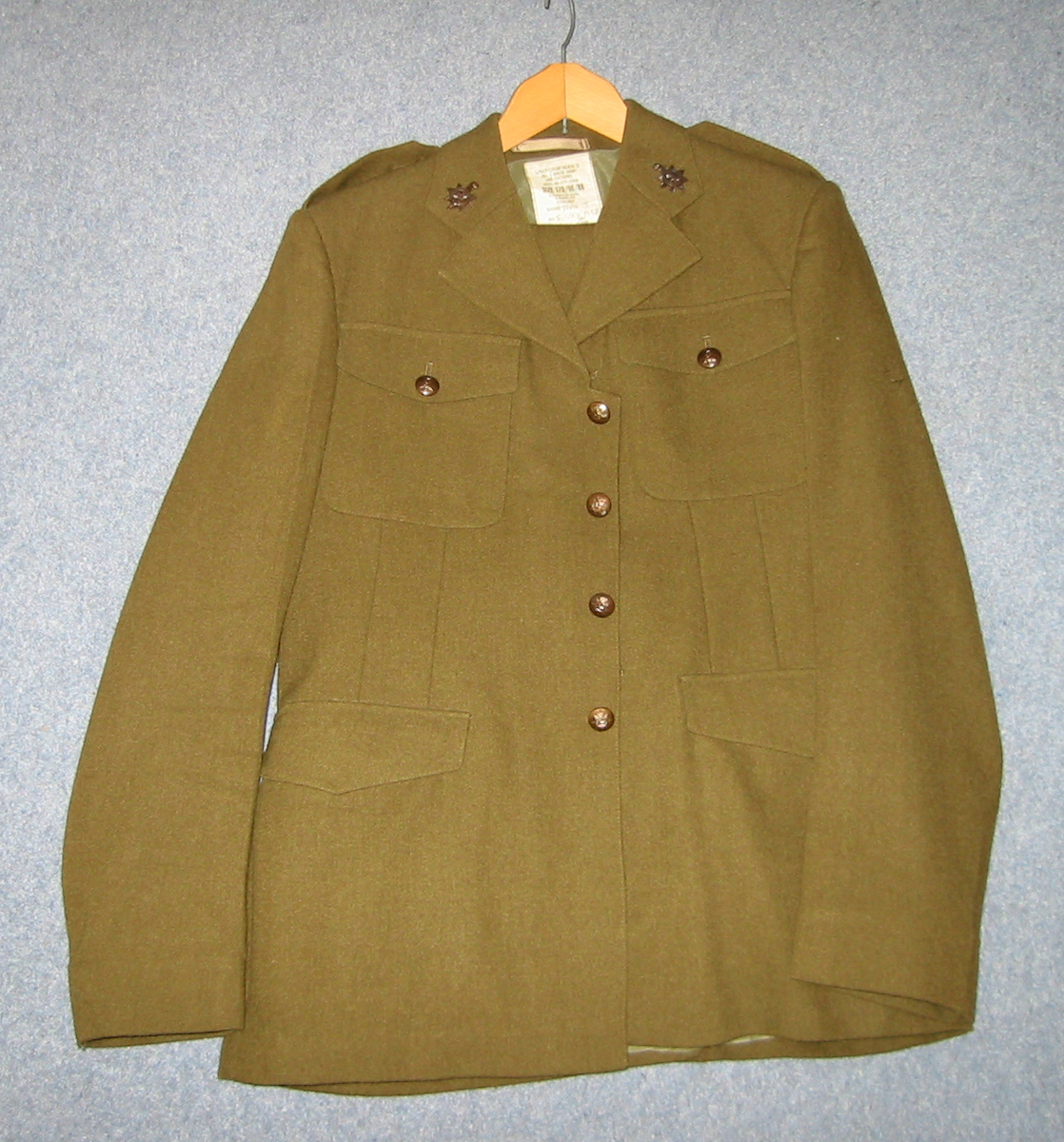
No.2 dress

No.3 dress
温暖地域用の正装。白の上下で、上着はNo.1 dress と同様の雨蓋のある胸ポケットが付いた立襟のチュニック。
No.4 dress
将校専用の温暖地域用背広型制服。No.2 dress と同型だが、色は淡色となっている。

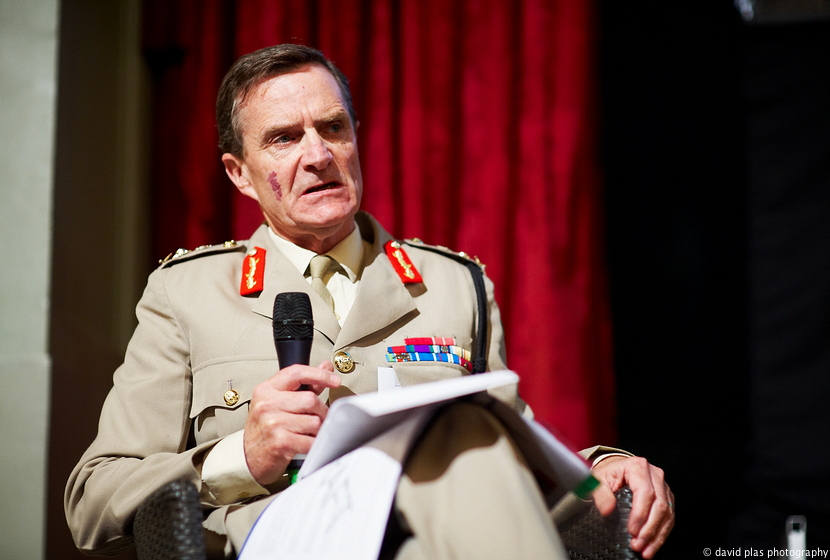
No.4 dressを着用した陸軍大将

No.5 dress (Battledress/BD)
第二次世界大戦期にイギリスおよびイギリス植民地ならびに英連邦王国諸国で制定された、当時としては本格的な戦闘服であった。常装としても用いられることを企図しており、一時はNo.2 dress をも代替し、戦後はイギリス連邦諸国をはじめアルゼンチンやベルギーなどの国外にも広まった。しかし、「万能」を謳っていながらも、実際にはイギリス本土・北欧南部の過ごしやすい気候に合わせていたため、南ヨーロッパのような日射量の多い温暖地および東南アジア・太平洋諸島のような熱帯域や、あるいは朝鮮半島のような高地・寒冷地には向かなかった。結局、どのような環境においても中途半端なものとなってしまっており、1950年代を経て1961年に廃止された。これにより、No.2 dress が常温域用の常装として復活する。
No.5 dress (Desert combat dress)
1990年代初頭の湾岸戦争期に導入された現代的な迷彩服で、基本的にはNo.9 dress に砂漠地域用の迷彩を施したものである。欠番となっていたNo.5に挿入されていた形式だが、2011年の新型戦闘服の導入に伴い、No.9 dress とともに廃止された。
No.6 dress
ブッシュジャケット型で淡色の上着。ワイシャツの着用は省かれる場合もある。温暖地域用常装で、No.2 dress と同様にパレードや儀式でも使用される。
No.7 dress
温暖地域用の半袖シャツ。
No.8 dress
常温域用戦闘服。

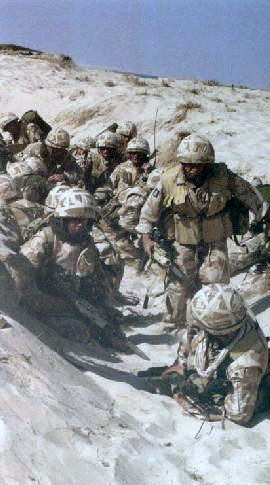
湾岸戦争におけるスタッフォードシャー連隊(Staffordshire Regiment)
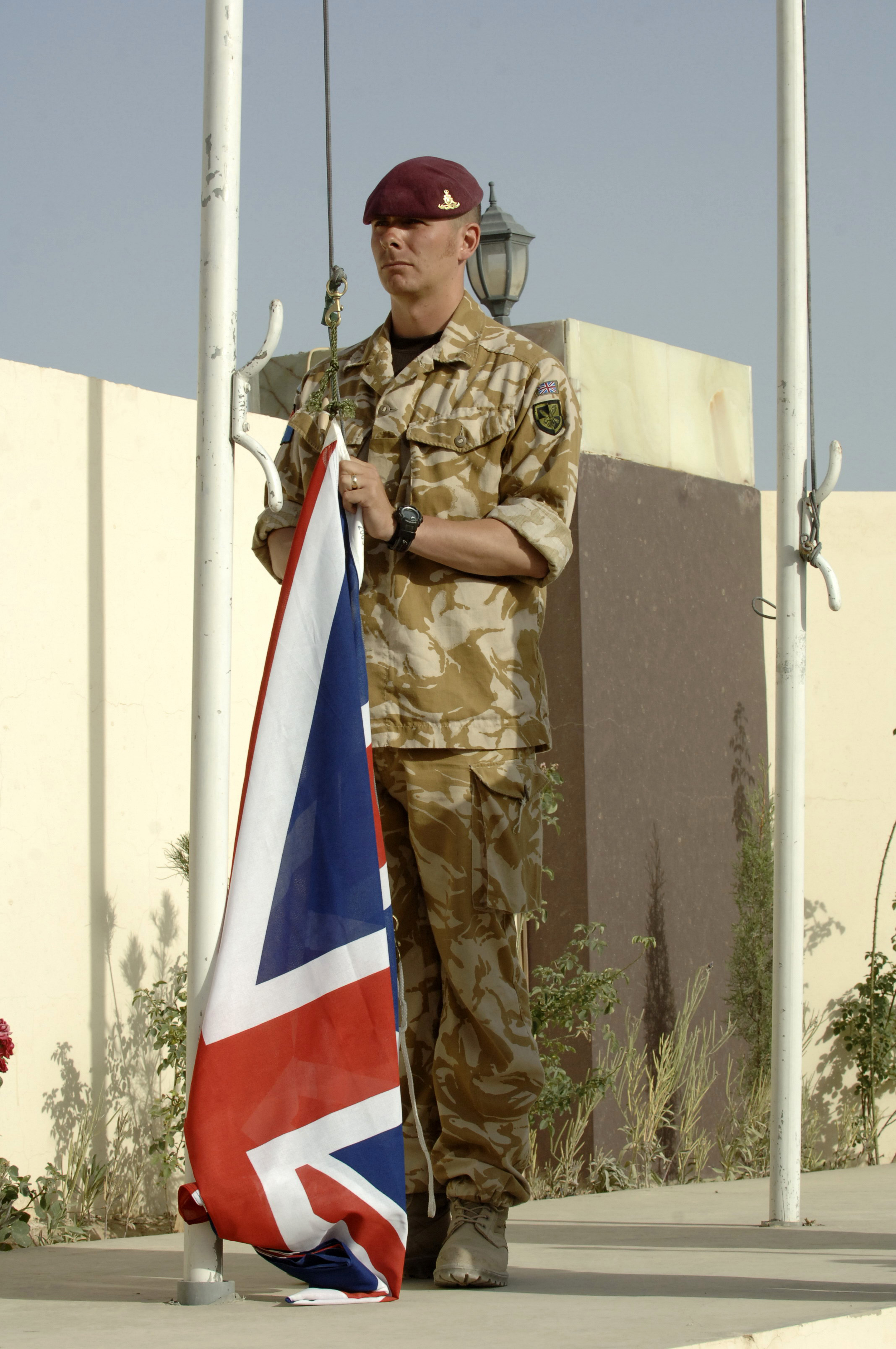
アフガニスタンにおける高射砲兵（第12砲兵連隊(12th Regiment Royal Artillery)）
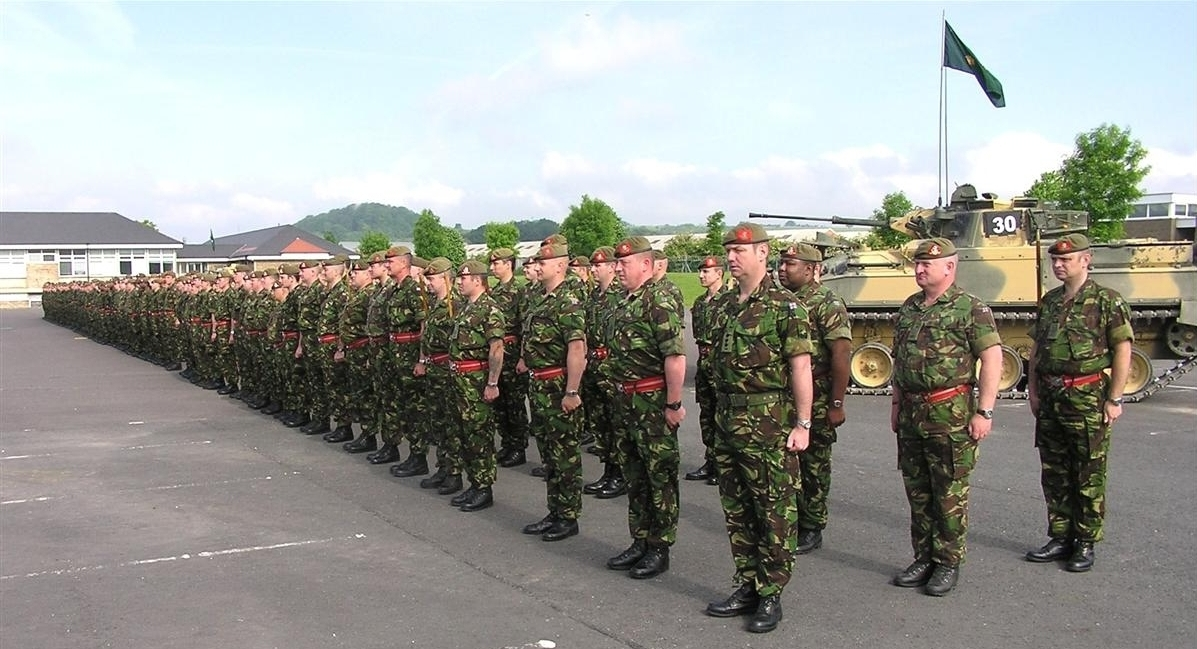
縮小前のデューク・オブ・ウエリントン連隊
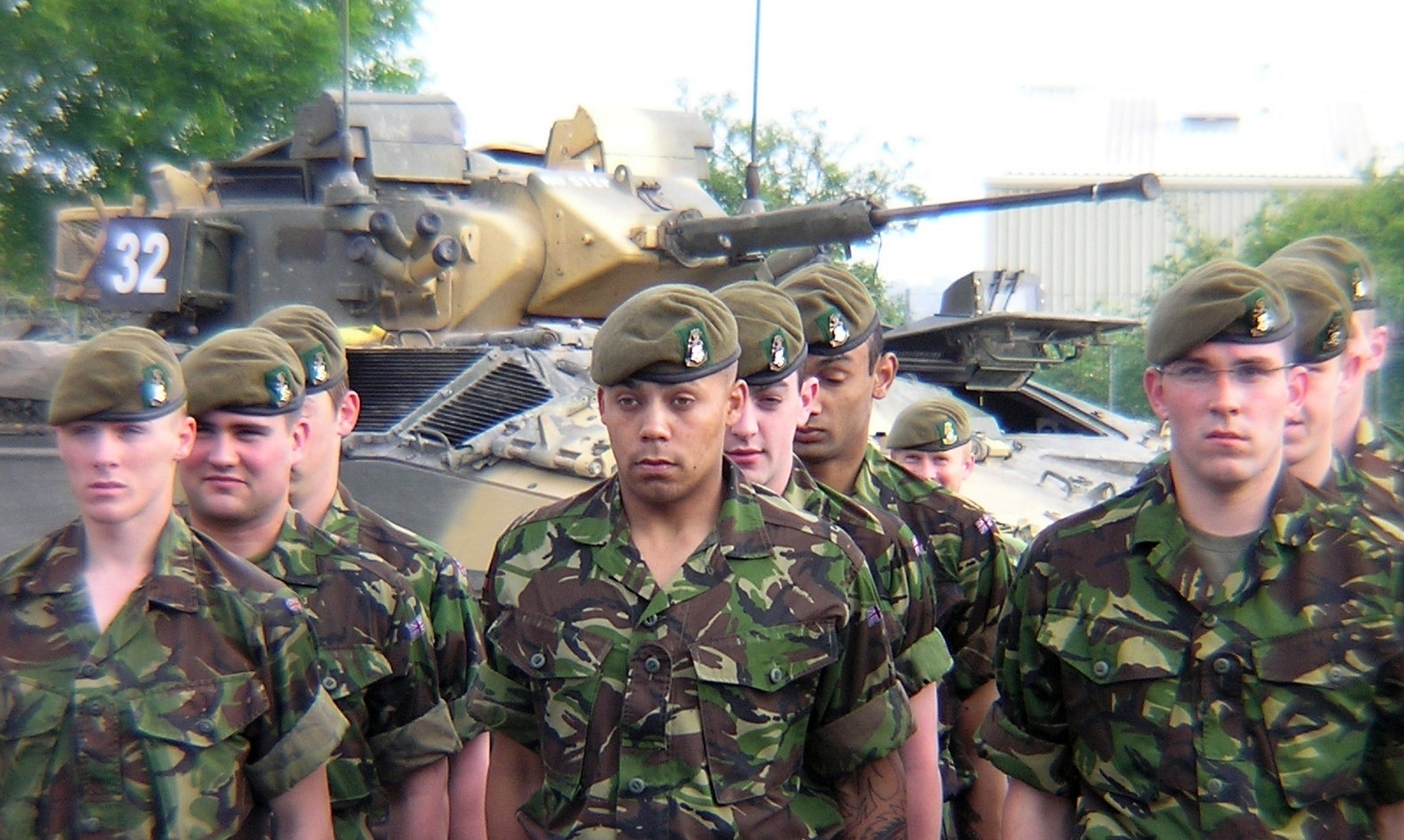
ヨークシャー連隊第3大隊 デューク・オブ・ウエリントン(3rd Bn Yorkshire Regiment(Duke of Wellington's))
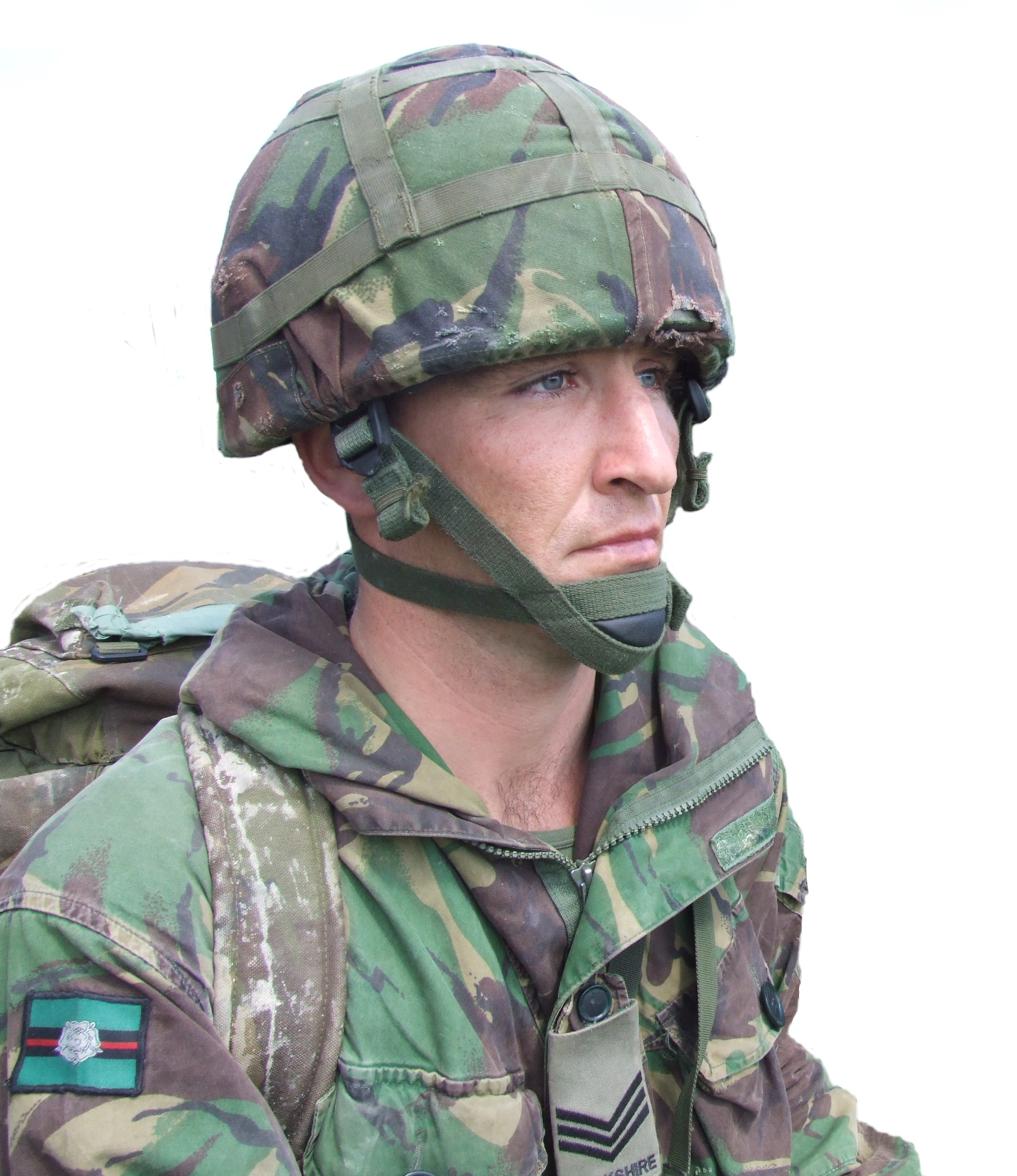
ヨークシャー連隊第2大隊 グリーン・ハワーズ(2nd Battalion Yorkshire Regiment(Green Howards))の軍曹
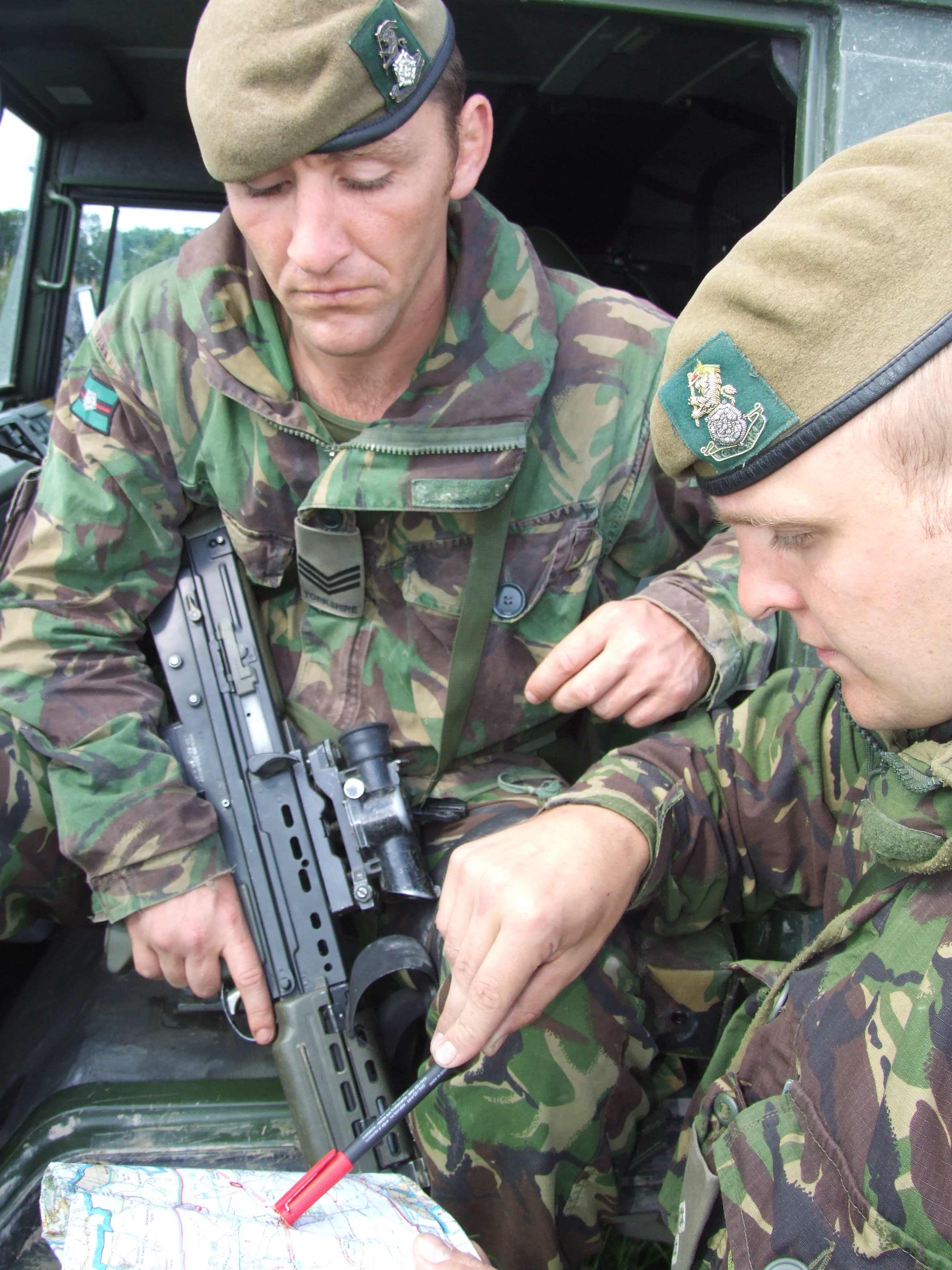
ヨークシャー連隊第2大隊 グリーン・ハワーズの中尉と軍曹
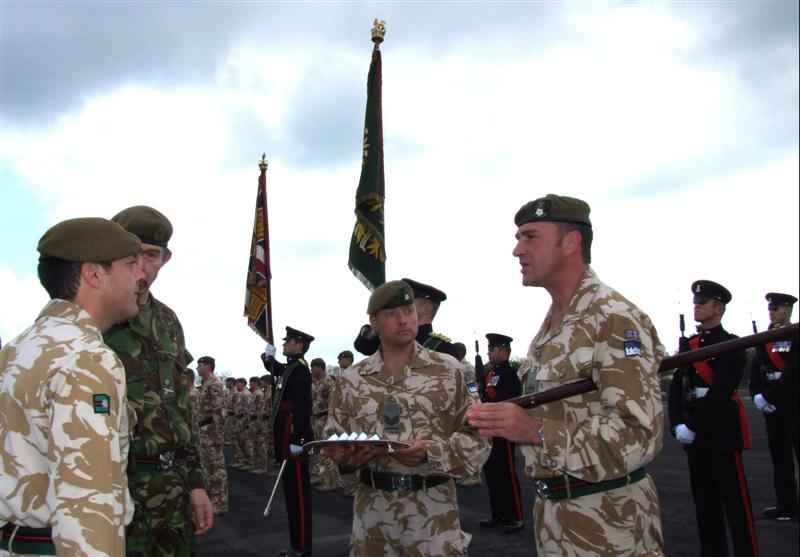
アフガニスタンにおけるヨークシャー連隊第2大隊 グリーン・ハワーズ
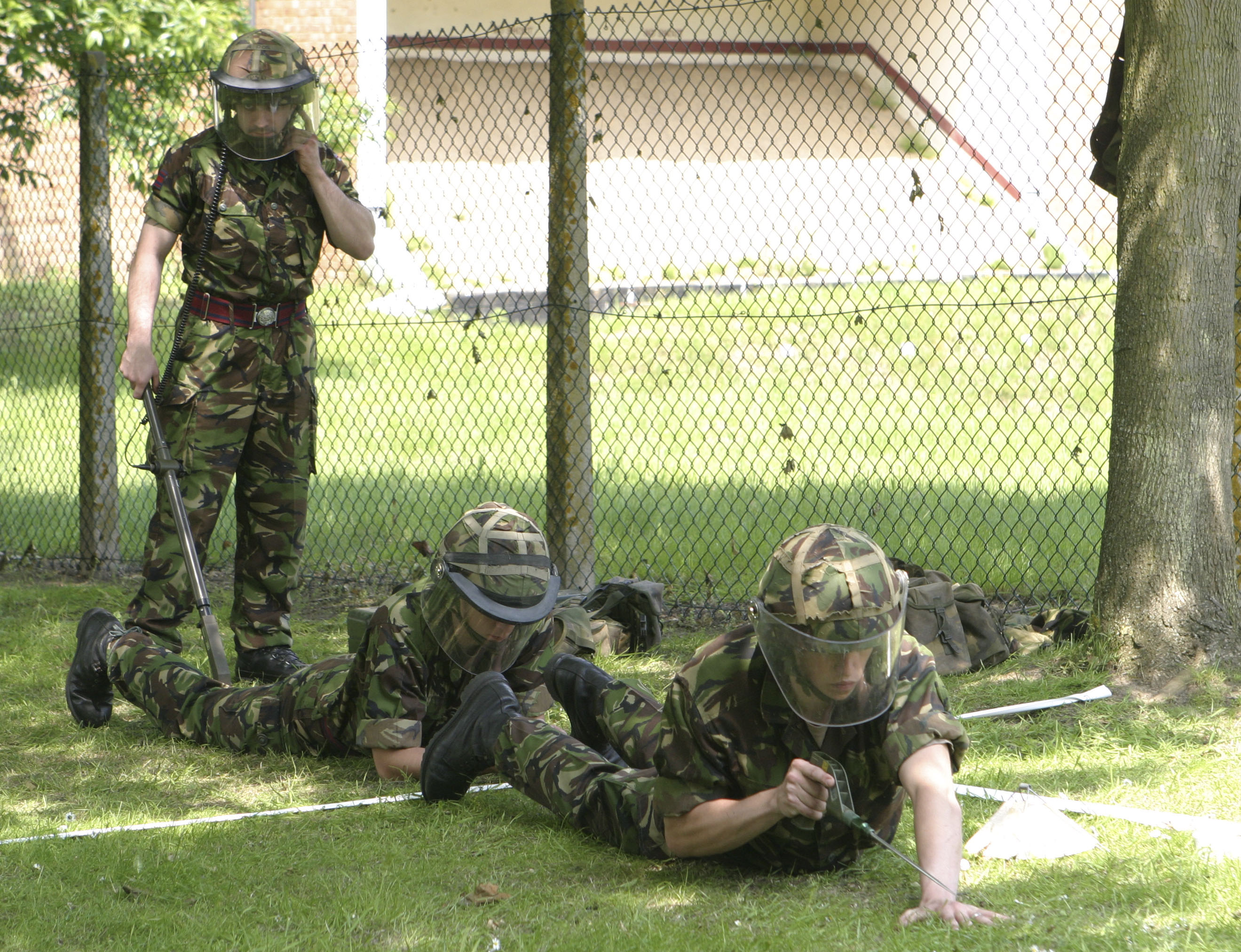
地雷処理作業を展示する工兵

No.9 dress
ジャングル向けのオーソドックスな迷彩が施された熱帯域用戦闘服。砂漠向けの迷彩戦闘服であるNo.5 dress (Desert combat dress) とともに、2011年に廃止された。
No.10 dress
常温域用メスドレス。ブラックタイ相当の会食服。色は連隊毎に異なっており、連隊の Full Dress に概ね準じている。
No.11 dress
熱帯域用メスドレス。No.10 dress の上着を白にした服装。ウェストコートは省略される。
No.12 dress
乗車服や調理服等の特殊服装。
No.13 dress
常温域用略装。シャツはNo.2 dress と共用で、上着の代わりにプルオーバーのセーターが付属する。

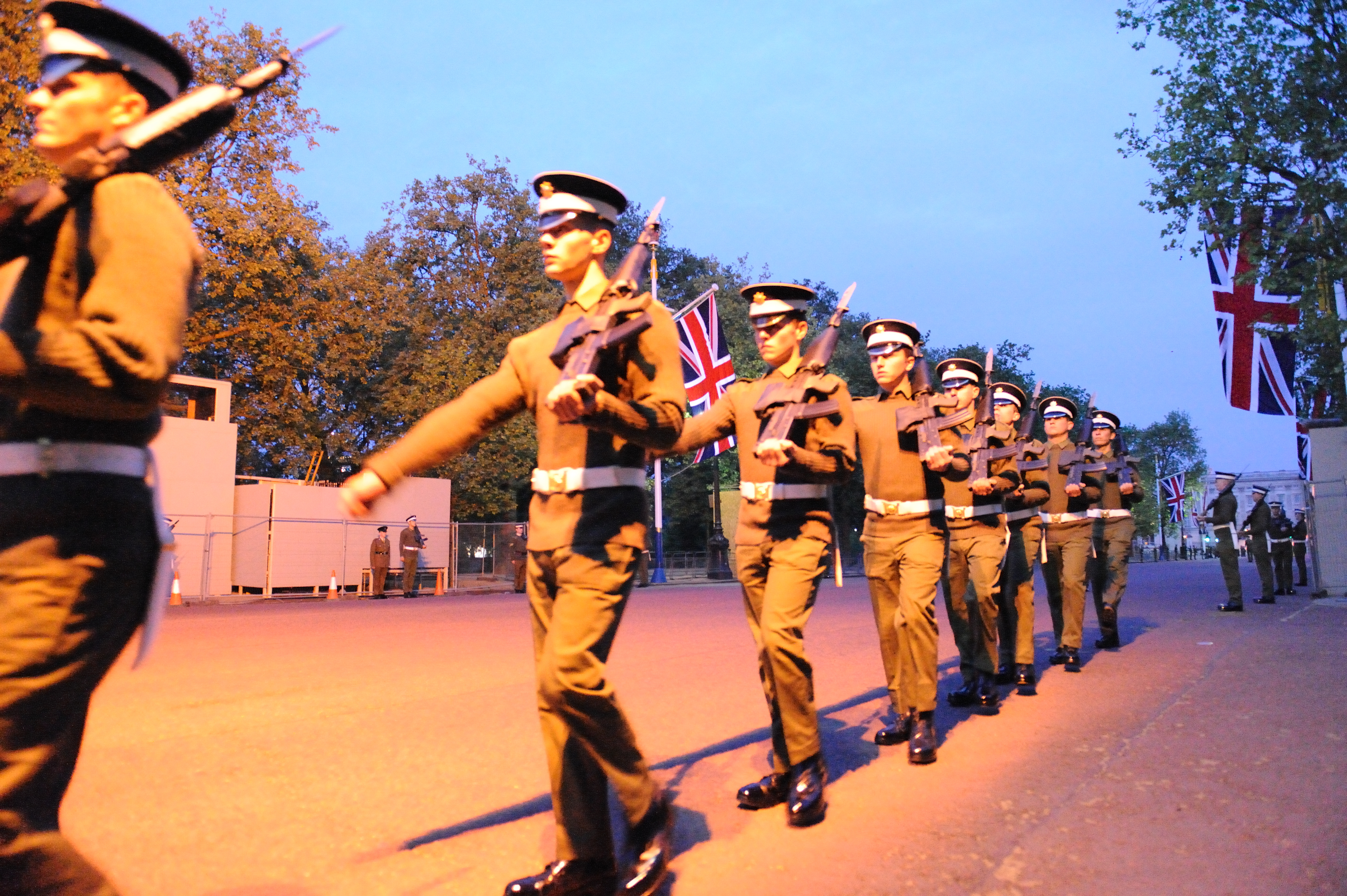
ウィリアム王子とキャサリン・ミドルトンの結婚式パレードのリハーサルに於ける兵士。

No.14 dress
温暖地域用略装。おおむねNo.13 dress に準じるが、肘の位置までのシャツの袖まくり、もしくは半袖シャツの着用が認められている。セーターは省略される。
No.15 dress
ロイヤル・スコットランド連隊の将校もしくは上級曹長の常装で、準礼装として用いられる。トルーズと呼ばれるタータン・チェック柄の長ズボンと、グレンガリー帽を特徴とする。

#### 17〜18世紀の軍服

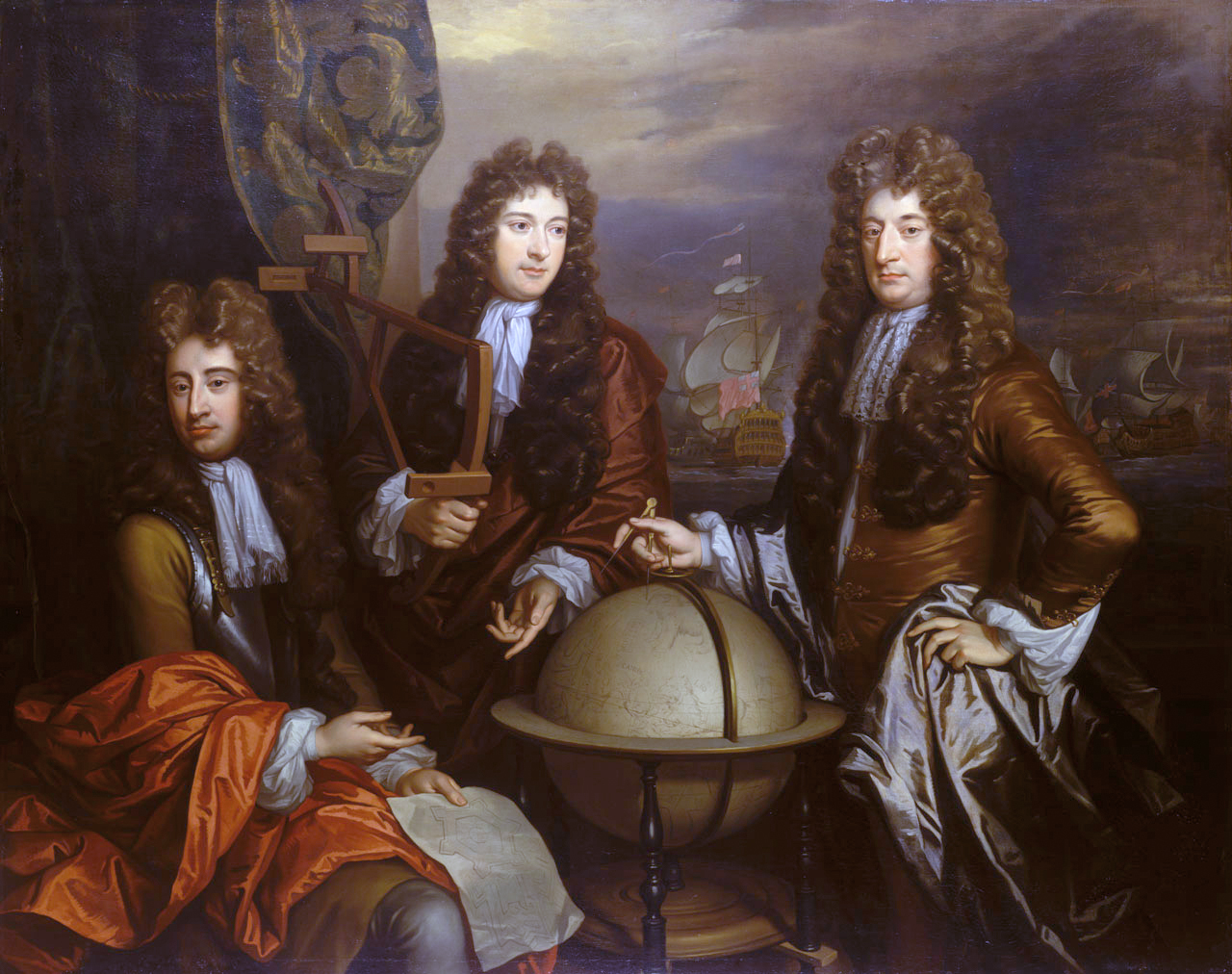
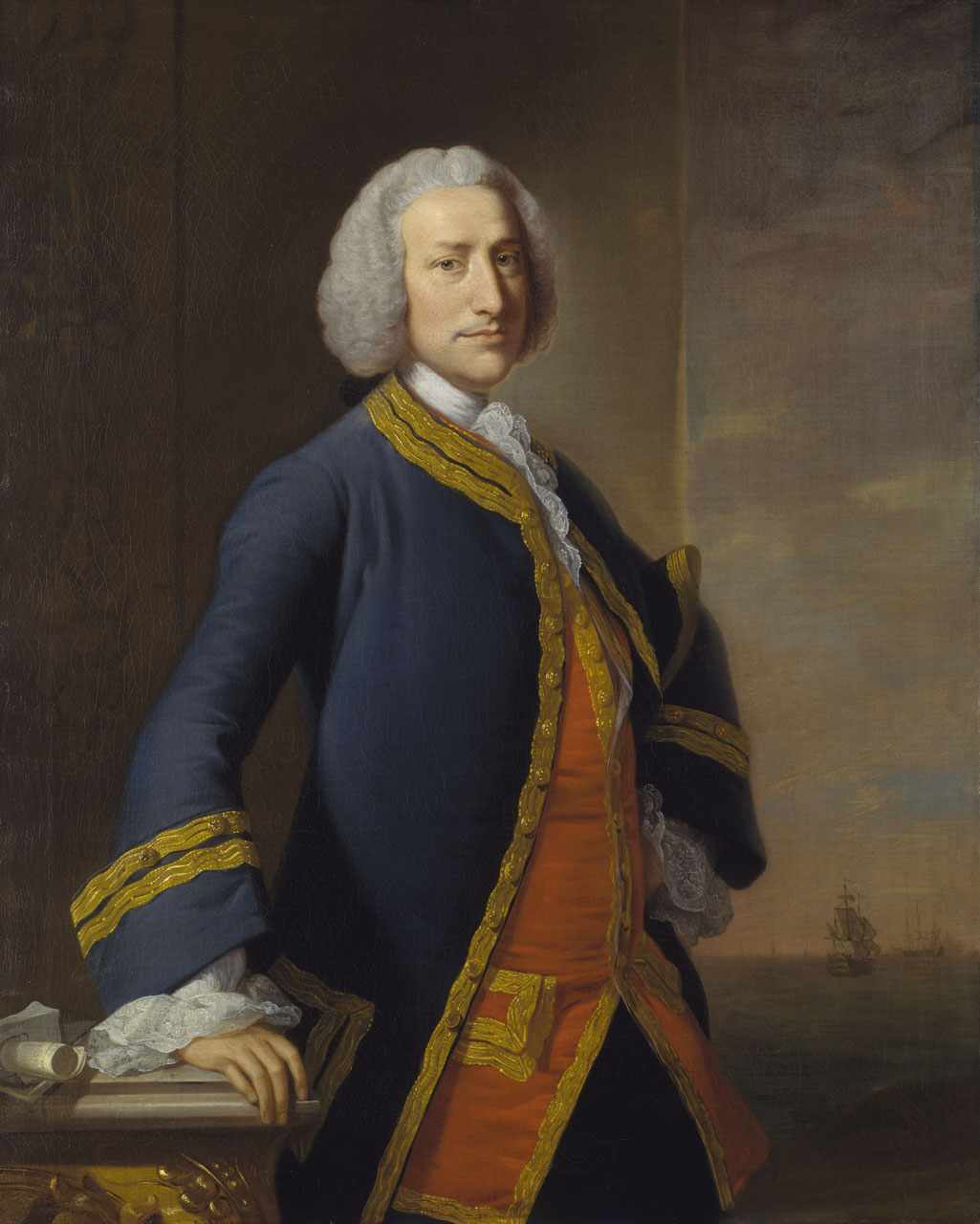
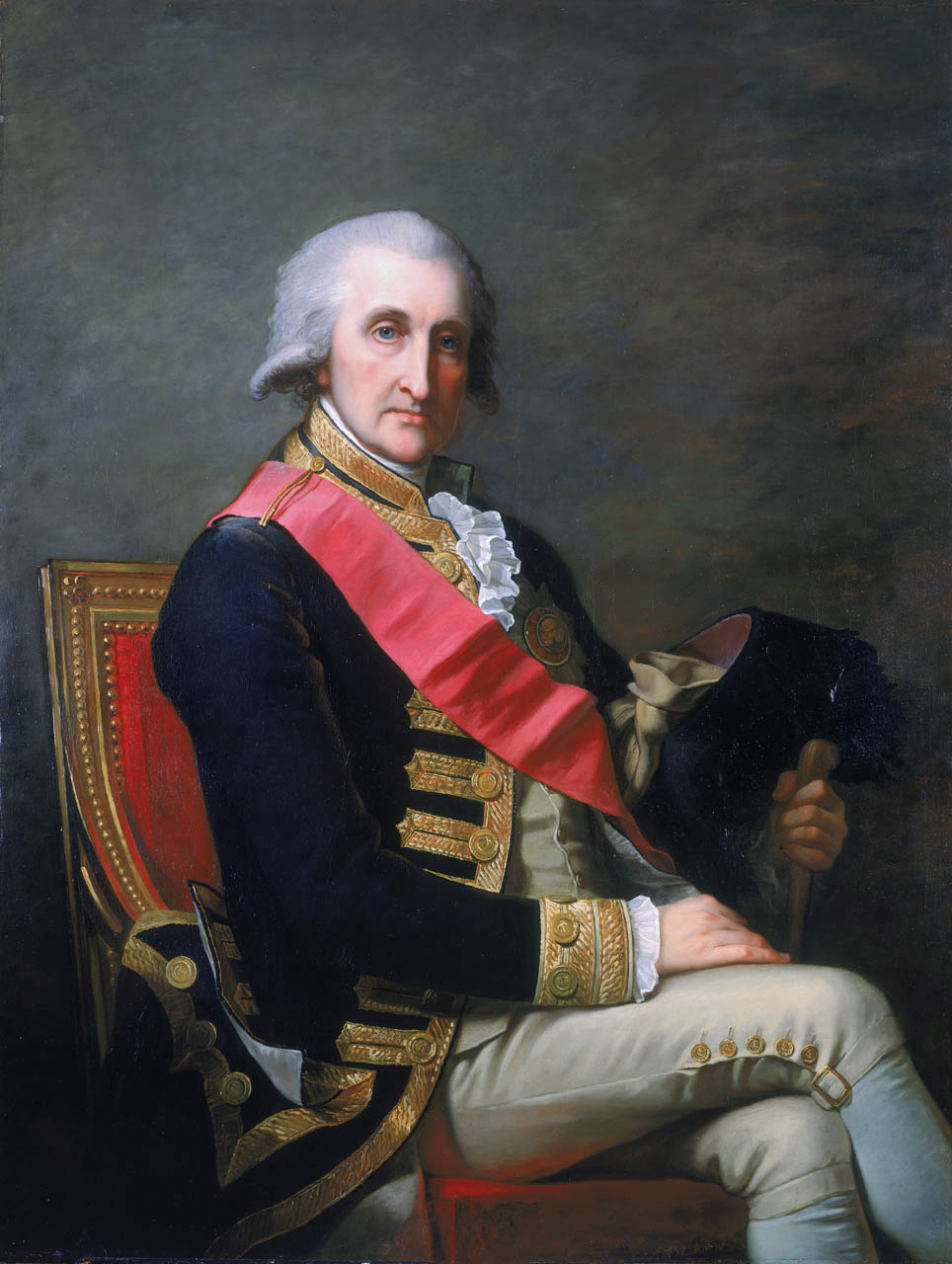

## 海軍の軍服

### 海軍軍服の変遷

#### ナポレオン戦争頃の軍服

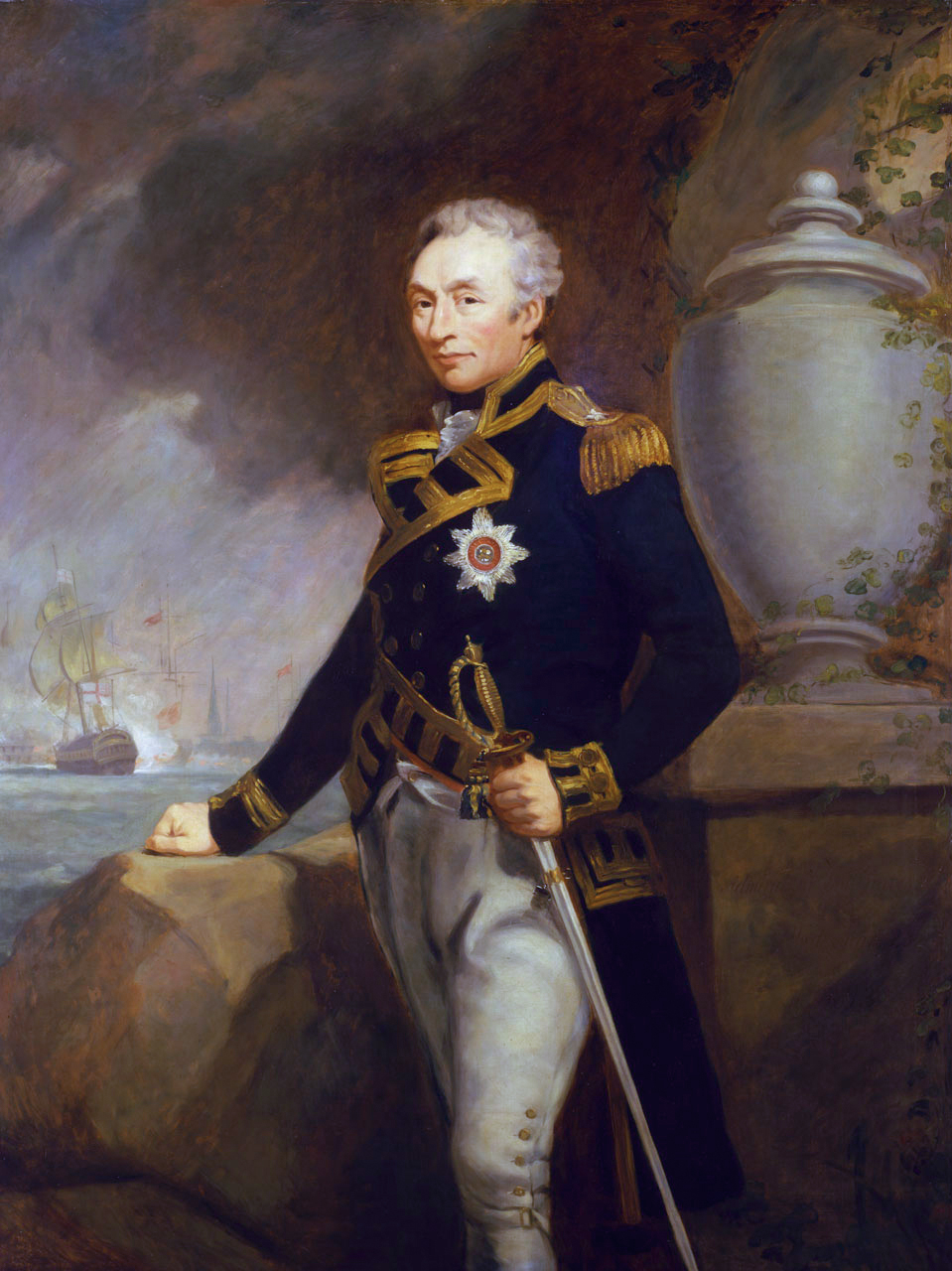
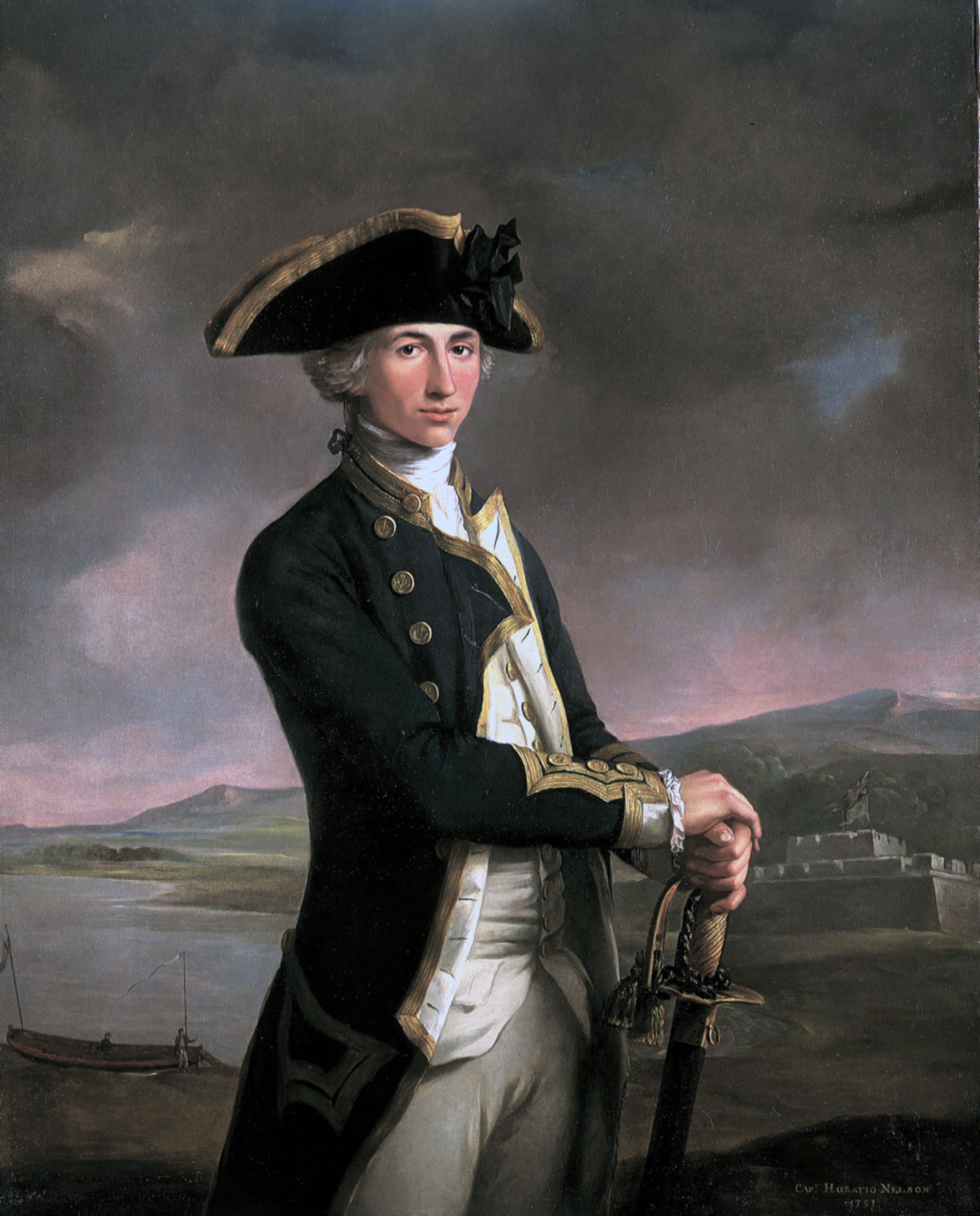
勅任艦長時代のホレーショ・ネルソン
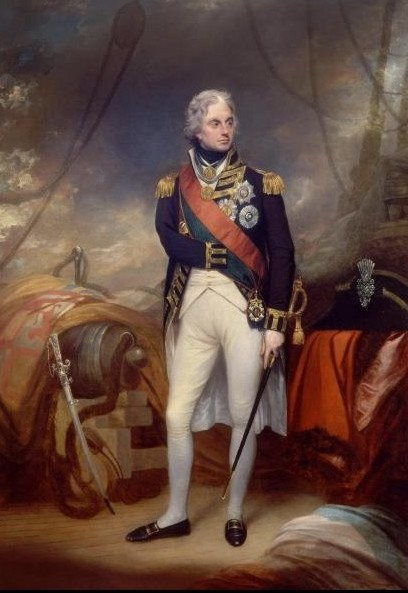
ホレーショ・ネルソン提督
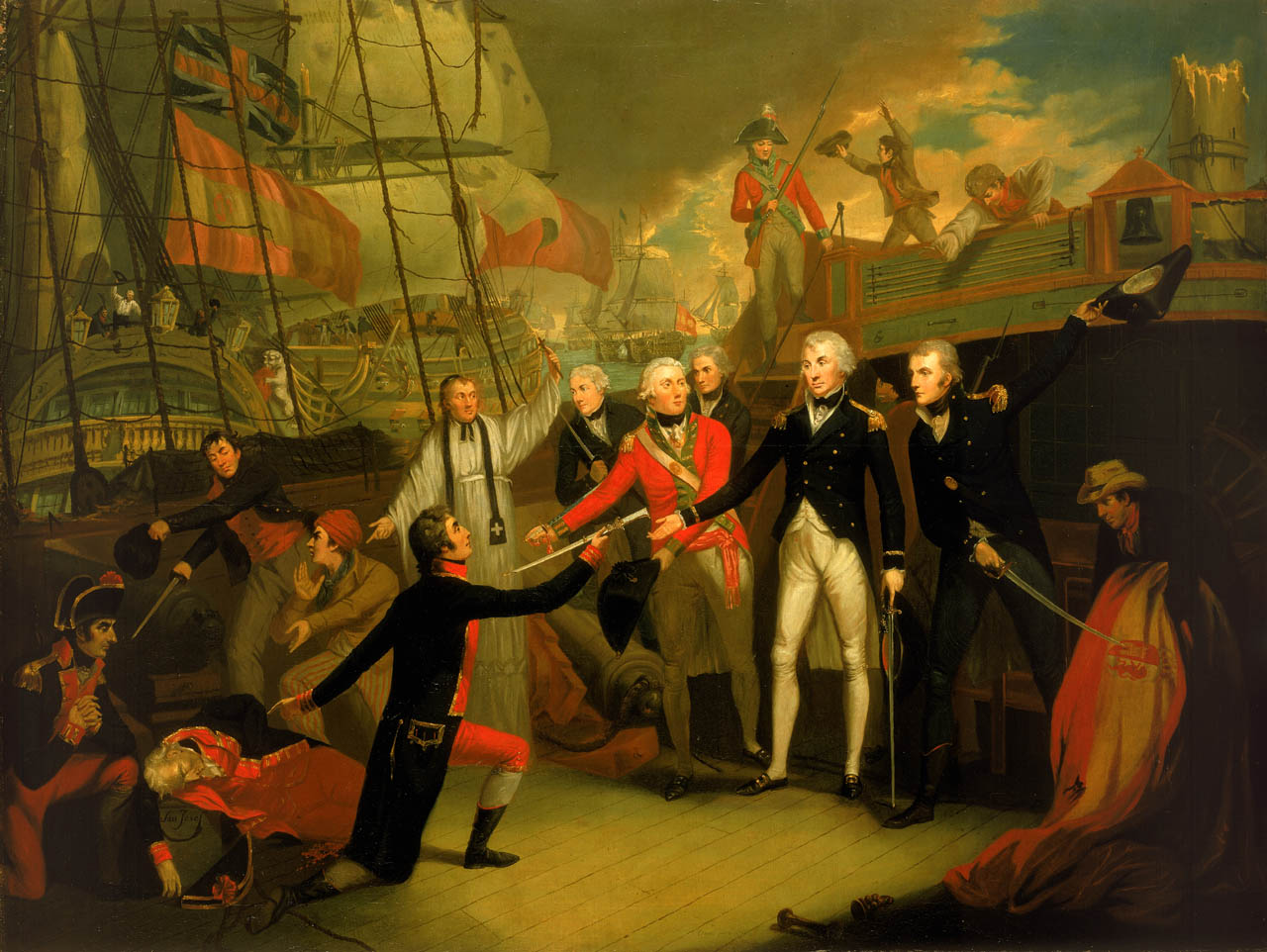
サン・ビセンテ岬の海戦でイギリス海軍に捕獲されたスペイン艦隊旗艦サン・ホセ。右側にネルソン提督と海軍士官、赤い服の海兵隊員。この頃の水兵には制服がなかった。

#### 19世紀中頃〜20世紀初頭の軍服

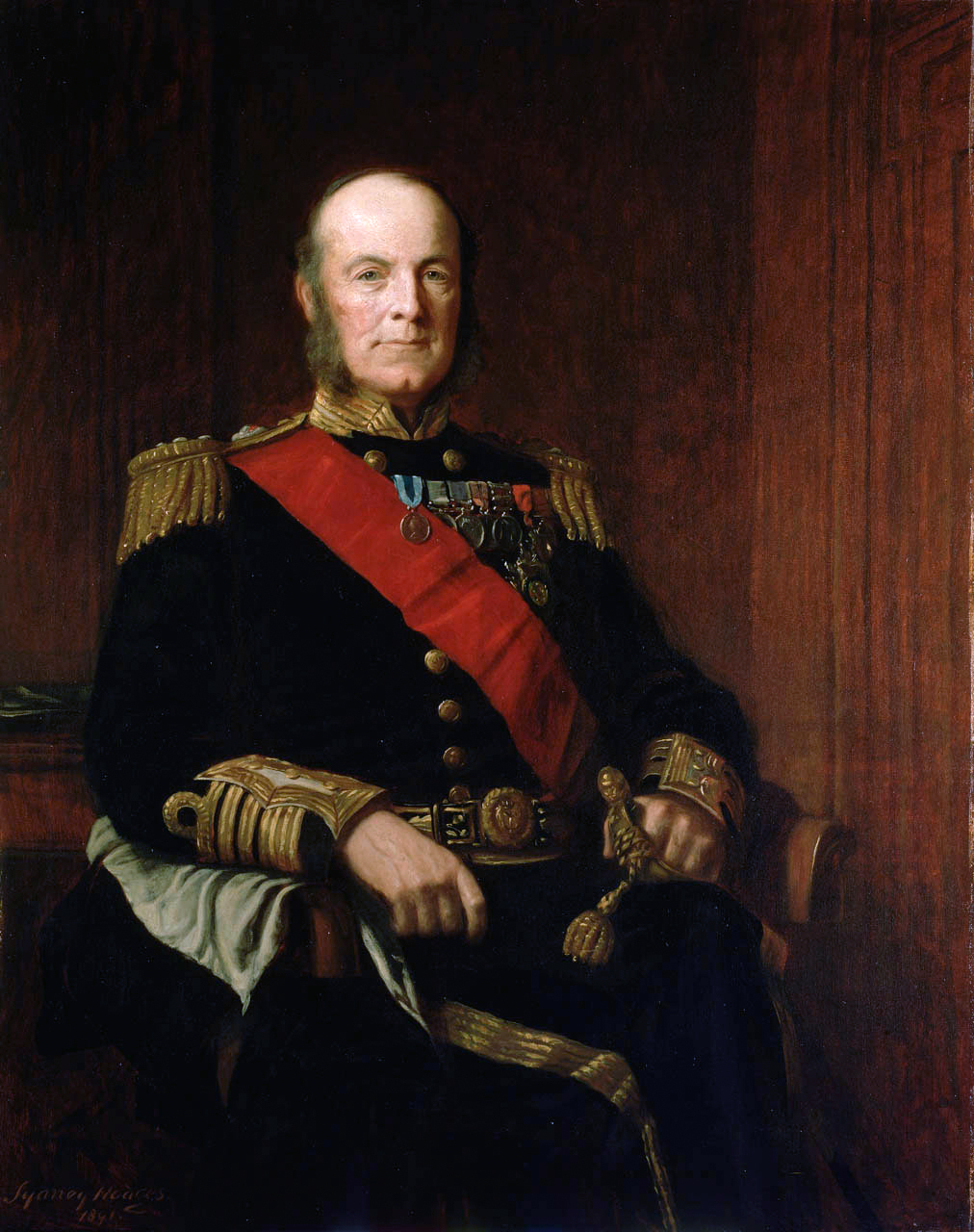
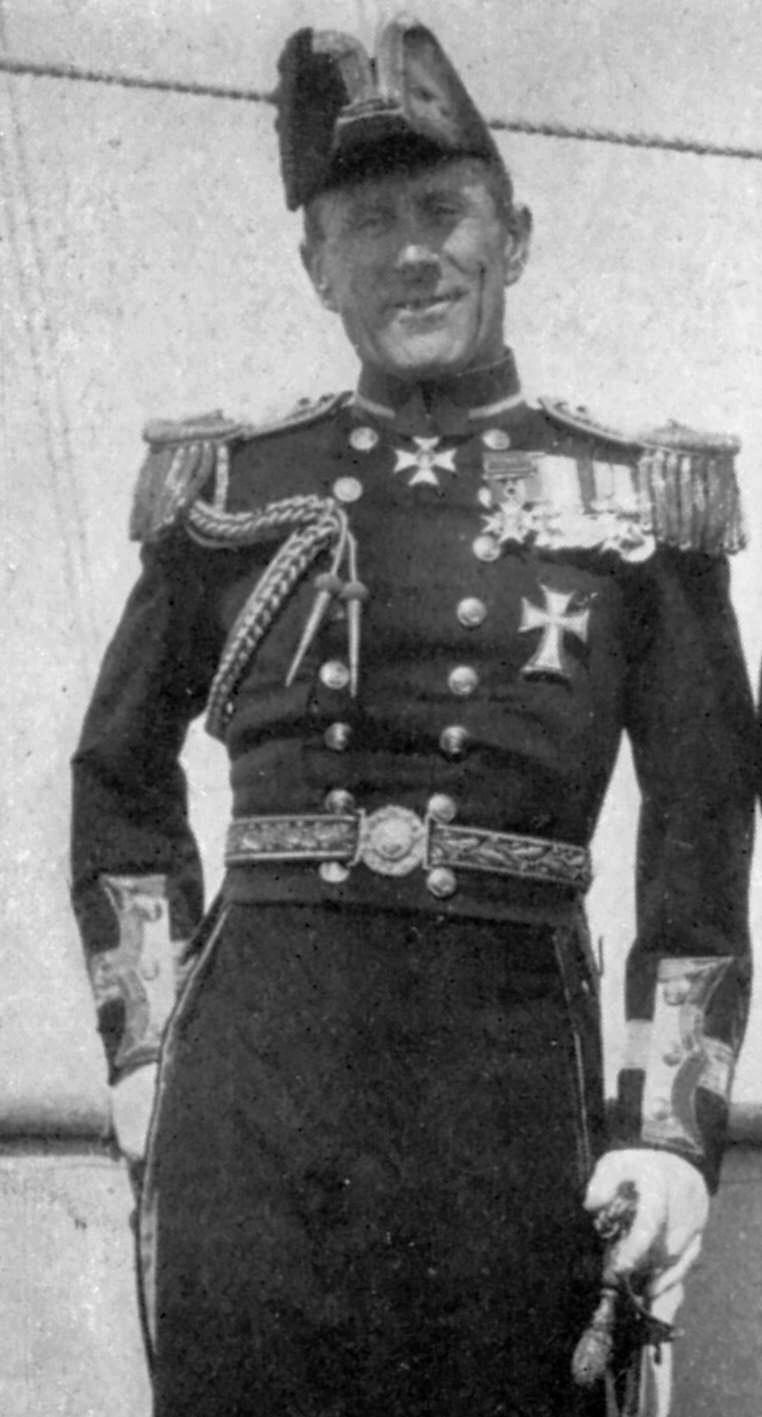

#### 第一次世界大戦〜冷戦時代の軍服

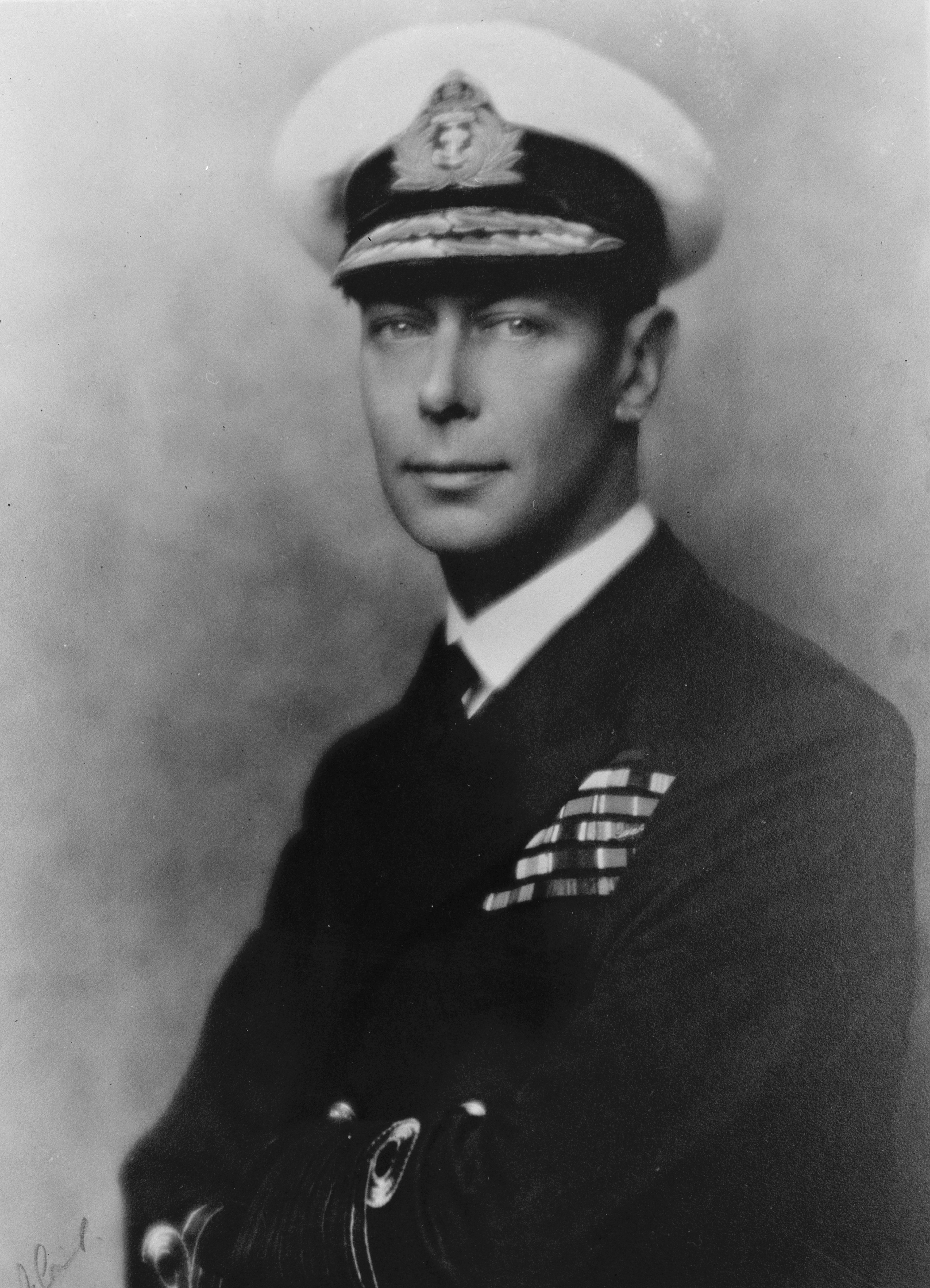
常装のジョージ6世
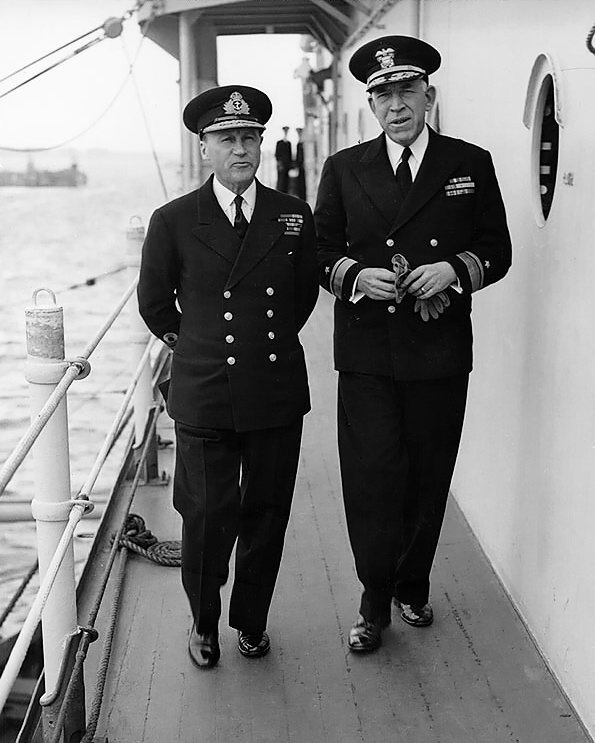
ノルマンディー上陸作戦直前の艦上における英(左)米(右)の提督
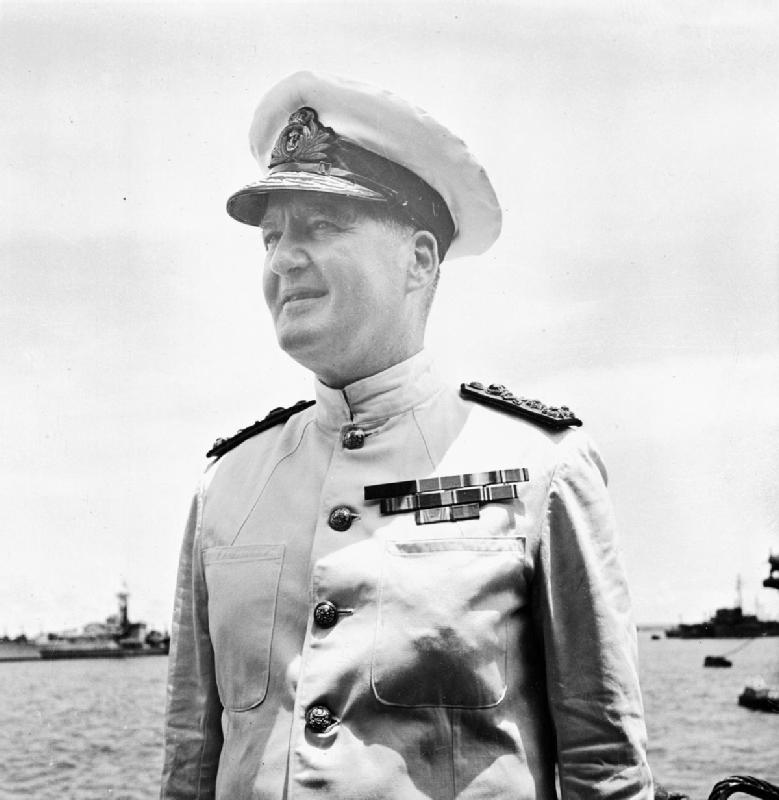

### 現代の海軍軍服

#### 海軍軍服の種類
- Full dress
- Blue No.1 dress
- Blue No.2 dress
- Blue No.3 dress
- Blue No.4 dress
- Blue No.5 dress
- White No.1 dress
- White No.2 dress
- White No.3 dress

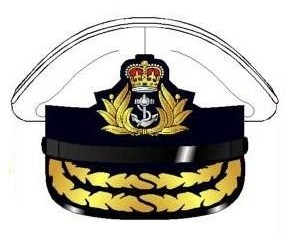
提督の軍帽
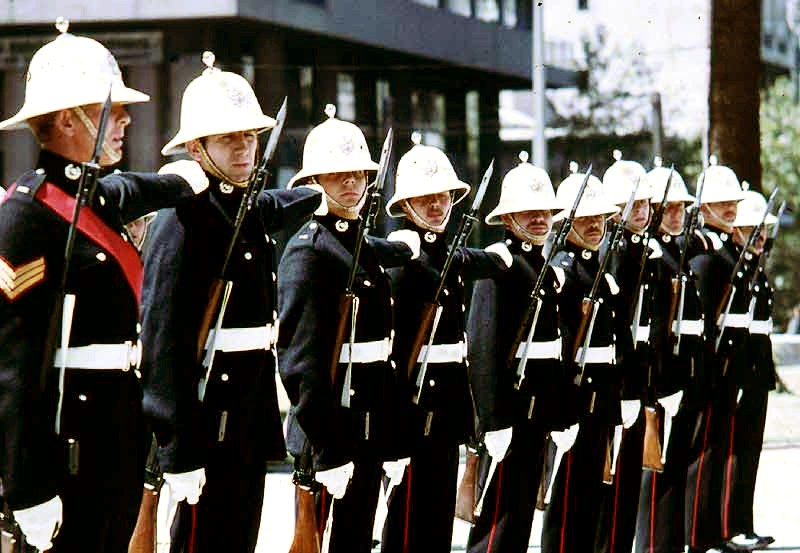
式典用礼装の海兵隊(1972年)
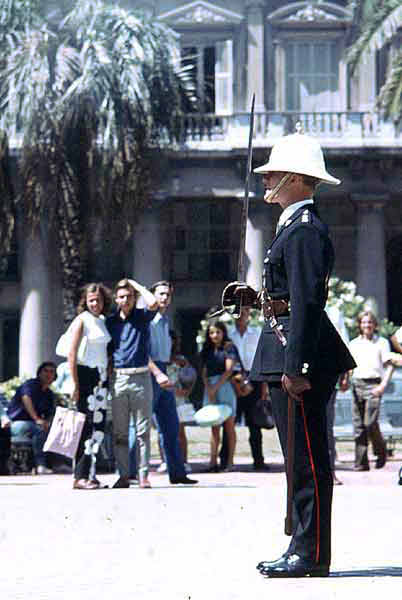
ブルーサービスドレスの海兵隊将校
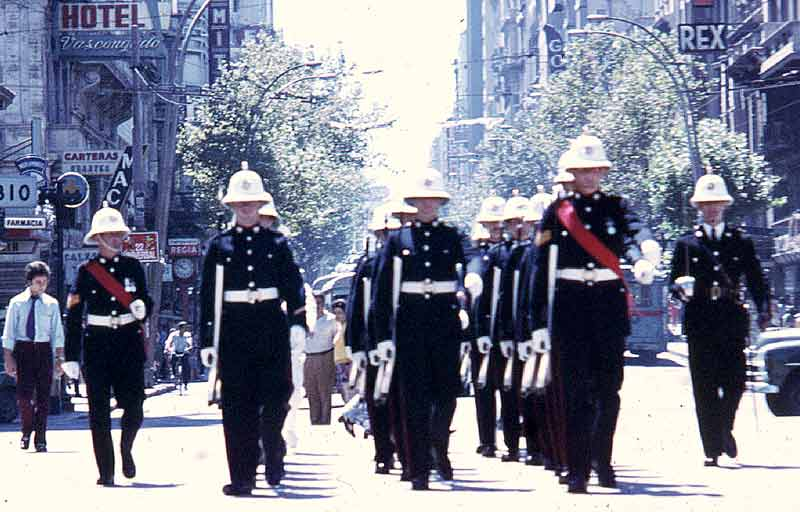
式典用礼装で行進する海兵隊
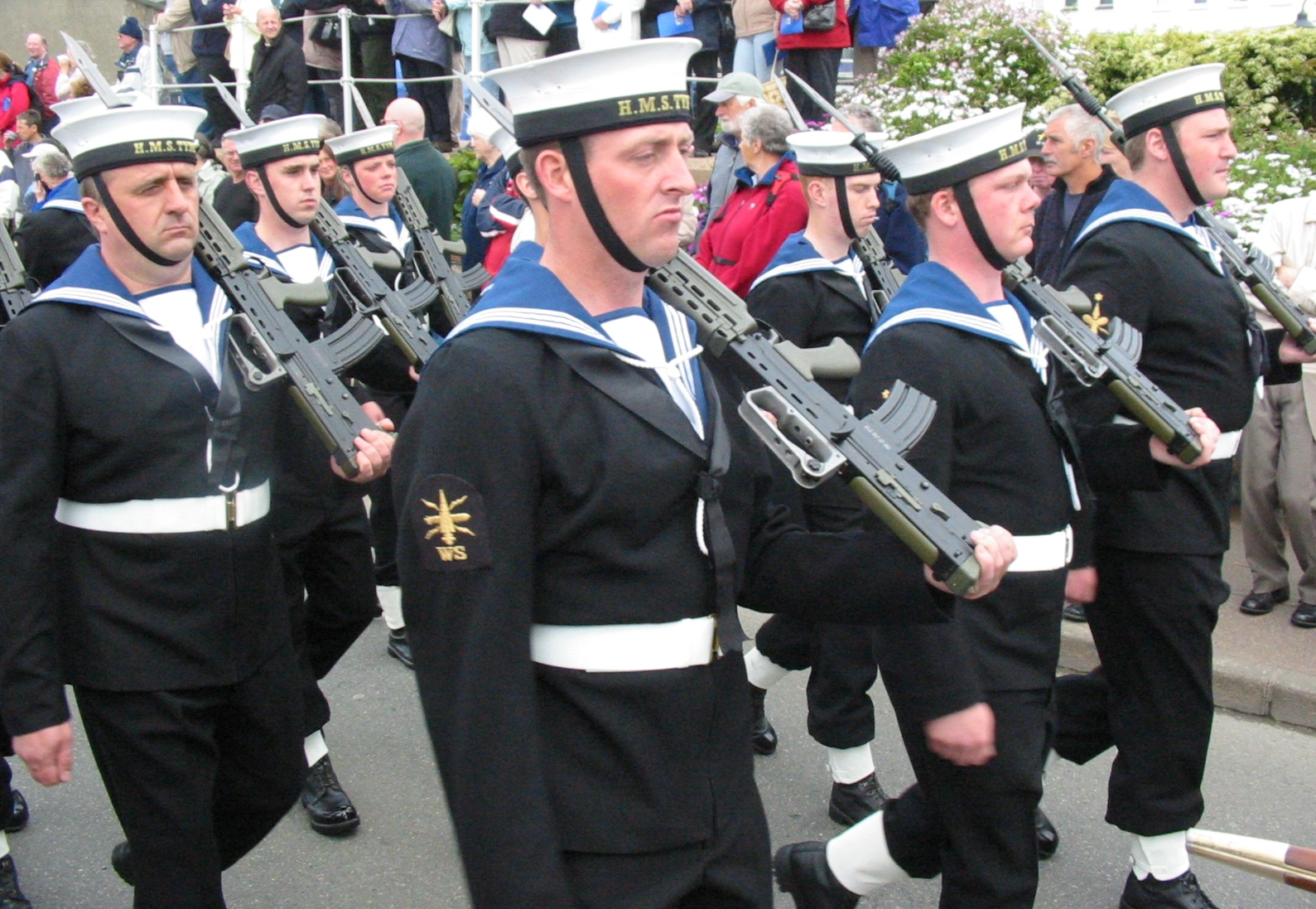
Blue No 1A Dress の水兵
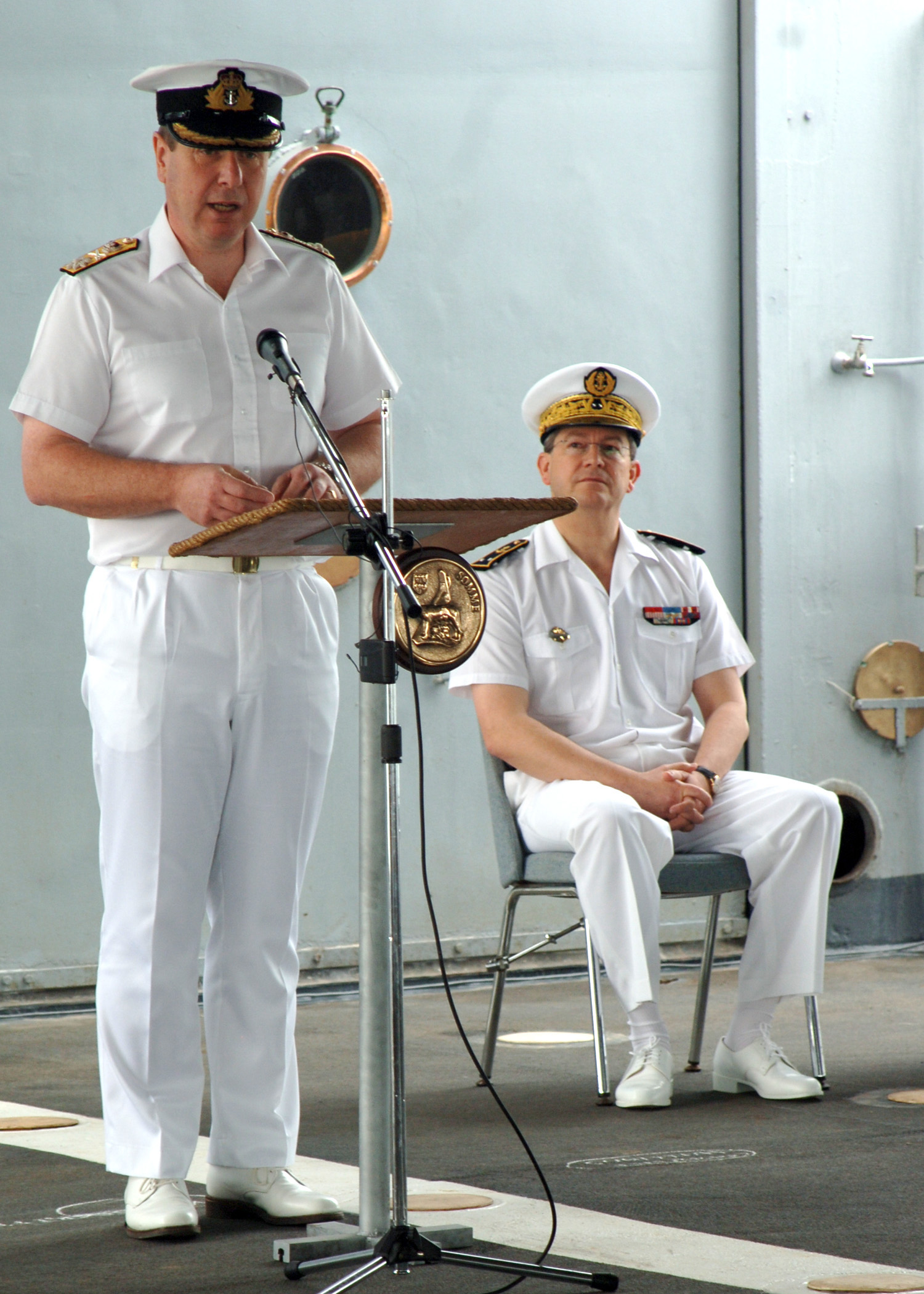
White No.3A dress の海軍代将

#### 階級章
士官の袖章にはカール（円環）が付された。この影響は日本海軍の軍服や商船乗組員の士官服などにも見られた。

イギリス海軍の尉官は2階級である。
- 士官

袖章
|  |  |  |  |  |  |  |  |  |  |  |

- 准士官並びに下士官・兵卒

## 空軍の軍服

### 現代の空軍軍服

#### 空軍軍服の種類
- Full dress
- No.1 dress

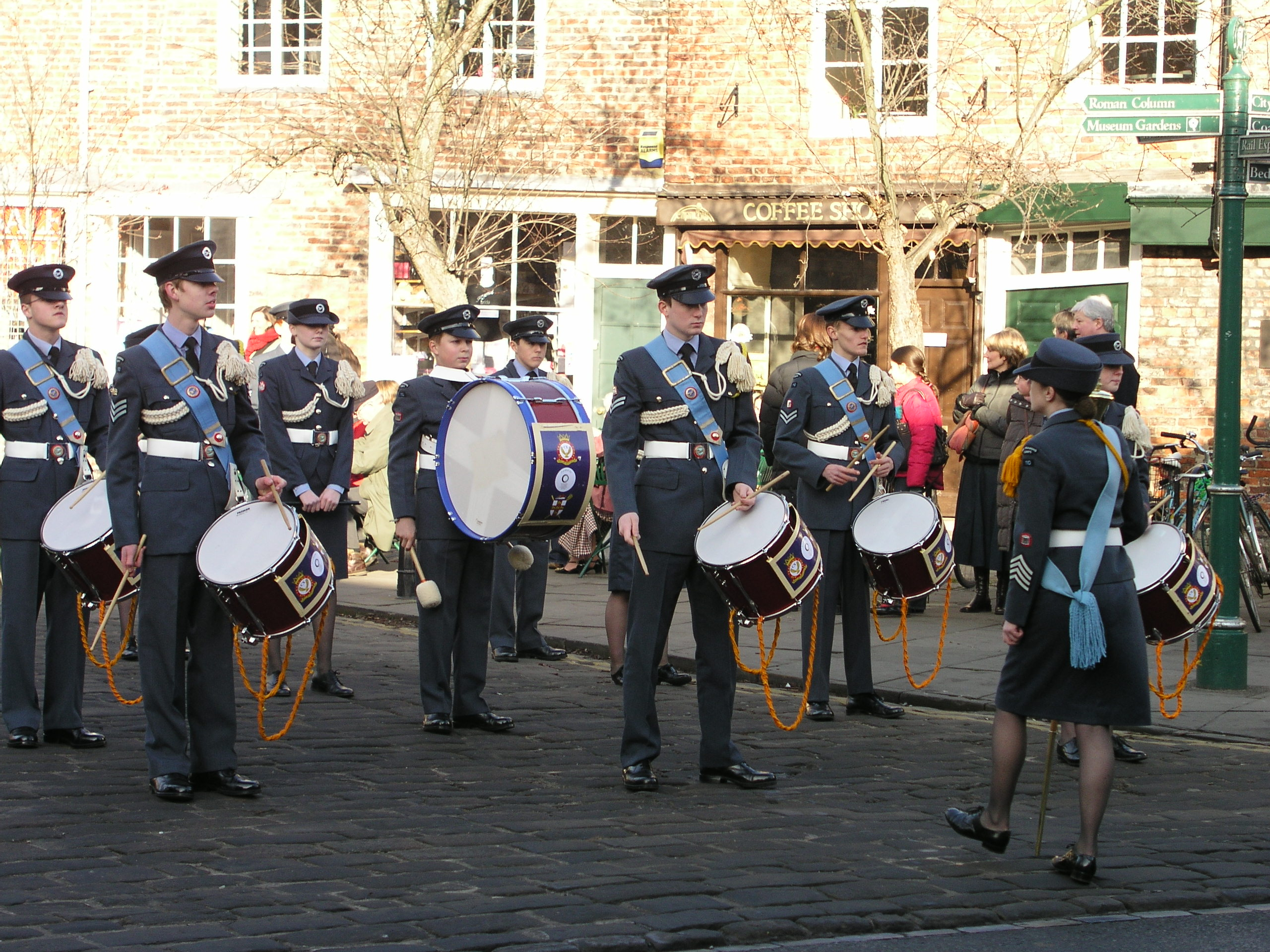
空軍軍楽隊
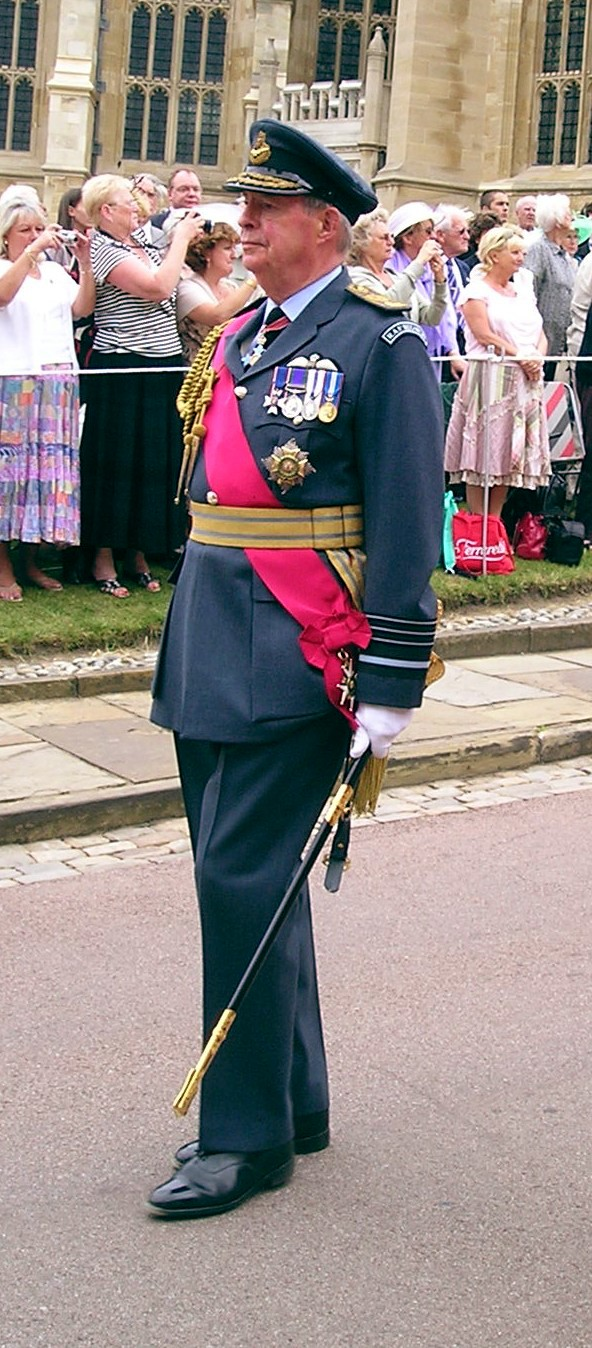
No 1A Service Dress の空軍大将

- No.2 dress
- No.3 dress
- No.4 dress
- No.5 dress
- No.6 dress
- No.7 dress
- No.8 dress
- No.9 dress
- No.10 dress
- No.11 dress

#### 階級章
- 士官

袖章
|  |  |  |  |  |  |  |  |  |  |  |

- 准士官並びに下士官・兵卒

腕章
|  |  |  |  |  |  |  |  |

## 各国への影響

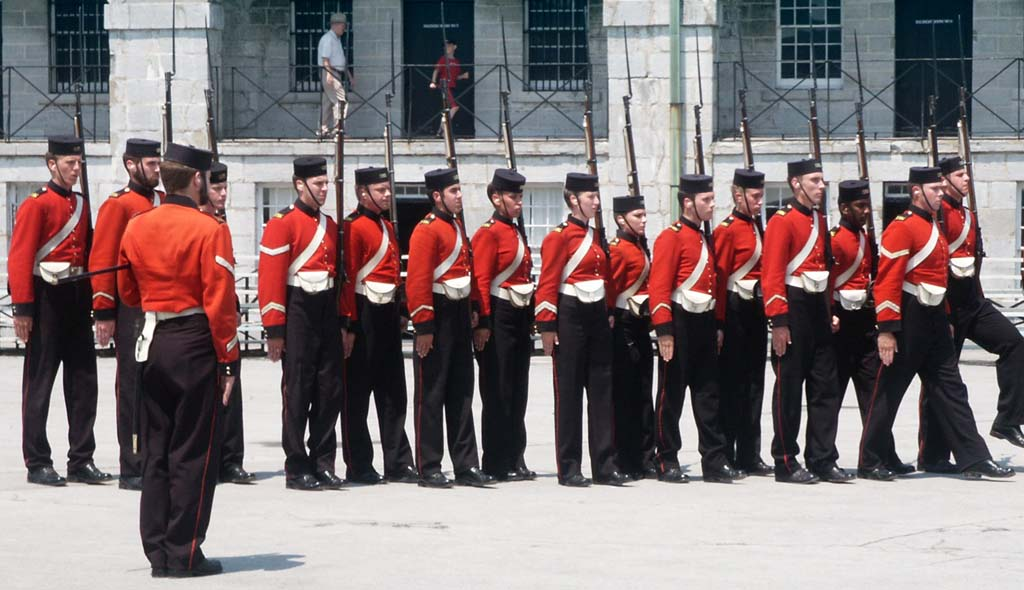
カナダ陸軍の正装
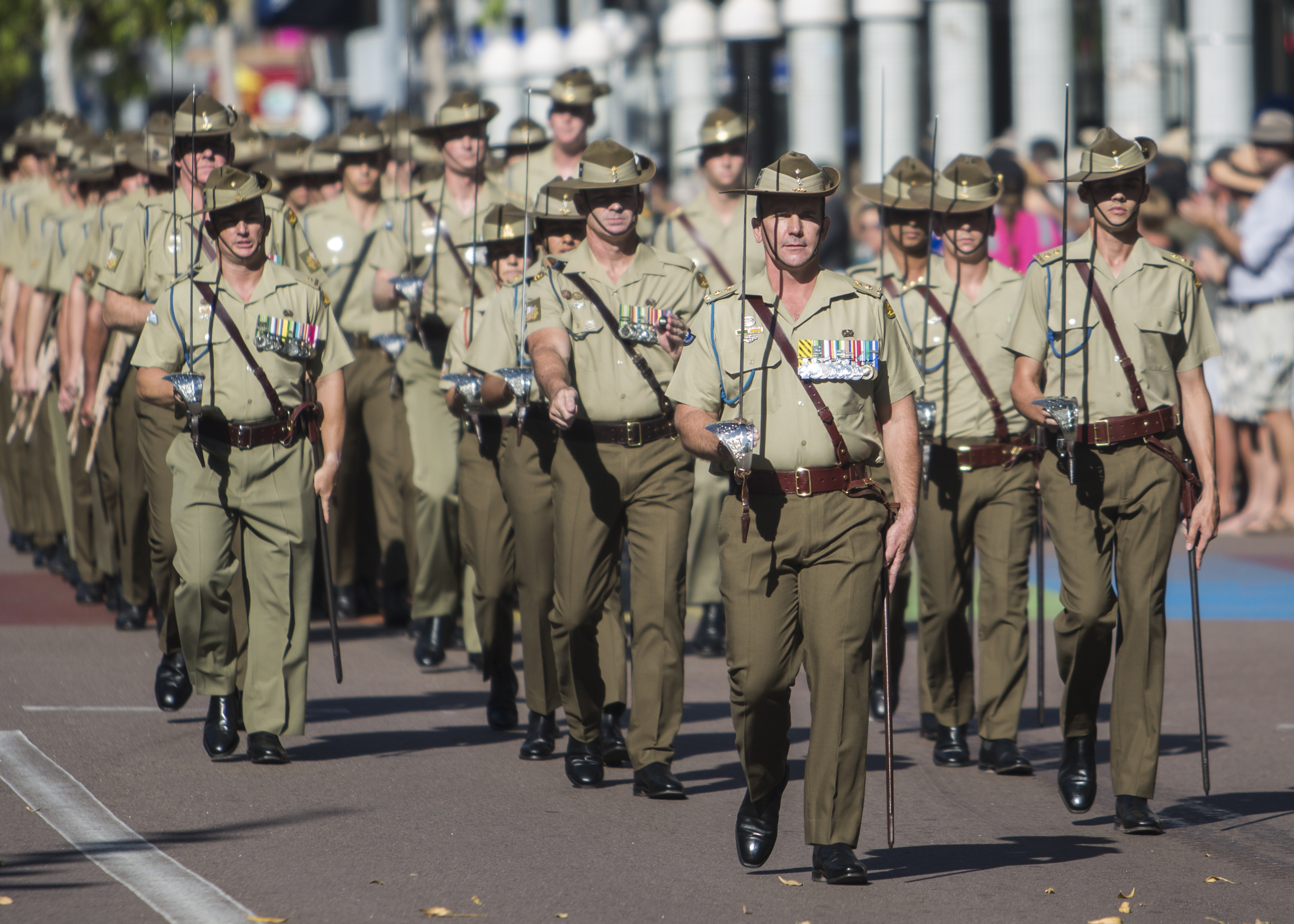
オーストラリア国防軍の正装、頭部にスローチハットを着用。
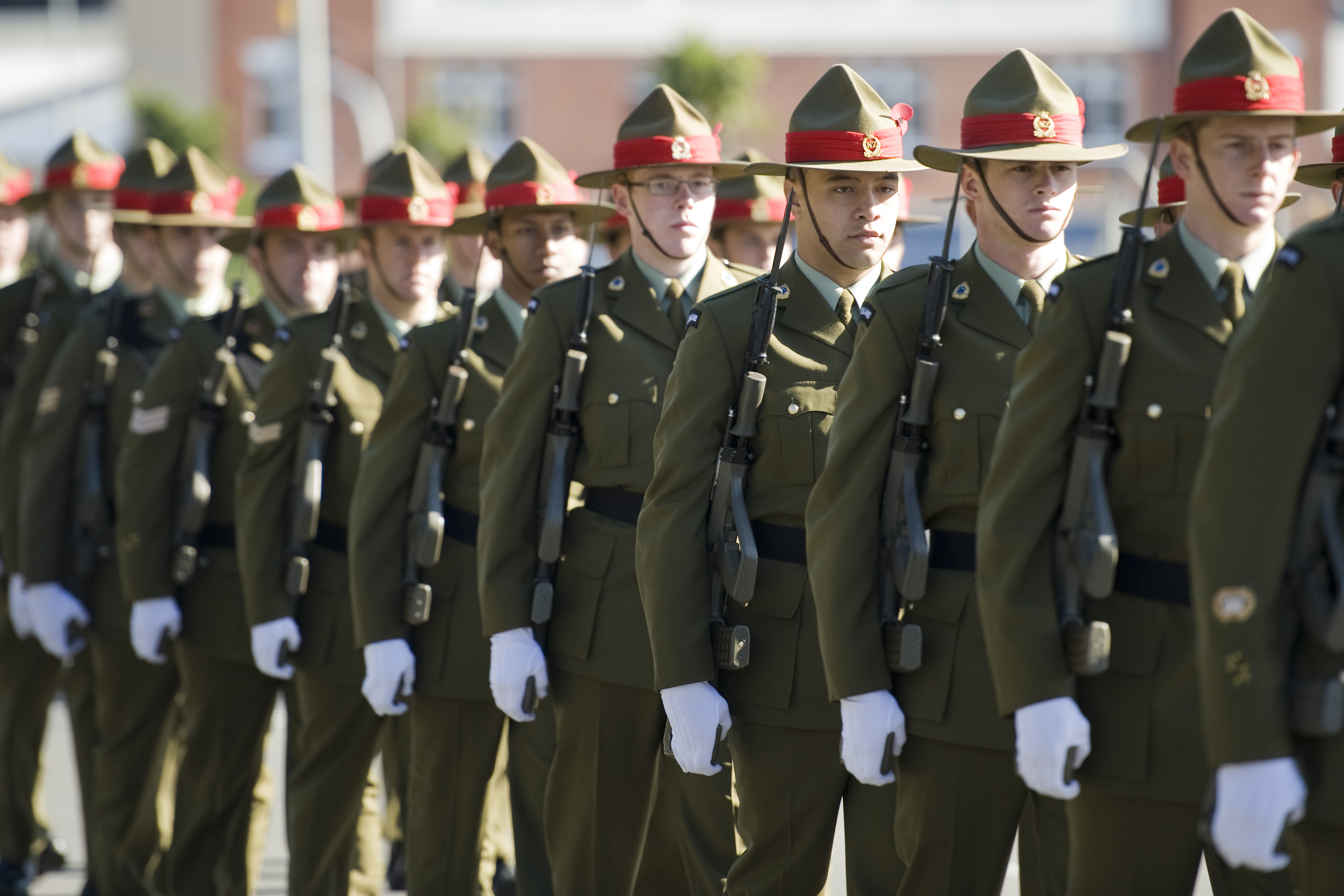
ニュージーランド国防軍の正装。
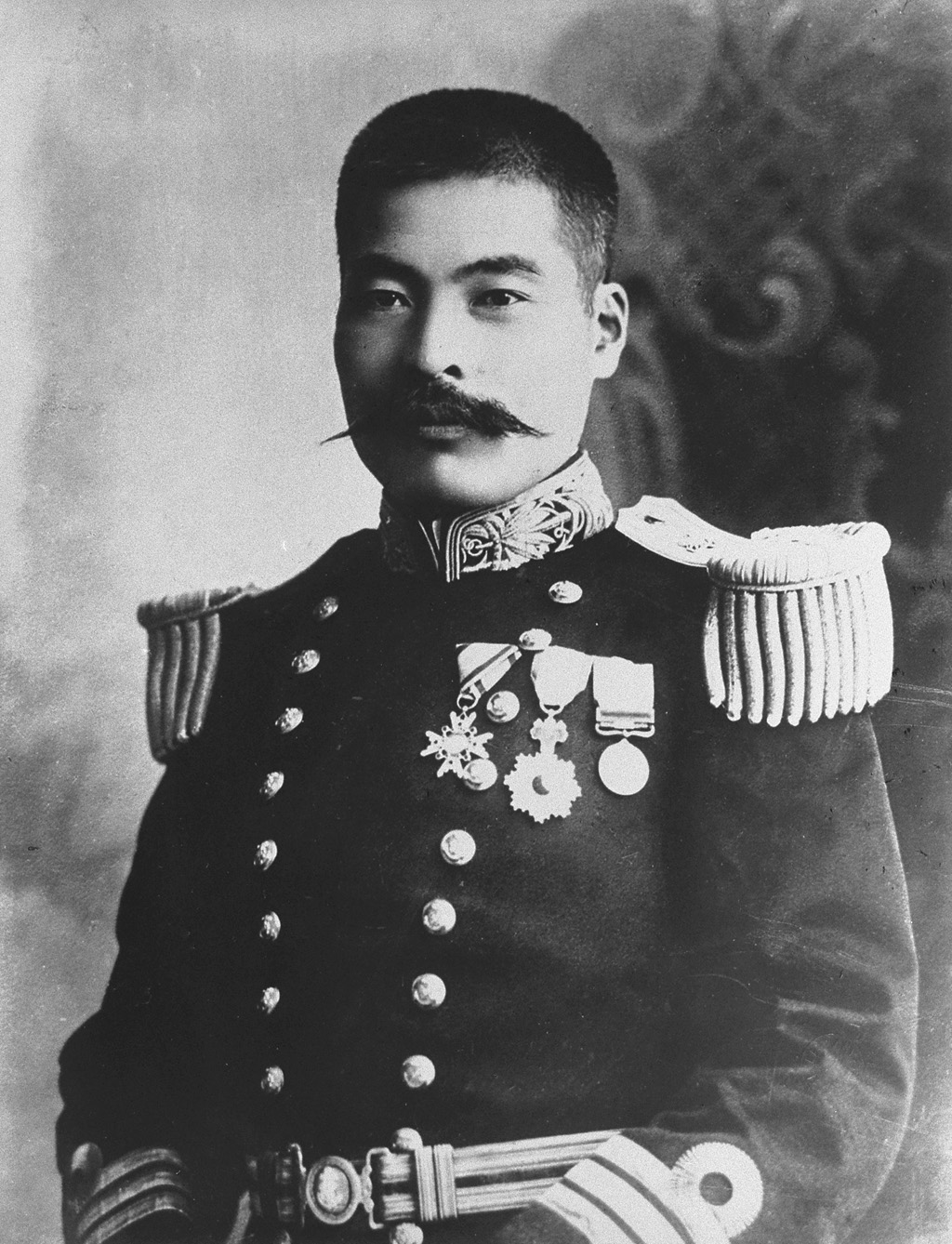
旧日本海軍中佐の正装（広瀬武夫）
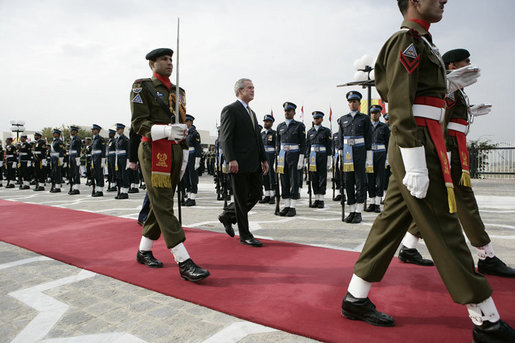
パキスタンを訪問したブッシュ米大統領の観閲を受ける同国軍兵士（奥、整列している兵士が空軍、手前、ブッシュ大統領を先導しているのが陸軍将兵）
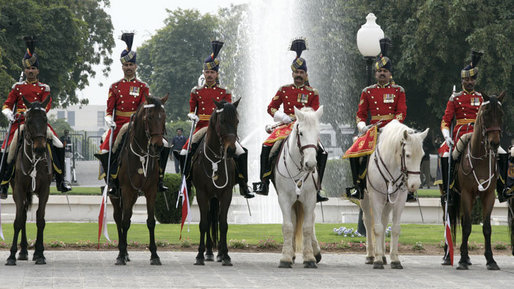
パキスタン騎兵隊正装
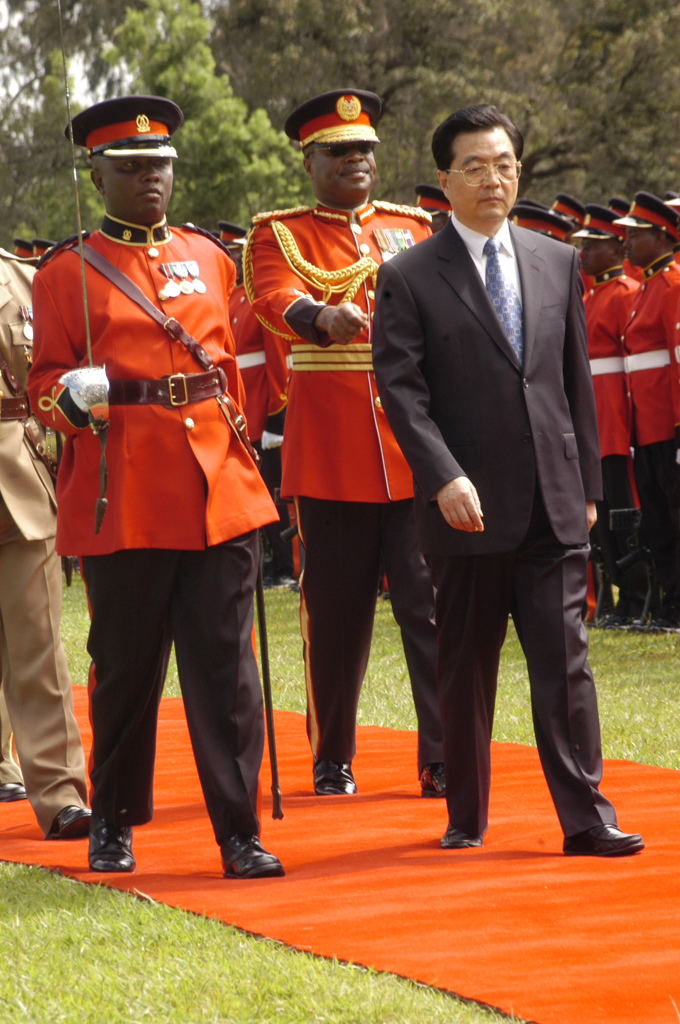
胡錦濤中国主席の観閲を受けるケニア軍儀仗兵
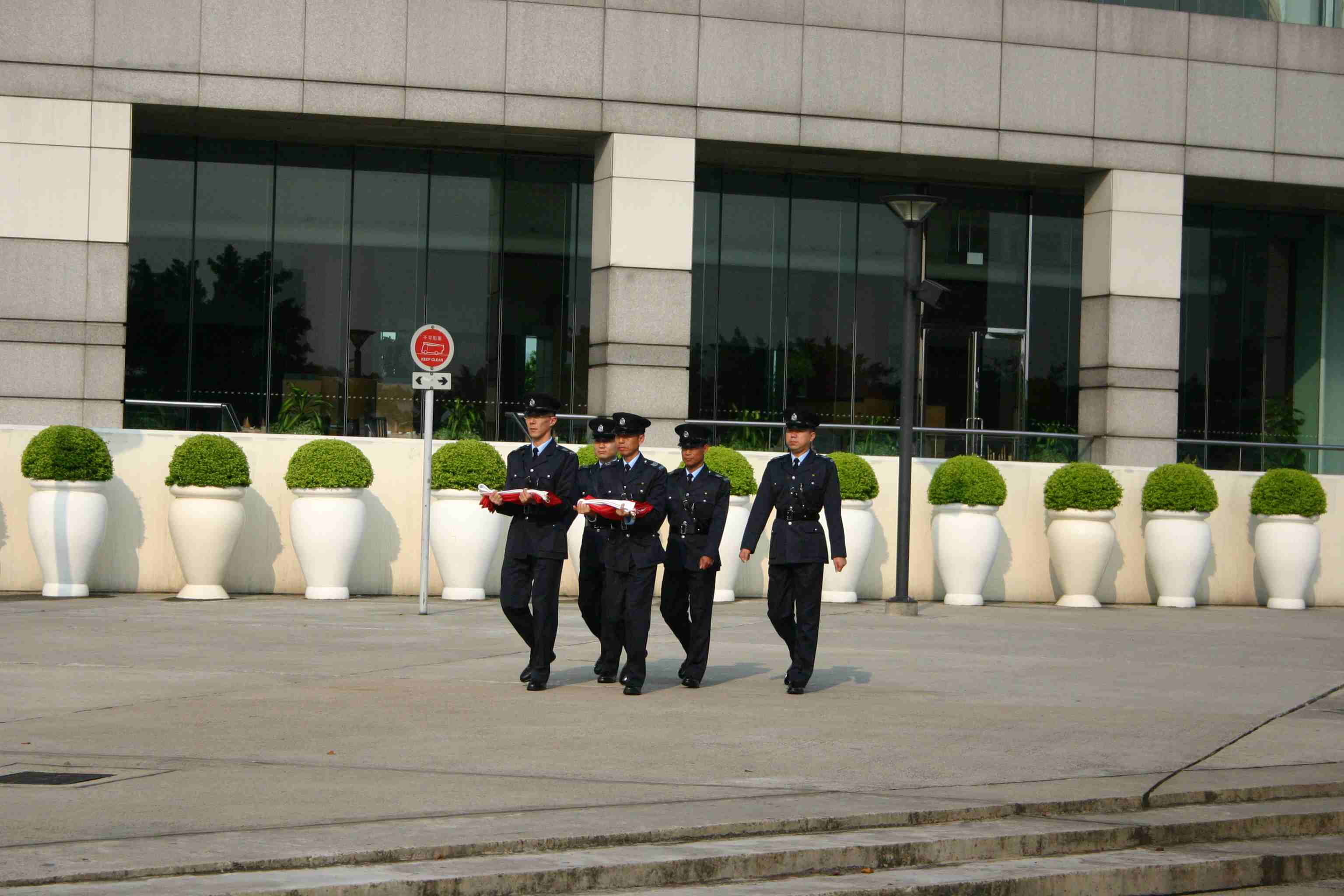
香港の警察官（返還前のイギリス統治時代のデザインを踏襲した制服を着用）
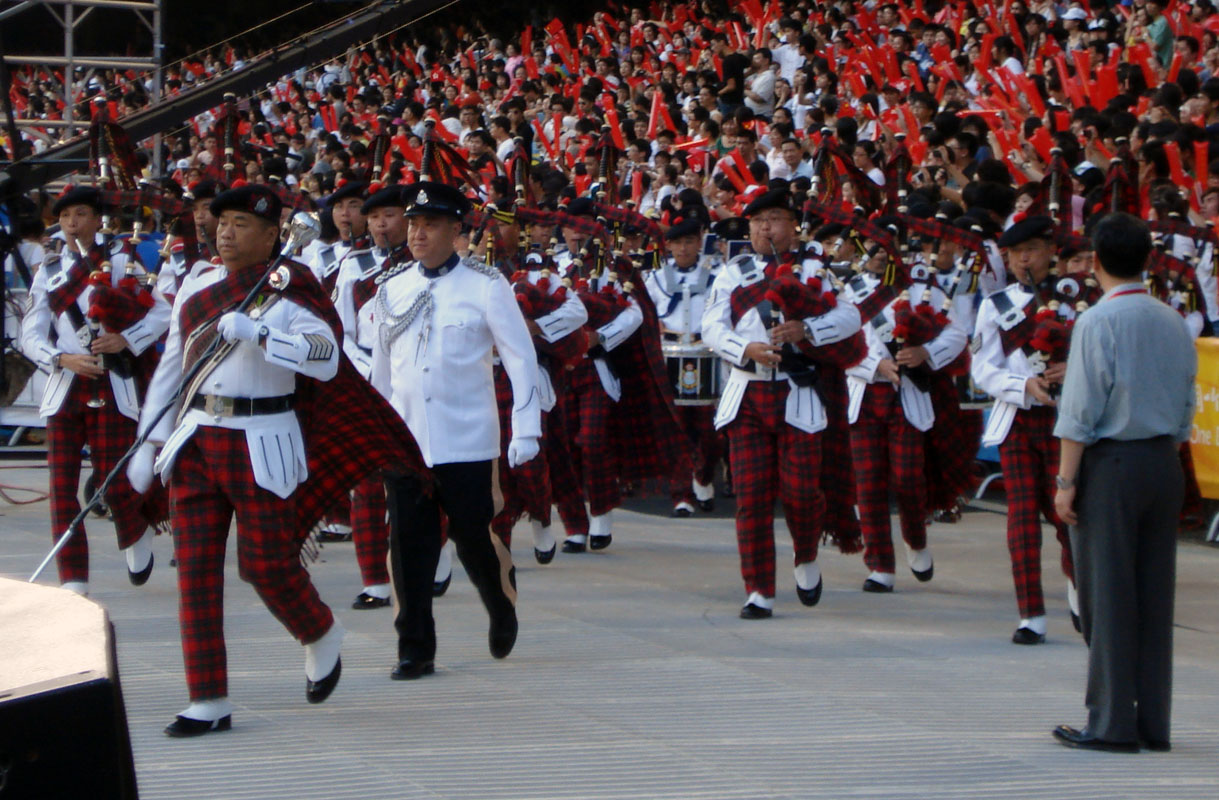
香港の警察音楽隊
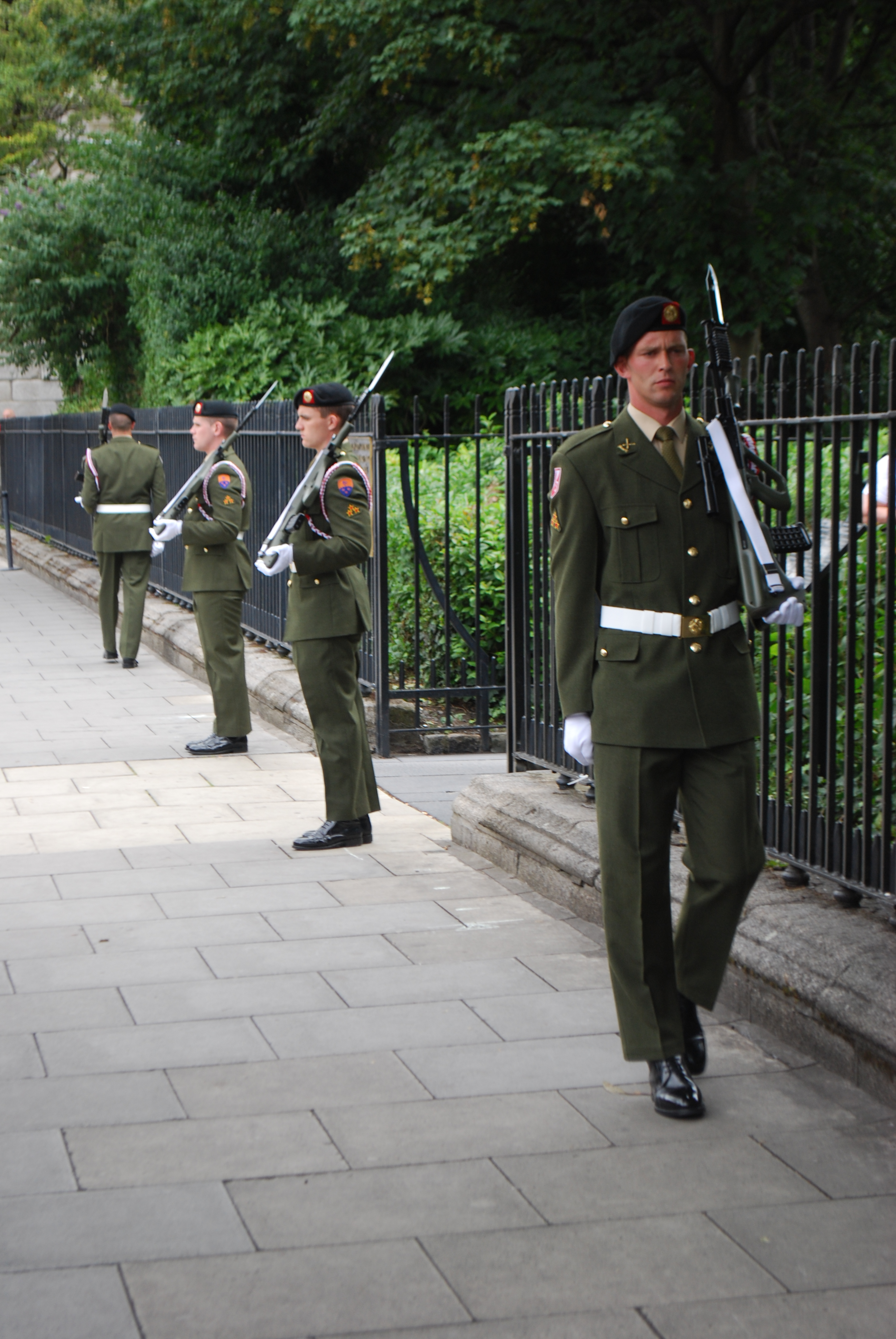
アイルランド国防軍の正装、アイルランドの象徴として緑色を基調にしている。

### 軍服以外

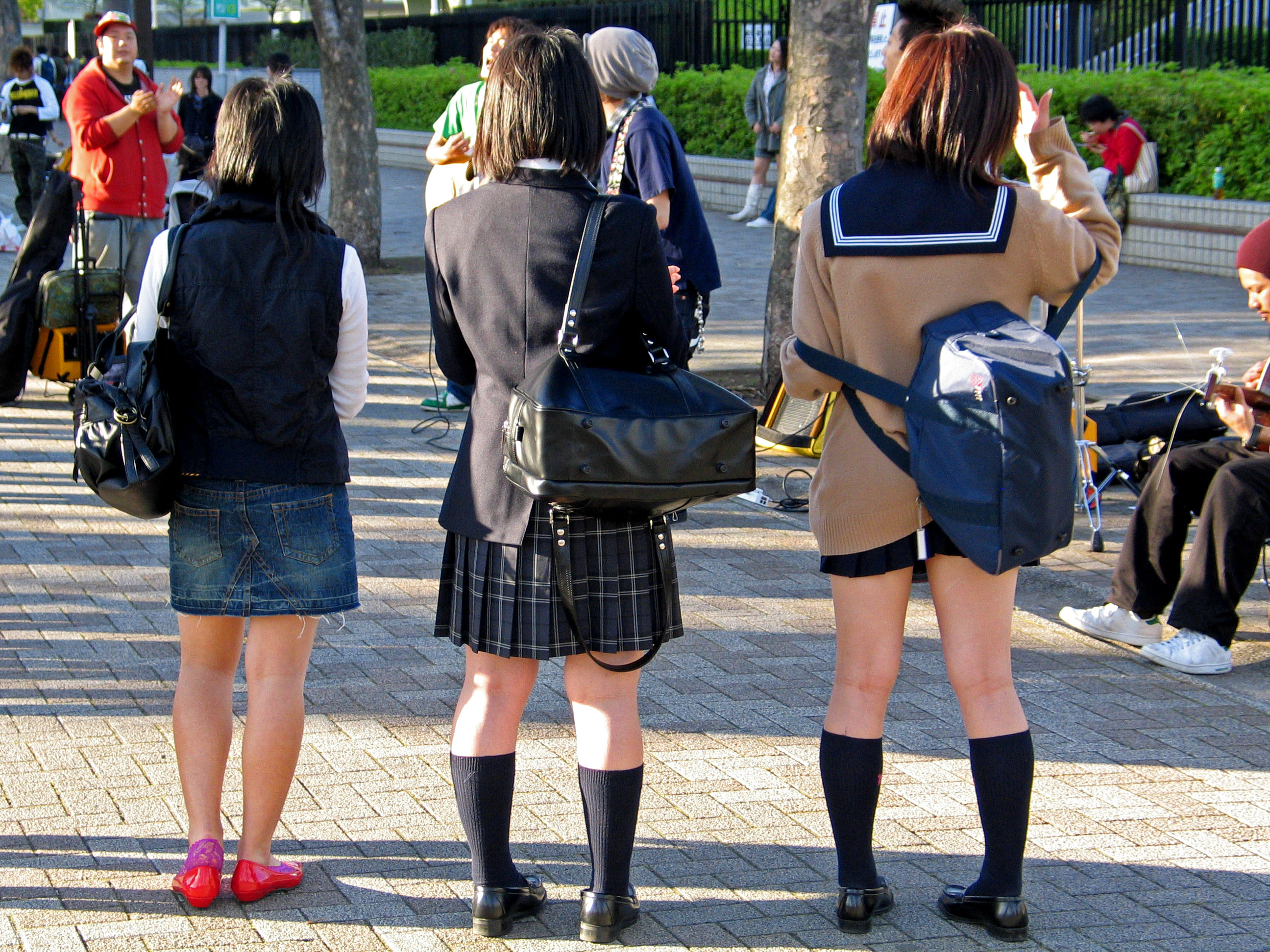
現代日本の街角。手前の制服を着た女子校生は右がセーラー服の上にカーディガン、中央は濃紺のブレザーにタータンチェックのスカート、左端の若者はラグラン袖のトレーナーを着用している。いずれもイギリスの軍隊と深い関係がある。

イギリス軍の軍服から一般に普及した服装はセーラー服やトレンチコート等数多い。イギリスを発祥とするメソジスト系プロテスタント教会、救世軍の制服はイギリス軍の軍服を模している。
イギリス軍では17世紀ごろからネクタイの斜めストライプを連隊（regiment）ごとに異なる色とするようになった。このため斜めネクタイの斜めストライプ柄を「レジメンタル（regimental ）」と呼ぶようになった。イギリスの名門大学でも19世紀ごろから大学ごとに異なるレジメンタル・タイを制定するようになった。

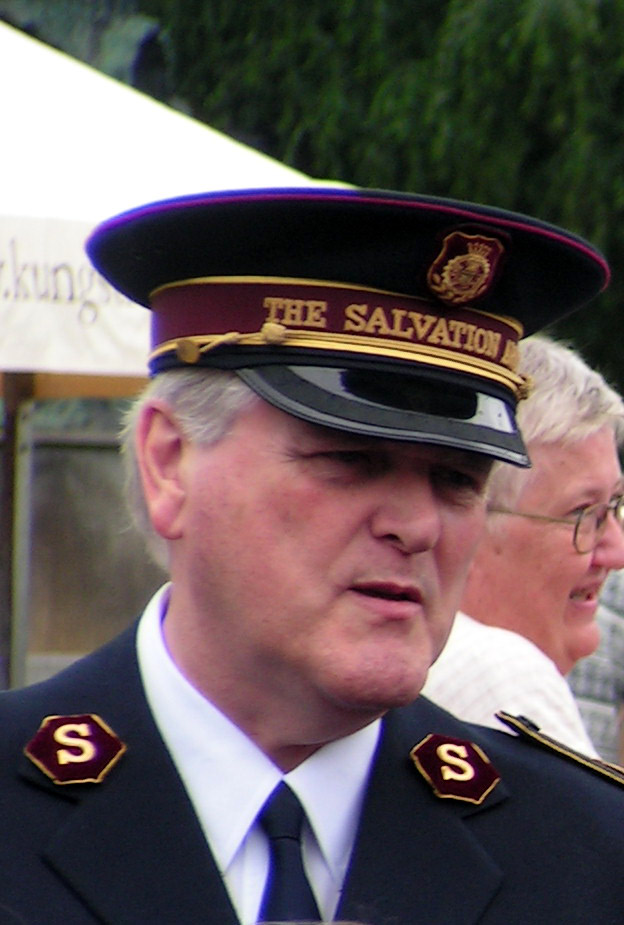
現在の救世軍の制服制帽（第18代大将のショー・クリフトン、開襟でネクタイ着用）
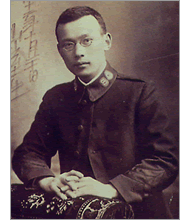
過去の救世軍の制服（救世軍日本軍国初代司令官の山室軍平、詰襟）
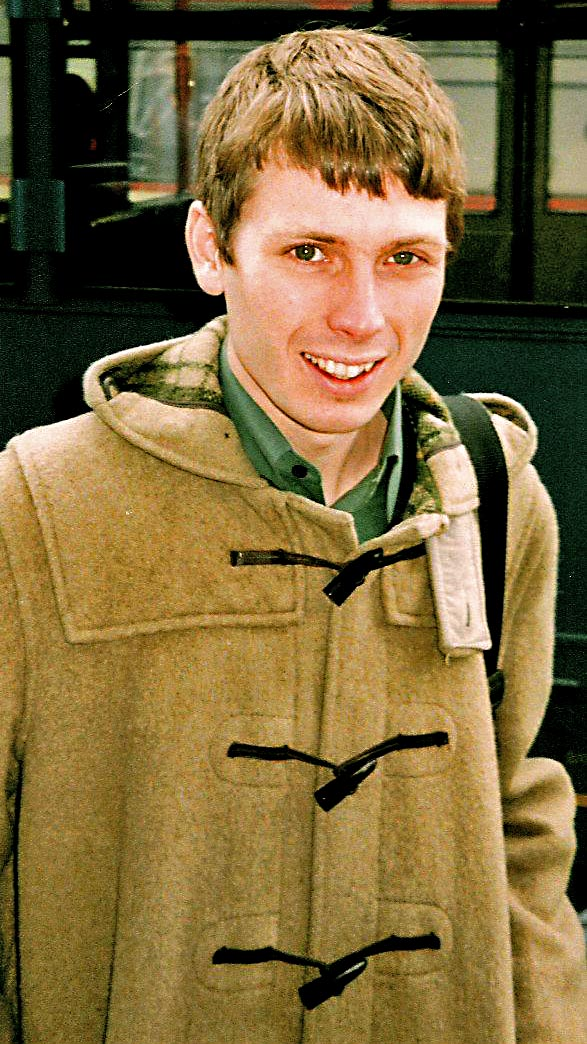
一般服装としてのダッフルコートの着用例
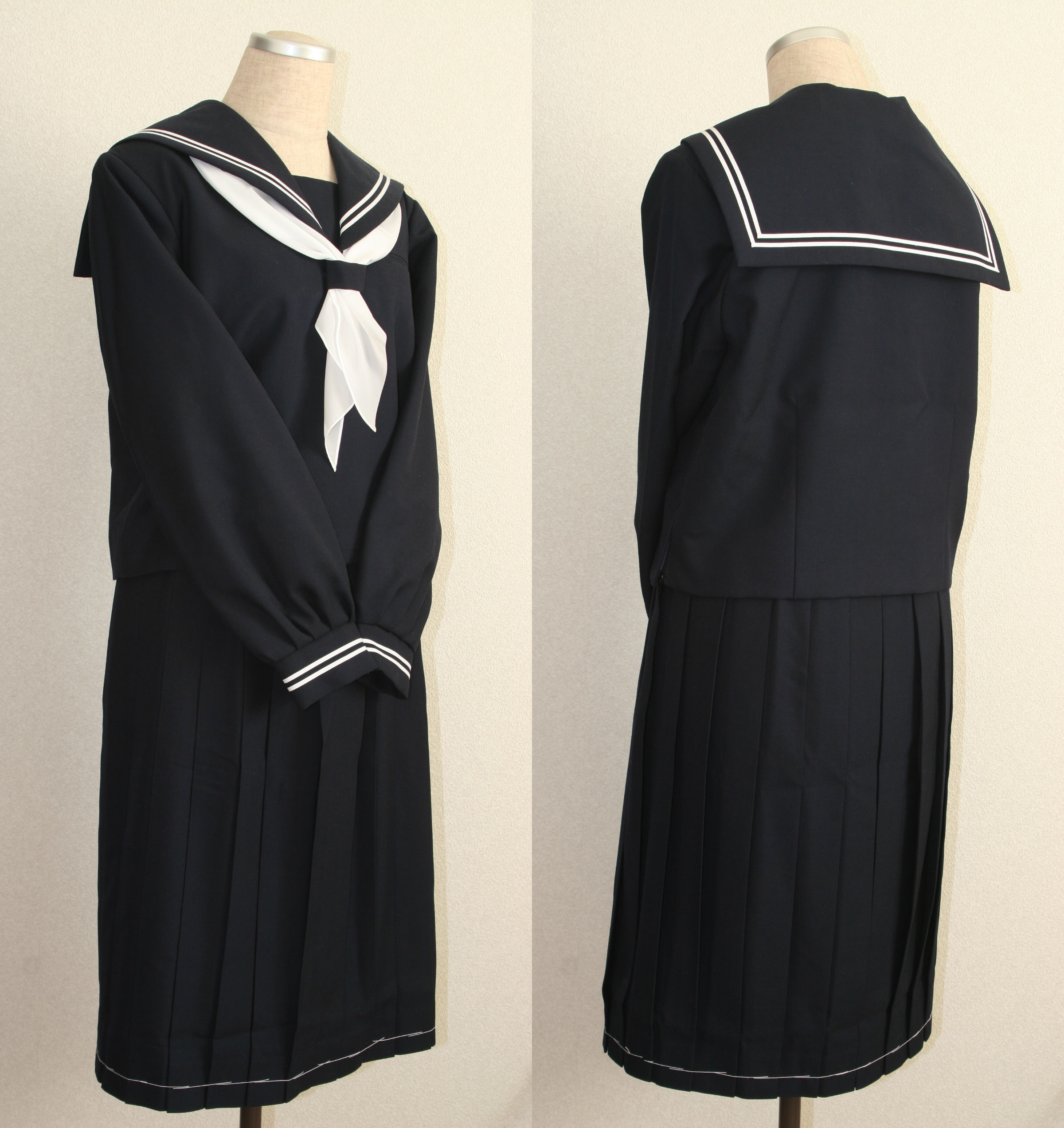
日本の女子学生制服に取り入れられた「セーラー服」の例（冬服）
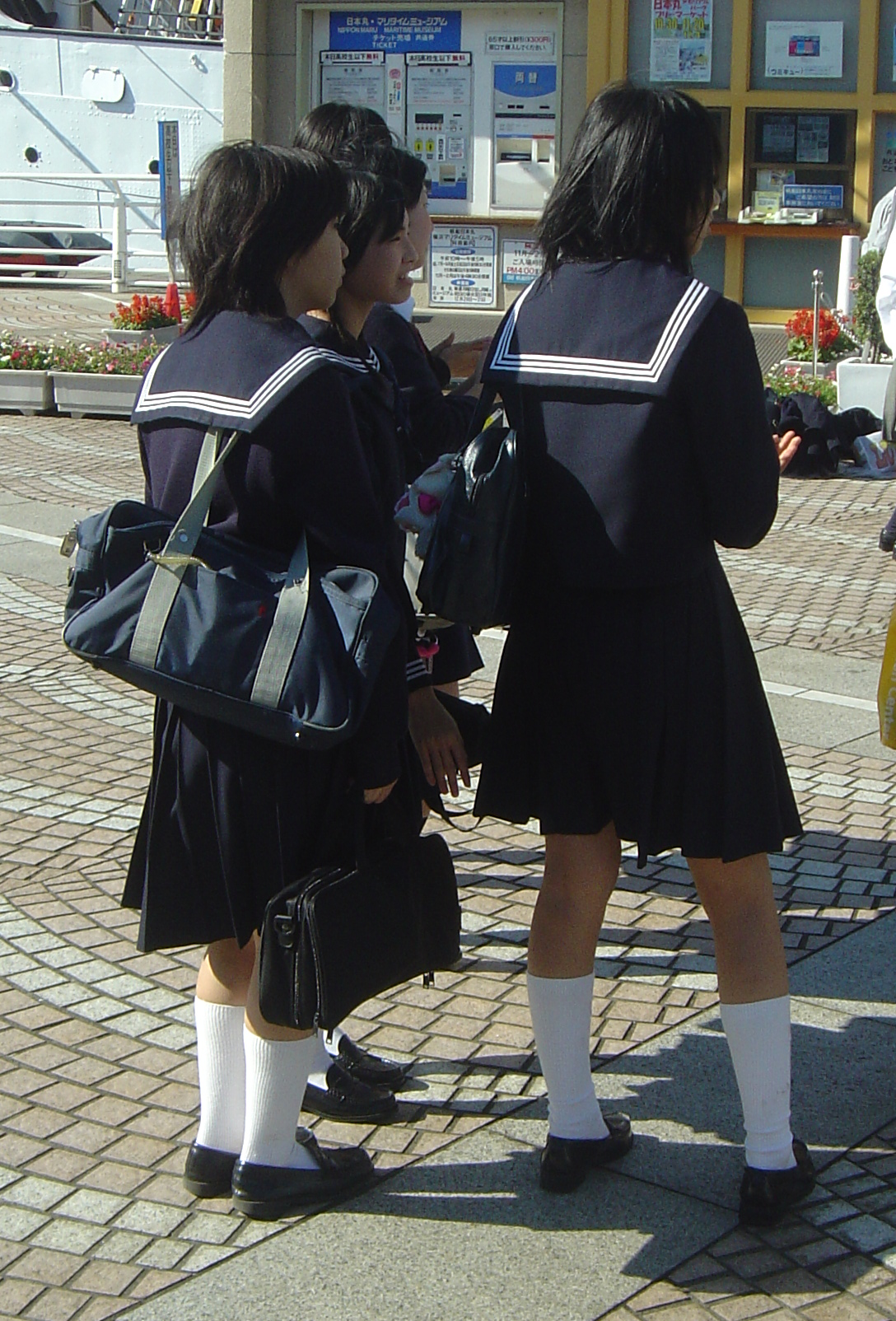
日本の女子校生の「セーラー服」着用例（冬服）
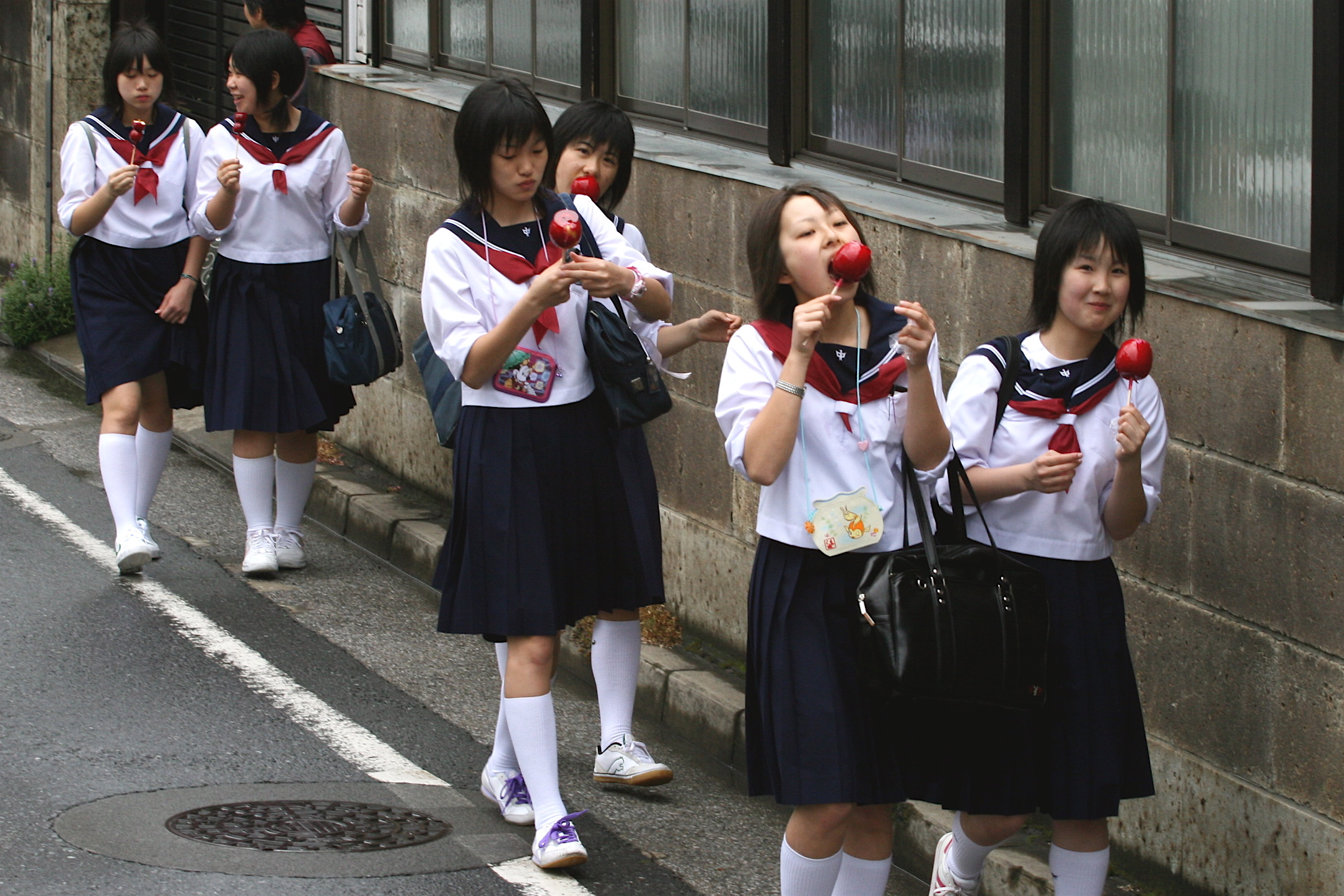
日本の女子中学生の「セーラー服」着用例（夏服）